# Époque orientalisante

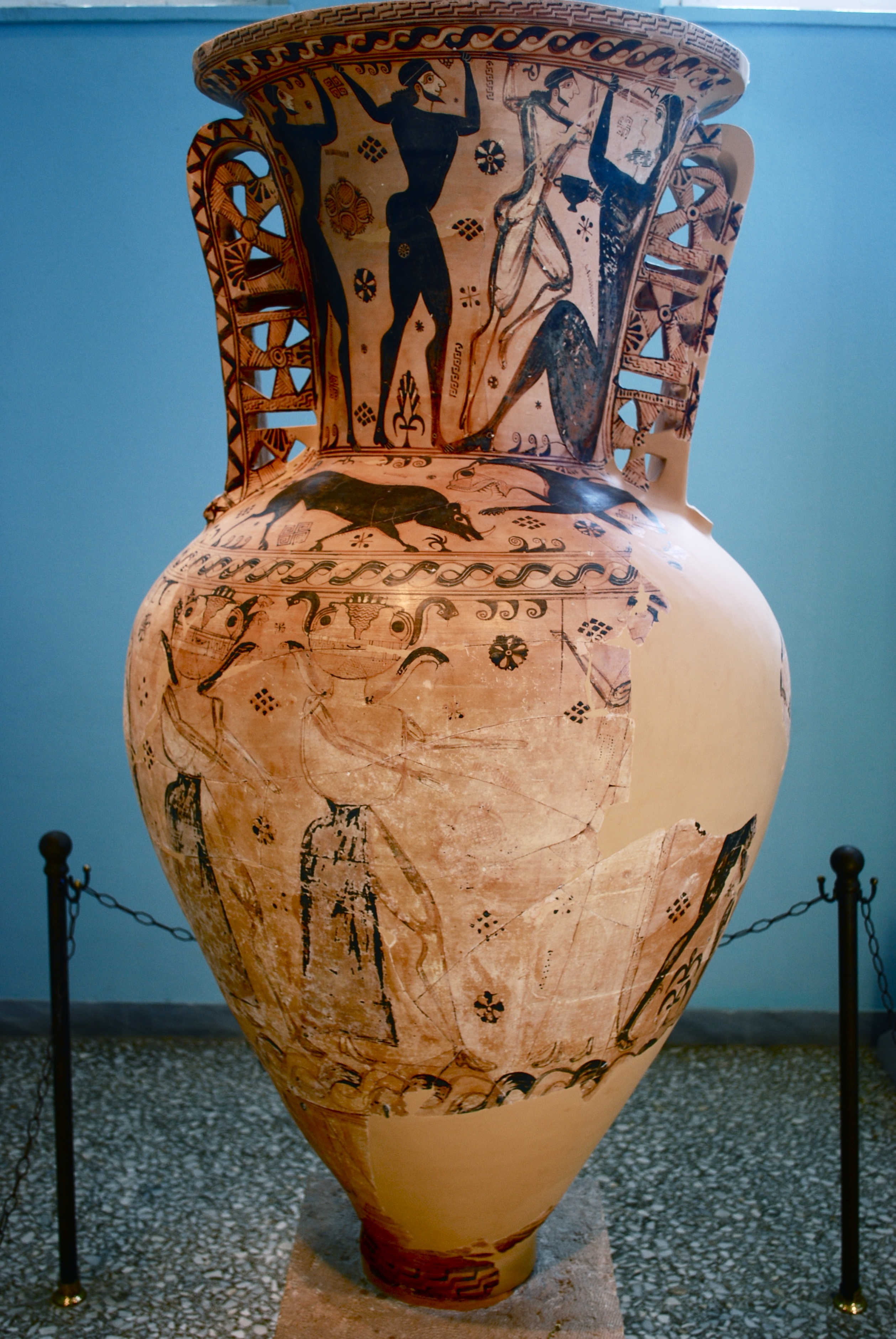
Amphore funéraire protoattique d'Égine (?), H. 142 cm. Peintre de Polyphème. Ulysse, ses hommes / Polyphème ; lion / sanglier ; Gorgones (à têtes de chaudrons orientalisants) / Persée. Vers 650. Musée archéologique d'Éleusis

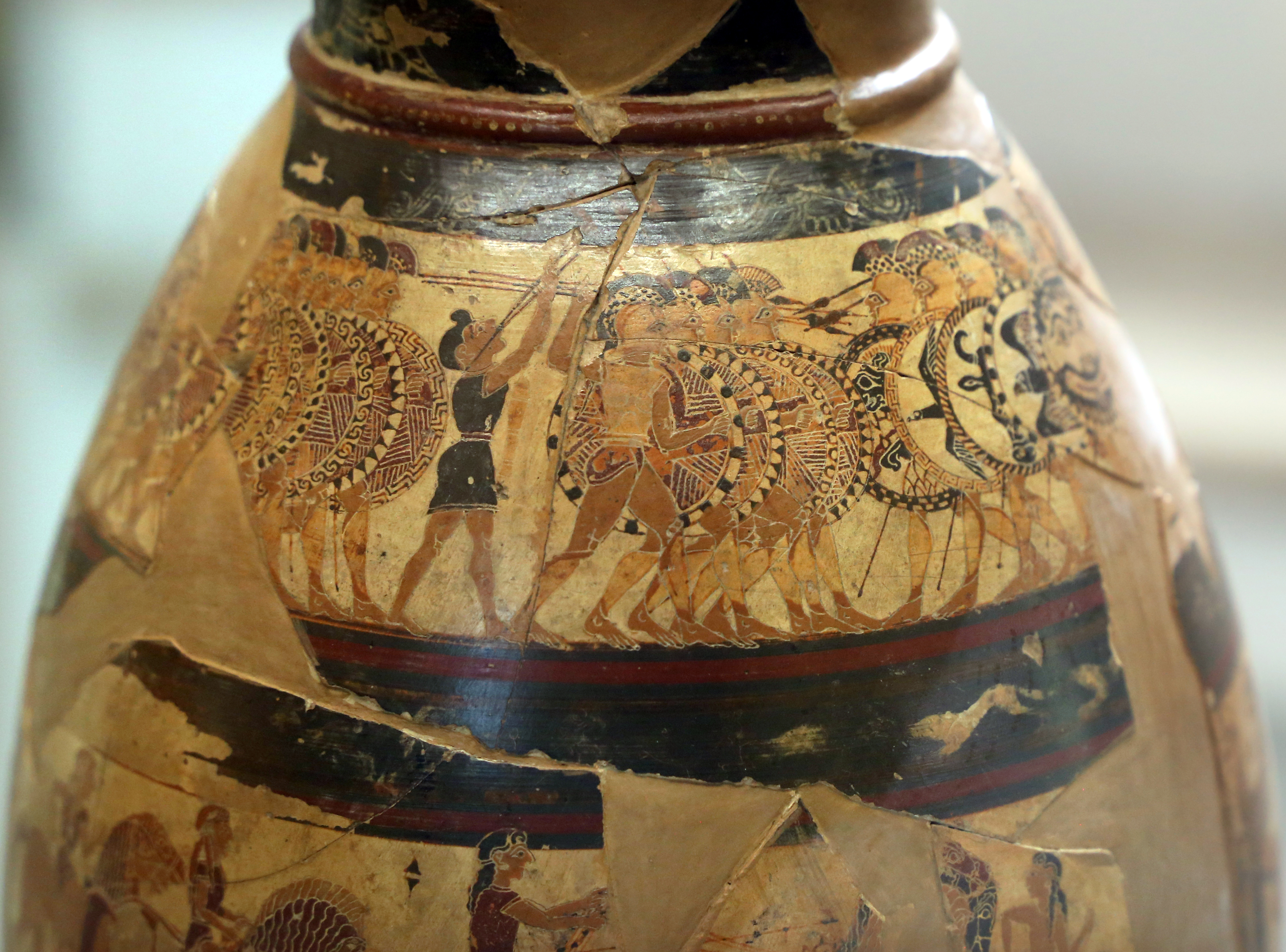
Olpé Chigi. Protocorinthien moyen, vers 640-630. H. 26 cm. Combat d'hoplites qui resserrent leurs rangs au son d'un petit joueur d'aulos
Musée national étrusque de la villa Giulia

Sauf précision contraire, les dates de cet article sont sous-entendues « avant l'ère commune », c'est-à-dire « avant Jésus-Christ ».
L'époque orientalisante ou du  style orientalisant est l'époque de la culture et de l'art de la Grèce antique correspondant à la période centrale de la Grèce archaïque. Elle recouvre une durée dont les limites peuvent aller, selon les spécialistes, de la seconde moitié du VIIIe siècle à la première moitié du VIIe siècle AEC, ou bien de 720 à 600 AEC. Elle suit l'époque géométrique (environ 900 - 700) et correspond donc au moment central de la période archaïque (800/700 - 480/479).
Cette époque est caractérisée par la circulation et l'assimilation de faits culturels et de modèles artistiques orientaux. Des techniques, des modèles iconographiques et des modes de composition s'imposent de l'Orient à la Grèce, à l'Étrurie et jusqu'à Tartessos, au sud de la péninsule ibérique. Les productions artistiques sont qualifiées d'« orientalisantes ». En Grèce, le phénomène est renforcé par la créativité des artisans et des commanditaires, stimulée par l'afflux de ces nouveautés dans le bassin méditerranéen et par des rivalités au sein des élites et entre cités. 
Le phénomène d'« orientalisation » concerne les Grecs et aussi d'autres cultures. Les Phéniciens en sont, pour l'essentiel, à l'origine. Leur tradition culturelle fait de l'utilisation de formes étrangères une pratique récurrente dans les arts, un éclectisme. Les Chypriotes, qui sont à leur contact et au contact des Grecs accueillent ces rencontres culturelles et les diffusent. La Crète est un foyer essentiel, très tôt. Corinthe est la première cité "orientalisante", puis ce phénomène gagne l'Attique, les Cyclades et enfin la Grèce de l'Est. Plus à l'Ouest, au contact des marchands et des colonies grecques et phéniciennes, les élites étrusques s'approprient de telles nouveautés "exotiques" pour mieux se distinguer de leurs voisins, dont les anciens Romains, qui tentent alors de les imiter.
Au cours de l'époque orientalisante la Grèce reçoit, donc, l'influence du Moyen-Orient. Ce qui se manifeste dans de nombreux domaines comme les bronzes, la sculpture et l'architecture. Mais, pour les archéologues, ce phénomène concerne principalement les décors réalisés par les potiers-peintres, stimulés par le contact avec les modèles orientaux et du fait social de l'émulation ou de la rivalité entre les cités naissantes et conflictuelles. Les fragments de ces poteries permettent, aujourd'hui, de dater assez précisément les niveaux archéologiques tant ils sont caractéristiques d'une provenance, souvent un atelier, et d'une période précise.
De nombreux objets d'importation, en particulier déposés dans les sanctuaires grecs, peuvent signaler trois choses. Soit il s'agirait des dépôts faits par les élites grecques de produits importés par des commerçants ; soit ils portent la trace du passage d'étrangers ; soit, enfin, ils signalent l'état des relations internationales et la proximité de certains cultes à cette époque dans cette partie du bassin méditerranéen.
Selon John Boardman cette « révolution orientalisante » (Orientalizing revolution) a conduit aux formes que l'on appelle « classiques » de l'art naturaliste. Elle s'en distingue pourtant bien : la nature, les animaux, les plantes et les monstres, souvent plus que la représentation de l'homme, occupent les artistes ; ce rapport s'inversera ensuite.

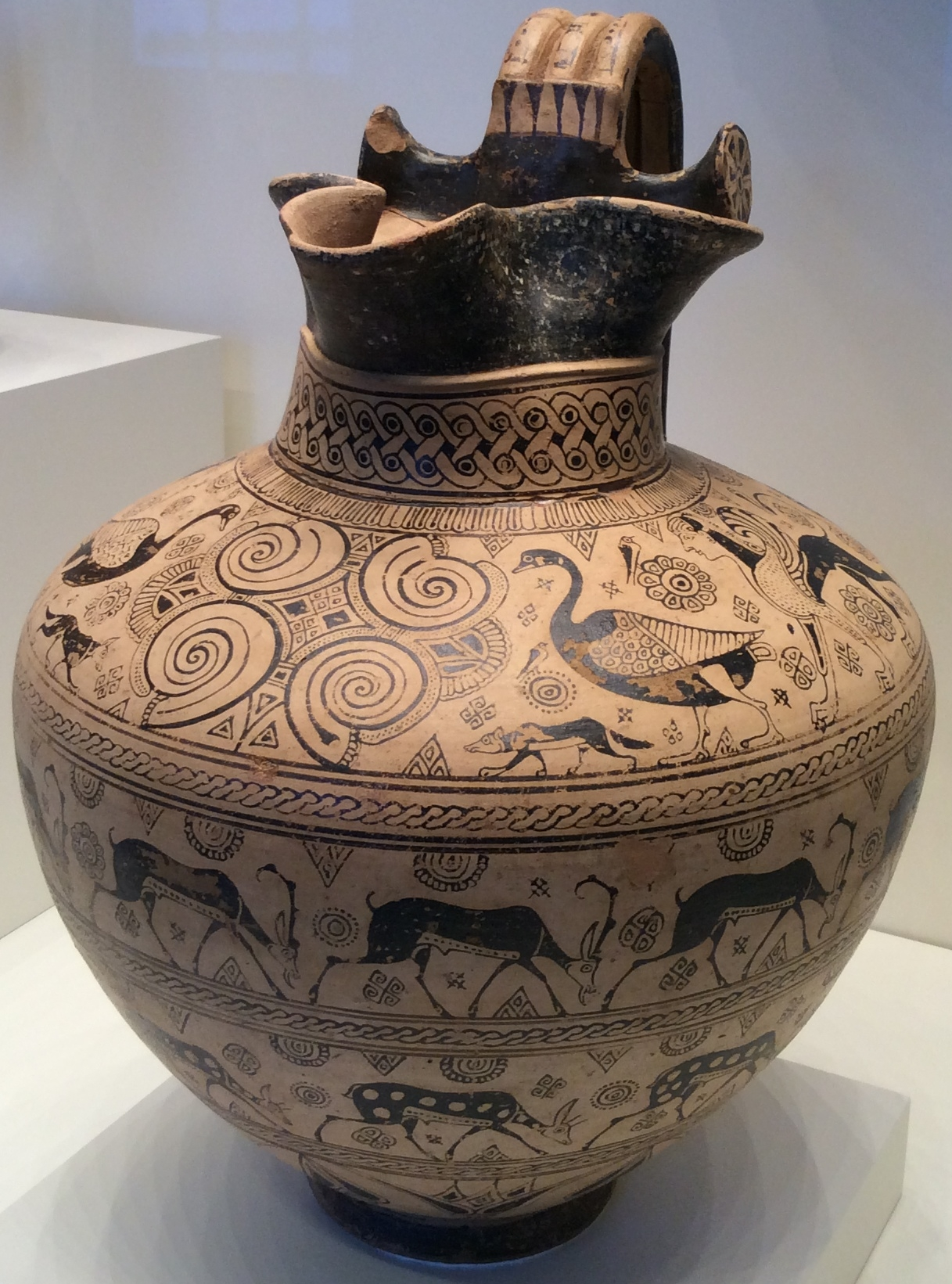
Œnochoé aux animaux paissant. Style des Chèvres sauvages, v. 625. Milet. Villa Getty

## Orientalisation (généralités): le concept
Les auteurs qui emploient ce concept aujourd'hui remettent en question certains a priori ou sous-entendus liés aux études savantes héritées du XIXe siècle et centrées sur la Grèce. Une idée de ce type est pointée par Ann C. Gunther. Cela consiste à chercher une « main grecque » derrière un objet découvert en un lieu quelconque. Si l'on prend l'exemple d'une figurine en ivoire représentant un jeune garçon aux jambes repliées, découvert dans le sanctuaire dédié à Héra à Samos, probablement un élément attaché à une lyre. Martin Robertson (1975) y voit « beaucoup d'Orient, mais la précision de la forme, la nette division des parties sont totalement grecs ». Finalement, en 2012 cette figurine a été attribuée à un atelier Crétois, établi à Samos à moins qu'il ne s'agisse d'un objet importé depuis la Crète. La question des connaissances relatives aux différents styles pose donc problème pour une éventuelle attribution. Mais l'attribution de certains caractères propres et permanents à la Grèce antique est inenvisageable aujourd'hui en raison d'une meilleure connaissance des productions et parfois des ateliers. Certains caractères "orientaux" sur des objets découverts à Pithécusses (vers Naples) semblent ainsi produits par des ateliers Levantins travaillant pour des commanditaires grecs. Il est alors impossible de considérer de tels objets comme relevant d'un style grec, ou autre. L'orientalisation apparaît plutôt comme une hybridation, l'assimilation de références diverses issues de lieux souvent très éloignés. Les protomés de chaudrons à figure de griffons et de sirènes, découverts en Grèce continentale, en Turquie et en Grèce de l'Est, ainsi qu'en Italie étrusque sont ainsi soumis à des études d'ordre technique et non stylistiques en raison de la complexité du problème.

## Orientalisation (généralités): des échanges en tous sens

### Échanges en Méditerranée
Ce nouveau style artistique qui caractérise la période orientalisante reflète une longue période, sur plus d'un siècle, d'échanges culturels accrus dans le monde égéen jusqu'au Moyen-Orient. Dans ce vaste mouvement généralisé, l'expansion grecque n'apparaît pas comme une colonisation, c'est-à-dire comme un mouvement d'ensemble massif ou une série d'actions ponctuelles visant à la soumission des peuples colonisés - ou encore à l'exploitation des territoires. Il faut y voir plutôt une multitude de mouvements dispersés dans l'espace et étalés sur une longue période, où les commerçants ont un rôle important. Un certain nombre d'établissements stables ont été fondés, parfois à la demande des autochtones, pour aider au commerce avec les Grecs (par exemple à Elche).
Ces phénomènes permettent d'aborder la notion d' "identité" des peuples du monde méditerranéen et de l'interculturalité qui s'opère à cette époque, à partir de relations réciproques et complexes. Walter Burkert a très simplement décrit le nouveau mouvement de l'art grec comme une révolution :  « Avec des reliefs en bronze, des textiles, des sceaux et d'autres produits, tout un monde d'images orientales s'est ouvert que les Grecs n'étaient que trop désireux d'adopter et d'adapter au cours d'une "révolution orientalisante" ».
Cependant il ne s'est pas agi d'un phénomène identique partout et pouvant trouver une explication globale. Il s'agit plutôt, dans chaque communauté, d'un processus d'emprunts sélectifs, à chaque fois différents, tirés de références les plus diverses.
Le commerce est alors essentiel, ainsi on constate sur la côte moyen-orientale une très grande différence entre cette période et ce qui a précédé ou suivi dans le plus grand nombre et la distribution des céramiques grecques. Et, de la même façon que les Grecs ont été touchés par les Phéniciens, les Égyptiens et les Syriens du Nord, de la même façon ces cultures ont été véhiculées plus à l'Est, par l'empire néo-assyrien jusqu'en Mésopotamie et au golfe Persique, engendrant là aussi imitations et adaptations. On peut donc envisager les interactions entre les cultures et pas seulement l'« influence » dans un seul sens, d'Est en Ouest. Et cela concerne, dans le domaine artistique, non seulement les objets (leurs formes et leurs fonctions) mais aussi les styles et les iconographies.
Ce phénomène commence progressivement. Les premières fondations d'installations permanentes, en Asie Mineure, commencent à l'orée du Ier millénaire, à Milet, Smyrne et Éphèse ; au milieu du VIIIe siècle Pithécusse est, semble-t-il, la première création des Eubéens en Italie entre 770 et 750. Mais à la fin du VIIIe siècle le mouvement s'accélère en tous sens. L'émergence des motifs orientalisants dans la poterie grecque est le fait d'une « construction progressive » du VIIIe au VIe siècle et sous la forme d'une « évolution interne » tout au long de l'époque archaïque.
Le phénomène s'arrête tout aussi progressivement. À partir du milieu du VIe siècle la croissance de la puissance achéménide, à l'extrémité orientale de la mer Égée et en Asie Mineure, a réduit la quantité de biens orientaux trouvés dans les sites grecs, alors que les Perses commençaient à conquérir les villes grecques en Ionie, le long de la côte de l'Asie Mineure, tout ceci participant à la disparition de références directes. Cela dit, les styles locaux avaient auparavant « complètement » intégré ces références orientales sous des formes, et par des solutions plastiques ou autres, devenues originales, propres à chaque communauté et dans les ateliers locaux.

### Rivalités en Grèce

#### Rivalités entre cités
En Grèce même, ouverte à ces échanges avec le Moyen-Orient, les rivalités entre cités, constituées depuis peu ou qui se constituent à cette époque, favorisent des styles propres à chaque cité. L'orientalisation, cette ouverture du monde grec à l'Orient et l'utilisation de modèles orientaux va servir de distinction entre cités rivales. Les Jeux olympiques antiques favorisent l'émulation entre cités. Ces jeux sont, d'ailleurs, très certainement effectifs vers la fin du VIIIe siècle, donc au début de cette époque orientalisante. Les rivalités aboutissent parfois à des guerres, mais à aucune « grande » guerre au cours de cette période : Sparte est engagée dans la conquête de la Messénie (première 690-670, seconde 625-600), la guerre lélantine, entre Érétrie et Chalcis en Eubée entraine l'effacement de l'Eubée en Orient comme en Occident, et plusieurs affrontements à portée limitée ont été identifiés, comme la destruction d'Asinè par Argos et probablement un conflit entre Égine et Athènes, voisines, qui se serait terminé aux dépens d'Athènes.
Les grands sanctuaires sont aussi des lieux où, par leurs dépôts, les cités rivalisent, avec des commanditaires particuliers, issus des élites, et des ateliers d'artisanat d'art spécialisés. Les familles de ces élites rivalisent dans ces sanctuaires et moins par les offrandes déposées dans les tombes comme c'était le cas auparavant. On constate ainsi une augmentation des offrandes, accompagnées régulièrement d'objets étrangers au début de cette époque. Cependant il est à noter que la manifestation d'un style qui serait propre à une cité, à un moment précis, est difficile à appliquer aux œuvres orientalisantes, dont les attributions restent floues. En effet des choix ont été faits au sein du répertoire orientalisant par des commanditaires et des artisans, qui brouillent, aujourd'hui, l'identification de ces objets.

#### Les élites
À propos de l'usage du terme « élites » plutôt qu'« aristocrates », Alain Duplouy (2019), préconise de supprimer l'usage du terme "aristocrates", personnalités qui auraient pu se réclamer d'une origine ancestrale, comparables dans le principe à la noblesse française d'Ancien Régime, et qui n'ont jamais existé dans la société grecque archaïque. Par ailleurs, les élites ne se sont jamais opposées à cette entité organisée qu'a constituée la polis. En fait, elles étaient en permanence soumises à de puissants mouvements de recomposition sous l'effet de stratégies de distinctions individuelles. Et les objets d'origine orientale ou d'inspiration plus ou moins orientale ont été des éléments de ces stratégies ; cependant ces objets, les orientalia, sont concernés par ces stratégies, surtout en Eubée et en Crète, avant la période orientalisante proprement dite, plutôt avant les années 750. 
Les dépenses, les dons de ce type d'objets ou d'autres biens, les déploiements de générosité et les mariages - parfois à travers des unions contractées à l'étranger - entraient dans cette compétition permanente, cet agôn. Aucune protection due au nom de famille ni aucune barrière juridique n'entravaient la possibilité d'être intégré ou d'être exclu d'une élite particulière. Thésaurisation et ostentation n'étaient guère valorisées, mais bien plus la gloire de la dépense qui permettait de tisser des relations nombreuses au sein de la société. Ce prestige était d'ailleurs accordé non seulement par les pairs mais surtout par l'ensemble de la communauté civique. L'individu ne pouvant penser son statut qu'à travers le regard des autres.

#### Corinthe et les autres
Selon Francis Croissant (2010), les notions d'« orientalisation », d'« époque orientalisante » et même d'« influence », bien trop globalisantes, imposent une certaine grille de lecture qui nécessite, aujourd'hui, une étude plus précise fondée sur l'archéologie. Le panorama qui va du VIIIe au VIe siècle ne se prête guère à cette globalisation. Tout d'abord concernant les "ruptures" difficiles à percevoir, certains ateliers, comme en Attique celui du Dipylon, dès les alentours de 760, ont introduit des frises animalières empruntées à l'imagerie orientale, mais « traduites » dans le langage formel géométrique. Le phénomène « orientalisation » ne s'est donc pas produit brutalement à la fin du VIIIe siècle en Attique, par contre la rupture est bien plus nette à Corinthe, mais c'est une exception. L'« orientalisation » ne s'est pas produite, non plus, de manière uniforme, car si les motifs orientaux apparaissent de manière évidente sur certains objets parmi d'autres motifs, ici ce seront, ic, des motifs végétaux, là des motifs animaliers et ailleurs des figures monstrueuses. Et lorsqu'il y a usage de « modèles » orientaux, ceux-ci ont fait l'objet d'une sélection adaptée aux formes locales traditionnelles et insérées dans ce cadre. Il n'y a pas eu, ici, d'éléments de styles étrangers, repris et juxtaposés (comme ce fut le cas, au XIXe siècle de notre ère, pour le  style dit « éclectique » touchant l'architecture occidentale et le mobilier). L'orientalisation opère une reformulation des éléments étrangers qui sont ainsi déplacés hors de leur contexte d'origine, et le langage local lui-même se transforme en les assimilant. Ainsi la célèbre statuette en ivoire d'Athènes apparaît comme l'assimilation d'un motif (Astharté) et d'une technique (la sculpture) avec le langage géométrique, qui analyse les formes, mais en transformant, cependant, ce même langage par l'introduction du modelé et de la nuance. Par ailleurs, des objets orientaux ont été effectivement déplacés hors de leur culture d'origine pour être utilisés tels quels dans des contextes grecs et étrusques. L'orientalisation apparaît alors comme un usage, qui peut être révélateur d'un comportement social local, ayant pour objectif, ou effet, de renforcer la distinction des élites, et leurs rivalités internes. Selon Francis Croissant la globalisation "orientalisante" masque, en fait, la diversité et la continuité des traditions stylistiques héritées de l'époque géométrique, le style sub-géométrique ; et c'est la rupture, à Corinthe, d'avec la tradition du géométrique qui occulte les continuités qui  perdurent ailleurs.

### Phrygiens, Assyriens, Phéniciens, Égyptiens, Étrusques, anciens Romains, "colonies" grecques
Les Phéniciens — du Sud au Nord : Tyr, Sidon, Byblos, Arouad — intensifient le commerce avec tout le bassin méditerranéen. Tyr s'installe au sud de Chypre avec une production fusionnant des sources moyen-orientales diverses, puis est au contact des Grecs Eubéens à partir du VIIIe siècle - l'île étant alors divisée en plusieurs royaumes chypriotes. Les Phéniciens sont aussi en Crète et dans les régions occidentales de la Grèce. 
La diasposa grecque a fondé un emporium à Al Mina (en), en Syrie du Nord, et une communauté d'eubéens à Ischia (Pithecusae), vers Naples, ainsi que d'autres communautés similaires (que l'on a d'abord considéré comme des colonies) dans le sud de l'Italie et en Sicile. La péninsule Ibérique a connu, pour sa part, une période éclectique typiquement phénicienne, en particulier la cité-état de Tartessos, enrichie par ses mines de cuivre et d'or et en tant qu'étape sur les routes atlantiques de l'étain.
Pendant cette période, les assyriens - de Sargon II (722-705) à Assurbanipal (668-v. 630) - ont avancé le long de la côte méditerranéenne, accompagnés de mercenaires grecs et cariens, également actifs dans les armées de Psammétique Ier en Égypte. Les modèles assyriens et égyptiens touchent ainsi autant les Phéniciens que les Grecs.

Enfin, dans d'autres parties du monde, en mer Égée, des mouvements de population similaires se sont produits.

Ivoires étrusques orientalisant : à gauche, Pyxis avec couvercle, anse en forme de sphinx, 650-625. Walters Art Museum ; à droite, Pyxis aux scènes de l'Odyssée. 610-600. musée archéologique de Florence
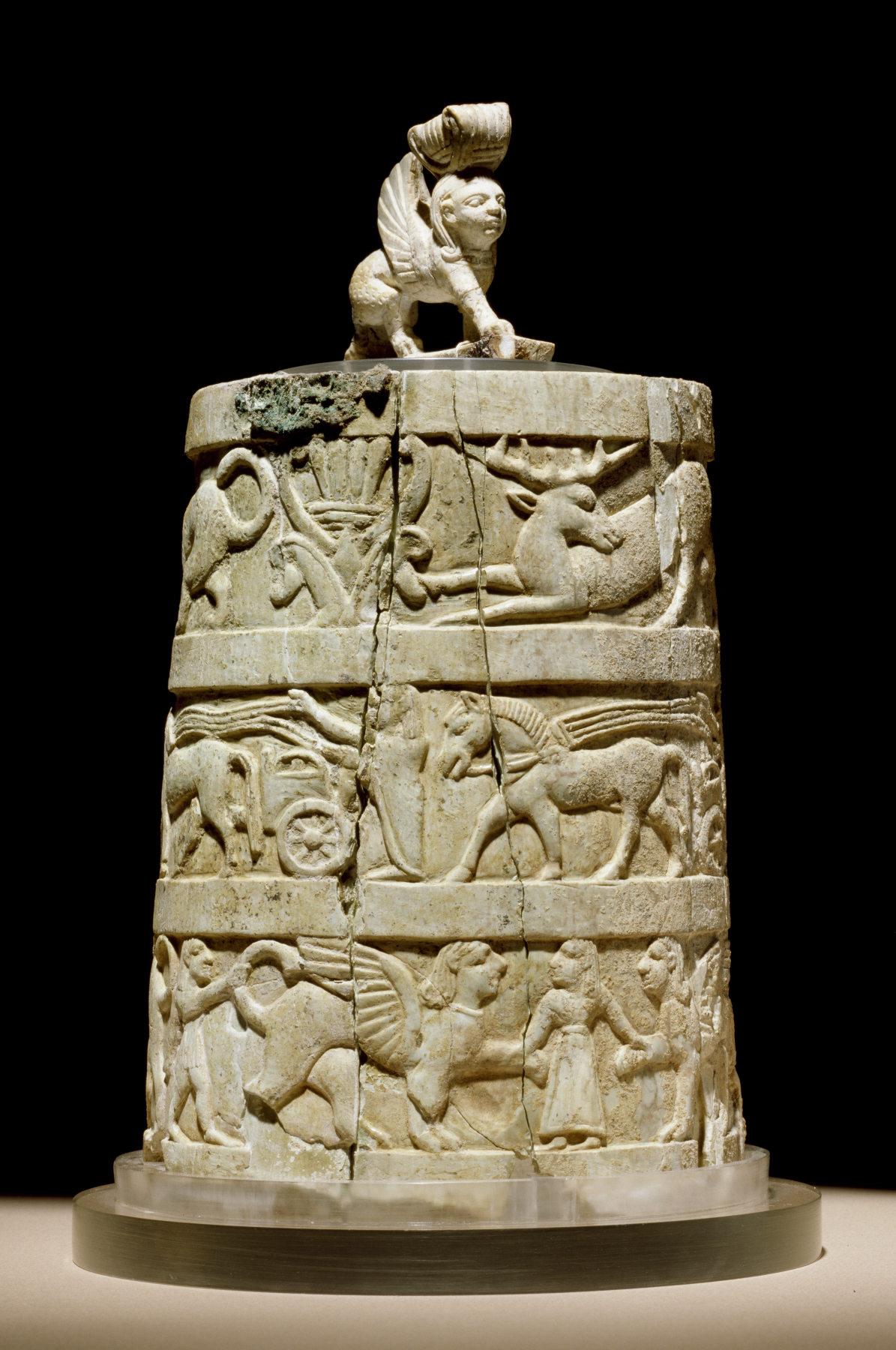
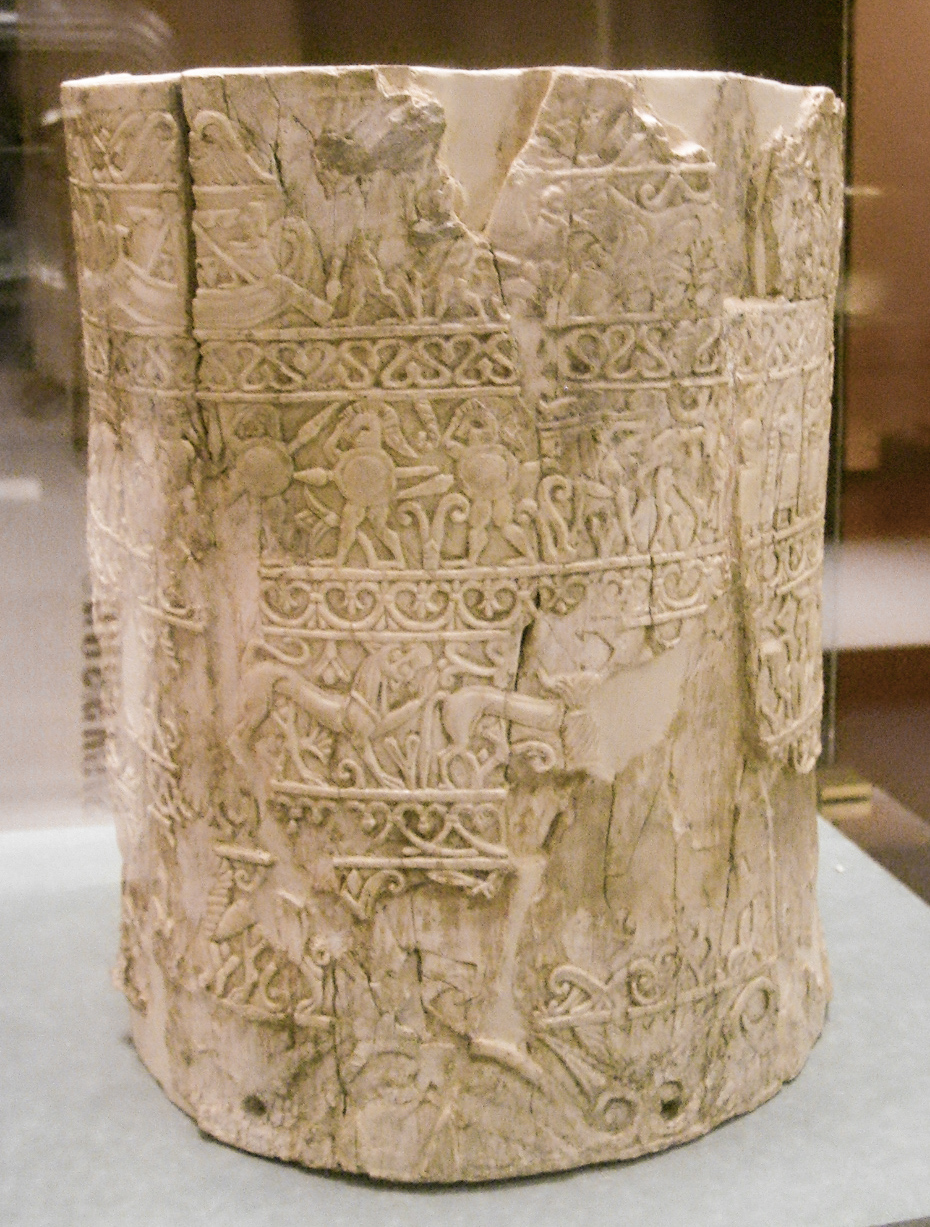
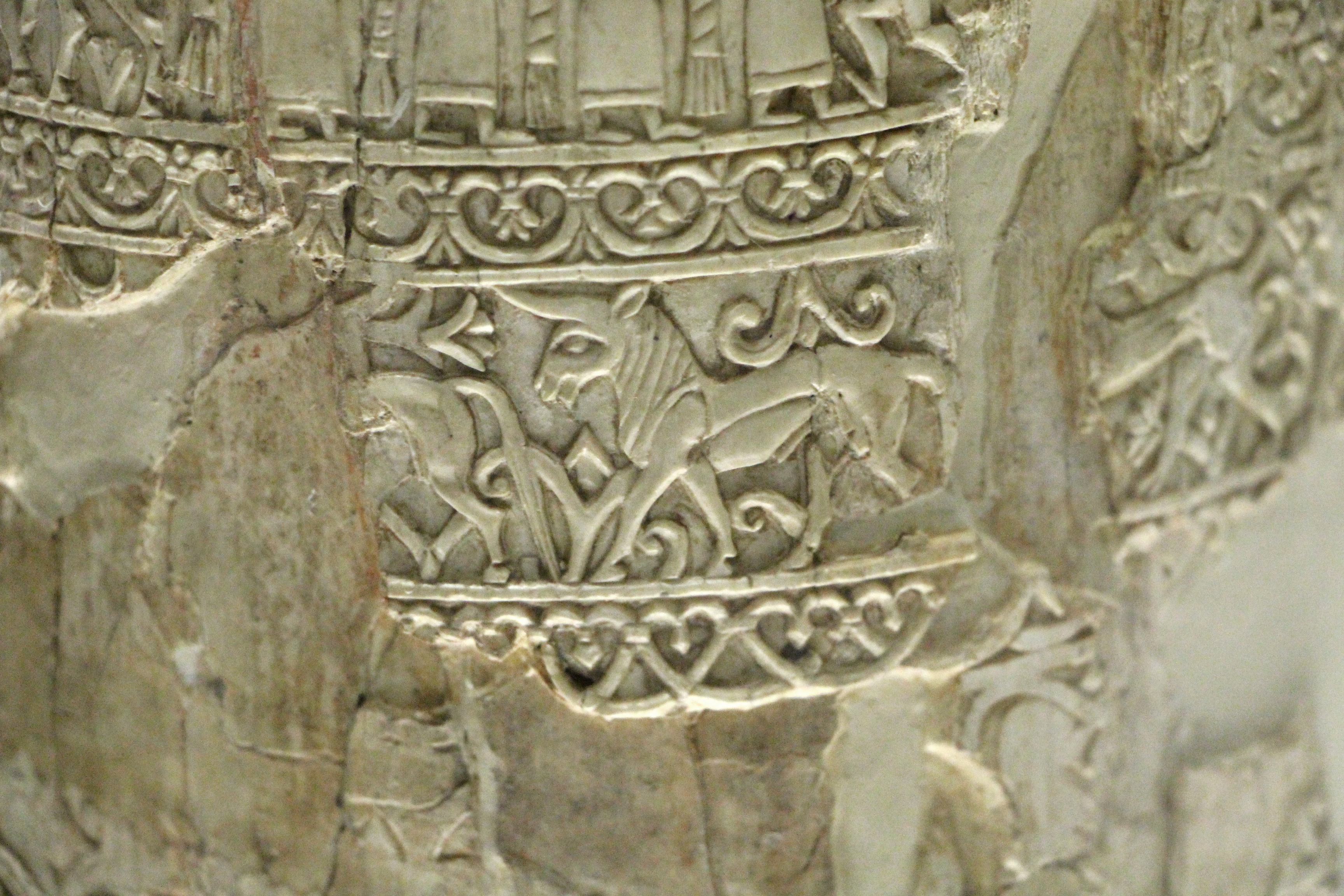
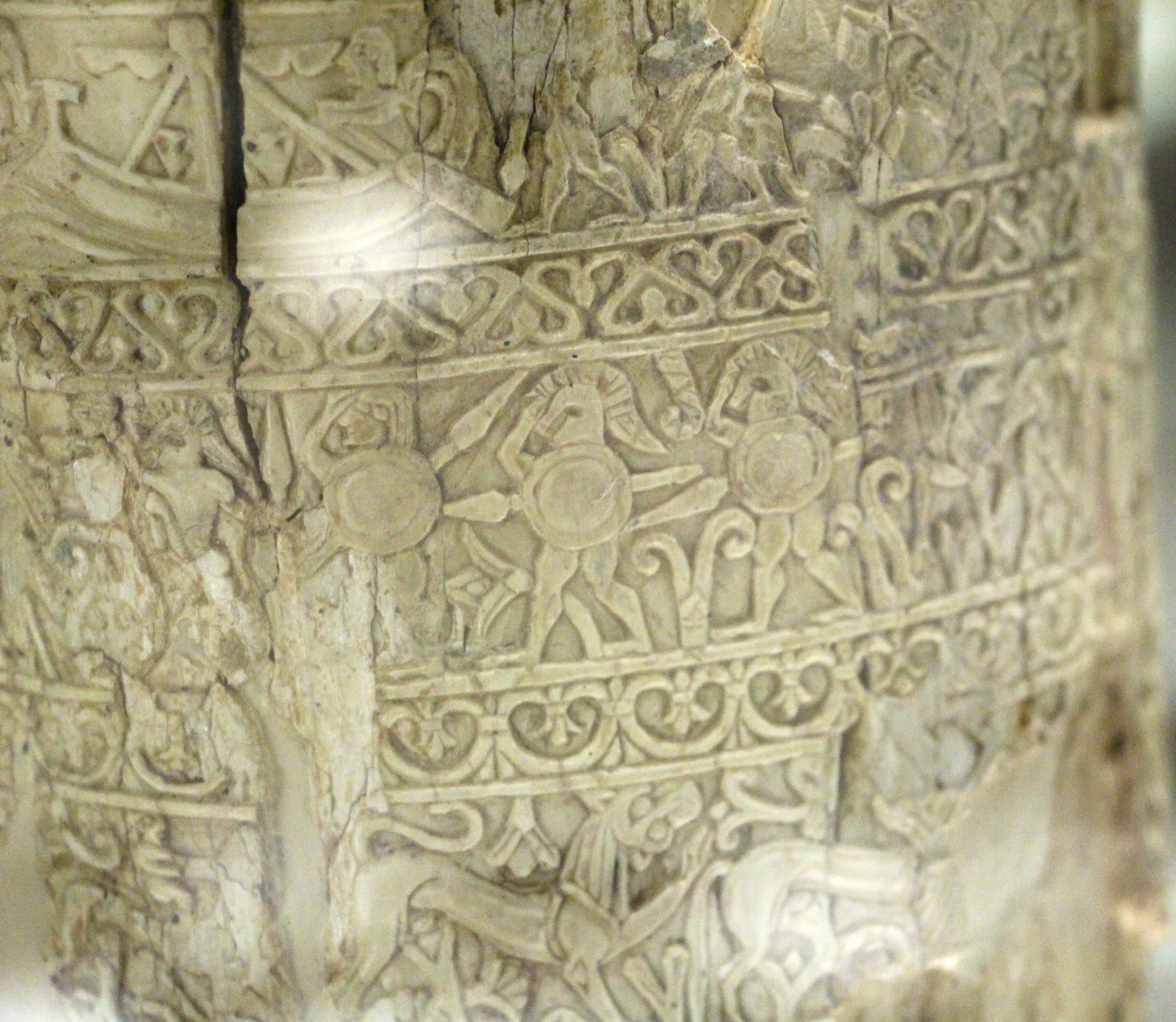

Étrurie : La période d'environ 750 à 580 a également vu une phase d'orientalisation comparable à celle de l'Étrurie.  Une économie croissante a donné les moyens à de très riches familles étrusques d'acquérir les produits de luxe étrangers, comme l'ivoire africain ou asiatique ouvragé, la vaisselle de luxe - dont les cratères pour le mélange du vin à l'eau lors des banquets - les chaudrons hérissés de têtes effrayantes aux motifs d'origines orientales multiples. 
Plusieurs régions d'Italie ont également connu une phase orientalisante à cette époque en lien avec l'expansion des Grecs dans la région : le Picénum (les Marches), le Latium vetus (sud-est de Rome),, l'Agro falisco (nord-ouest de Rome), la culture atestine (dans le Frioul) et la culture nuragique en Sardaigne,.
Grande Grèce, Italie méridionale et Sicile: dans ces espaces de frontière c'est la synthèse sans cesse renouvelée d'éléments disparates puisés aux sources de la diversité grecque mais aussi orientalisée, un « éclectisme inventif » qui a fait la spécificité des styles "coloniaux". La céramique grecque d'Italie méridionale et de Sicile fait apparaître cet éclectisme qui complexifie la possibilité d'en découvrir l'origine géographique. C'est en particulier le cas pour le  d'Aristonothos, lequel semblerait avoir été réalisé dans un atelier, de près ou de loin, en lien avec Syracuse, "colonie" grecque en Sicile, et pourtant ce cratère a été découvert en pays étrusque, 900 km plus au Nord. Pour reprendre la formule de Martine Denoyelle et Mario Iozzo, détaillée et révélatrice de ces échanges en tous sens, l'auteur de ce cratère pourrait être un peintre attique, mais d'origine cycladique, travaillant au milieu des Grecs d'Italie ; son éclectisme inventif s'inspirant des vases provenant, d'une part, des "colonies" de Chalcis (Eubée), installées en Sicile orientale, et d'autre part de vases polychromes de Syracuse et Mégara Hyblaea. Cette pratique de l'éclectisme rencontre un autre phénomène qui tient en une succession de tendances dominantes. Ainsi après une première vague produite à Pithécusse, vers Naples, à l'époque géométrique fin VIIIe siècle, suit une seconde période d'inspiration eubéenne produite à Cumes, en Campanie, aux premiers temps de cette époque orientalisante, après quoi le style d'inspiration corinthienne s'impose dans la même région.

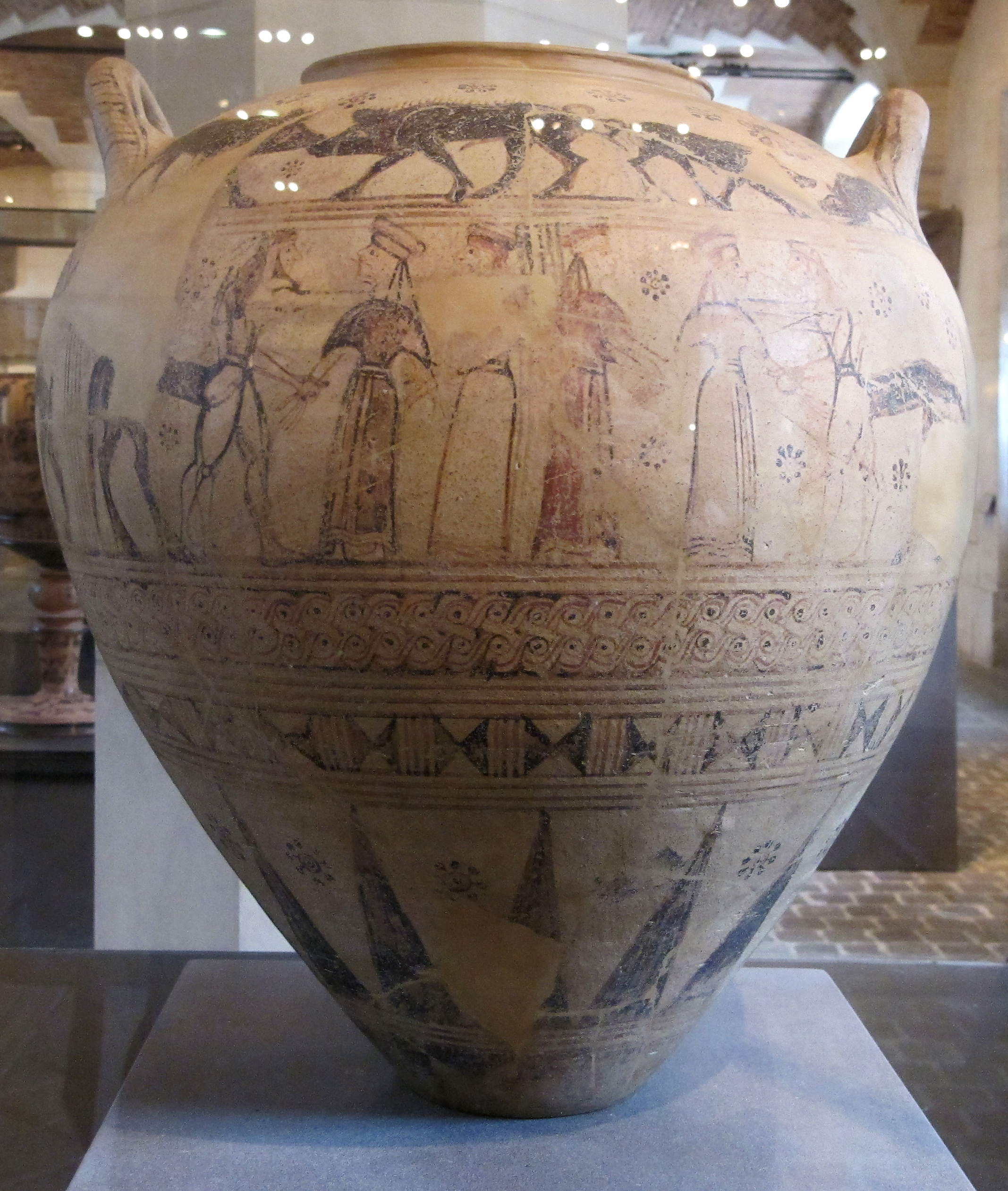
Stamnos polychrome (H. 51.3 cm) produit à Mégara Hyblaea, provenant (?) de Sélinonte. Vers 650.
Thésée et le Minotaure. Louvre

## Orientalisation hors de Grèce
L'orientalisation se manifeste essentiellement à partir de la culture des Phéniciens, qui pratiquaient depuis très longtemps des emprunts aux autres cultures du Moyen-Orient. C'est une forme d'éclectisme,. Par leurs activités en Méditerranée ils ont généré le phénomène « orientalisation » dans leurs colonies, jusque dans la péninsule ibérique et dans le monde grec mais aussi jusqu'en territoire étrusque, et dans une moindre mesure chez les anciens Romains. Si l'éclectisme procède plutôt par "collage" et "assemblage" de motifs empruntés, l'orientalisation procède plus par assimilation de sources diverses qui fusionnent dans une création qui se détache de ses modèles.

### Le rôle moteur des Phéniciens

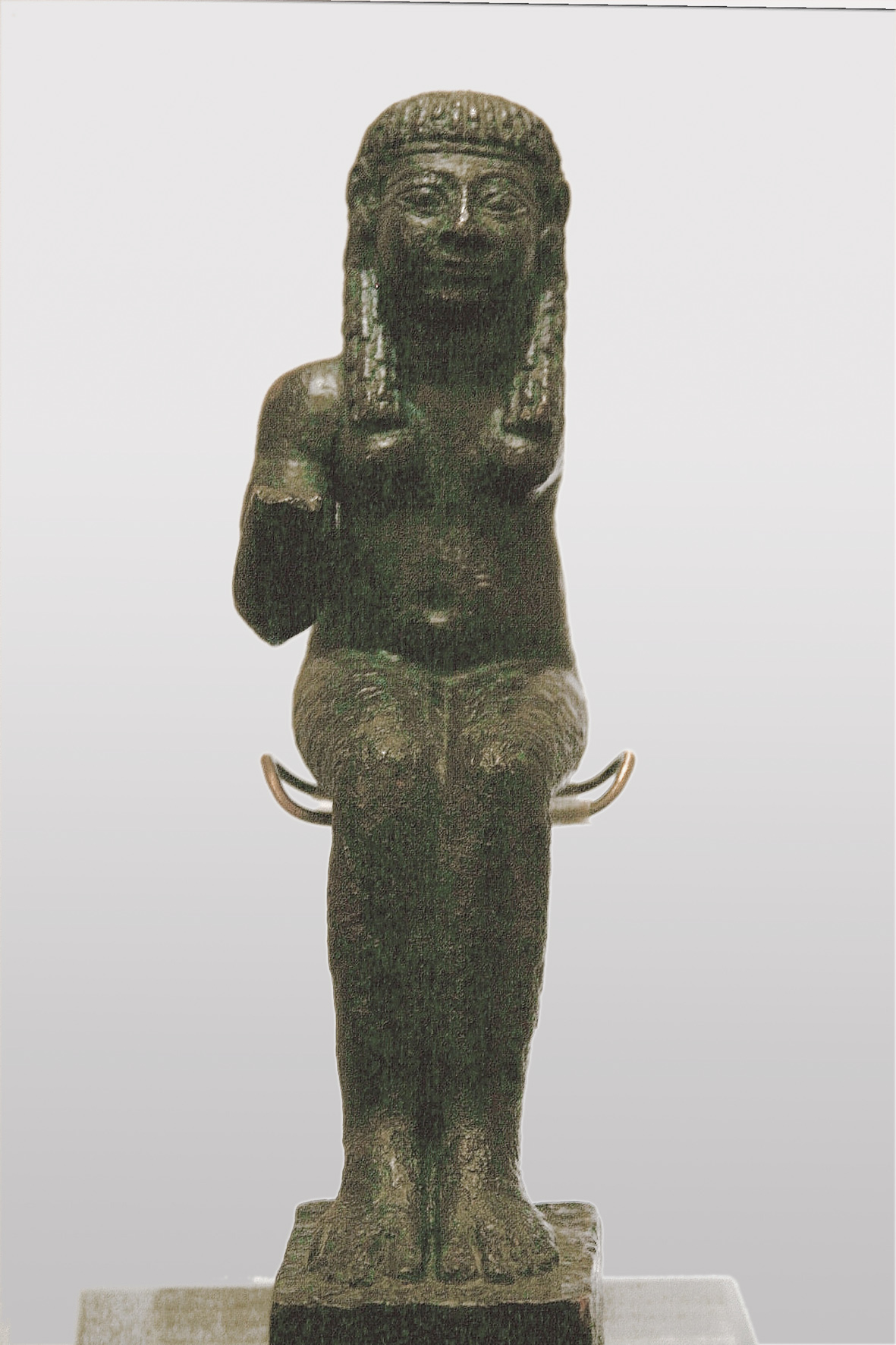
Astarté. Statuette. Bronze phénicien, VIIe siècle. Musée archéologique de Séville
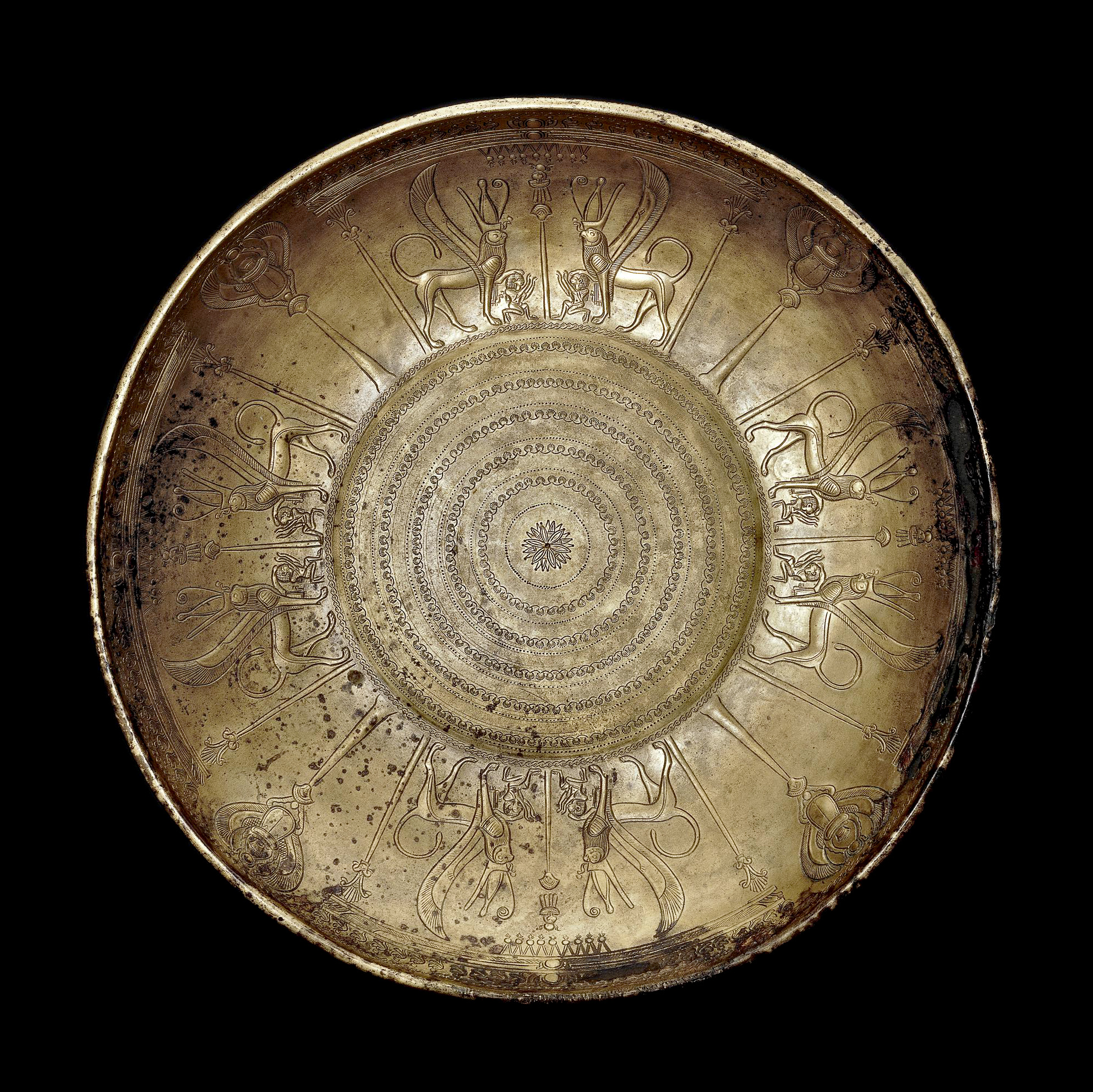
Coupe phénicienne à motifs égyptisants, IXe – VIIIe siècle. Bronze découvert à Nimrud. British Museum.

Au musée archéologique de Séville, la statuette d'Astarté - équivalent quasi identique de la déesse mésopotamienne Ishtar - témoigne de la diaspora phénicienne dans le sud de l'Espagne et d'un culte local à Astarté que l'archéologie a confirmé - lié à celui de Baal. Ici les Phéniciens, dans la région du Río Tinto (Huelva) exploitaient des mines de cuivre et d'or, et l'importation d'étain - depuis la côte atlantique de l'Europe - en faisait une étape essentielle. La dédicace - l'un des plus anciens textes en Phénicien de cet Ouest méditerranéen - inscrite sur le socle de la statuette, indique qu'elle était une offrande votive faite par un marin phénicien à la déesse, laquelle protégeait aussi les marins. Son aspect, néanmoins, rappelle fortement une pose égyptienne, autant que la perruque. Par contre le nu, étranger à la tradition égyptienne, se retrouve effectivement dans certaines figures du Panthéon syro-phénicien, voire babylonien, et bien plus ancien. Pour Pierre Lévèque (1984), « dans le délicat problème de la genèse de l'Aphrodite grecque, quelques certitudes paraissent s'imposer aujourd'hui. La déesse grecque Aphrodite est une transposition de l'Athtart (Astarté) de Chypre, elle-même fruit d'un syncrétisme entre Terre-Mère chypriote d'essence néolithique et la sémitique Athtart, forme cananéenne de l'Ishtar babylonienne ».
L'influence égyptienne touche le Moyen-Orient bien avant que l'orientalisation ne touche la Grèce. Par exemple, une coupe phénicienne, du IXe – VIIIe siècle, en bronze et à décor de sphinx égyptisants a été découverte à Nimrud, dans le palais Nord-ouest et dans une cache où des coupes de toutes origines se trouvaient rassemblées. Les Phéniciens se sont fait, d'ailleurs, une spécialité d'associer des motifs d'origines diverses sur la même coupe : celle du Louvre et celle du Metropolitan Museum (typiquement éclectique et datée entre 725 et 650) en sont d'autres exemples caractérisés.

### Les Grecs, les Étrusques et les anciens Romains

Période orientalisante étrusque
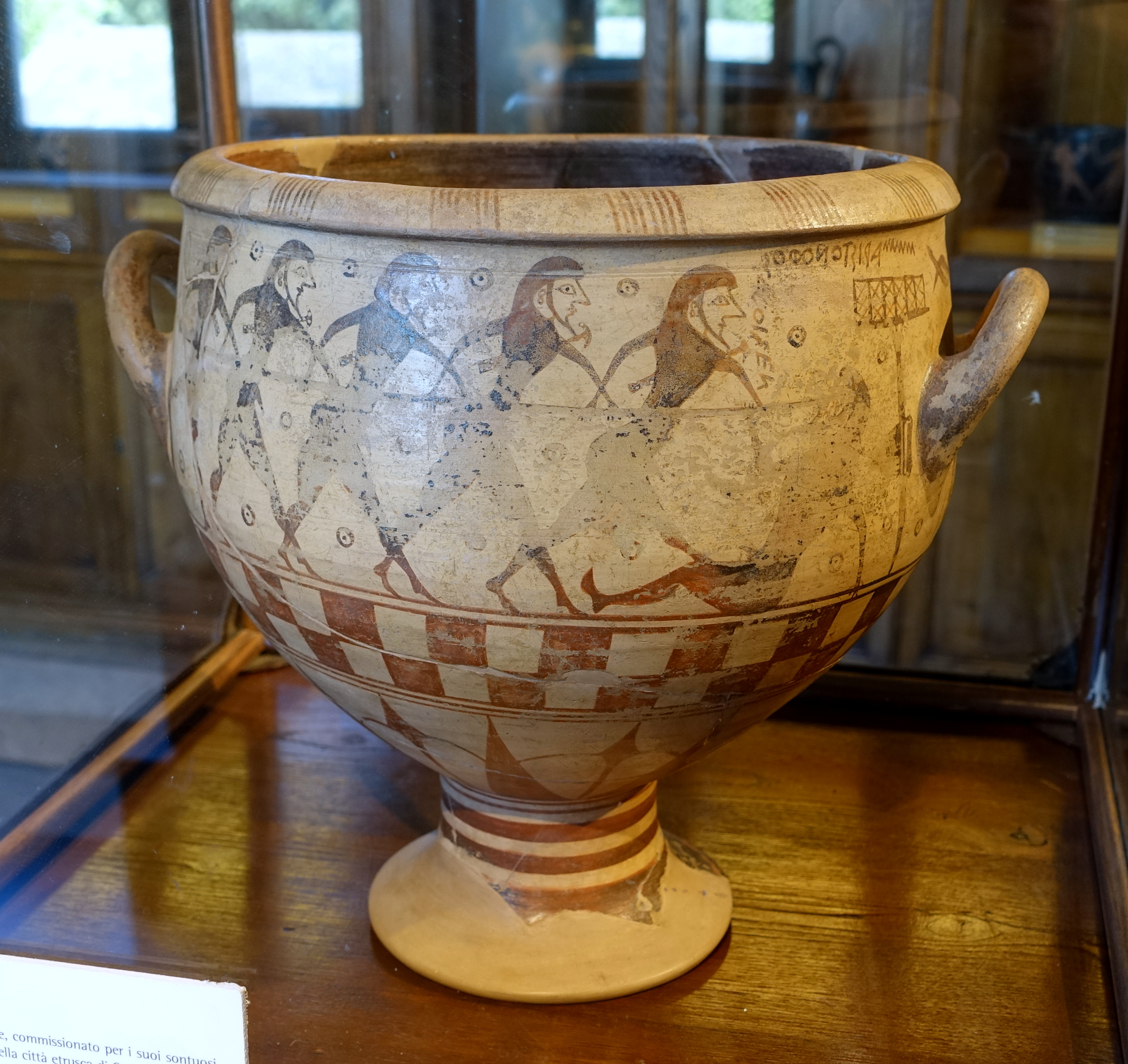
Cratère grec d'Aristonothos, vers 675-650. Face A. Provenance Caere, (Cerveteri). H. 40 cm.
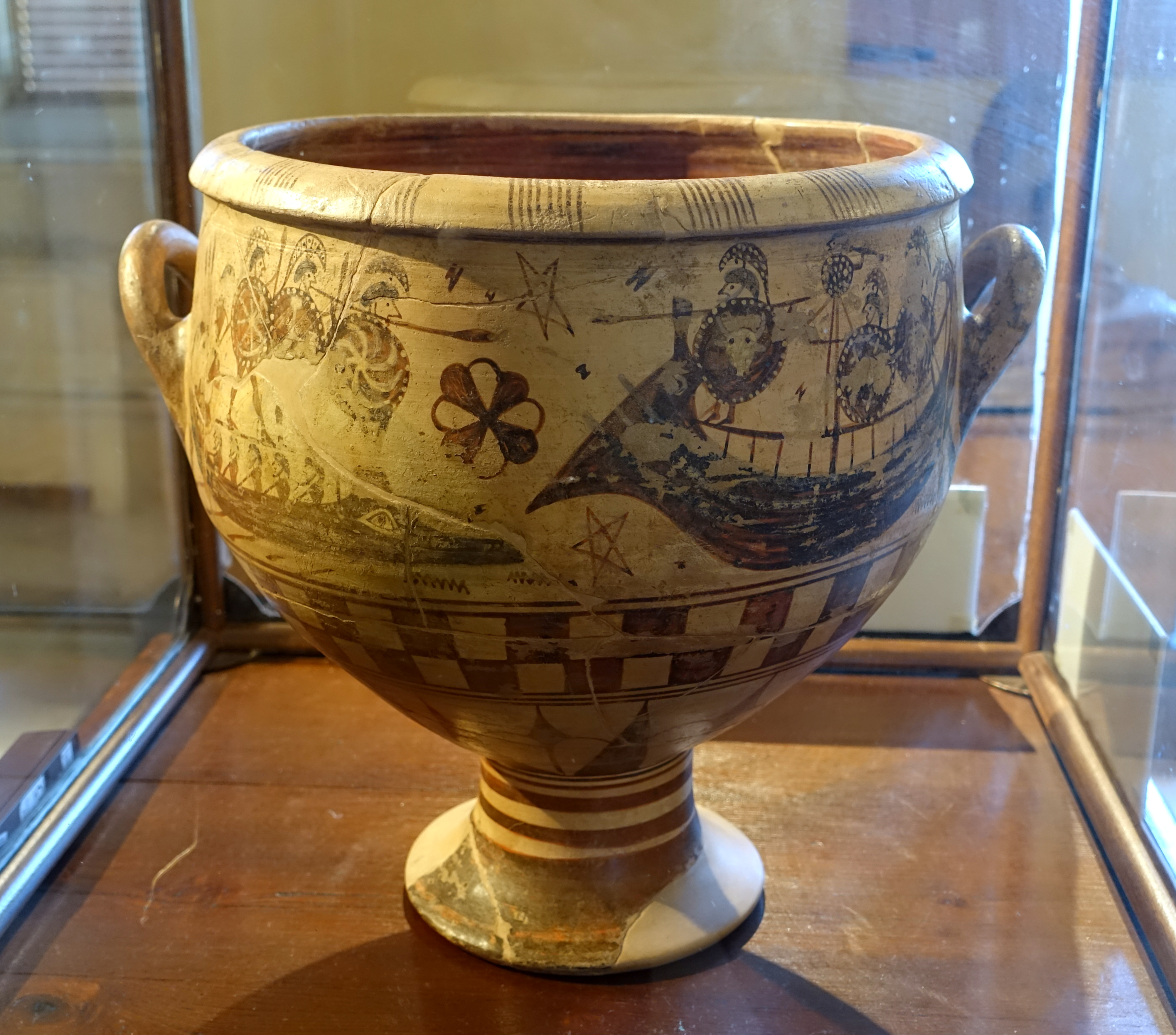
Cratère grec d'Aristonothos, vers 675-650. Face B. Provenance Caere (Cerveteri). Musées du Capitole
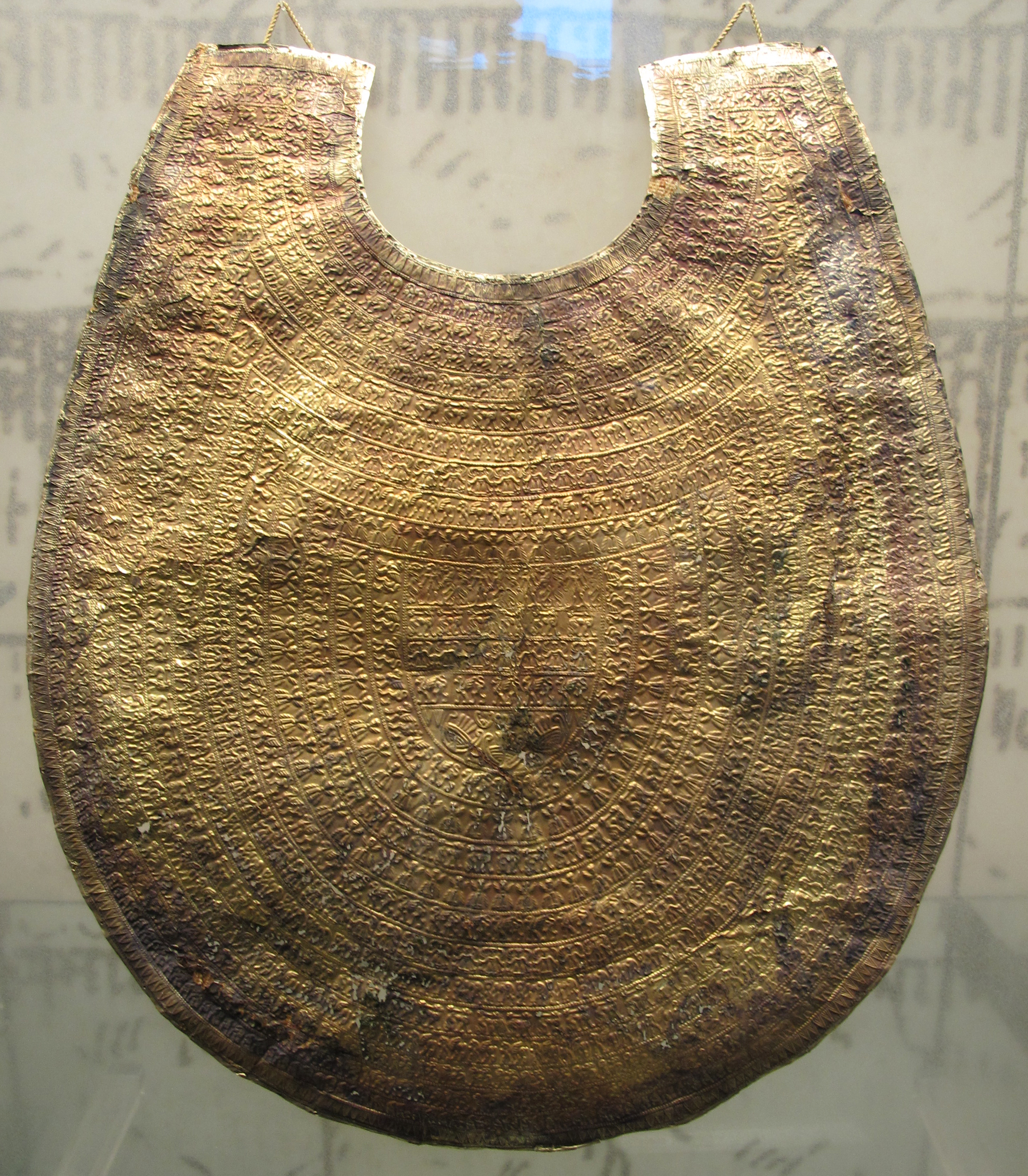
Large pectoral en or à motifs orientaux, 675-650. Cerveteri, tombe étrusque Regolini-Galassi. Musée grégorien étrusque
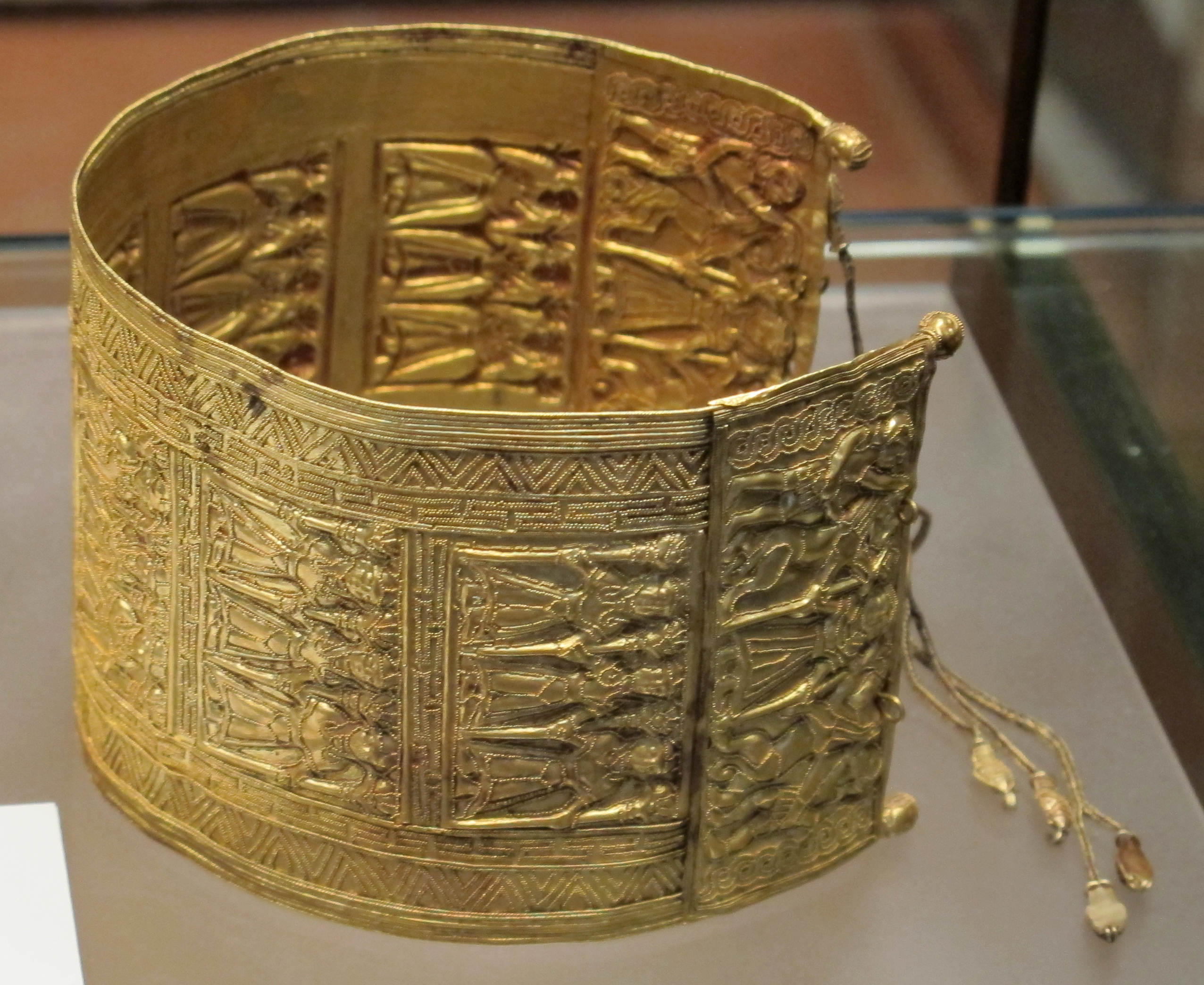
Bracelet en or représentant des lignes de (jeunes ?) femmes qui tiennent des "rameaux fleuris" ou des "sceptres à fleur", 675-650. Cerveteri, tombe étrusque Regolini-Galassi. Musée grégorien étrusque

Le singulier cratère signé du peintre Aristonothos présente la première signature d'artiste grec connue et la plus ancienne représentation d'une scène figurant dans l'épopée homérique, enfin il provient d'une tombe étrusque, à Cerveteri, l'antique Caere. La face A présente l'aveuglement de Polyphème. La face B décrit une bataille navale entre un navire à rames, à gauche, et un voilier à droite. Ce vase est caractéristique du banquet grec, il est signé en grec et présente sur une de ses faces l'illustration d'un évènement marquant de l'Odyssée - cela tend à prouver que le style de vie, marqué par le banquet grec, les mythes que l'on se raconte, tous ces faits de culture grecque sont partagés par les élites étrusques. Ainsi, sur la même terre, Etrusques, Grecs et indigènes cohabitent sans rapport hégémonique et élaborent une culture commune originale dans laquelle le commerce des vins joue un rôle prépondérant depuis le milieu du VIIIe jusqu'au milieu du VIIe siècle. Ce qui conduit les spécialistes actuels à repenser le terme de « colonisation » grecque, qui serait ici inapproprié, ainsi cette présence grecque en territoire indigène (qui se manifeste aujourd'hui par plusieurs milliers d'objets grecs en terre étrangère), pose alors de nombreuses et nouvelles questions. On s'efforce aujourd'hui de retrouver des indices des formes qu'a pu prendre la réception de la culture des indigènes par les grecs, et réciproquement, et on tente de percevoir l'originalité des cultures mixtes qui en sont issues.
Les élites Étrusques de la période orientalisante ont eu aussi un goût prononcé  voire une consommation ostentatoire de symboles et d'objets importés du Moyen-Orient. Mais, en même temps, certaines de leurs réalisations démontrent leur assimilation des modèles orientaux. Les grands tumuli de Caere (Cerveteri) en sont la preuve. Comme les autres tumuli étrusques ils avaient une base comprise entre 50 et 60 mètres de diamètre,  bâtie et surmontée d'éléments sculptés, colonnes et trônes, inspirés des prototypes orientaux du nord de la Syrie. Les tumuli eux-mêmes rappellent ceux d'Anatolie, de Phrygie et de Lydie. Parmi les bijoux de Caere, une tombe digne d'une reine, recèle un large pectoral en or à plusieurs motifs, depuis ceux qui appartiennent au répertoire « oriental », comme la femme ailée, jusqu'à ceux plus spécifiques de la région syro-phénicienne, comme le Maître des animaux, le Griffon et la palmette phénicienne. Sur le même objet, Maurizio Sannibale repère d'autres motifs, relevant de la culture grecque et précisément dans le répertoire des animaux fantastiques, comme la chimère et Pégase. Sur un autre bijou, un bracelet d'or, on rencontre un autre motif, lequel apparaît souvent sur la céramique de l'époque géométrique grecque, ce sont des femmes en ligne, qui tiennent ensemble, par la main, un rameau fleuri : on a pu y voir une danse des jeunes filles en âge d'être mariées. Cependant Maurizio Sannibale repère sur ce bracelet un assemblage d'emprunts, dont les "sceptres à fleur" d'origine phénicienne mais qui appartiennent au répertoire égyptien. Le motif a été reproduit ensuite par les Étrusques, mais dans le bronze.
Les tumuli de Caere (Cerveteri), Praeneste (Préneste/Palestrina) et Vetulonia étaient élevés pour une super-élite étrusque. Les dépôts funéraires comptaient des objets associés à la pratique grecque du symposion (le banquet couché) avec de magnifiques chaudrons, aux protomés de lions et de griffons - phéniciens de Chypre, mais d'une forme élaborée en Syrie-Palestine - munis de poignées à sirènes, le tout réalisé avec un luxe de précision. Ces "princes" signalaient ainsi leur appartenance à des réseaux d'élites en Italie et au-delà. Pendant ce temps, un peu plus au Sud, des imitations lointaines de ces chaudrons ont été modelées en terre cuite pour des élites moins fortunées, ancêtres des Romains : les sites en question étaient occupés par le peuple des Falisques près de Civita Castellana et par des latins sur ceux de Ficana, Castel di Decima et Laurentino-Acqua Acetosa dans le Latium. Il manque à ces imitations en terre cuite les détails caractéristiques et spectaculaires des bronzes, ce qui montre que les commanditaires pré-romains et leurs artisans n'avaient pas de contacts physiques avec les autres élites, étrusques, qui leur servaient de modèles. Les élites "princières" étrusques contrôlaient, à leur profit, les objets et les pratiques culturelles orientalisantes.

## Cultures en contact avec le monde grec

### Des modèles qui circulent

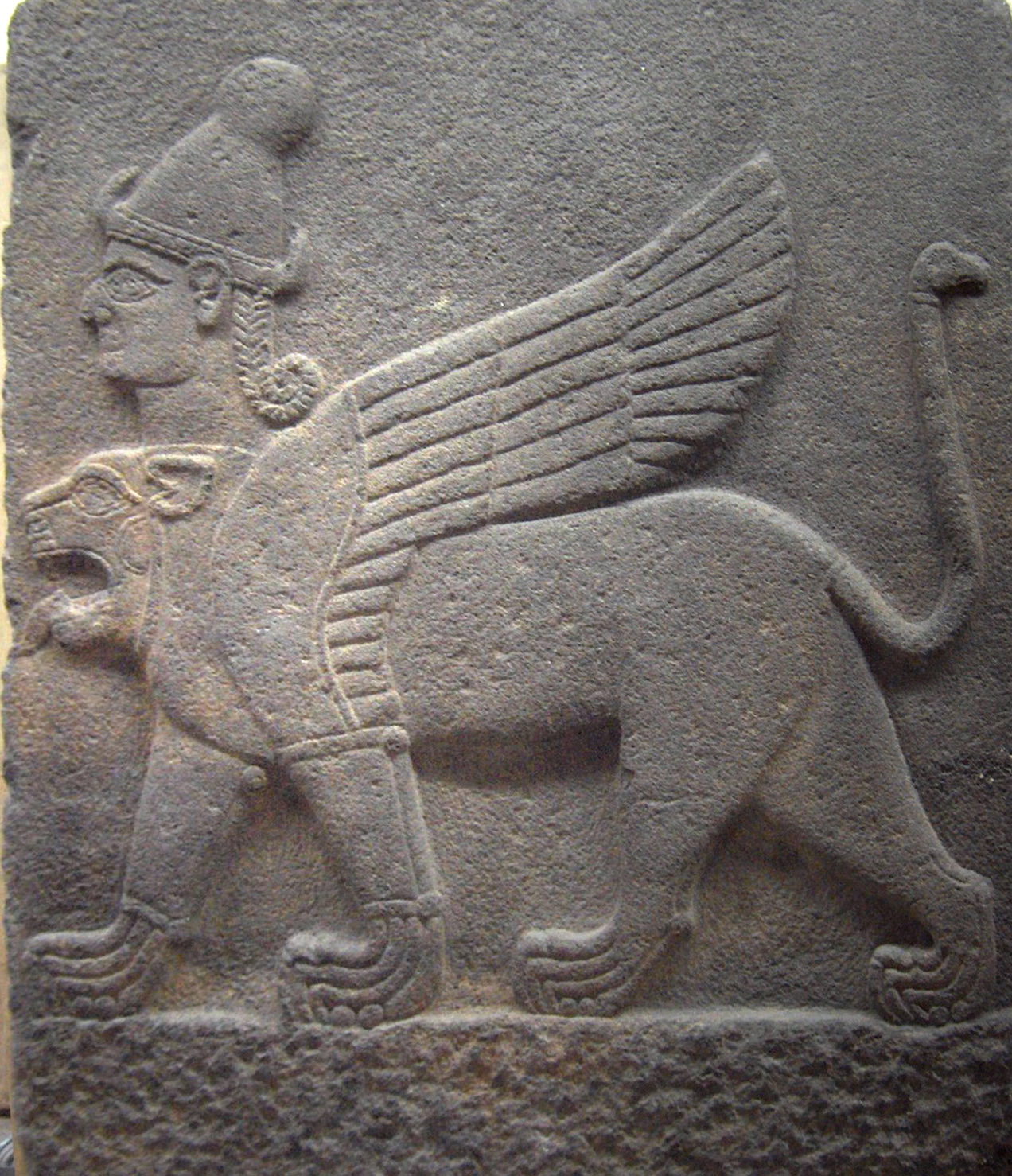
Chimère mi-lion, mi-homme. Style hittite tardif sous influence araméenne. 850-750, Karkemish. Ankara, MCA
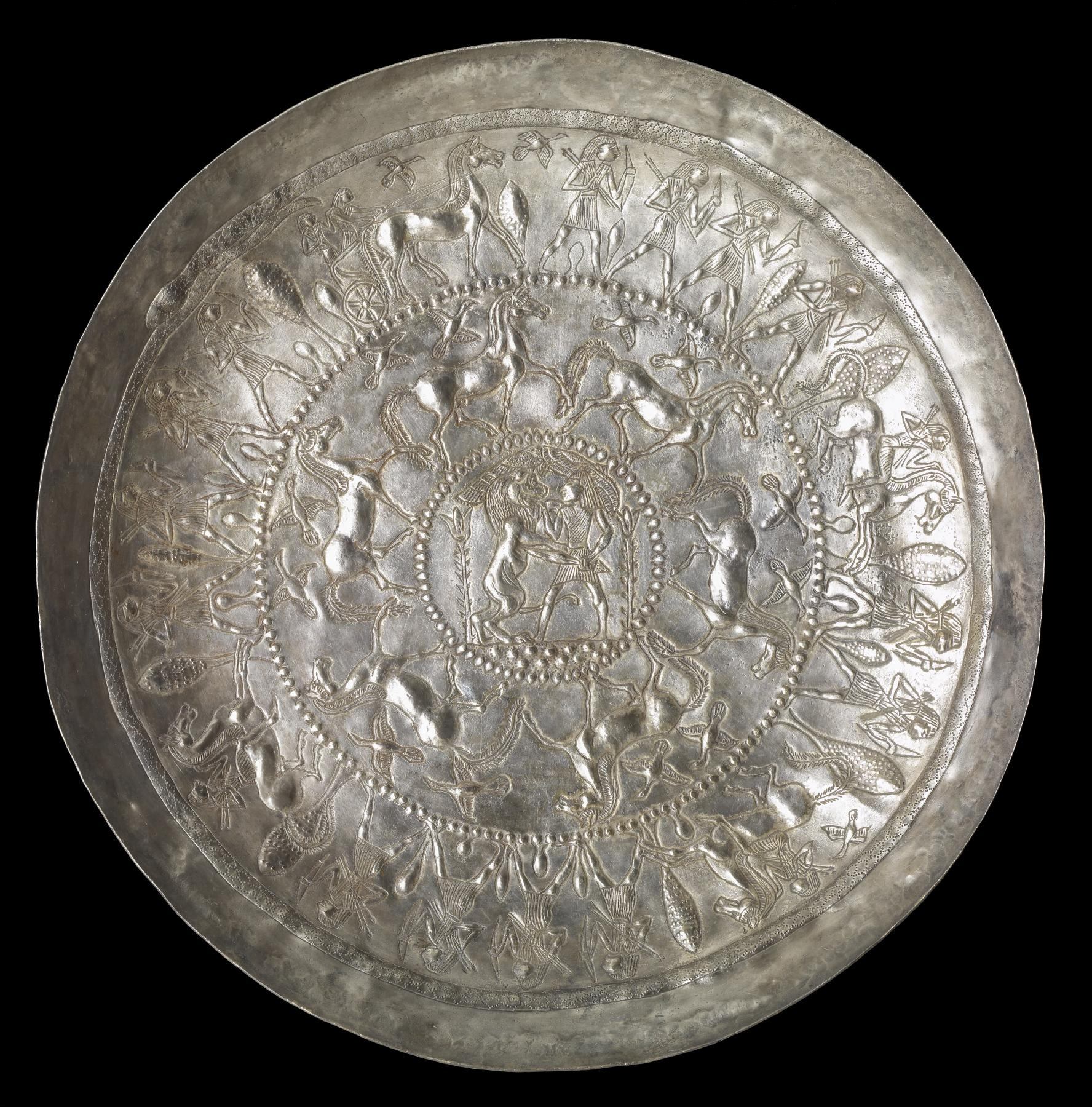
Plat phénicien à la scène de chasse. VIIIe. Argent doré repoussé (copie). D. 24,6 cm. Walters Art Museum
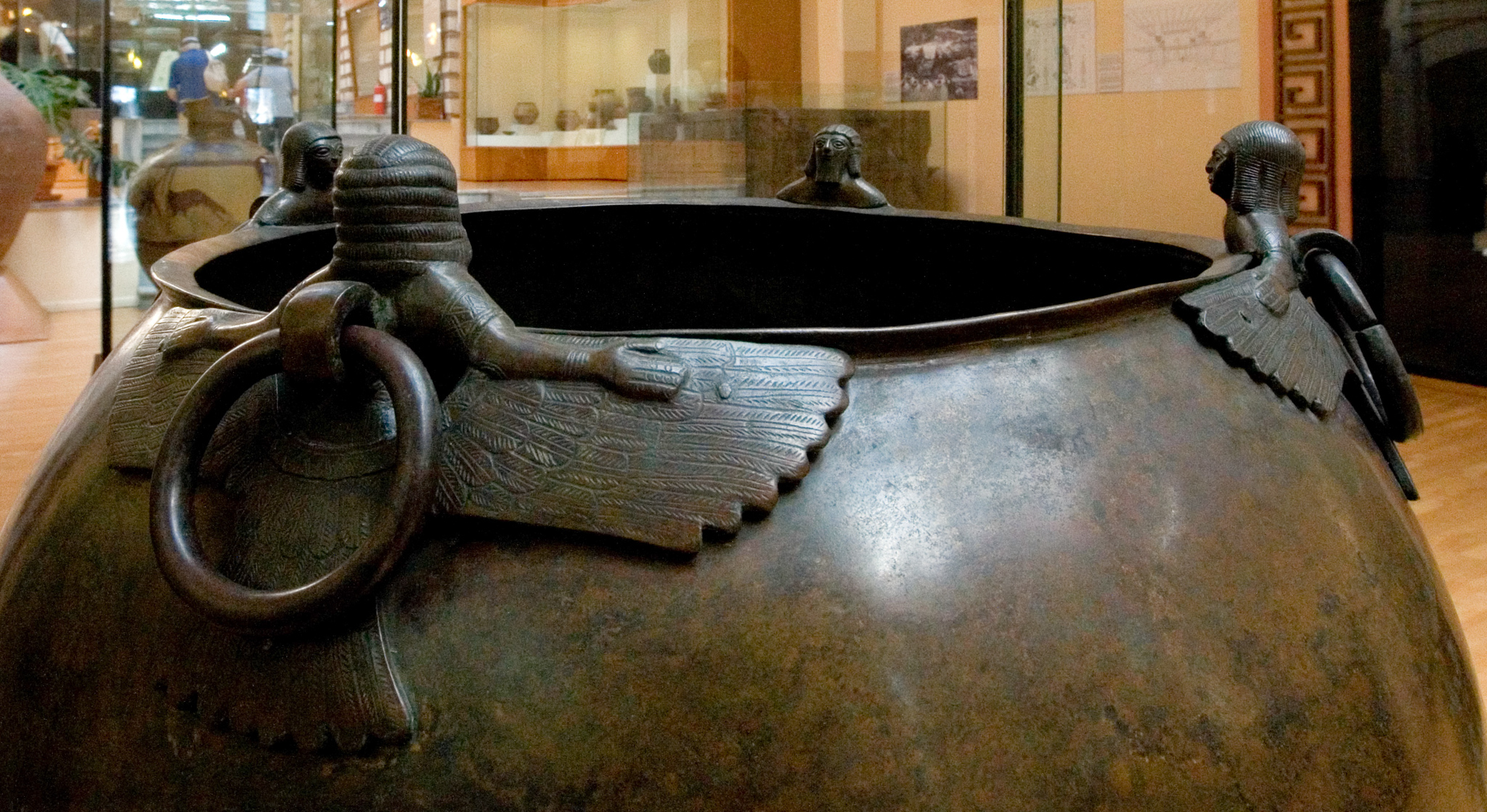
Chaudron phrygien avec sirènes et têtes barbues provenant du Grand Tumulus de Gordion, v. 740. Tombe du père du roi Midas. Musée des civilisations anatoliennes
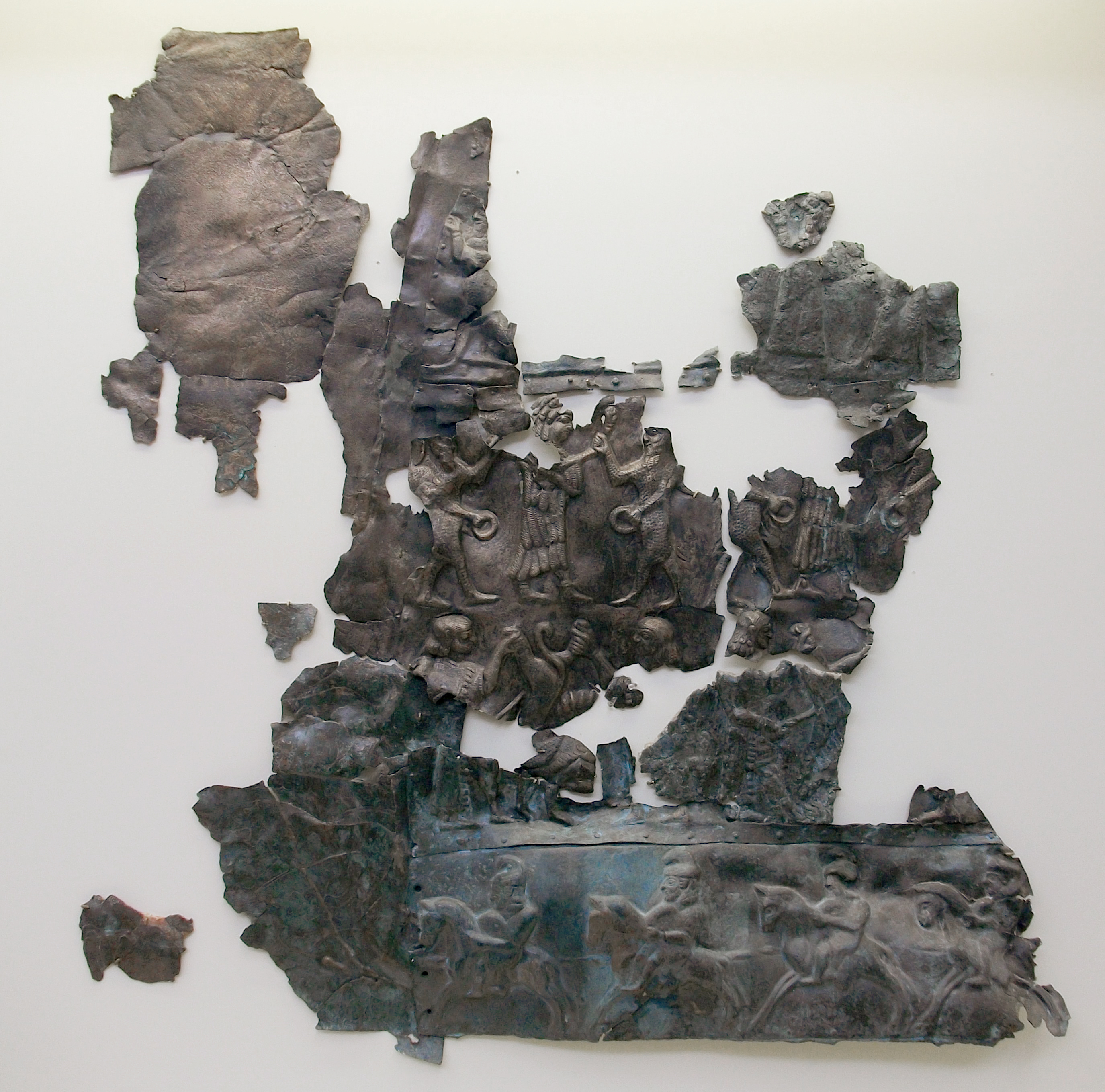
Bronze repoussé assyrien à scènes multiples, VIIIe. Remploi[55] grec Musée Arch., Olympie[56].
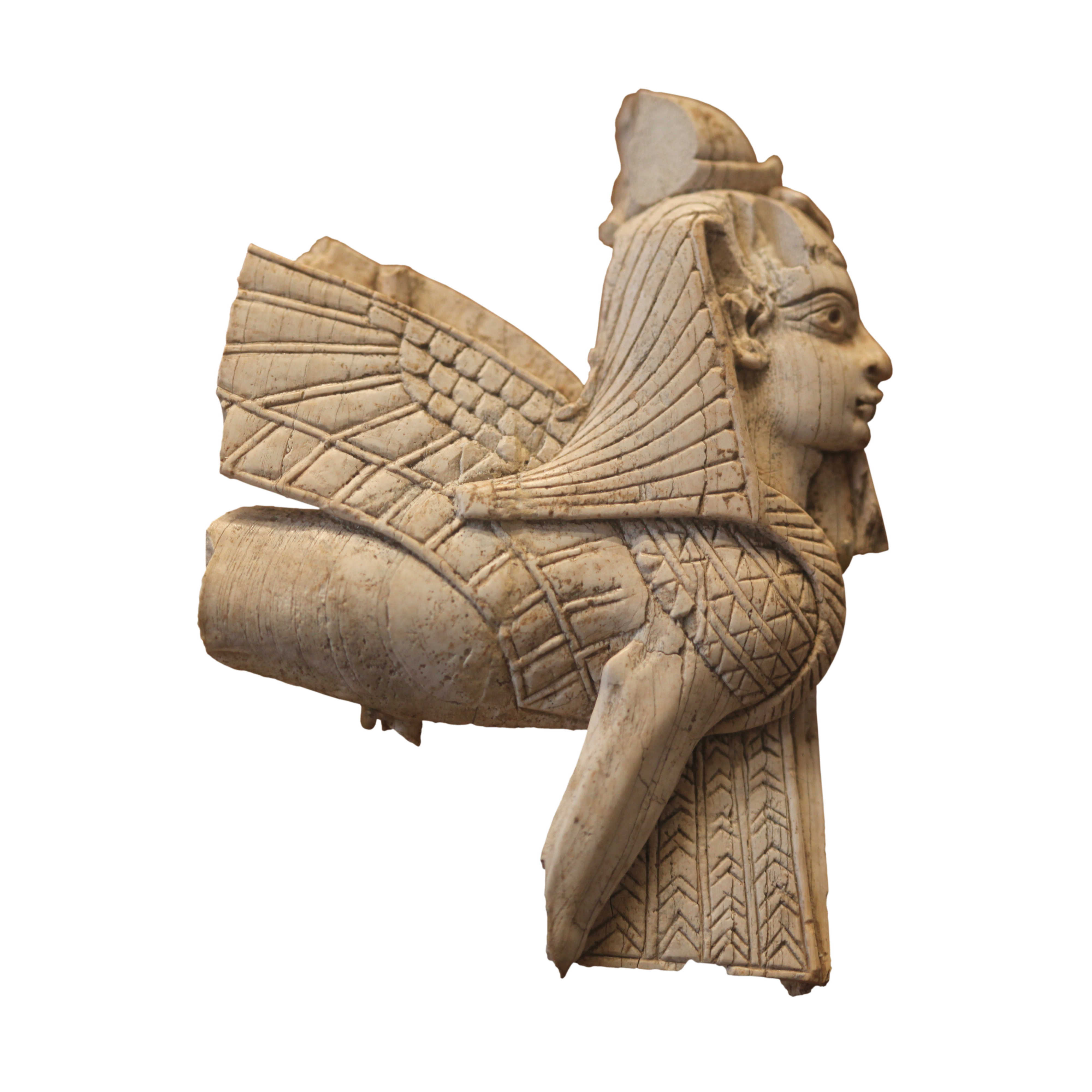
Sphinx néo-hittite égyptisant. Ivoire, relief, VIIIe siècle. Louvre
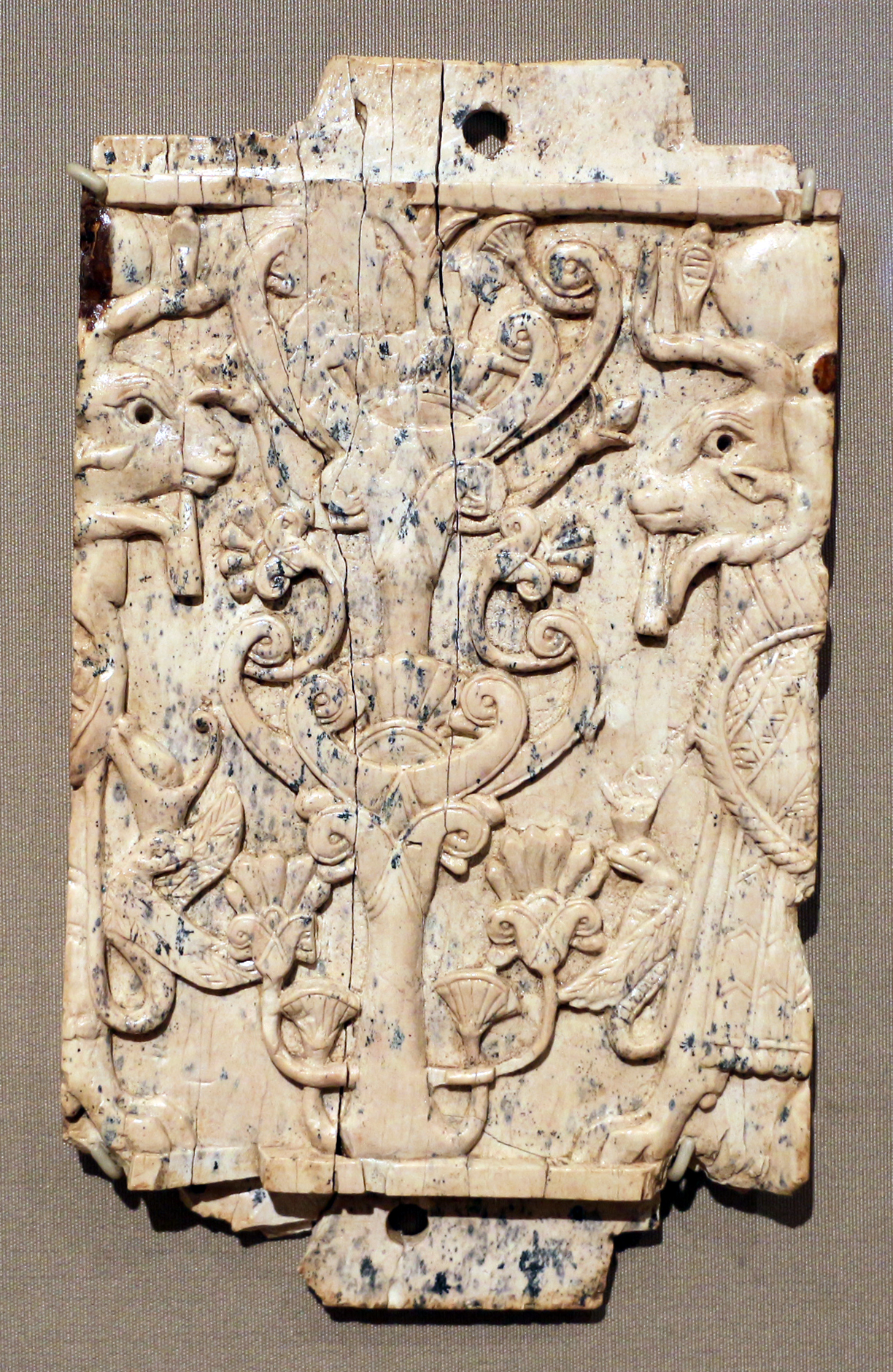
Arbre de vie. Ivoire phénicien, VIIIe. Plaque décorative. Cleveland Museum of Art
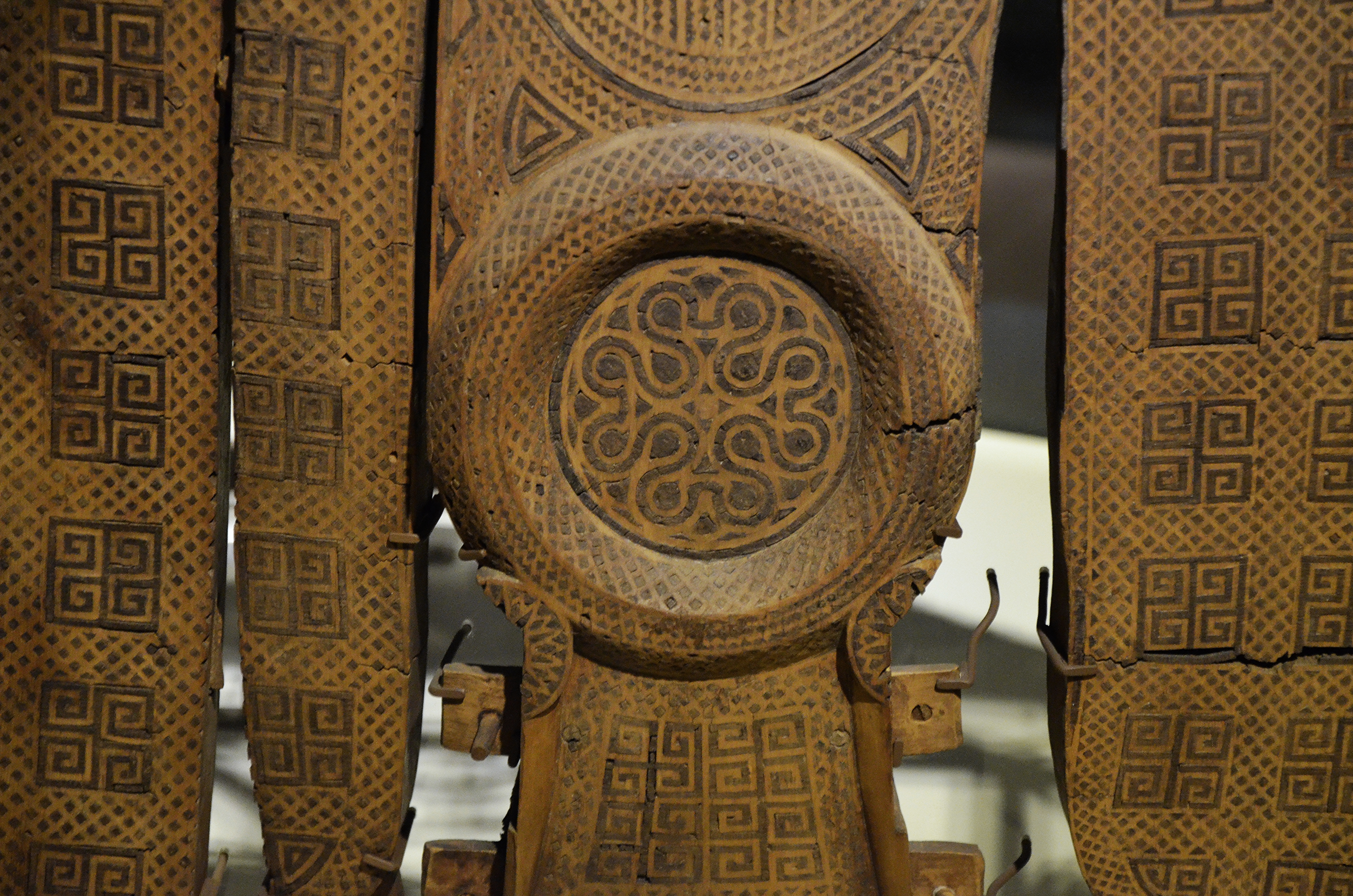
Marquetterie de bois, Phrygie, fin VIIIe. Ankara, Musée des civilisations anatoliennes
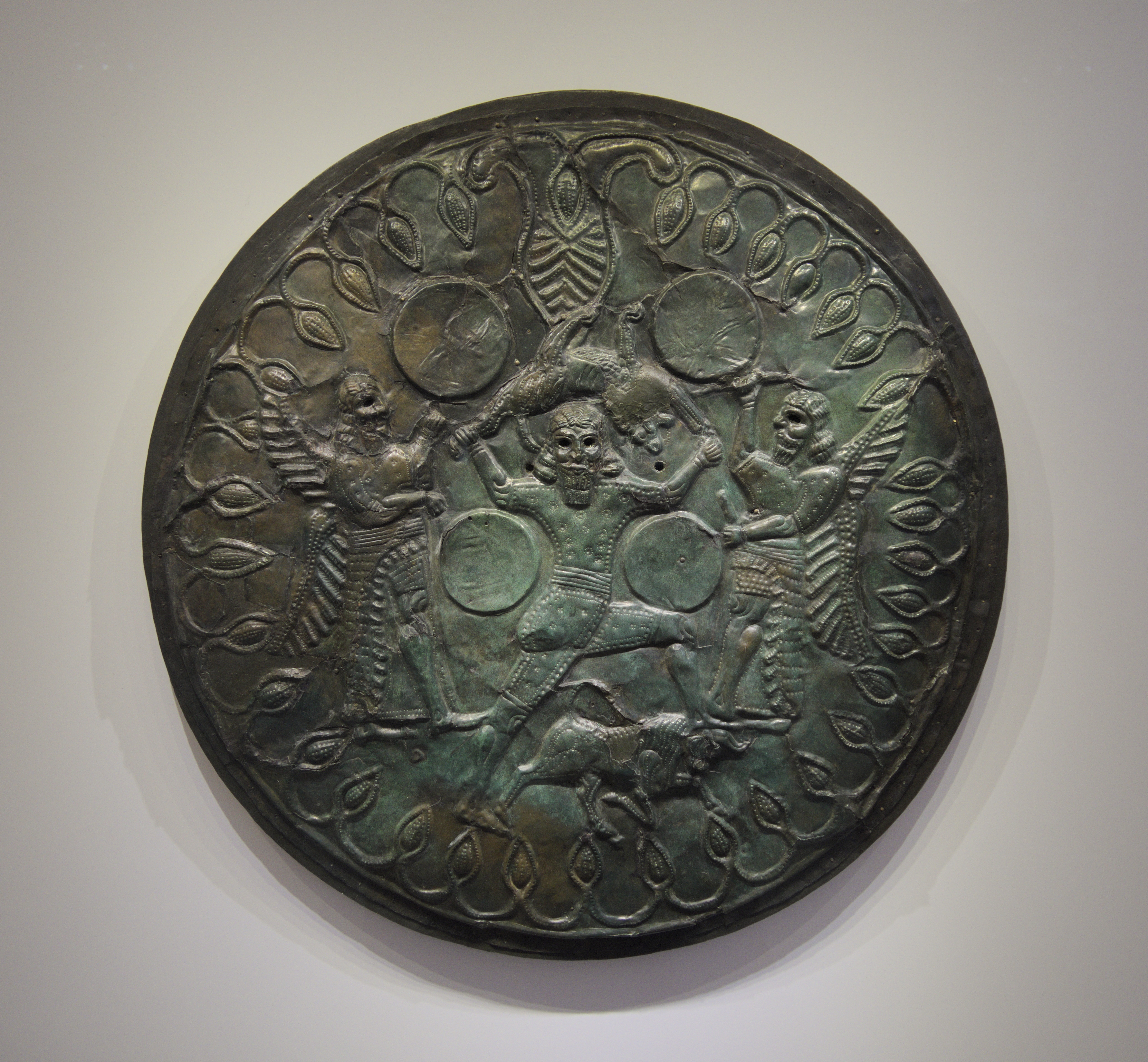
Tambour, bronze, grotte de Zeus (Mont Ida), Crète: lieu de naissance légendaire de Zeus, fin VIIIe. Décor inspiré de motifs de style assyrien. Musée Arch. d'Héraklion
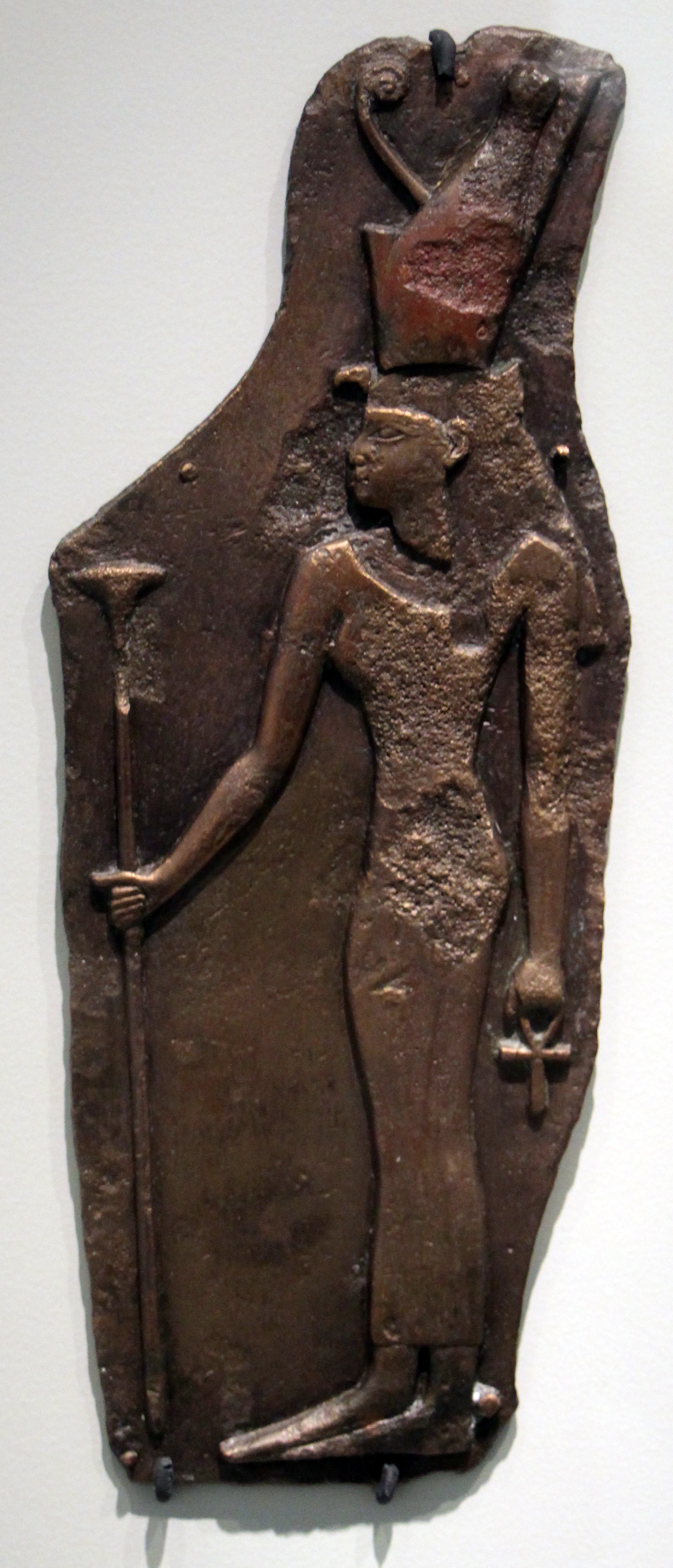
Plaque, bronze : déesse égyptienne Mout, VIIe siècle. Dépôt votif, temple d'Athéna, Milet. Altes Museum[57].
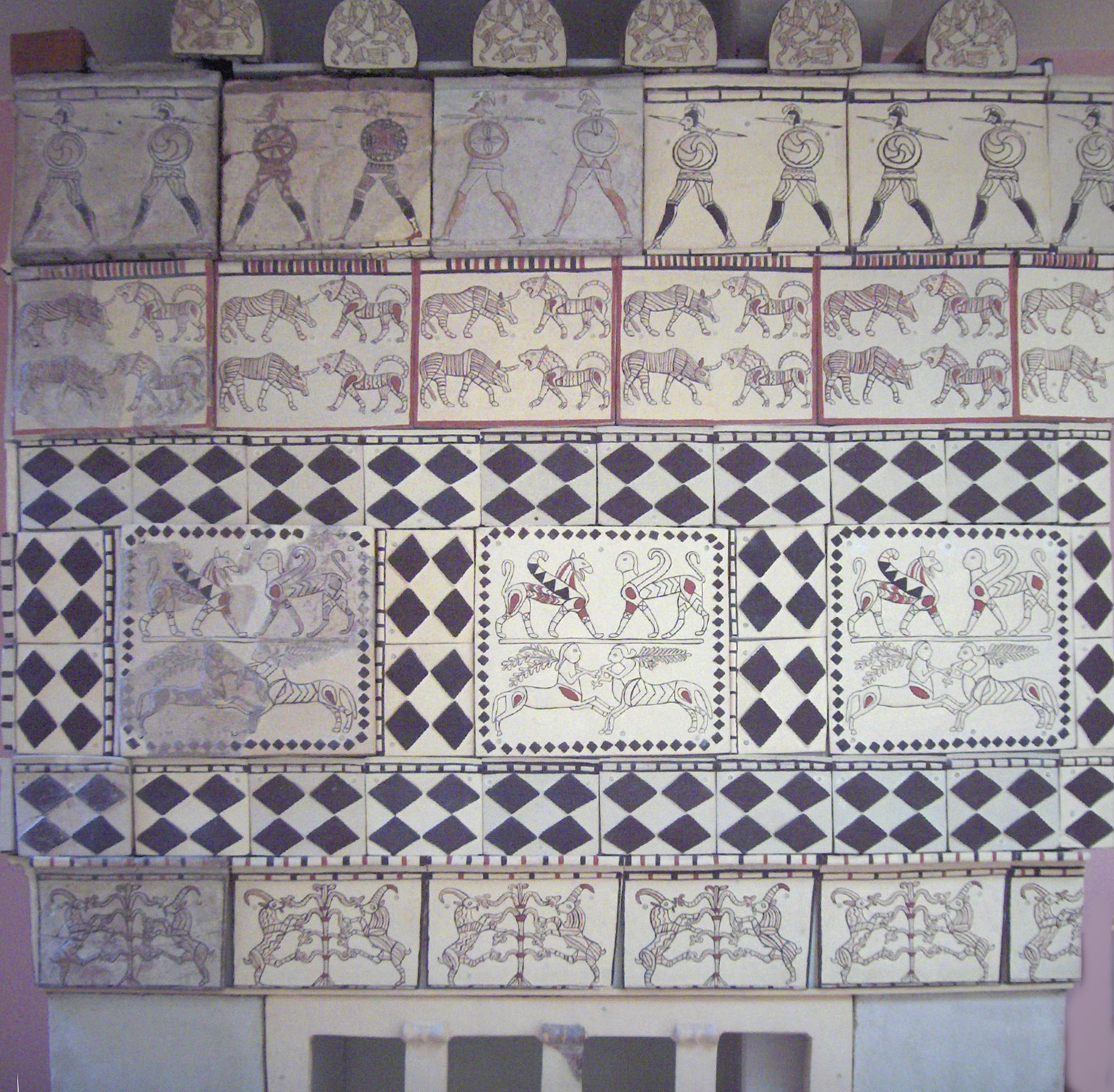
Reconstruction d'un décor mural phrygien, VIIe siècle. Ankara, Musée des civilisations anatoliennes

### Régions en contact avec les Grecs et orientalisations
Cette époque de l'histoire grecque se situe, au Levant, au cours de l'Âge du fer II C (en) (700–586 AEC).
L'Eubée et la Crète ont été les premières à avoir développé des échanges importants avec le reste de la Méditerranée, mais sur une courte durée, fin IXe -début Xe siècle / fin VIIIe -début VIIe siècle. Les marchands grecs traversaient la Méditerranée d'Ouest en Est au cours du VIIIe siècle. De leur côté, les Phéniciens avaient développé un véritable engouement pour les objets en provenance d'Égypte. Ils assemblèrent sur des vases en métaux précieux ces motifs à d'autres, empruntés à leurs voisins de l'Est et du Nord. Leur savoir-faire en matière de commerce méditerranéen dispersa tous ces objets de luxe au sein des élites, dont celles de Grèce et de leurs colonies, au cours de cette époque orientalisante. 
Les principales régions en contact avec les Grecs, et dont certains produits et autres faits culturels auront servi à cette « orientalisation » sont quatre entités politiques : les royaumes néo-hittites, les autres territoires du Proche-Orient sous domination assyrienne (724-612 : empire assyrien), la Phénicie et enfin l'Égypte - au cours des derniers temps de la Troisième Période intermédiaire (la XXVe dynastie). Les cultures se rencontrent en raison de la poussée des armées depuis l'Assyrie jusqu'à la Cilicie et Chypre, impliquant les marchands grecs qu'ils rencontrent sur ce passage. Dans le même temps, avec les diaspora phénicienne et grecque en Méditerranée occidentale, ces échanges artistiques et autres ont également touché les Étrusques et les premiers Romains de la monarchie dans la péninsule italienne. Les premiers lieux de contact, au Moyen-Orient, correspondent à des « comptoirs » comme l'emporion d'Al Mina (en) ou l'île de Chypre où s'échangent matières premières et produits fabriqués. Ces échanges se font, bien sûr, dans le cadre de l'économie de la Grèce antique, très dépendante de certaines ressources. Ainsi le site d'Al Mina a été créé à l'embouchure de l'Oronte au VIIIe siècle, par des Grecs de l'Eubée et des îles des Cyclades qui étaient à la recherche de minerais, de fer, mais aussi de cuivre pour leur bronze,.

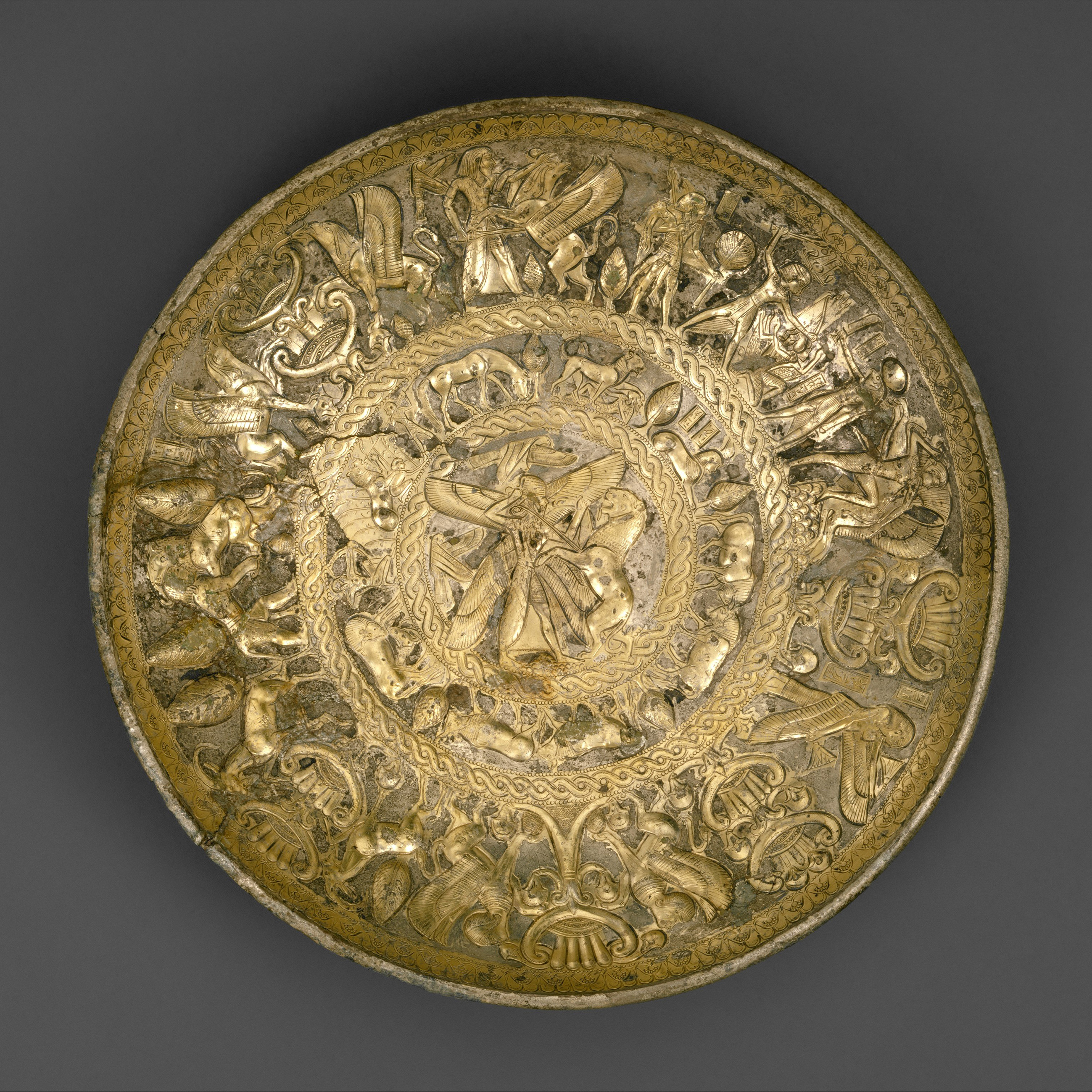
Coupe historiée chypriote en vermeil. Période archaïque, env. 725–675. Diamètre 16.8 cm, H. 3.1 cm. The Met. Le tondo central montre une divinité ailée de type assyrien abattant un lion rampant avec une épée. La frise qui l'entoure présente une variété de motifs animaliers et narratifs, dont deux sujets spécifiquement égyptiens : un sphinx portant la double couronne égyptienne et un lion piétinant un mort, symbolisant le pharaon dominant ses ennemis.

Au cours d'un colloque, en 1976, Chrysoula P. Kardara a pu établir cette approche globale des sources d'influences orientales sur les ateliers grecs. Au cours de cette période où les modèles orientaux inspirent les artisans grecs, les centres suivants existent au Proche-Orient à partir desquels les marchandises arrivent en Grèce :
- La côte cilicienne et nord-syrienne, avec le port grec d'Al Mina (en), aux VIIIe et VIIe siècles, influence par laquelle la poterie rhodienne « des Chèvres sauvages » est présente à partir du milieu du VIIe siècle [poterie non seulement rhodienne mais plus généralement de l'Ionie du Nord, et essentiellement produite à Milet - selon la synthèse d'Anne Coulié en 2013, qui cite Chrysoula Kardara[63]]. Dans cette région, Lydie et Nord-Syrie : survivances hittites et traces de mycénien, mais surtout influence assyrienne, puis effacement vers 600.
- Les Phéniciens du sud et sur Chypre : influences égyptienne et mésopotamienne, survivances de mycénien.
- Chypre, influences nord-syriennes et phéniciennes sur la tradition grecque. Assyrianisation après 700.
- Phrygie : influences nord-syriennes, fortes survivances hittites, éléments d'assyrianisation et autres, dont Urartu du lac de Van. Persistance du style géométrique. Réputée comme la patrie de la broderie, influence la fabrication des tissus brodés grecs et, au-delà, la peinture sur vase et d'autres pratiques artistiques grecques. Quasi interruption de 675 à 650. La Lydie, qui occupe son territoire, en reprend l'héritage après le milieu du VIIe siècle[64].

À cela il faut ajouter:
- Égypte : sous les rois nubiens: Chabaka (r. 716-702), Chabataka (r. 702-690), Taharqa (r. 690-665), et sous les rois libyens: Psammétique Ier (r. 664-610) puis Nékao II (r. 610-595). Cette période très agitée en Égypte offre aux Grecs, après 664, l'occasion de contacts directs et d'une implantation progressive puis définitive dans le Delta, à Naucratis, fondé vers 630[65].

Les Grecs d'alors pouvaient se rendre directement en Égypte en cinq jours de navigation.
Les objets égyptiens d'exportation n'étaient pas en matières précieuses, mais comme ils ont été déposés par des Grecs ou d'autres peuples, souvent comme offrande votive, avec d'autres objets, eux en matières précieuses, on peut en déduire que leur seule appartenance au monde égyptien leur donnait une valeur équivalente. 
Anthony Snodgrass fait remarquer, en Égypte la tradition de la statue de pierre à l'échelle humaine et indique que la chronologie des relations gréco-égyptiennes est compatible avec l'idée d'un emprunt par les Grecs à ce propos. Il en est de même, un siècle plus tard, avec le savoir-faire des Égyptiens dans le moulage en creux des statues de bronze qui apparaît en Grèce vers le milieu du VIe siècle, à l'extrême fin de ce que certains considèrent encore comme l'époque orientalisante.
Certains centres en Grèce servent aussi de références orientalisantes pour les autres. Pour prendre un exemple caractéristique, le style des « Chèvres sauvages » a non seulement été produit dans plusieurs centres dont Milet et les îles du Dodécanèse, mais aussi Cos, Calymnos et Cnide : ateliers doriens de l'Est. Leurs colonies ont adopté aussi ce style sur les bords de la mer Noire, en Afrique du Nord et dans les cités étrusques d'Italie. La forme typique est un plat à décor de sphinx sur fond de fleurs stylisées, tandis qu'une moitié inférieure est striée de "langues" , comme vues en perspective, fuyant vers l'horizon.

### Les puissances du Moyen-Orient
Cette période correspond à l'apogée de l'Empire assyrien, du VIIIe au VIIe siècle. C'était alors la puissance dominante de l'ancien Proche-Orient et le plus grand empire que le monde ait jamais vu, s'étendant de l'Assyrie (l'actuel nord de l'Irak) à la Méditerranée. Au fur et à mesure de l'expansion de l'Assyrie, les cités-États phéniciennes du Levant - situées de manière précaire le long du territoire assyrien - ont été contraintes d'étendre et de renforcer leurs réseaux commerciaux maritimes vers l'ouest et le sud et de participer ainsi à la diffusion de produits et de traits culturels originaires du Moyen-Orient. Ces échanges touchent jusqu'à l'Égypte alors même que l'art de la Troisième Période intermédiaire pendant la XXVe dynastie (744-656), renoue avec les anciennes traditions figuratives égyptiennes. Ensuite Psammétique Ier (r. 664-610), dans les débuts mouvementés de la Basse époque, va devoir créer dans le Delta le port de Naucratis, créé vers 650/630 pour les Grecs. En conséquence la statuaire égyptienne comptera dans le développement ultérieur de la statuaire grecque, avec les types célèbres du kouros et de la koré, dont les prototypes apparaissent sous forme de statuettes dédaliques à cette époque.

#### Contacts: leurs effets sur la société et la culture
L'accroissement des contacts coïncide aussi avec l'émergence de styles autonomes locaux. Ces contacts ont, en effet, favorisé localement l'apparition de styles singuliers orientalisés, et en même temps, ils ont donné aux artisans l'occasion d'inventions dans le langage formel qui était propre à leur cité, renforçant ainsi la diversité. Pour prendre un exemple dans la peinture sur céramique, les cerfs et les chevaux cycladiques du VIIe siècle n'ont aucun antécédent identifiable, que ce soit en Orient ou ailleurs. C'est le même phénomène avec les formes des vases qui n'ont pas de modèles, par exemple les vases à parfum ont pris à cette époque plusieurs formes caractéristiques : l'aryballe, l'alabastre, l'amphorisque, l'exaleiptron, le lydion (en) et les nombreux « vases plastiques » prenant, en partie, des formes humaines, animales ou végétales. La Grèce de l'Est proposant des alabastres en verre et en faïence. Certains motifs surgissent en Grèce à cette époque comme les protomés de chaudrons en bronze, en forme de griffons et de lions dont l'origine serait très probablement à situer au Moyen-Orient, ceci sur des chaudrons importés, mais aussi réalisés en Grèce par des artisans émigrés du Moyen-Orient.
Mais ces « sources » artistiques orientales ont très bien pu varier dans la même cité grecque, comme à Corinthe, où les premiers lions qui apparaissent sur les vases s'inspirent d'abord de modèles hittites et ensuite assyriens.
Par ailleurs, avec l'accumulation des connaissances actuelles, certains procédés orientalisants apparaissent aujourd'hui comme des emprunts au style protocorinthien ou au style corinthien, après l'intégration, par les Grecs, des modèles orientaux au sein de leurs pratiques ou techniques renouvelées. C'est le cas en Crète au VIIe siècle à Aphrati (site dit d'« Arkadès »). Protocorinthien et corinthien s'étant eux-mêmes orientalisés à des sources orientales diverses.
Enfin, ces emprunts multiples évoquent des populations mobiles et ouvertes aux qualités esthétiques venant des cultures qui leur sont étrangères. Pour exemple, une tombe à crémation d'Éleutherne en Crète contenait un riche matériel de diverses provenances, dont un stamnos, l'urne funéraire, et comme couvercle une coupe en bronze aux motifs égyptianisants, de facture phénicienne. Une autre coupe aux motifs et avec une composition similaire a été trouvée à Nimrud, parmi tout un lot de vaisselles "exotiques".
|  |  |

## Apports orientaux au monde grec

### La Phrygie du roi Midas
Avec ce royaume au centre de l'Anatolie, les échanges se font dans les deux sens. Dès le milieu du VIIIe siècle les Phrygiens assimilent l'alphabet grec que ceux-ci ont élaboré à partir du modèle phénicien. Aux VIIIe et VIIe siècles leur céramique à décor géométrique et les grands chaudrons de bronze témoignent de la continuité des relations avec le monde grec. Et, en effet, la pratique du banquet du type grec semble bien attestée aussi en Phrygie, fin VIIIe siècle. En retour, en Grèce de l'Est, les Grecs s'inspirent de leurs ceintures en bronze pour les offrandes votives. Et ils empruntent aussi aux Phrygiens la déesse Cybèle, maîtresse des êtres vivants, des animaux et des hommes qui leur inspire de nombreuses figures de Potnia Theron, où potnia deviendra l'épithète d’Artémis.

### La Lydie du roi Crésus
C'est l'époque de la grande Lydie, qui occupe une part importante de l'ouest anatolien, au cœur des hauts plateaux et de riches gisements miniers, dont l'or (...du roi Crésus - vers 560-546), jusqu'à la région de Troie. On observe au VIIe siècle, un jeu compliqué entre le roi Gygès (fin VIIIe première moitié du VIIe siècle) et les cités grecques de la côte ionienne (contre Smyrne et Colophon mais proche d'Éphèse). Il faut attribuer à la dynastie des Mermnades, vers 600, l'invention de la monnaie en électrum naturel, lequel était tiré du fleuve Pactole à leur frontière avec les cités ioniennes. Il s'est ensuivi l'émission de monnaies, dont un statère d'or à l'époque du roi Crésus (v.560-v.547) - car il leur fallait maîtriser la technologie de la frappe monétaire en or et en argent. Crésus entretenait des relations serrées avec les grecs et en particulier avec le sanctuaire de Delphes. Gygès lui avait envoyé de magnifiques offrandes en or et en argent qui, à cette époque, avaient marqué les esprits. C'est dans ce contexte qu'il faut expliquer, à Delphes, une applique en ivoire d'homme au lion, « au carrefour des styles grecs d'Ionie et des productions lydiennes ».
Par ailleurs, les cités grecques d'Ionie en relations étroites avec les Lydiens font usage des toutes premières pré-monnaies métalliques, plus ou moins frappées. Certaines, de simples globules en argent ou en électrum, indiquent simplement un système de poids précis ; d'autres portent uniquement un carré creux ; on en rencontre aussi qui sont striées sur une face et portent un carré creux au revers. Ces « pré-monnaies » peuvent être datées du milieu du VIIe siècle.

### Les Phéniciens, Chypre et la Crète
Les Phéniciens de Tyr prennent pied à Chypre, source de cuivre, dès le IXe siècle et possèdent un gouverneur à Kithion (Larnaca) vers 736-729. Leur présence en Crète est attestée à la même époque. La grotte du Mont Ida, en Crète, a livré dans les années 1930 des objets, en ivoire d'Asie ou d'Afrique, et des  tambours (autrefois considérés comme des tympanon - instruments de musique à cordes - et ensuite comme des « boucliers votifs »). L'un d'eux présente un décor de Maître des animaux, d'aspect assyrien par le sujet et par le style. Les Phéniciens commercent aussi leurs parfums à Rhodes et à Samos, et leur vaisselle, en métaux rares, qui reprennent et véhiculent les motifs de l'art mésopotamien (d'Assyrie et Urartu), tissus précieux dont il est difficile d'estimer la présence. Les récipients qu'ils exportent, en bronze et en argent, ont été trouvés à Chypre, à Athènes, Olympie et Delphes puis en Italie du Sud et en Étrurie et jusqu'à Préneste (à proximité de Rome).

### L'Assyrie
Manifestement des dignitaires assyriens ont envoyé du IXe au VIIe siècle des offrandes aux grands sanctuaires de Grèce, ce qui témoigne d'une certaine proximité culturelle. Ainsi, parmi les offrandes déposées à l'Héraion de Samos, l'une est une plaque en bronze (à l'origine une plaque de harnais) importée du nord de la Syrie, datée du IXe siècle, et dont le décor est composé, sous un « soleil ailé » (?) de quatre figures féminines nues, dont trois soutiennent leurs seins, tandis que leurs pieds reposent sur des têtes de félins. Cette plaque porte deux dédicaces, l'une au roi Hazaël de Damas (r. 842-805) et l'autre à la déesse Héra de Samos (VIIIe siècle). Un objet identique, avec la même dédicace du roi assyrien est dédié à Apollon dans le sanctuaire d'Apollon Daphnérophoros, à Érétrie.
Quant au bouclier du hoplite grec il bénéficie, selon Walter Burkert, de l'influence manifeste de l'Orient.
En dehors des objets, bien visibles, l'Orient et en particulier l'Assyrie ont orientalisé certains aspects de la culture grecque : ainsi les croyances dans les voyantes, voyants, devins - mais aussi guérisseurs, ou guérisseuses. En font foi, trois petites statuettes en bronze de l'Héraion de Samos, datées du VIIe siècle, et représentant un assyrien barbu faisant le geste de la prière, accompagné d'un chien assis. 
Des figurines babyloniennes similaires et des textes cunéiformes nous indiquent que ces images sont en relation avec la très ancienne déesse babylonienne de la guérison, Gula, dont le chien est l'animal-symbole. Cela semble bien attester que Héra, à cette époque, est considérée aussi comme déesse de la guérison. Et il est remarquable, par ailleurs, de noter justement la présence d'un chien à Épidaure, à côté de la statue chryséléphantine du dieu grec de la guérison, Asclépios. De même, une proximité manifeste entre Asklapios/Asclépios et Az(u)gallat(u) (épithète de Gula) met en relation, dans l'Iliade, le fils d'Apollon, « médecin irréprochable » et l'ancienne  déesse de la guérison babylonienne.
L'image de la Gorgone apparaît, pour la première fois clairement, en Grèce sur un grand pithos béotien, en Gorgone-centaure, décapitée par le héros Persée (vers 660), et sur une grande amphore protoattique, en Gorgone-chaudron (vers 650). Cela semble favoriser le rapprochement, dans le cadre de l'orientalisation du monde grec, avec le très ancien monstre de la mythologie mésopotamienne à la face grimaçante, Humbaba, l'adversaire du héros Gilgamesh. Ces images moyen-orientales, moulées sous forme de plaquettes de terre cuite, sont d'abord adaptées sous une forme semblable en Crète : plaquettes découvertes sur l'acropole de Gortyne, ainsi qu'au sanctuaire d'Artémis Orthia à Sparte - avec un masque grimaçant mais sans la langue pendante qu'elle va acquérir ensuite, sur les grands vases. Les chaudrons aux protomés de griffons étaient aussi des objets "orientalisés", liés à ceux du Moyen-Orient, comme en Syrie ou en Urartu.

## Orientalisation dans le monde grec

Localisation des principales régions et cités de la Grèce archaïque.

### En Grèce: plusieurs théories
En Grèce, des changements stylistiques orientalisant semblent apparaître à la fin de l’époque géométrique, mais peut-être un peu auparavant, avec les premières frises d’animaux sur des vases attiques du peintre du Dipylon et de son atelier (vers 760), et ornant des objets prestigieux en métal repoussé, importés de Phénicie.
En 1986, l'archéologue Roland Martin évoquait plusieurs interprétations de ce phénomène. Pour certains il se serait agi d’un afflux soudain venu du Proche-Orient, qui aurait favorisé un art d’imitation ; d’autres croyaient alors y voir une rupture brutale, avec l’apparition d’une nouvelle forme d’expression, enfin pour d'autres encore c’était « un type d’inspiration qui, avec des idées, des croyances, des thèmes décoratifs et figuratifs, crée une orientation originale de l’art grec ». Cet auteur précisait les techniques "importées" avec les marchandises: vases et coupes de métal, ivoires, tissus. 
On constate d'ailleurs un renouveau de la métallurgie, avec le bronze en tôle martelée, travaillée au repoussé et rivetée, technique bien connue au Proche-Orient, utilisée pour les statuettes de culte découvertes à Dréros . Le travail de l'ivoire, pratiqué au Moyen-Orient, en particulier par les Phéniciens, apparaît aussi à la fin du VIIIe siècle. 
Enfin les apports orientaux se traduisent dans les décors peints sur les céramiques, dans la technique du dessin et du rendu des formes, tout comme dans l'introduction de sujets nouveaux, et dans l'évolution des motifs décoratifs. Cet apport oriental touche, tout autant, les arts du métal. 
Les personnages peints ou sculptés prennent plus de place, acquièrent un certain modelé, présentent des détails anatomiques qui n'apparaissaient pas à l'époque géométrique. Les animaux présentent une silhouette caractérisée et des détails naturalistes bien identifiables, le tout étant reproductible avec des variations minimes, en frises, et en étant toujours attentif au détail.
Bernard Holtzmann et Alain Pasquier, notent dès le style protocorinthien (720-620) une inflexion nettement orientaliste : ce style va connaître un succès considérable pour une production de masse stéréotypée, et, à ce titre, souvent négligée. Elle est aussi précoce à Athènes, avec le protoattique bien moins exportée et plus tardive, qu'en Grèce de l'Est. En effet, quoiqu'au contact des commerçants du Moyen-Orient, les ateliers de Grèce de l'Est, de la côte micrasiatique et des îles proches, comme Rhodes, se distinguent d'abord par leur attachement au style géométrique. Lorsqu'ils adhèrent à la mode orientalisante, ils se distinguent par un style orientalisant plus marqué que partout ailleurs.
Cette attitude pourrait révéler une façon d'affirmer, pour certaines cités, leur identité face aux autres cités rivales. Par exemple Corinthe avec son style protocorinthien, Athènes avec son style protoattique, le style des Cyclades, celui de la Crète dédalique, et les tenants du style des « chèvres sauvages » : Milet, Rhodes et les sites côtiers de la Grèce de l'Est.

### Invention de l'alphabet grec au contact des Phéniciens
Les contacts intenses entre les Grecs et les peuples d'Orient au cours de la période ont participé à une invention majeure, celle de l'alphabet grec et des alphabets cariens, basés sur l'alphabet phénicien - lequel était un alphabet phonétique, mais imprononçable. Cette invention de l'alphabet aurait provoqué ou accompagné la production de la |littérature grecque archaïque, en particulier les traditions orales des épopées, l’Iliade et l’Odyssée. Les poèmes d'Hésiode auraient été composés soit à la fin du VIIIe siècle, soit au début du VIIe siècle.
L'archéologie fait apparaître matériellement les premiers textes en caractères grecs, vers 730, sous une forme déjà accomplie. Ce qui implique, d'une part qu'un long temps de découverte, d'expérimentation et de mise au point de l'écriture débuterait au commencement du VIIIe siècle ; d'autre part, la coupe de Nestor portant une épigramme en alphabet eubéen sur une coupe découverte à Pithécusse  (devant l'actuelle Naples), indique les Eubéens (de la grande île au nord d'Athènes) comme intermédiaires, et probablement acteurs, de l'élaboration et de la diffusion de l'alphabet depuis la mer Égée à l'Occident. Ces Eubéens étaient aussi au contact des Phéniciens, au moins à Chypre au VIIIe siècle. C'est un moment essentiel de la culture occidentale.

### Impacts de l'Orient sur le mythe et sur la littérature grecque
Walter Burkert a montré que les textes sémitiques, écrits en akkadien (babylonien et assyrien), dont l'épopée de Gilgamesh, composée du XVIIIe au XVIIe siècle, et le Chant de Kumarbi, hittite, montrent le plus clairement les signes de contact avec l'Iliade, l'Odyssée et les poésies d'Hésiode. Dans l'Iliade, les funérailles de Patrocle paraissent similaires à celles découvertes à Chypre. De nombreux mythes grecs semblent être aussi l'interprétation ou la transposition grecque de représentations orientales, et selon  Walter Burkert, tirées des classiques littéraires mésopotamiens, dont ceux présents dans l'épopée d'Atrahasis (probablement composée au XVIIIe siècle). De même, il souligne les étroites proximités entre l'Astarté - connue dans tout le Proche-Orient - et Ishtar - mésopotamienne - avec Aphrodite. Ce type de parallélisme vaut aussi pour d'autres dieux grecs/orientaux. En ce qui concerne la Théogonie d'Hésiode, elle présente de nombreuses similitudes avec des mythes plus anciens : le mythe babylonien de la Création Enūma eliš (avec un arrière-plan mythologique sumérien), le Chant de Kumarbi (découvert dans la capitale hittite Boğazkale, mais d'origine hourrite), et enfin, avec la mythologie phénicienne (transmise jusqu'à un transcripteur grec tardif, Philon de Byblos), mythologie tirée de l'Histoire phénicienne initialement composée par le phénicien Sanchuniathon.

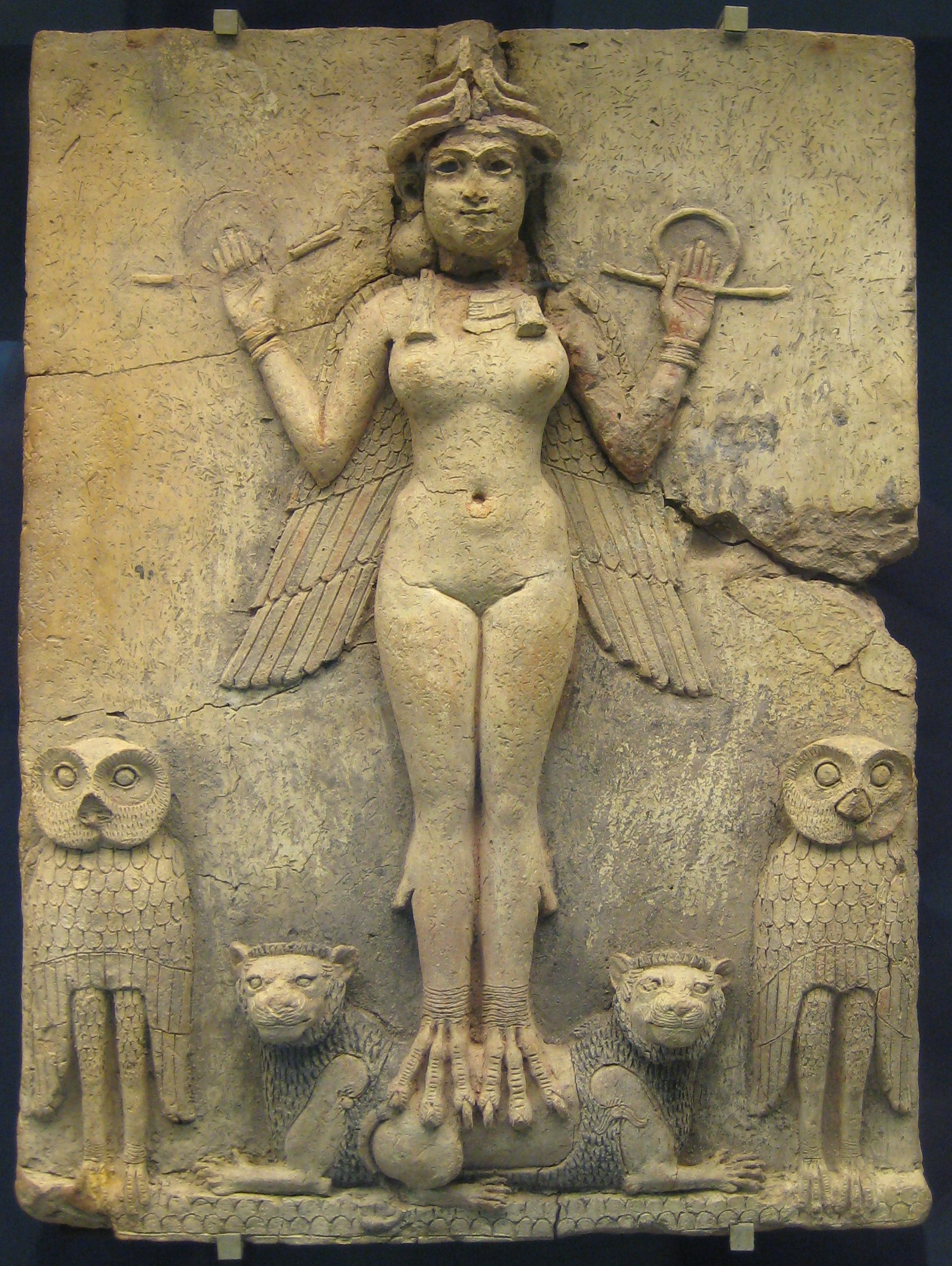
Relief babylonien, sud Irak. (Ereshkigal ou Ishtar (?), terre cuite XIXe – XVIIIe siècle. British Museum

M. L. West a également documenté de très importantes similarités entre les premiers thèmes mythologiques grecs et la littérature du Proche-Orient. Ces influences s'étendent à des flux lexicaux considérables depuis les langues sémitiques vers le grec ancien. Ce chevauchement couvre également une gamme étendue de parallèles entre les thèmes de l'épopée grecque et le Tanakh (la Bible hébraïque).

### Caractéristiques sociales, formelles et techniques de l'orientalisation

#### Généralités. "Aristocrates" etorientalia
L'art est ce qui conserve le plus clairement les signes de contacts entre les cultures, et ici avec les modèles orientaux. Ainsi, les orientalia, une masse d'objets orientaux ou d'inspiration orientale, ont été déposés dans les tombes et les sanctuaires grecs à partir du milieu du VIIIe siècle. Or cet art est clairement lié aux croyances religieuses des Grecs et au prestige de leurs élites. Les plus beaux objets sont destinés aux dieux, et aux morts qui ont été les plus puissants. Cela dit, les connaissances actuelles, selon Alain Duplouy (2006), permettent de repenser le concept d'« aristocrate » : à partir de 750 le système fondé sur le rang des agathoi (nobles) disparait ; la possibilité d'enterrer ses défunts au cimetière est ouverte au plus grand nombre ; cependant vers 700 on retourne à un système plus restrictif. 
Finalement, l'aristocrate n'est plus un noble qui affiche sa fortune, assuré de son statut par sa naissance, mais « un individu [dans une position instable] qui gagne sa place dans la société en usant de ses richesses de façon à en retirer du prestige social ». Au cours de sa vie, une certaine générosité envers ses amis lui offrait l'assurance d'en être honoré, ce qui participait de sa gloire aux yeux de la société. Aucun critère unique n'aurait distingué les aristocrates, mais au contraire une multiplicité de points de vue, ce qui évoque autant de groupes aux contours différents. L'exposition de l'aristocrate mort avec les objets lui ayant appartenu et qui étaient ensevelis avec lui, mais aussi le cortège funèbre participaient, au regard des contemporains, d'une recherche de ce prestige, selon une stratégie de valorisation sociale individuelle (la richesse d'un individu) ou collective (celle de sa famille, de sa cité) au regard des contemporains. Et pour une visibilité permanente cette exposition a été transférée, au VIIe siècle, depuis l'instant des funérailles vers les sanctuaires, sous forme de dépôts permanents, avec inscription du dédicant. Le lieu choisi pour cette exposition permanente faisant d'ailleurs partie intégrante de cette stratégie, en particulier dès les premières grandes statues votives en marbre, mais aussi avec les grands chaudrons qui les avaient précédés. 
Les objets exotiques, le modèle oriental qu'ils véhiculent et jusqu'aux matériaux exotiques eux-mêmes, sont alors des critères de valorisation indéniables pour de nombreux objets, des signes de distinction mais ils ne sont pas les seuls. L'usage de références orientales mais aussi un style affirmé localement favorisent la distinction entre les cités grecques naissantes et, d'autre part, entre les élites - quelles qu'elles soient - et le reste de la population. Tous ces signes qui permettent la distinction sont ainsi valorisés. Le mode d'acquisition de ces objets, au service du prestige des élites passe par les marchands phéniciens implantés depuis longtemps - ceux-ci avaient construit un temple phénicien à Kommos, sur la côte méridionale de la Crète à la fin du IXe siècle. Du côté des marchands grecs les entreprises eubéennes seraient les premières, de l'Eubée à la Crète en passant par l'Attique, à diffuser ces pratiques et le phénomène d'orientalisation en général. Le phénomène se retrouve dans les "colonies" grecques, qui restent encore très liées, au VIIe siècle, à leurs cités d'origine.
À Chypre, à la population cosmopolite, les différences stylistiques sont des marqueurs des royaumes qui se consolident au VIIe siècle dans la production de grandes sculptures en terre cuite, souvent peintes, et avec des temples dédiés aux divinités grecques. Mais les objets de luxe, en particulier de style orientalisant, sont déposés à Chypre dans les tombes de l'élite et non dans les sanctuaires comme cela se pratique à partir du VIIe siècle en Grèce. 
Le phénomène d'orientalisation révèle que les artisans grecs de chaque cité ont une remarquable aptitude à adopter et à transformer ce qu'ils reçoivent, à innover collectivement et ainsi, chaque cité se distingue des autres cités grecques. Du côté des formes orientales, utilisées par tous les types d'artisans et introduites par le commerce, il faut noter d'une part, l'introduction de motifs décoratifs abstraits ou schématiques dont l’origine pourrait provenir de textiles brodés ou de tapis d’Orient, et d'autre part, la figuration relativement naturaliste des animaux et végétaux , avec l'invention de figures hybrides stylisées. Quant au travail de l'ivoire, si apprécié à Sparte et ensuite échangé dans tout le bassin méditerranéen - avec une prédilection pour la figure humaine - il est évident que l'origine exotique du matériau, d'Afrique ou d'Asie, en faisait toute la valeur, un objet de distinction radical réservé aux élites internationales.

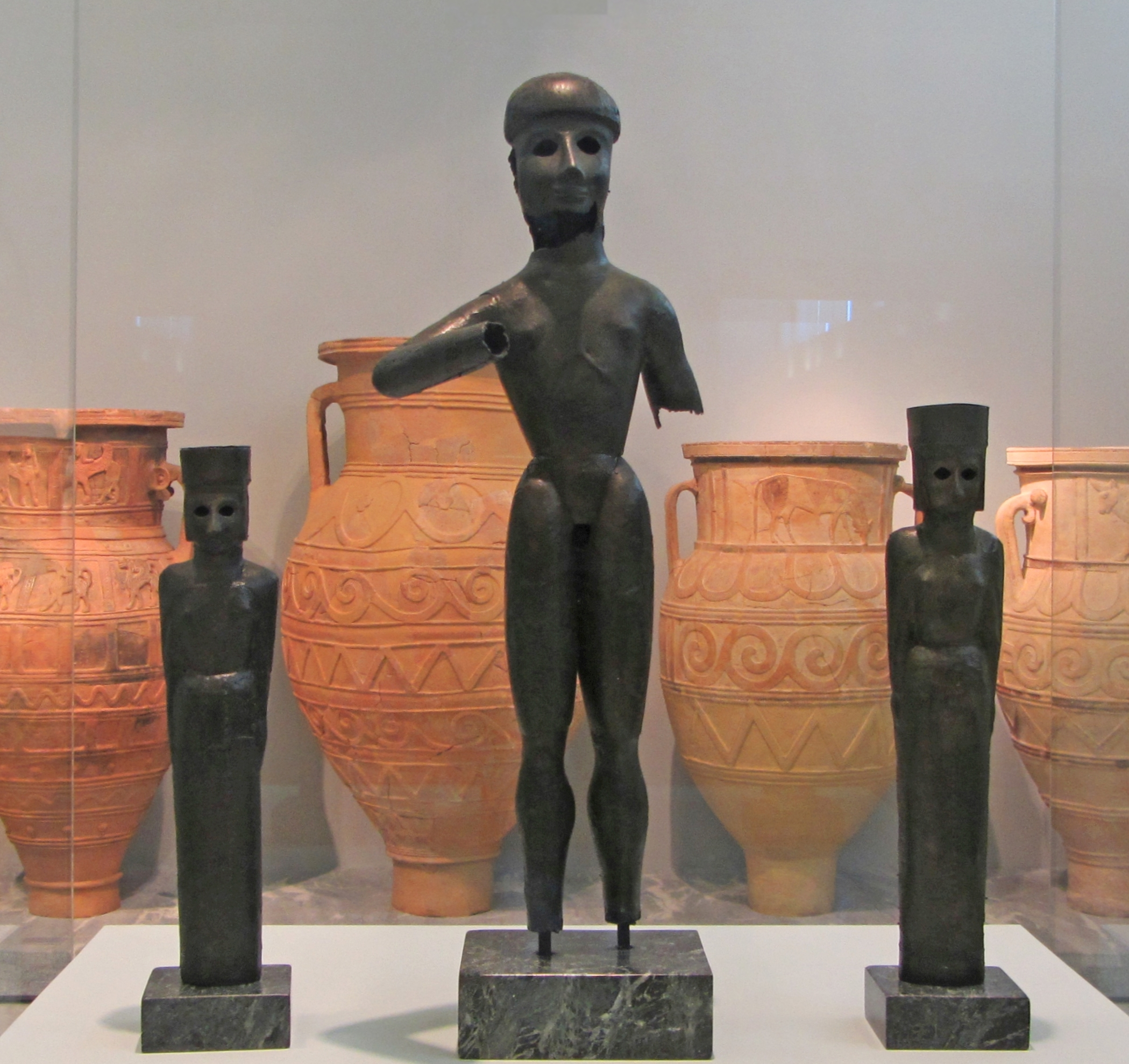
« Triade de Dréros », statuettes de culte, bronze, temple d'Apollon, Dréros, Crète. Fin VIIIe siècle. Musée archéologique d'Héraklion
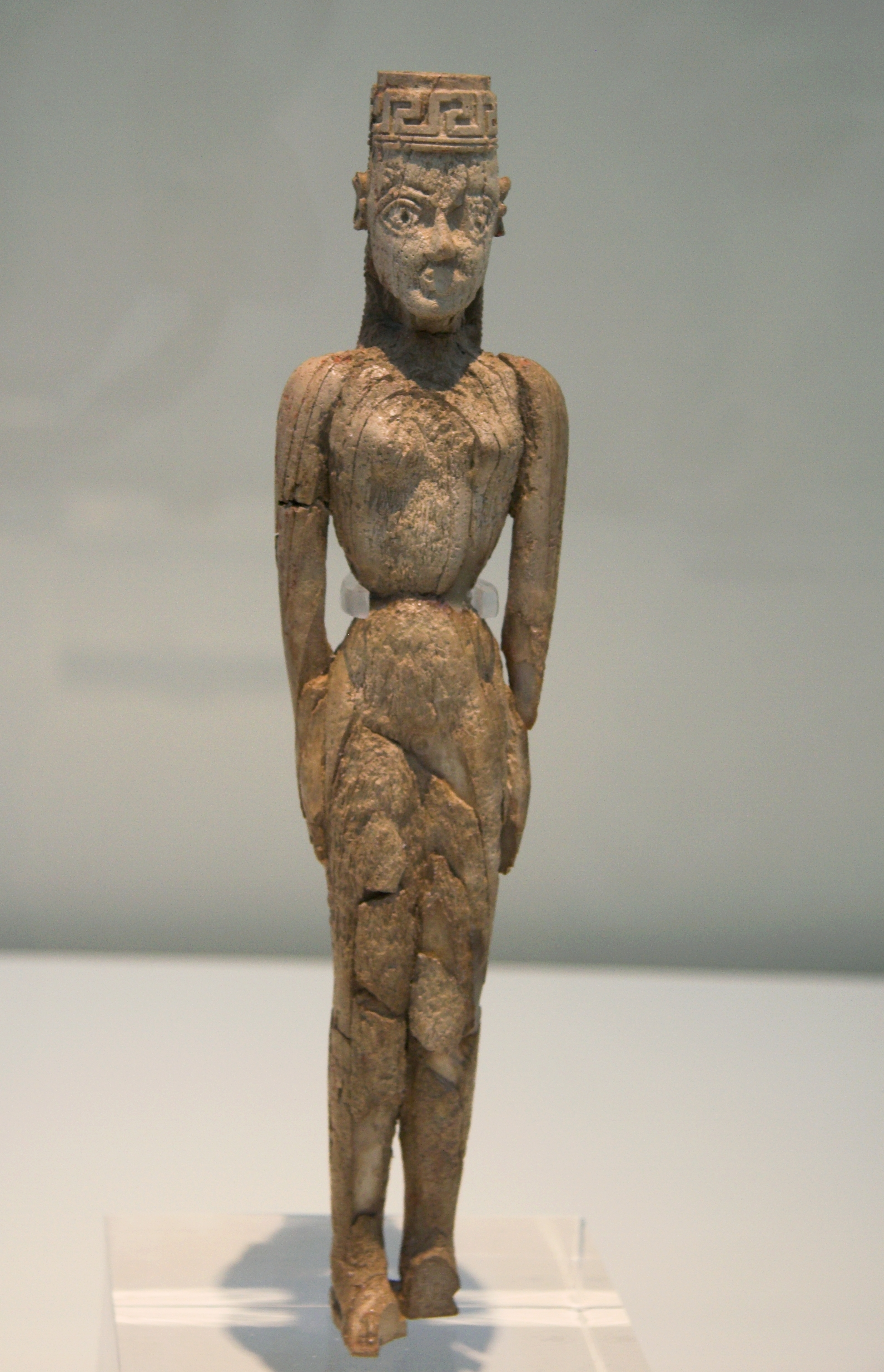
Figure féminine nue. Ivoire, H. 24 cm. Athènes, v. 730 NAMA Athènes
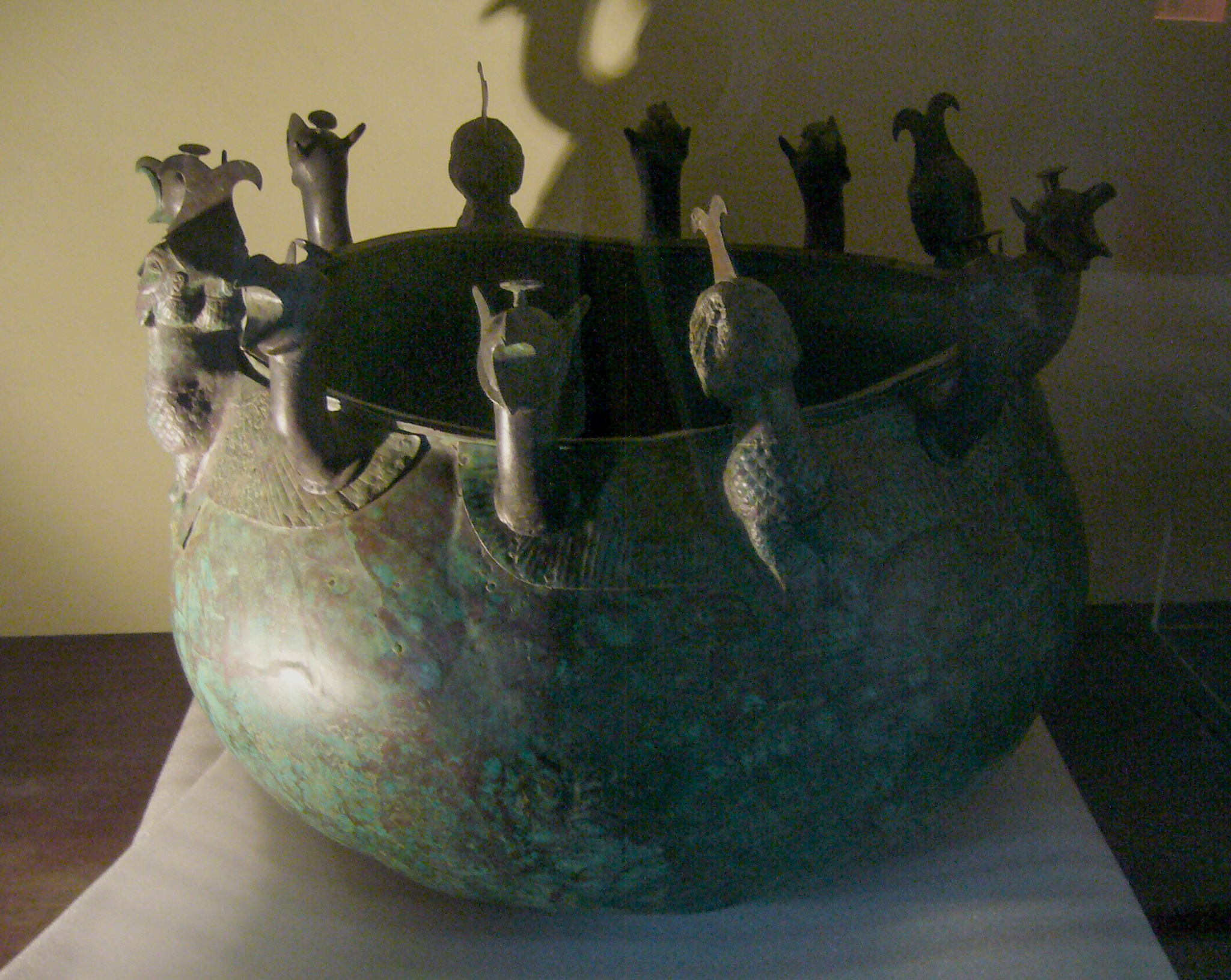
Chaudron de bronze aux protomés: 4 génies ailés et 8 griffons. Salamine de Chypre, v. 700 Musée Arch. Nicosie
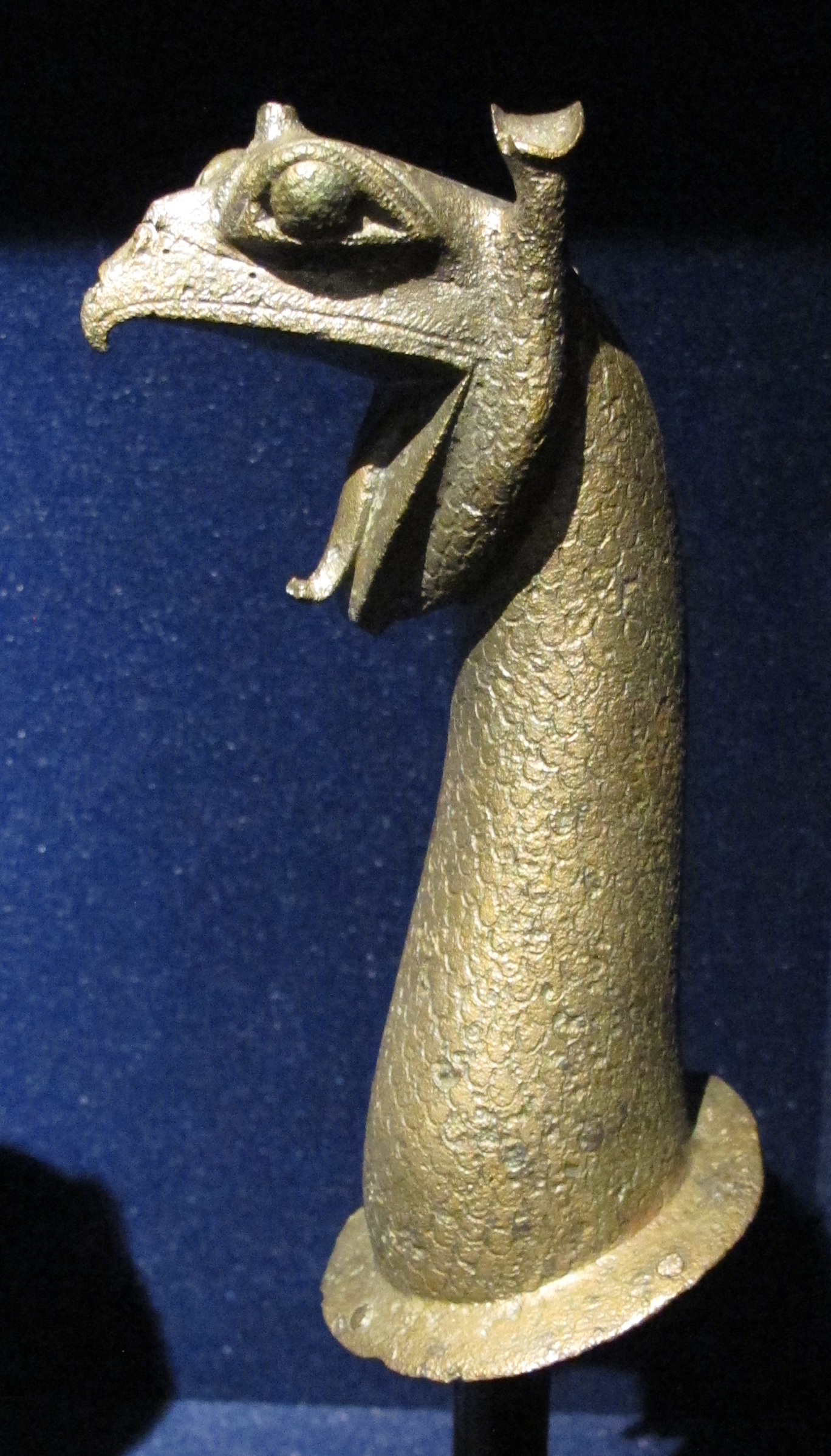
Protomé de chaudron. Griffon, bronze, 690-680 Musée Arch., Olympie
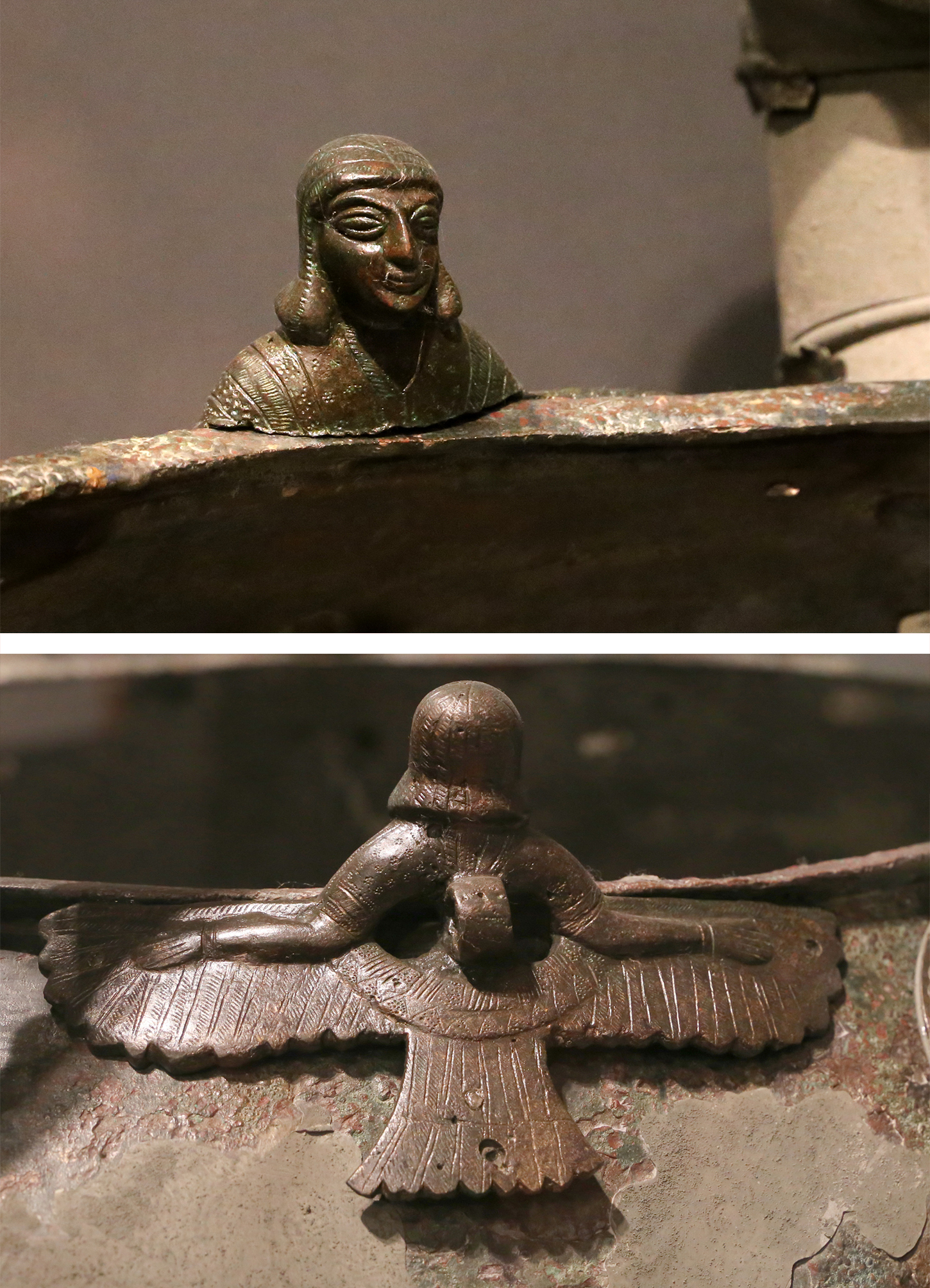
Protomé de chaudron à tête d'homme ailé, 710-690. Découvert en Étrurie Musée Arch. Nat. Florence
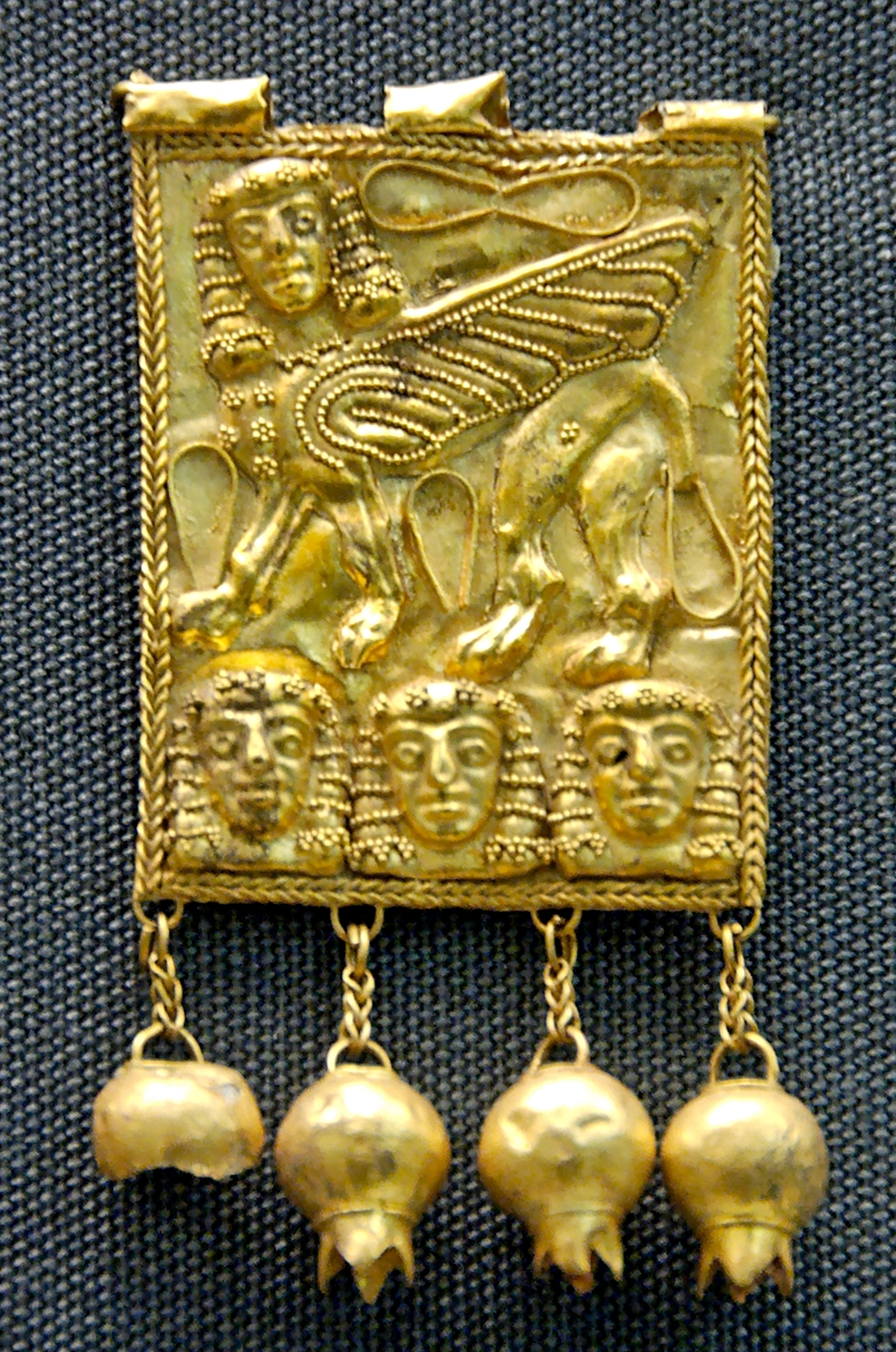
Sphinx, têtes féminines et grenades. Électrum, Rhodes, v. 650-600. British Museum
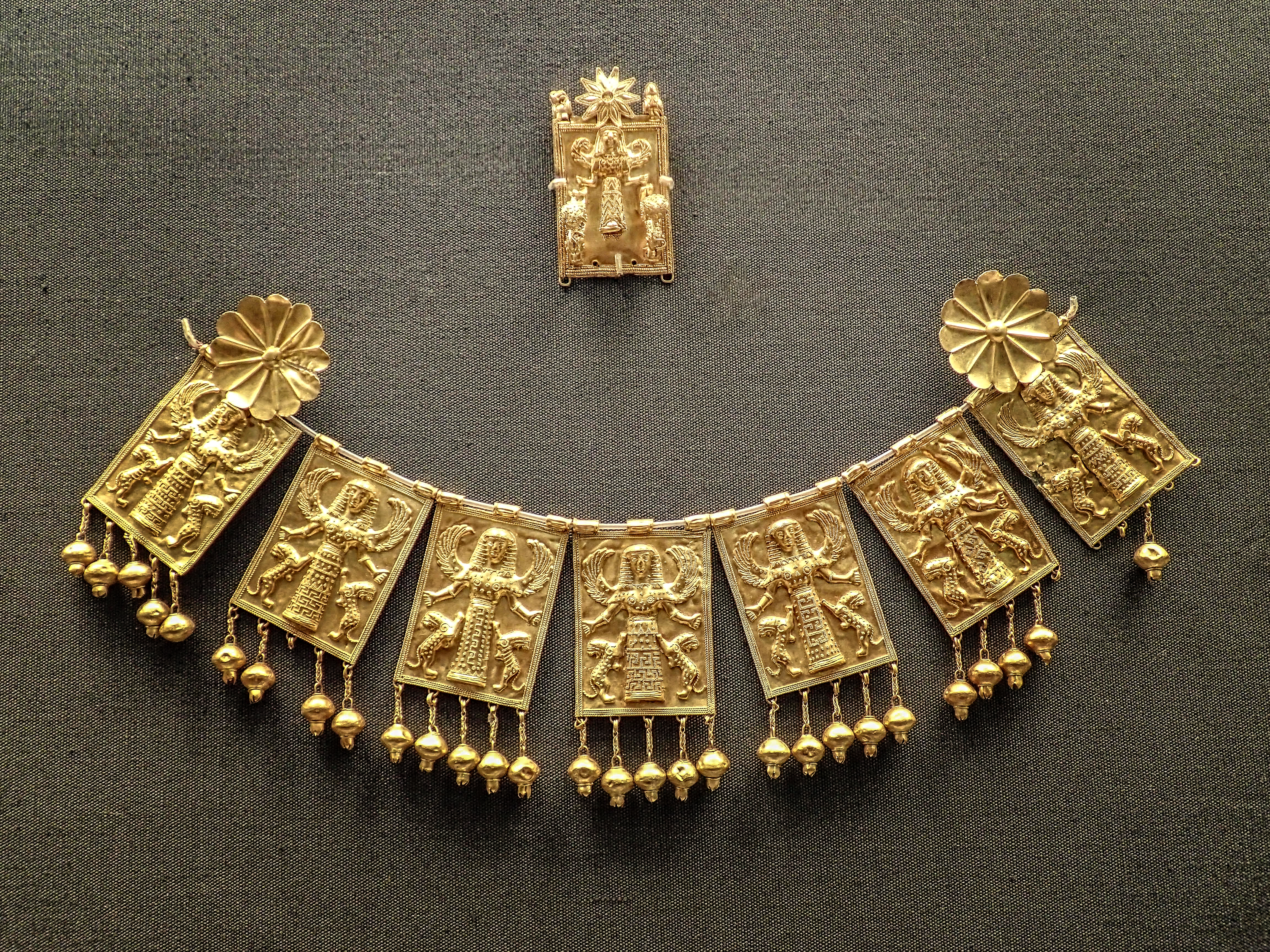
Maîtresse des animaux avec deux lions. Électrum, chaque plaque 3,25 cm. Rhodes, v. 650-600 British Museum
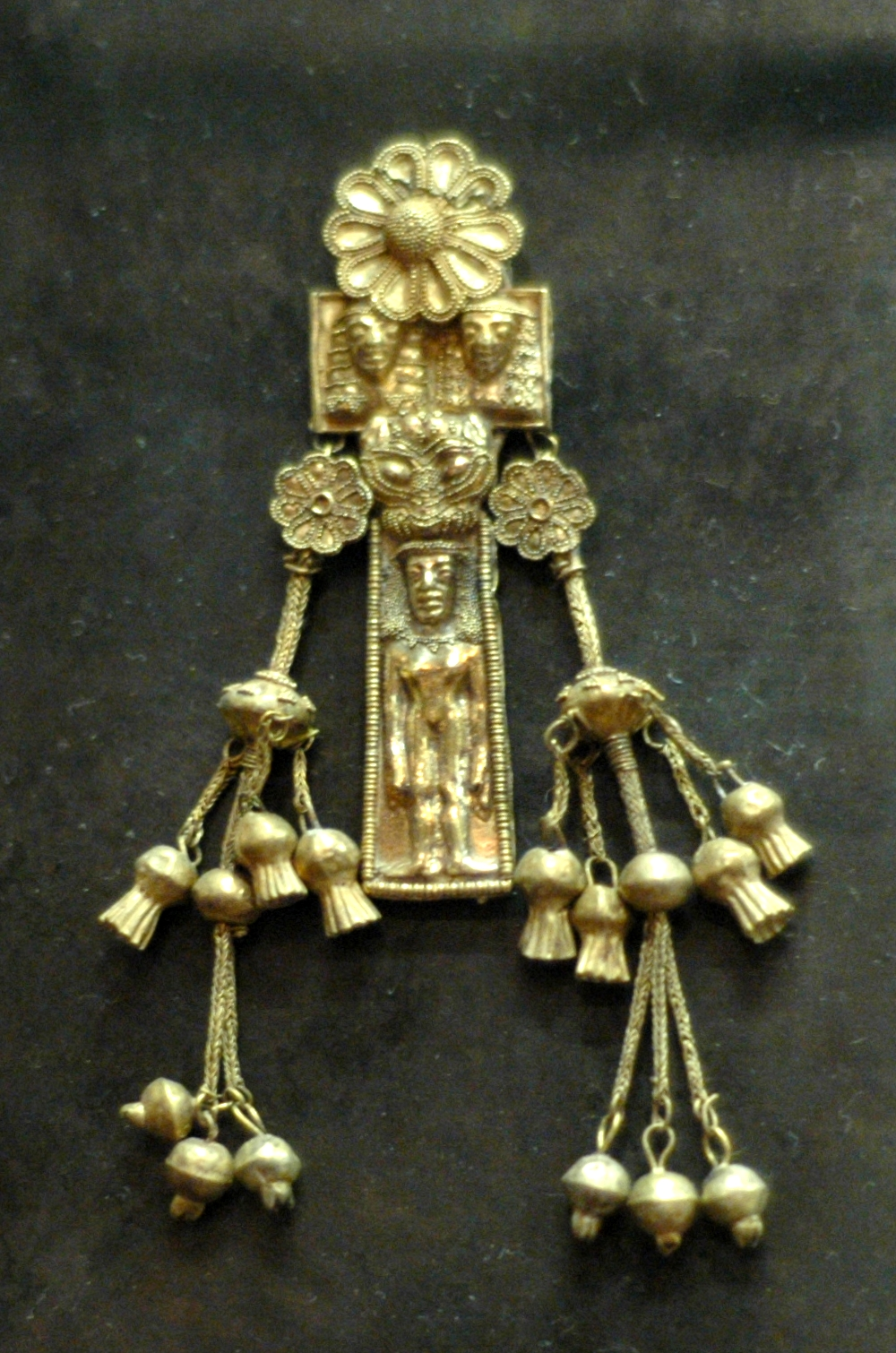
Pendentif à la femme nue et grenades. Électrum, H. 8 cm. Camiros, Rhodes, v. 650-600 Louvre
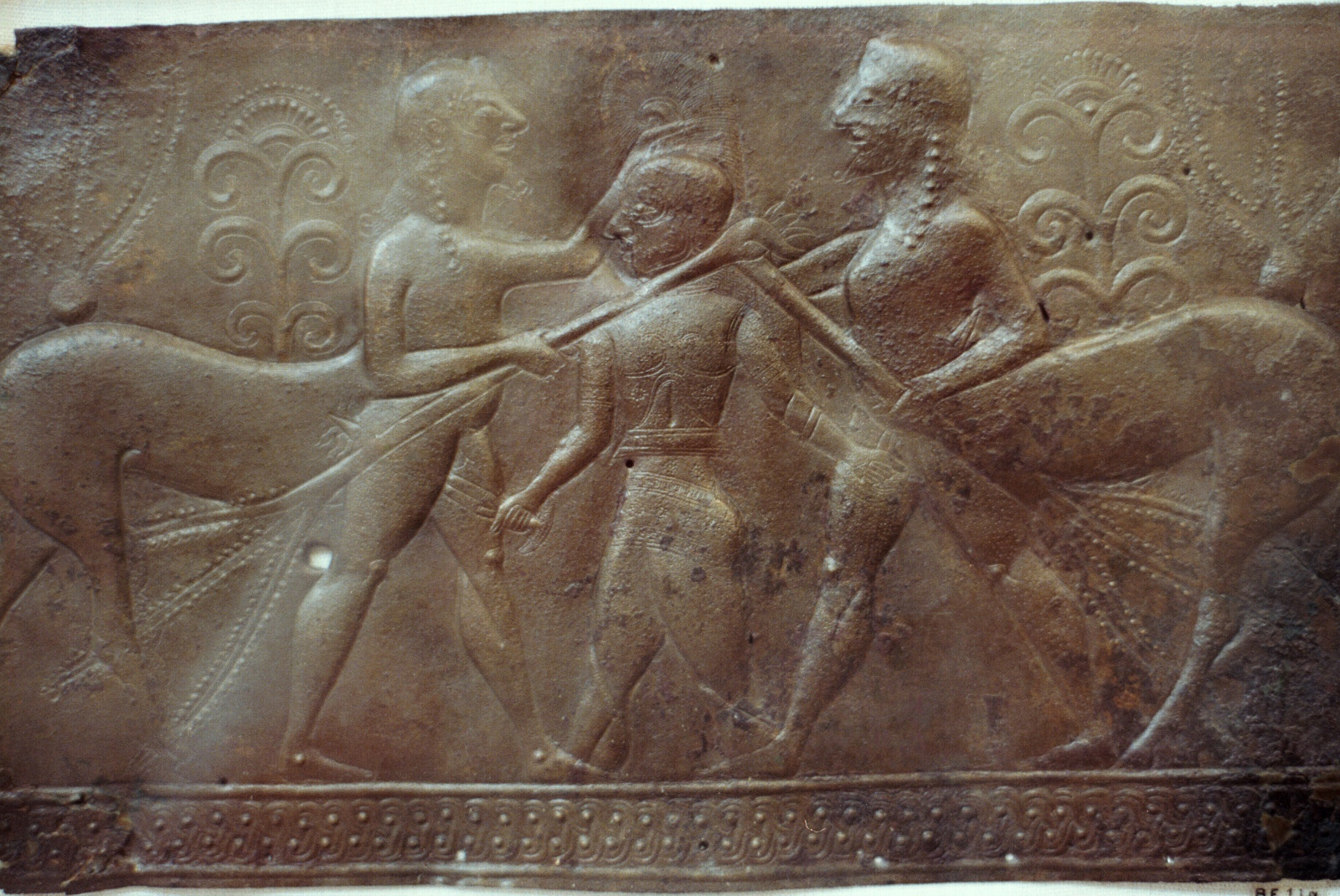
Combat du roi des Lapithes contre les centaures[111] Bronze repoussé, v. 630. Musée Arch., Olympie
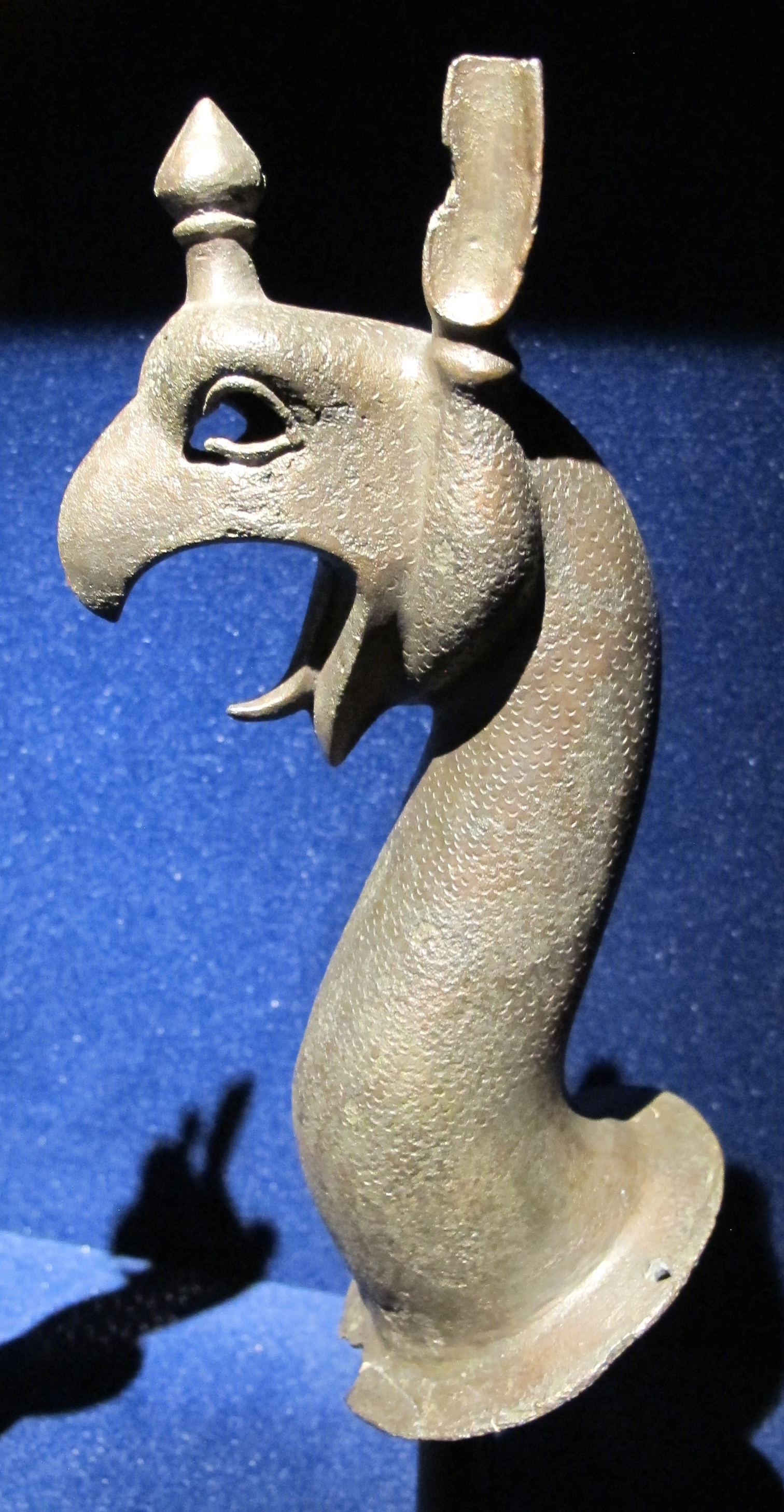
Protomé de chaudron. Griffon, bronze, 620-600. Musée Arch., Olympie

Les importations massives de matières premières, y compris de métaux, et une nouvelle mobilité supposée parmi les artisans étrangers, ont favorisé l'introduction de nouvelles compétences artisanales, en Grèce, sur de nouveaux matériaux, dont quelques rares exemplaires nous sont en partie parvenus, pour les plus fragiles (l'ivoire, en particulier). La céramique, parfaitement maitrisée depuis des siècles en Grèce comme dans tout le bassin méditerranéen, n'est donc pas une technique ou un matériau nouveau, mais elle est de très loin majoritaire aujourd'hui et présente des indices de l'orientalisation en Grèce, avec ses décors peints aux caractéristiques propres à chaque atelier, et sur une période limitée.
Sur le plan formel, l’invention du dessin de contour au trait sur la céramique, vers 720, s'écarte de la rigueur propre à l’esthétique géométrique qui procédait auparavant par aplats noirs, lignes, points, etc. Ce dessin au trait sera bien adapté aux nouvelles formes, courbes d'inspiration végétale et animale, souvent naturalistes, qui prolifèrent au VIIe siècle. Quant aux figures divines et humaines, en quittant le style géométrique, elles ont pris de l'épaisseur, les rondeurs se sont progressivement affirmées sur les céramiques, et dans la sculpture  avec un certain modelé pour évoquer les nuances des volumes.

#### Céramique
L'orientalisation, très tôt dans la céramique mais aussi dans le travail des métaux au repoussé, se manifeste en effet en grande partie dans le décor des objets. Dans la continuité avec la période géométrique la répétition reste un principe de base dans la décoration, mais avec des formes plus souples ; ce qui joue sur le choix des motifs, plus courbes, sur leur disposition, avec des éléments qui viennent perturber la régularité des alignements, mais aussi sur les procédés de reproduction des motifs. Ainsi pour les figurines en terre cuite, l'introduction, venue de l'Est, du moule qui permet en effet la répétition, a entraîné une forte augmentation de la production, principalement pour répondre à des demandes d'offrandes votives. Et vers 650, la technique du moulage crée aussi la nouveauté, d'abord en céramique plaquée sur de grands pithoi aux files d'animaux et aux scènes d'action, puis en bronze. Enfin, sur ces grands vases pour la conservation des récoltes, les pithoi, l'usage de la roulette (ou molette) régularise à la perfection la répétition d'un motif abstrait, dans le voisinage de scènes d'action, encadrées comme le seront les métopes architecturales, juxtaposés dans des cadres identiques.

#### Métaux
Le fer
Aux VIIIe – VIIe siècles la Grèce entre dans l'Âge du fer. Le fer est mentionné dans Homère (fin VIIIe siècle) et Hésiode (début VIIe siècle), et sa technologie complexe est exploitée à cette époque. Mais sa production, qui reste celle d'un produit de grande valeur car très difficile à mettre en œuvre, n'a pas été touchée par le phénomène de l'orientalisation.

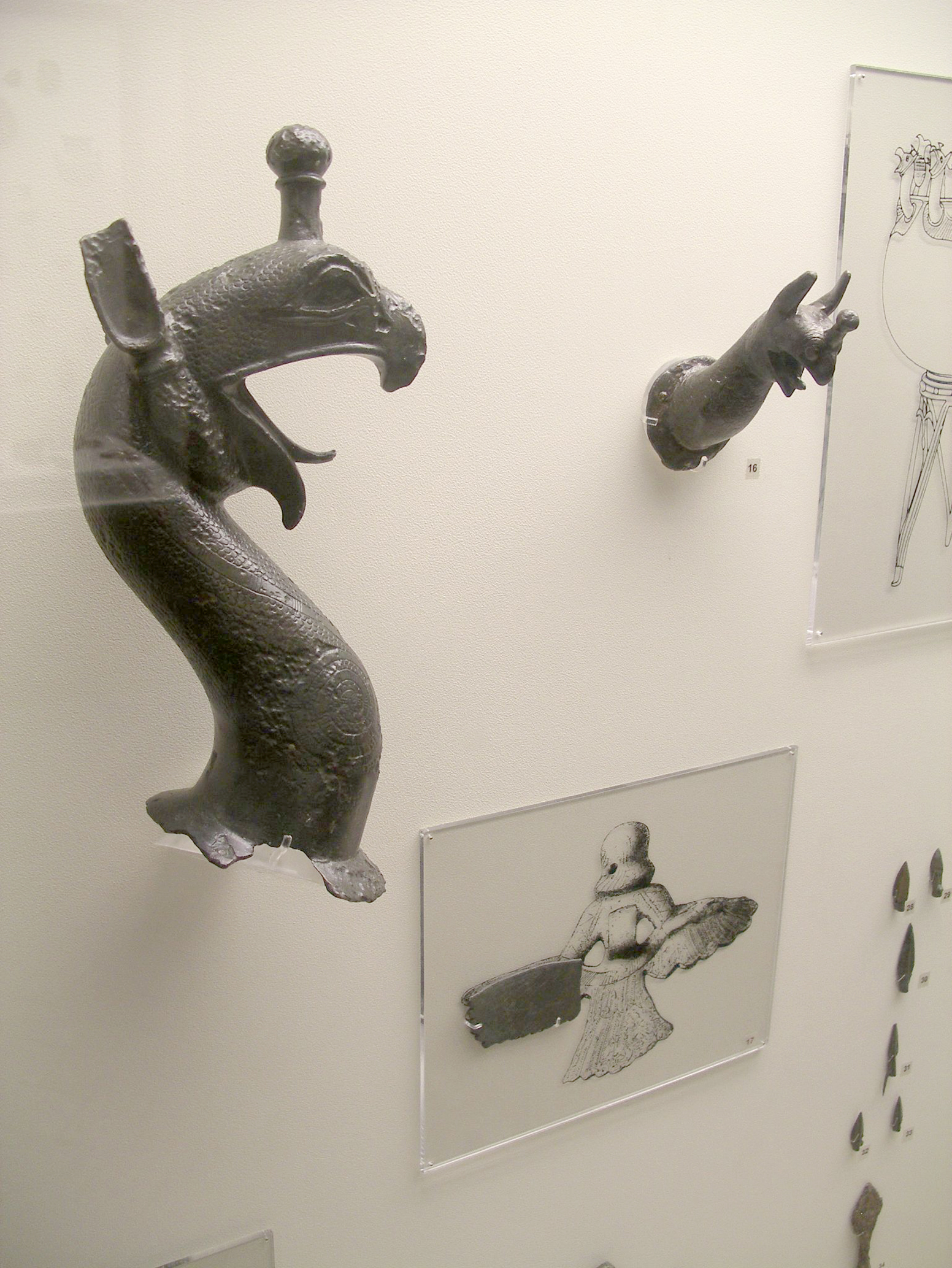
Griffons et sirène (dessin) de chaudrons, bronze. Au premier plan : griffon, H. 28 cm. Kamiros, "temple" A. Période orientalisante, v. 650. Musée archéologique de Rhodes

Le bronze, comme alliage de produits d'importation
Les Grecs de cette époque ont hérité de leurs ancêtres tout le savoir nécessaire à la production d'objets coulés en bronze.  Ils savent réaliser en particulier les haches depuis le début de l'Âge du bronze. Ils maîtrisent également pour le bronze la technique à cire perdue, tout comme le martelage de tôles et à l'assemblage par soudure et rivets. La réalisation de reliefs dans la feuille de bronze leur posait des difficultés en raison de l'alliage qu'ils avaient coutume d'employer.
Jean-Claude Poursat précise que les Grecs ont commencé, au VIIIe siècle, à réaliser, d'une part, des imitations d'objets orientaux mais sans la forte proportion d'étain des originaux, et que, d'autre part, ils ont commencé à pratiquer le martelage de la tôle au repoussé en suivant des procédés orientaux, réalisant de ce fait des produits orientalisants.
Plusieurs précisions de Claude Rolley au sujet des alliages étain-bronze de la période orientalisante permettent d'expliquer l'influence proche-orientale. Les bronziers du sud du Caucase et du royaume de l'Urartu, en particulier, connaissaient très tôt divers types d'alliages de bronze, à l'arsenic puis à l'étain. Pendant l'âge du bronze, les principales sources d'étain qui existaient probablement en Iran ou en Afghanistan étaient exploitées et le minerai traité était exporté vers des ateliers de travail des métaux dans les régions de Mésopotamie et au nord de la chaîne du Kopet-Dag. Ces produits ont circulé au Moyen-Orient. Les bronziers ont dû expérimenter plusieurs proportions cuivre/étain, ainsi que le plomb à ajouter au bronze selon le type d'objet et le procédé de fabrication, martelé ou coulé. Les différentes parties d'un objet, comme les protomés de chaudron, ont donc été fabriqués avec divers types d'alliage. Rolley en conclut que les Grecs ont acquis, de l'Oient, ces connaissances spécialisées (par des objets importés de Syrie ou d'Urartu depuis le milieu du VIIIe siècle). Ils ont, plus précisément, su maîtriser l'ajout d'une grande quantité d'étain (autour de 10 % au moins en moyenne) dans la fabrication du bronze des chaudrons à sirènes et griffons.
Le bronze des chaudrons et boucliers orientalisants
À la différence des chaudrons sur trépieds de l'époque géométrique, qui ont été produits en grande quantité, ceux de l'époque orientalisante sont peu nombreux et leur production disparait au cours du VIIe siècle. En Grèce (dans les sanctuaires de Crète, Delphes, Olympie ce sont les célèbres chaudrons à protomés de lions, de griffons, et avec des attaches de sphinx ou de sirènes. Des modèles similaires mais ayant été décorés sur la paroi de la cuve sont réalisés en Urartu au VIIe siècle et on en a retrouvé en Phrygie, à Chypre et jusqu'en Étrurie. Ceux avec protomés de griffons seraient une adaptation grecque basée sur un modèle du Moyen-Orient. Ils semblent avoir été des signes de pouvoir, de statut social et avoir fonctionné de la même manière en tant qu'objets votifs et prix au sein des élites, servant aussi de toile de fond, ou de centre "scénique" à des rituels collectifs. au Moyen-Orient§ des chaudrons sur support conique figurent dans des scènes de banquet assyriens. On a trouvé des chaudrons splendides dans une tombe de Gordion, en Phrygie. Ces derniers auraient contenu une boisson fermentée associée aux funérailles.
À côté de ces chaudrons, les fouilles du mont Ida, en Crète, à proximité des mines de fer, menées par l'archéologue Emil Kunze et publiées dans les années 1930, ont révélé un grand nombre de "boucliers", probablement non destinés à la guerre car avec des reliefs importants, et dont le style permet d’établir un lien avec des ateliers proches-orientaux. Les styles phéniciens y ont dominé au VIIIe siècle avant de se propager, avec leurs techniques, à toute la Grèce au VIIe siècle. Quant aux objets de style éclectique que les Phéniciens ont importé en Crète, ils étaient majoritairement de Syrie du Nord ou d'inspiration nord-syrienne.

### Motifs orientalisants

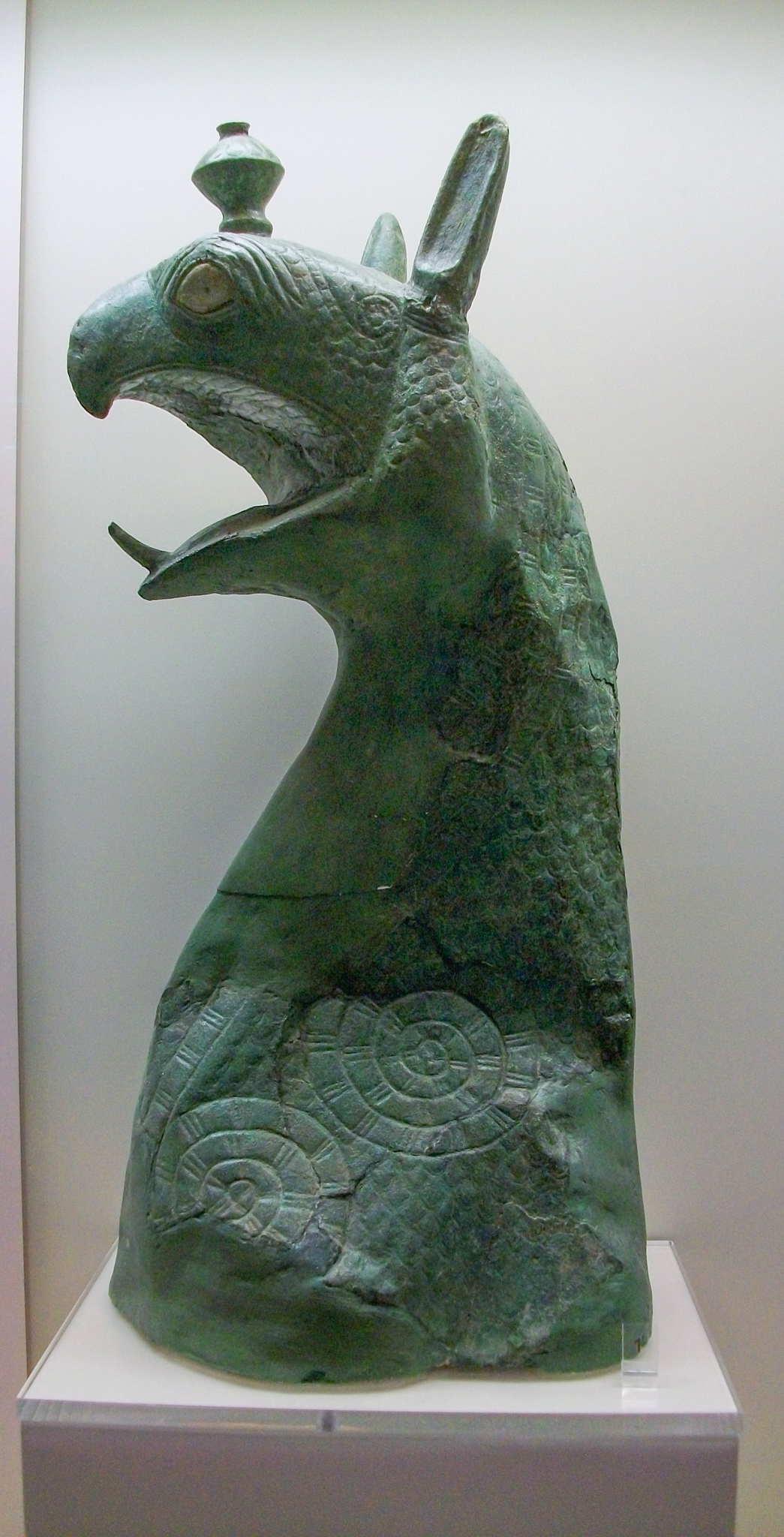
Protomé d'un griffon, bronze martelé, avant le milieu du VIIe siècle. Olympie

Parmi les nouveaux motifs peints sur la céramique, ou réalisés en bronze, trois types peuvent être notés : animaux, végétaux et abstraits.
Animaux et mi-animaux, mi-humains : On voit apparaître tout un bestiaire syro-phénicien, des animaux comme le lion (qui n'est plus visible en Grèce à cette époque) et le taureau, ainsi que des monstres exotiques, en particulier les sphinxes et les griffons. Quant au motif de protomé en « sirène », il est peut-être originaire d'Assyrie, et sa forme et ses dessins dérivent probablement de représentations du dieu Assur de l'Empire néo-assyrien (911-609). L'Assyrie connaissait aussi les gardiens de porte monumentaux, particulièrement saisissants, les lamassu, taureaux ou lions à tête humaine et ailés. Les motifs du génie-ailé, celui des Sept Sages (Apkallu), eux aussi ailés, y sont tout aussi récurrents.
Par ailleurs, l'idée de frise répétitive d'animaux est clairement orientale, mais le motif des « chèvres sauvages » qui n'apparaît en Orient que dans des scènes de chasses, est une création de la Grèce de l'Est au troisième quart du VIIe siècle.
Végétaux : Une grande partie du répertoire végétal a encore tendance à être très stylisée. Les motifs végétaux tels que la palmette, le lotus et la vrille ou la volute, caractéristiques ensuite de la décoration grecque, ont été transmis depuis l'Eurasie.
Abstraits : L'art géométrique frappe par ses frises de grecques ou méandres, chevrons, croisillons et damiers, svastikas et triangles aux angles vifs, mais aussi des juxtapositions de lignes droites et des cercles concentriques ou encerclés de points. Mais on rencontre aussi des rosettes et des spirales tête-bêche en lignes.

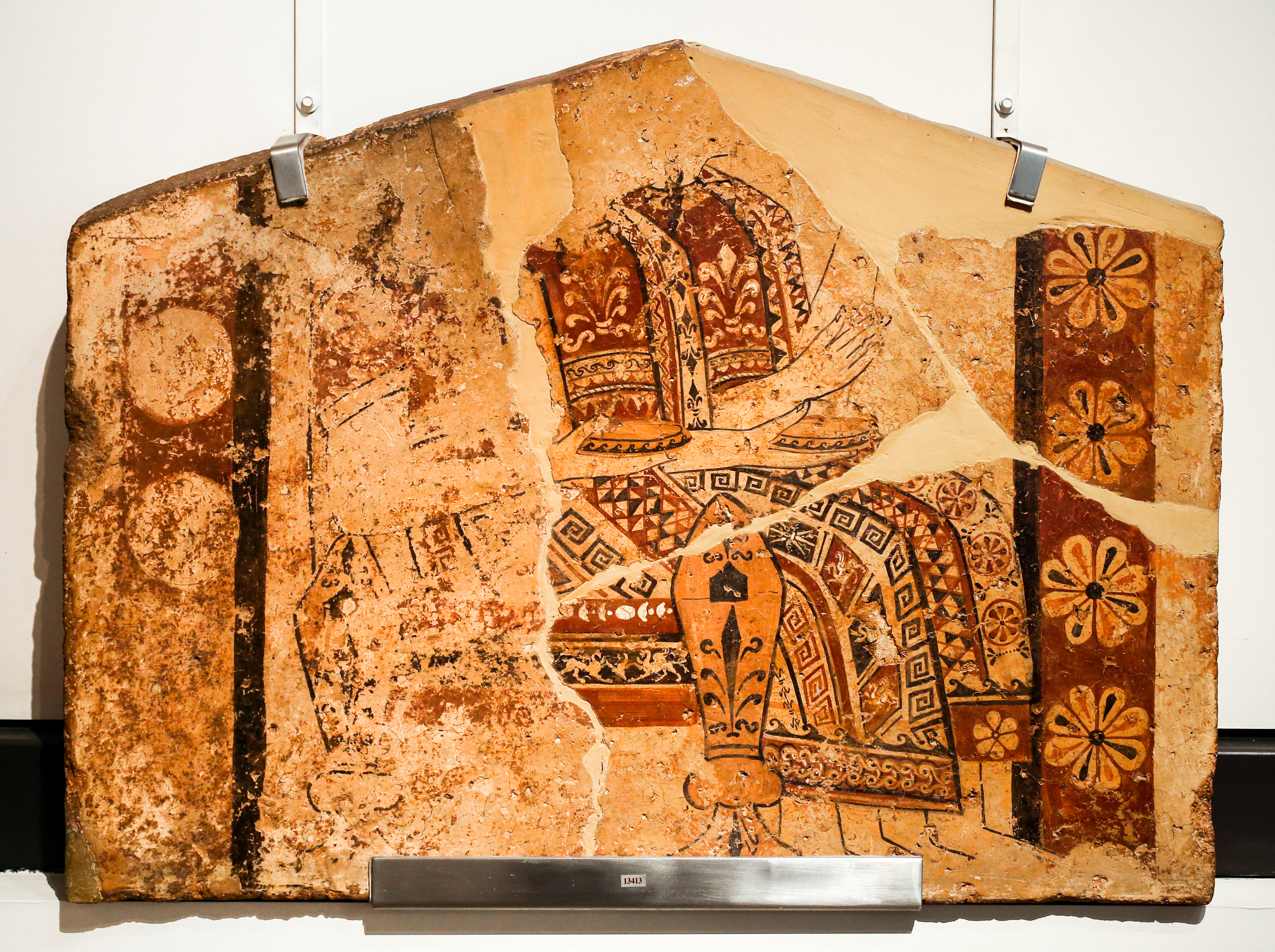
Métopes du temple d'Apollon à Thermos. Deux femmes aux vêtements brodés. Peinture, v. 620. NAMA, Athènes

Humains : Alors que les humains, sur la céramique attique géométrique du début du VIIIe siècle, ont des bustes triangulaires mais de longues jambes aux lignes tendues comme des arcs, le décor orientalisant, quant à lui, multiplie les courbes souples qui apparaissent sur les personnages dès le milieu du VIIIe siècle. Les modulations des contours sont alors plus nuancées, la musculature simplement évoquée.
Scènes complexes : Au VIIe siècle on assiste à une déferlante des motifs les plus divers, associant dérivés de végétaux et de formes abstraites, qui semblent collectionnés par les peintres avec un plaisir apparent, comme sur l'amphore protoattique du peintre de Polyphème. Des scènes complexes, éventuellement narratives, occupent des espaces circonscrits sur certains objets de luxe, à la manière de ce qui se pratiquait depuis longtemps au Moyen-Orient.
|  |  |  |

### Narration et interprétation
Sur la célèbre amphore d'Éleusis du peintre de Polyphème (voir ci-dessus, image agrandie) pour rendre les têtes des Gorgones, menacées par Persée, encore plus effrayantes, le peintre leur attribue des têtes en forme de chaudron, typiquement orientalisant avec leurs protomés de griffons. Ceci donne à ces chaudrons un caractère particulièrement négatif. Pour Nassos Papalexandrou, Athéna, protectrice de Persée, tourne sa puissance contre les chaudrons orientalisants. À Éleusis, lieu où le vase a été déposé, Athéna aura évoqué la puissance voisine, Athènes et son sanctuaire sur l'Acropole. Il est possible que de nombreux chaudrons au sanctuaire d'Éleusis offraient aux élites athéniennes l'occasion d'afficher leur pouvoir, et leur accès exclusif à esthétique orientalisante. Suivant le point de vue d'un groupe socialement ou politiquement dissident à Éleusis, le chaudron orientalisant aurait représenté un ordre politique dangereux, celui de ces élites au pouvoir excessif, qui devait être décapité - comme Méduse - par Athéna, elle-même, figure tutélaire d'Athènes. Le vase pourrait correspondre à l'émergence de conflits au sein des élites grecques au VIIe siècle - la figure de Dracon aurait peut-être ici sa place, avec la maturation qui a précédé la promulgation de ses lois en 621, les premières lois écrites de la cité.

### Procédés stylistiques: peintures, reliefs, sculpture, architecture
- La céramique dite « à figures noires » est mise au point en l'espace d'une génération, au milieu du proto-corinthien, vers 700-650[109],[128]. Les figures sont peintes en aplats noirs, cuits, puis rehaussés après cuisson d'incisions qui en complètent le dessin. Avec le noir, d'autres couleurs peuvent être posées, mais il s'agit toujours d'argiles qui sont cuites. Cette invention grecque ne semble pas être autrement reliée à l'orientalisation que par le mouvement général d'innovations qui est entraîné par l'accélération des échanges multiples et intenses avec l'Orient.
- L'usage de moules en terre cuite inspirés du Moyen-Orient, permet de multiplier en argile les figurines données en ex-voto. Leurs légers reliefs conservent les décors, probablement brodés, sur les vêtements féminins de l'époque.
- Les reliefs, comme ceux produits par le métal repoussé déjà à l'époque géométrique, très en vogue en Phénicie ou Syrie et importés en Grèce, ont pu favoriser la recherche d'un certain naturalisme tel qu'il nous est parvenu avec les décors peints sur céramique[129].
- La sculpture monumentale et figurative orientalisante constitue le style dédalique, mot forgé sur le premier sculpteur mythique capable de donner l'illusion de la vie, Dédale. Parmi les artefacts survivants, les principaux effets sont observés dans la poterie peinte et les arts du métal. Dans la sculpture monumentale et figurative, moins affectée[130], le nouveau style est donc souvent appelé dédalique[131]. Un nouveau type de visage est alors observé, en particulier en Crète [la « Dame d'Auxerre », Eleutherne en Crète centrale, 640-620], avec « le visage allongé, dont la forme triangulaire est adoucie en ovale régulier »[132], et qui provient du Proche-Orient[133].
- À partir du VIIe siècle, les anciens temples en bois sont progressivement remplacés par des structures en pierre ornées de sculptures architecturales, comme les reliefs du temple d'Athéna à Mycènes, vers 630, et de peintures sur terre cuite comme au temple C d'Apollon à Thermos, vers 630-620. Par ailleurs, la colonie corinthienne de Syracuse avait édifié un sanctuaire à Athéna orné de reliefs en terre cuite, peints de couleurs nuancées et vives qui reprennent les effets du style corinthien sur céramique à figures noires, avec rehauts de couleur, ici avec une gamme étendue de couleurs.

Terre cuite peinte, sur le plat ou le relief
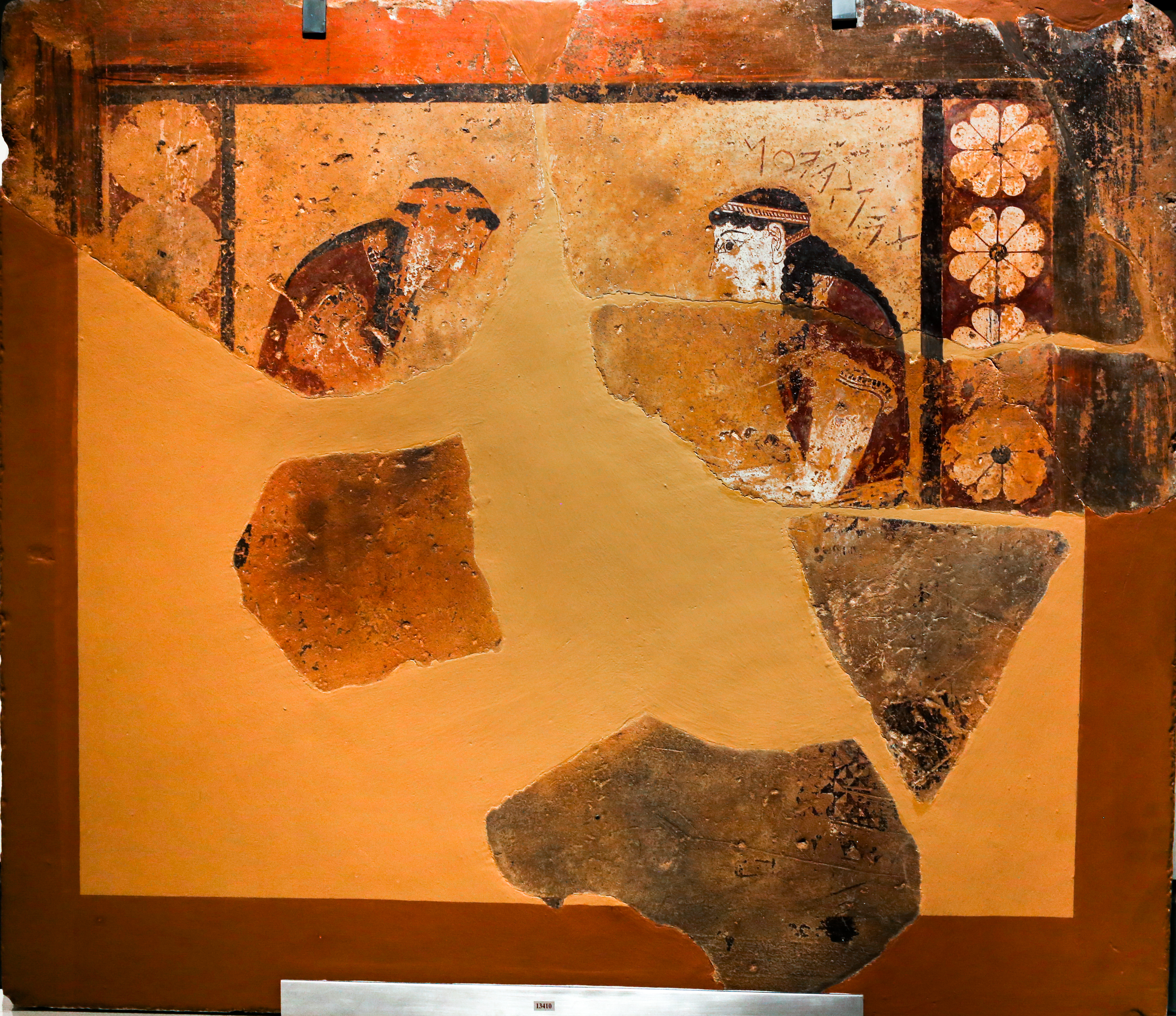
Philomèle et Procné. Métope du temple C d'Apollon à Thermos. Terre cuite peinte, H. 88 cm. Fin du VIIe siècle. NAMA Athènes
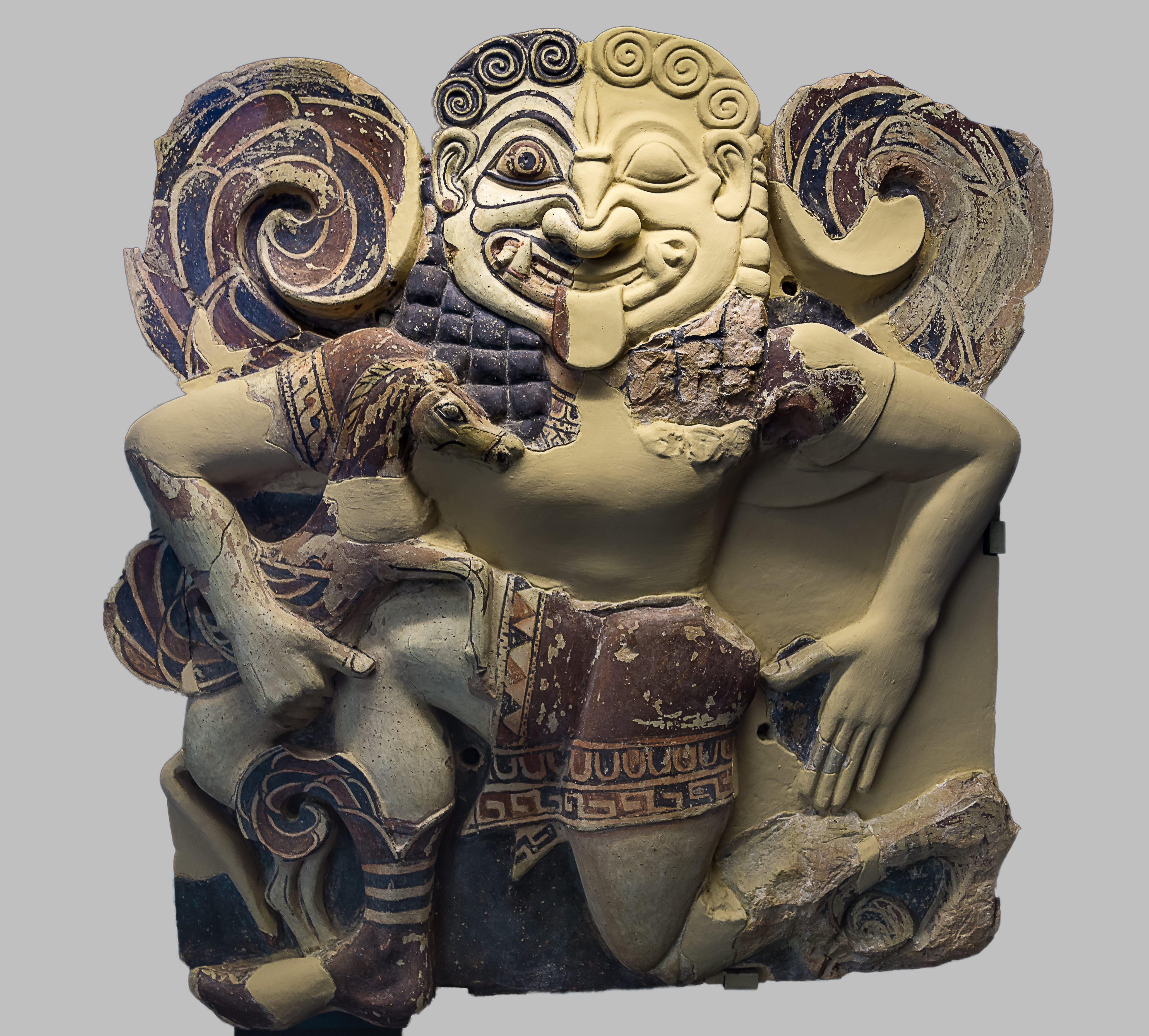
Gorgone courant, serrant Pégase, le fils de Méduse décapitée. Terre cuite peinte, H. 56 cm. Métope, zone du temple d'Athéna sur île d'Ortygie, fin VIIe -début VIe siècle. Musée archéologique de Syracuse

## Céramique grecque de style orientalisant

### Généralités
L’orientalisation dans la céramique apparaît, plus ou moins successivement, en plusieurs lieux qui correspondent à l’émergence de styles artistiques spécifiques aux cités émergentes. Par ailleurs, des cités n'apparaissent pas partout dans le monde grec, à cette époque ; des régions nombreuses continuent de ne connaître que des villages dispersés, parfois soumis à ce qui ressemble à des rois.
Anne Coulié précise :« [...] l’artisanat céramique à partir de la fin du VIIIe siècle connaît la tentation d’universalité que suscitent la mode orientalisante et la naissance d’images mythologiques. Or ces références communes se manifestent à travers le filtre d’identités communautaires. Ce paradoxe s’expliquerait par le grand changement politique du VIIIe siècle, l’essor de la polis » (la cité). 
Il faut donc percevoir le rapport à l'Orient, non comme une influence mécanique et généralisée, mais comme le résultat de l'évolution interne de cités particulières qui les conduisent à s'inspirer de l'Orient pour mieux se démarquer les unes des autres. Ainsi l'extrême diversité du répertoire d'origine orientale a fait l'objet, chaque fois, d'une appropriation sélective « pour construire une synthèse éclectique que nous appelons un style ».

### Périodisation de la céramique
Le style orientalisant dans la céramique se manifeste d'abord dans le protocorinthien (protocorinthien ancien vers 725-700, moyen 700-660 et récent 660-625. Les ateliers ne passant pas d'un commun accord d'un style à l'autre, des décalages sont possibles entre des ateliers contemporains.
Par ailleurs si les grands vases funéraires sur les tombes de l'aristocratie de l'Attique avaient disparu autour du milieu du VIIIe siècle, les dépôts funéraires avaient continué à croître à la fin du siècle. Cette période correspond à la formation de la cité et à la progression du nombre de personnes ayant droit à des sépultures dans les nécropoles. Elles étaient exclusivement réservées à cet usage et placées hors les murs. Par contre, au VIIe siècle, la domination de l'aristocratie semble en restreindre l'accès. À Argos le nombre de personnes inhumées dans des jarres s'accroît, mais avec peu ou pas d'offrande ; et pourtant la société reste inégalitaire. Ce sont les temples et que l'on élève de plus en plus, en pierres de taille, et qui témoignent d'un investissement important.

### Style protocorinthien, transitionnel et corinthien orientalisant

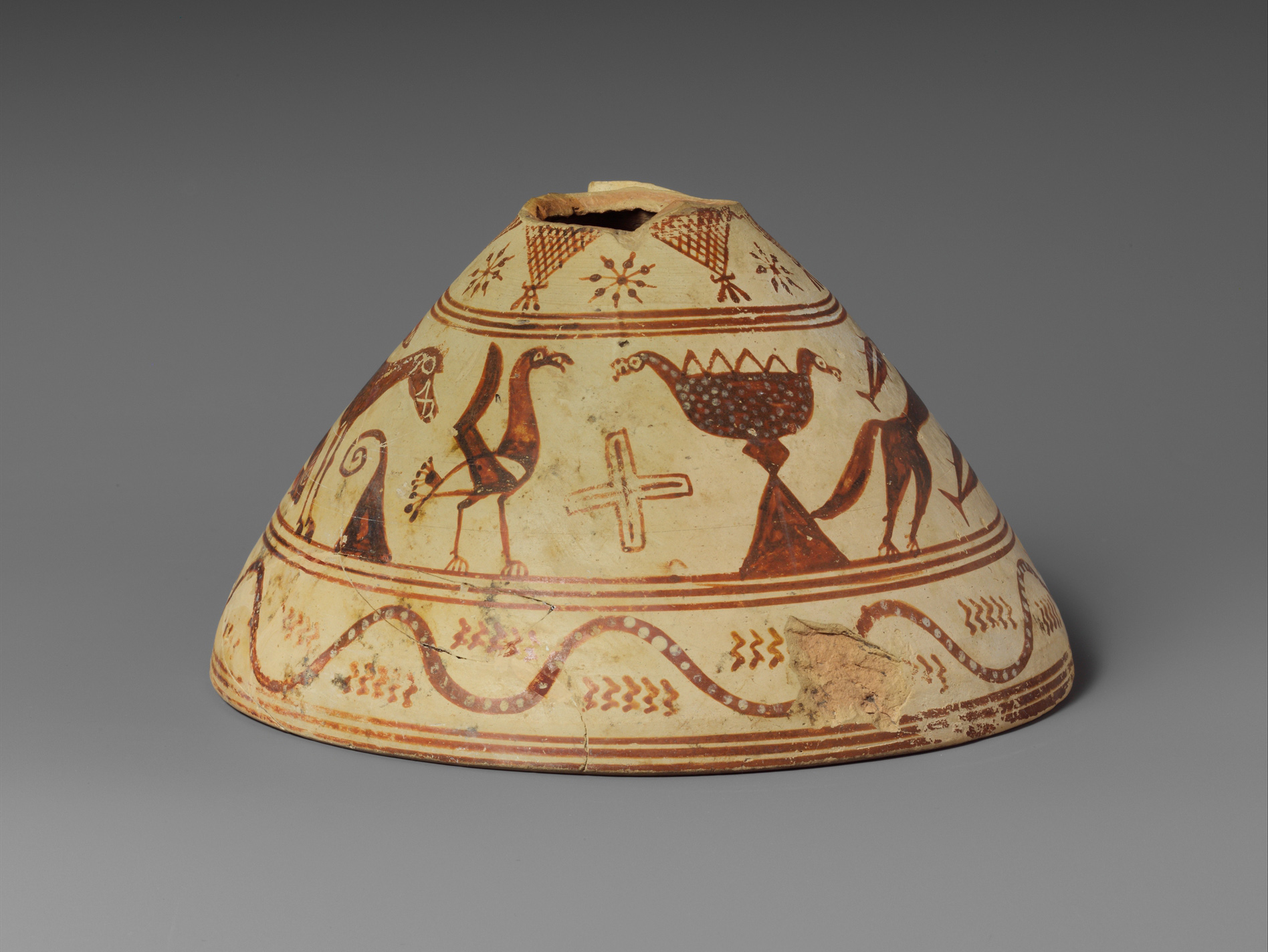
Oiseau et chaudron Lécythe conique protocorinthien ancien PCA, v. 700. D. 16,4 cm. Produite à Cumes (Grande Grèce) Metropolitan Museum of Art
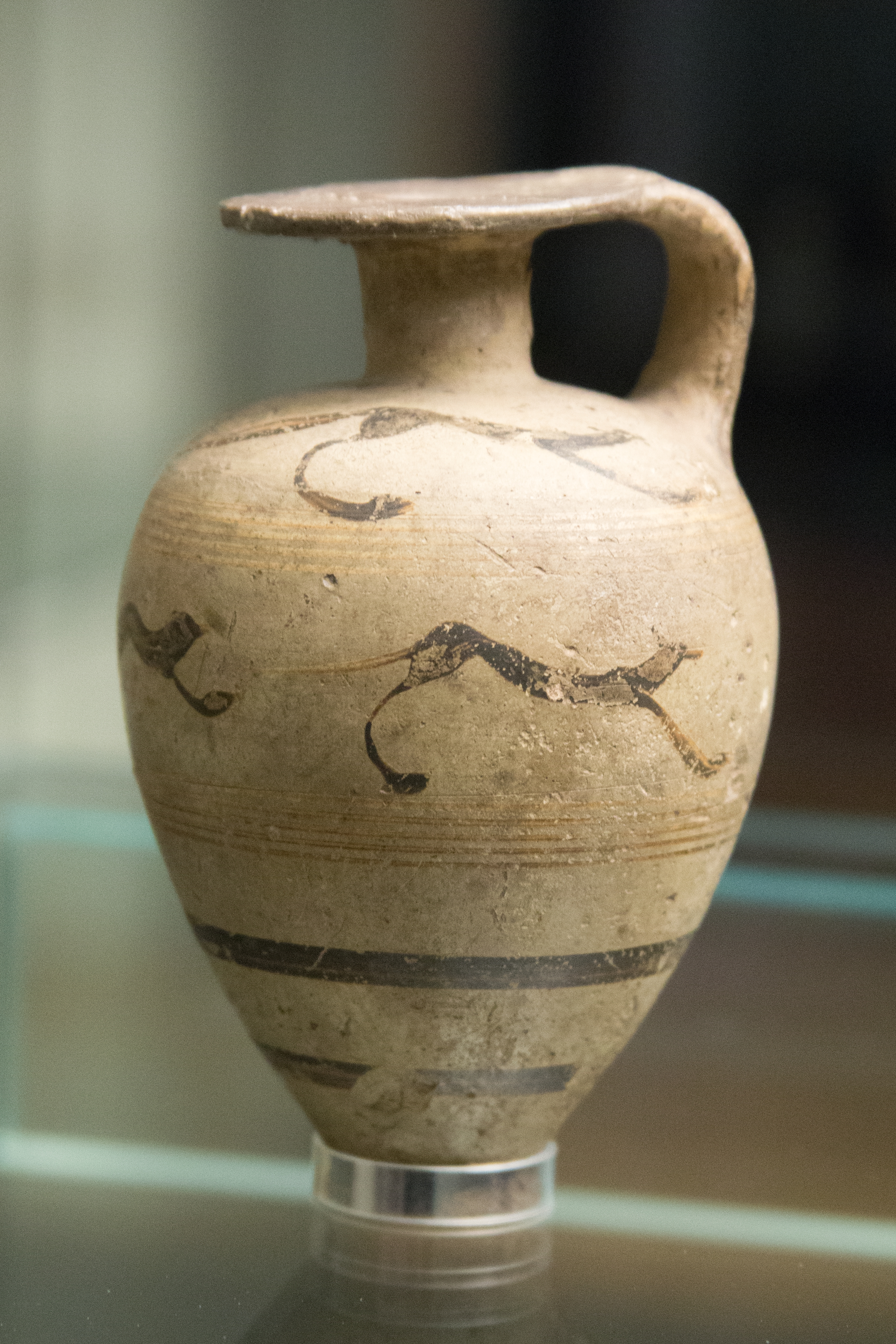
Aryballe PCM, 675-650. Frise de chiens courant. Musée national de Prague
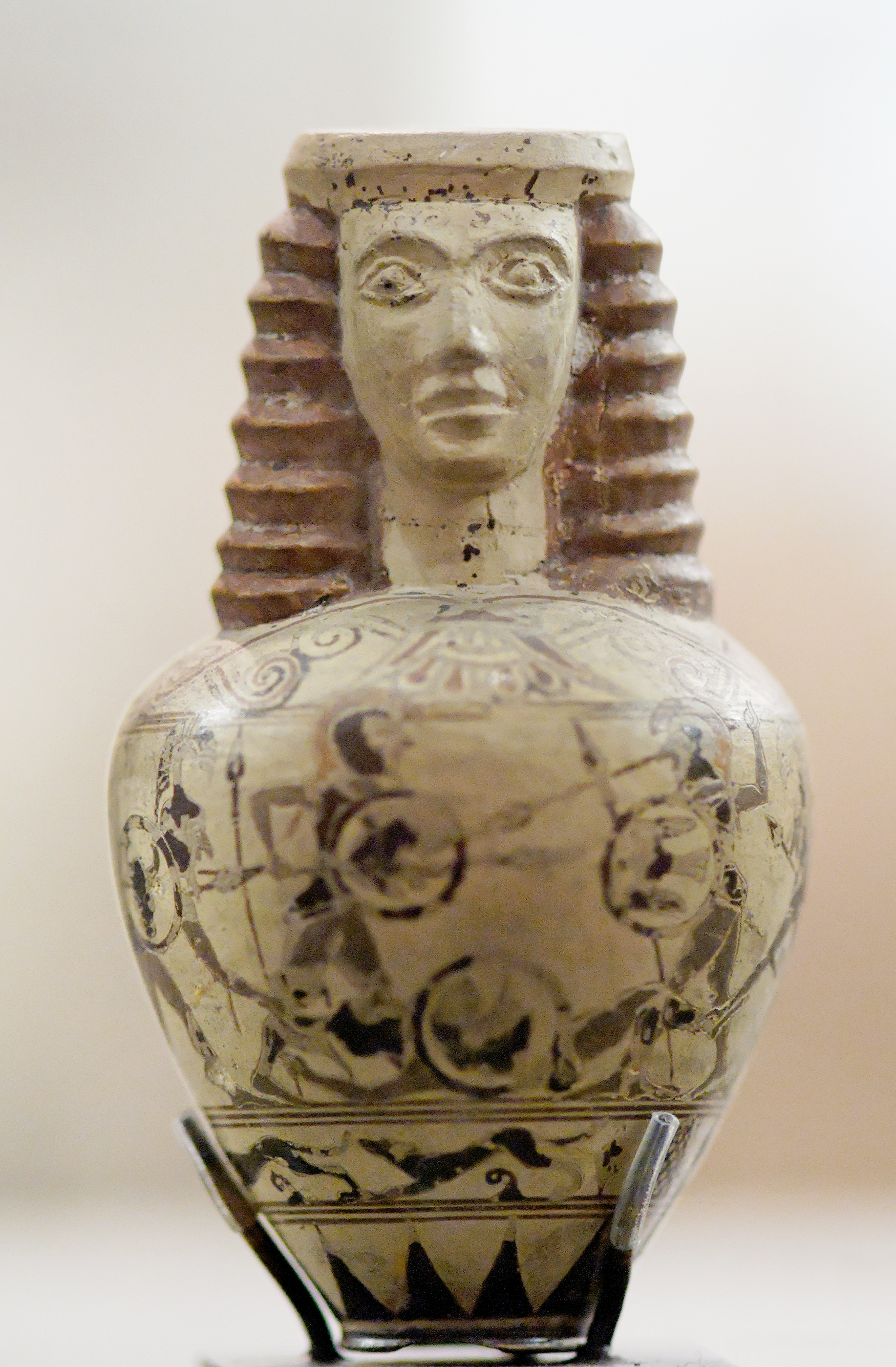
Aryballe au buste féminin; combat de hoplites; chasse au lièvre. H. 7,2 cm. Protocorinthien récent PCR, v. 650-630. Louvre
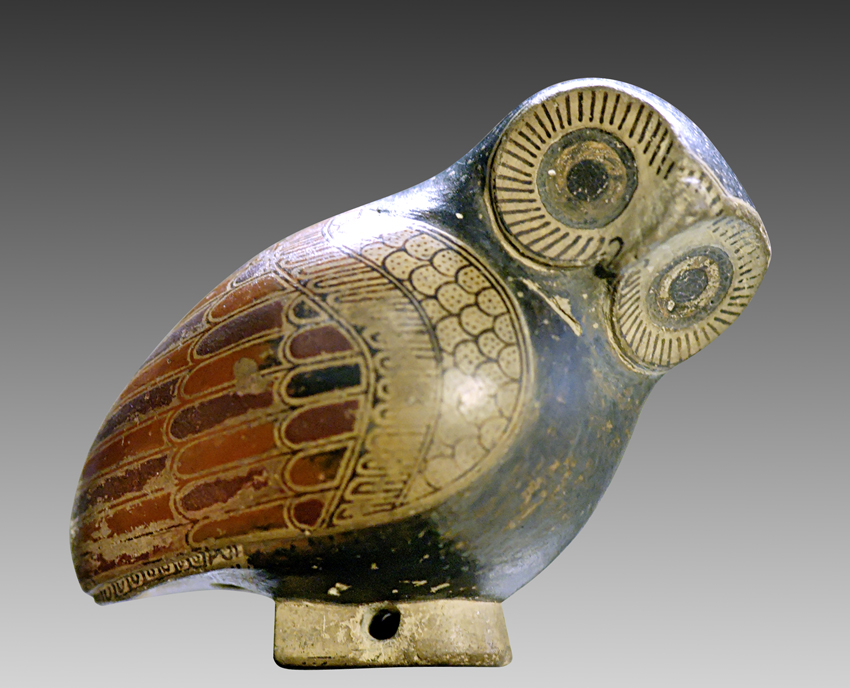
Aryballe en forme de chouette. Protocorinthien PCR, v. 640. H. 5 cm. Louvre
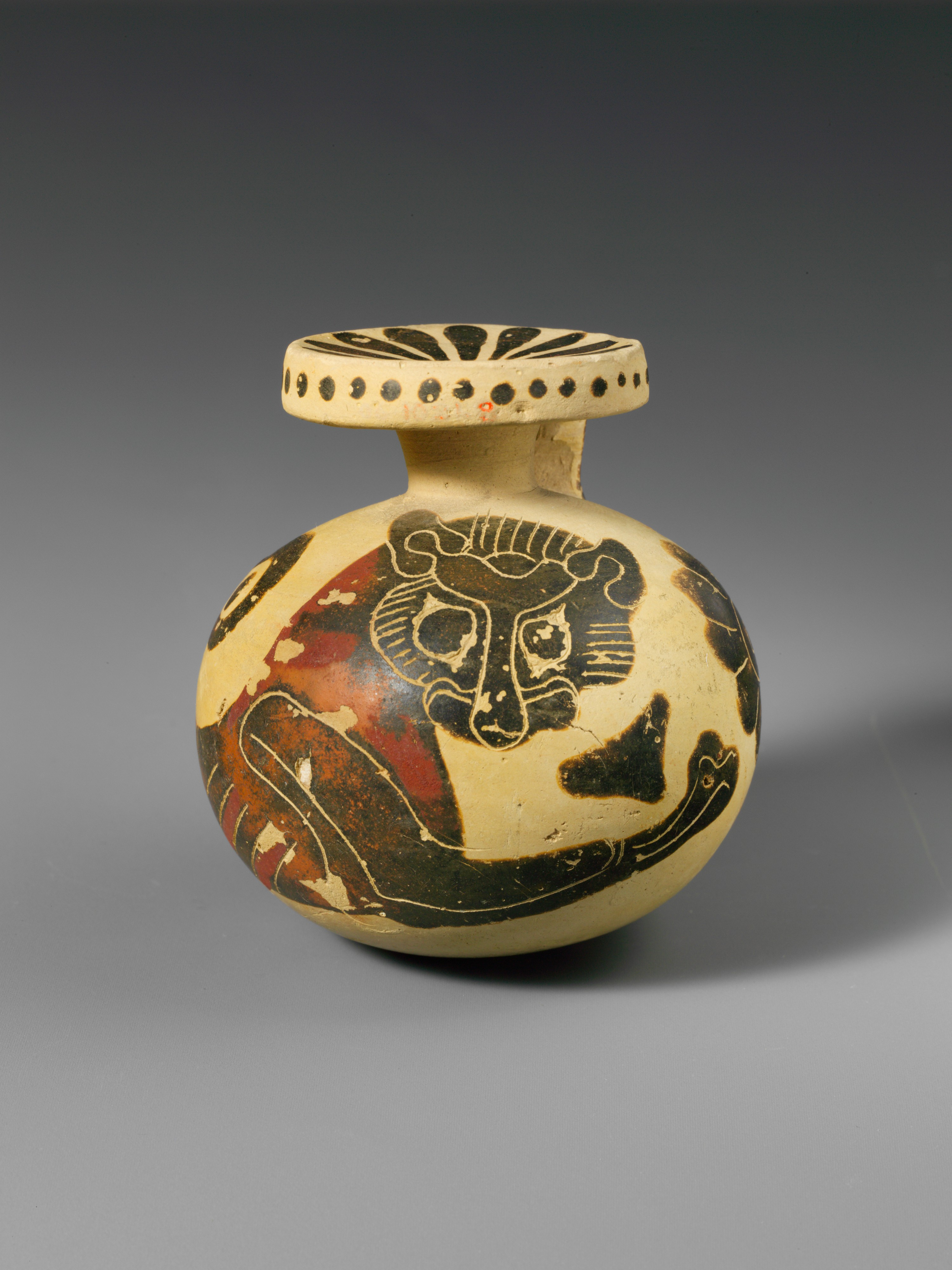
Aryballe à figures noires, 640-625. H. 5,7 cm. Metropolitan Museum of Art
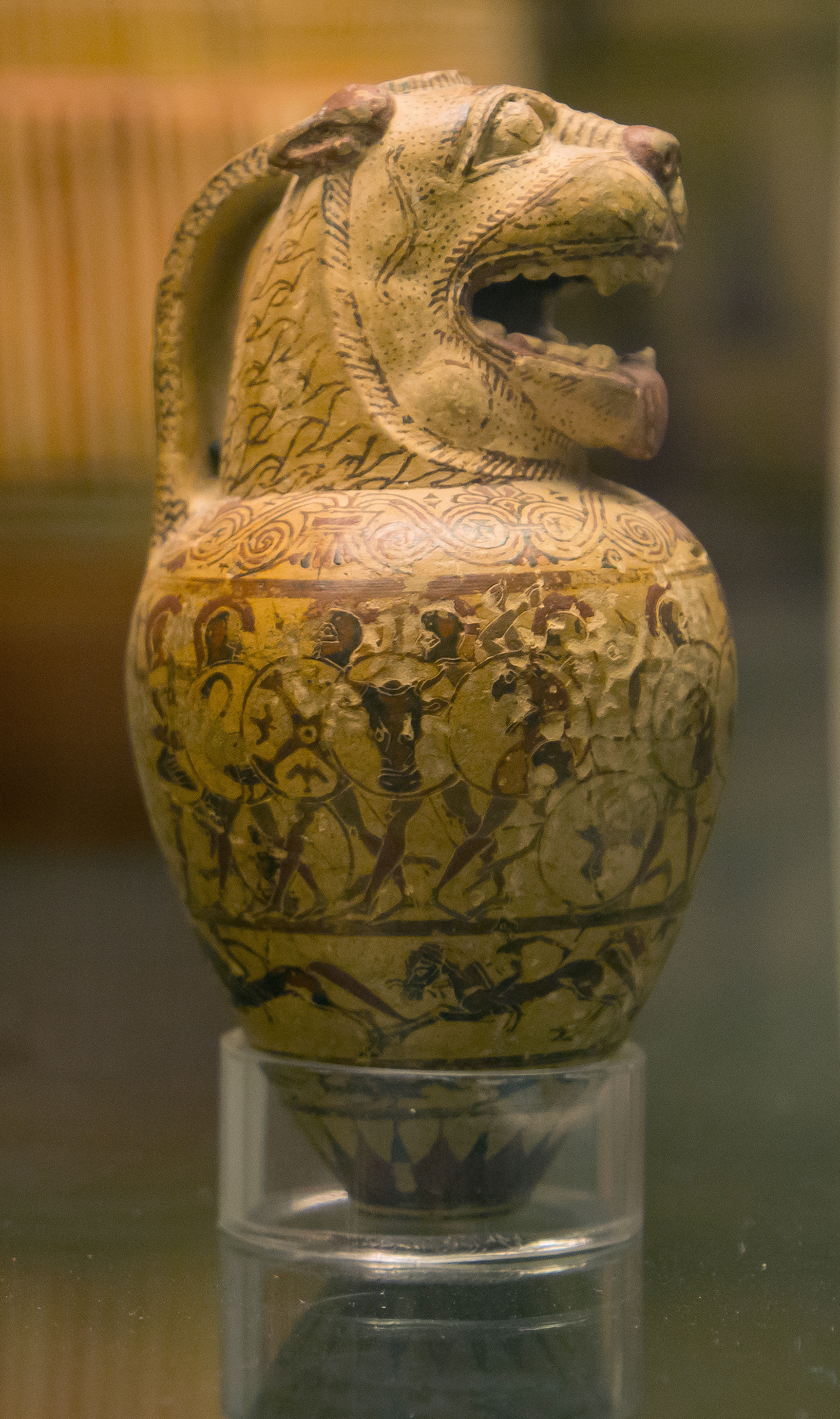
« Aryballe MacMillan », à la tête de lion. Corps : guerriers au combat, chasse au lièvre et course de chevaux. Attr. au Peintre de l'olpé Chigi, v.640. H 6,9 cm. British Museum
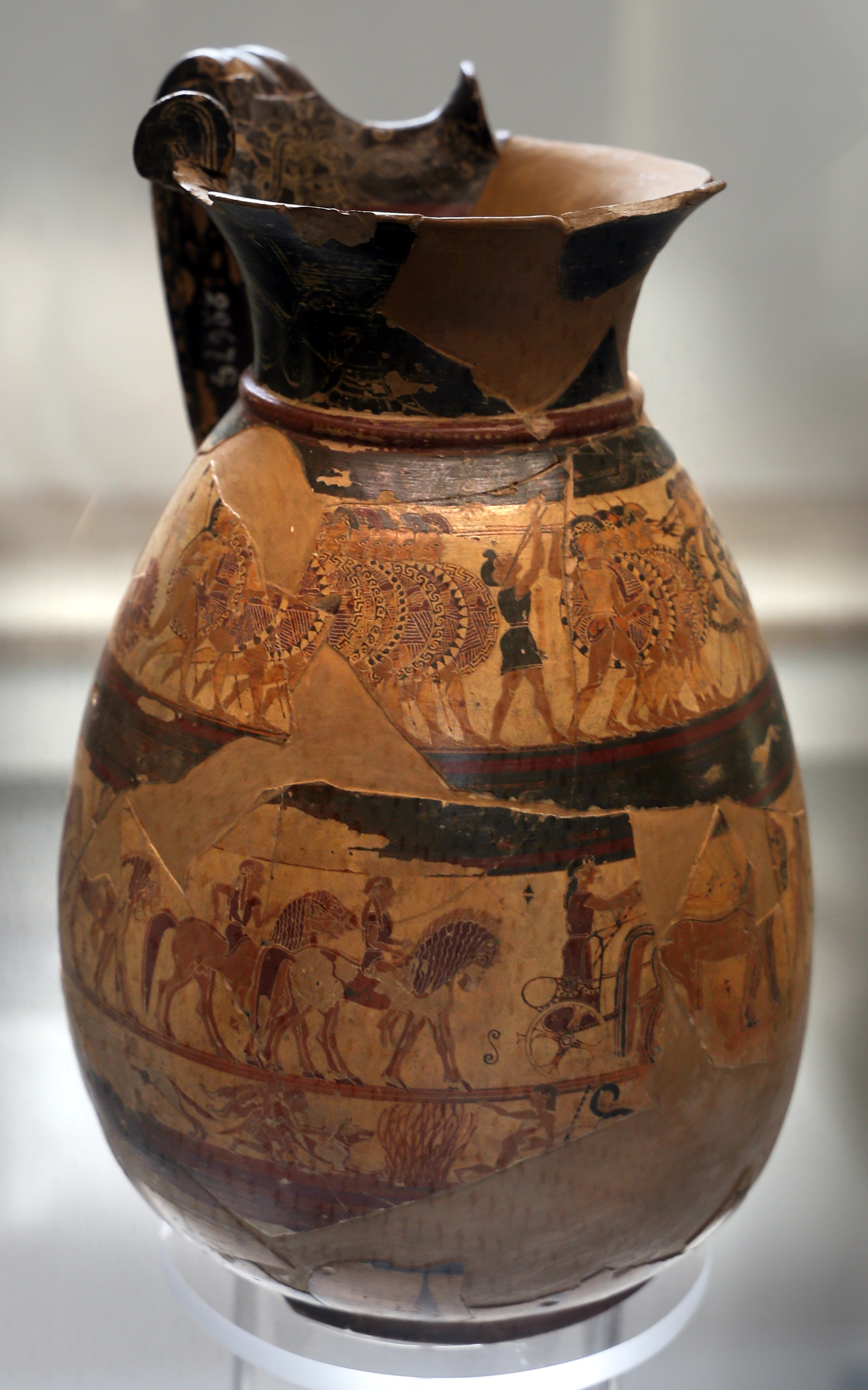
Olpé Chigi. Vers 640-630. H. 26 cm. Musée de la villa Giulia
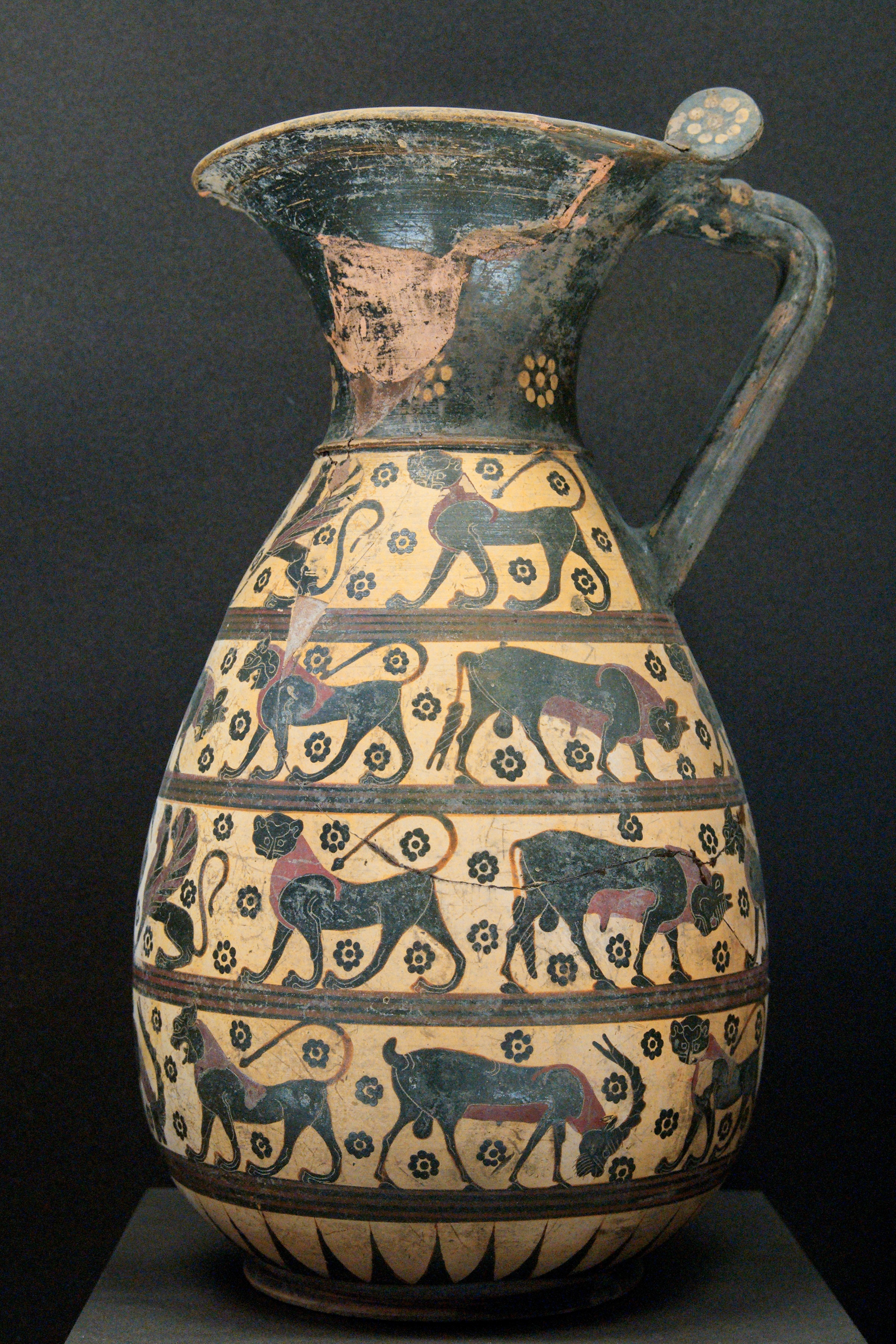
Olpé aux animaux et aux sphinx. Corinthien, style de transition, v. 640-630. Louvre
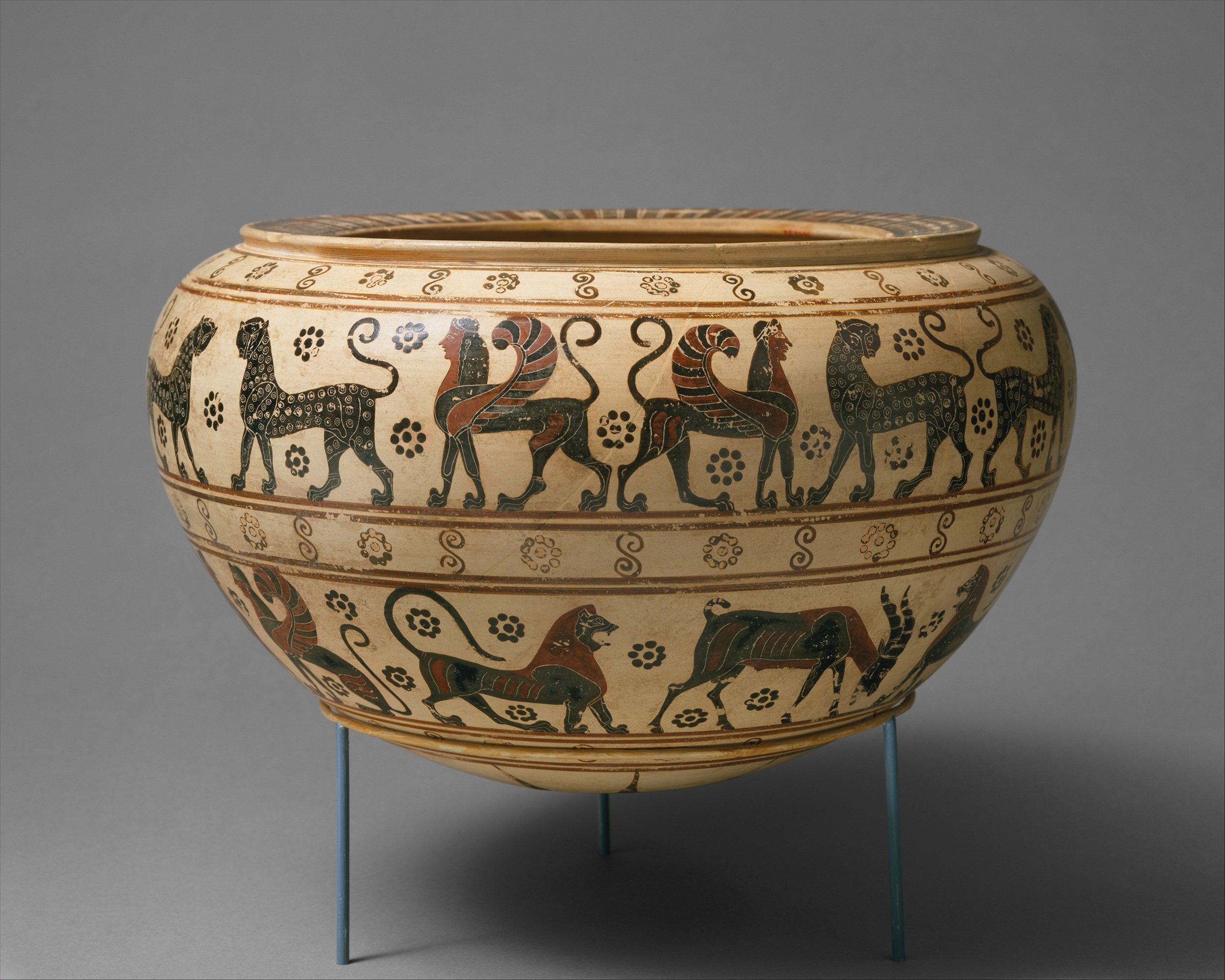
Dinos. Transitionnel à figures noires, v. 630-615. D. 30,5 cm. Metropolitan Museum of Art
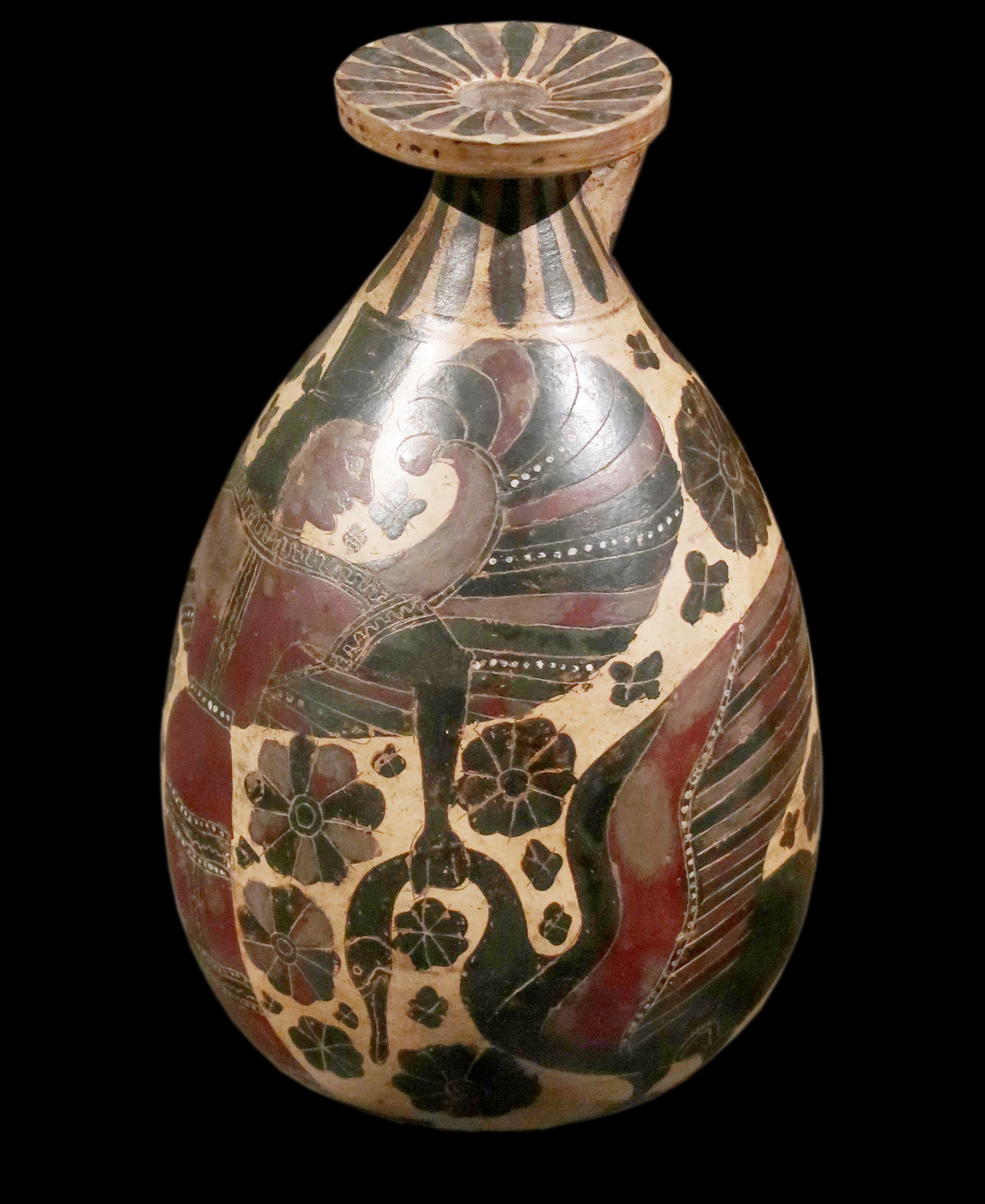
Maîtresse des oiseaux. Alabastre, 625-600. Corinthien ancien orientalisant, groupe du style des points blancs. H 19,2 cm. Louvre

- À Corinthe prend forme le style protocorinthien. Il offre plusieurs styles successifs : le style protocorinthien ancien, PCA, vers 725-700 / moyen, PCM, 700-660 / récent, PCR, 660-630 / corinthien transitionnel, vers 630-610 / et à la limite : le style corinthien ancien, CA, à partir de 625-620. Chaque fois les motifs orientaux apparaissent plus ou moins.

Le style protocorinthien se caractérise par l'invention de la céramique à figures noires, où les silhouettes des figures, peintes en noir et parfois avec des rehauts rouges (appliqués après l'oxydation-réduction du noir), sont reprises par des incisions qui en précisent les formes et les détails. Dans ce style sont produits quantités de petits vases (comme l’aryballe sphérique) avec un décor orientalisant,. La céramique corinthienne a d'ailleurs été la seule marchandise à être largement exportée pendant un siècle. Ainsi avec la découverte de l'installation d'un artisan corinthien à Cumes - à proximité de Naples - on a trouvé un exemple de cette peinture à figures noires avec incisions, sur un petit lécythe conique, un vase à huile parfumée. Les autres vases à huile parfumée, tout petits, les aryballes globulaires, les alabastres, ont donné à Corinthe la prédominance absolue sur ce marché. Les nombreux vases à parfums distinguent d'ailleurs très nettement Corinthe de l'Attique, plus centré sur les vases du banquet.
L'idée de pratiquer des incisions dans la surface peinte en noir semble être née à Corinthe. Ses artisans n'avaient pas pratiqué la peinture de style géométrique. Le travail de l'ivoire et des métaux à décor incisé, venus du Moyen-Orient, leur a suggéré de nouvelles conventions pour le dessin des figures. Les motifs orientaux y ont été repris et transposés dans le décor des céramiques plus tôt qu'ailleurs. Enfin, l'argile utilisée à Corinthe ne contenant pas d'oxyde de fer, sa couleur reste beige, à la différence de l'argile à Athènes, riche en oxyde de fer, qui prend une teinte orangée à la cuisson. On rencontre très souvent, au moins sur la partie inférieure des vases, un remplissage de filets plus ou moins larges ou très fins, à égale distance.
L'étude de plus en plus précise de la céramique, de ses décors et de ses formes, a permis d'établir une chronologie utile pour la datation d'un niveau archéologique ; le cas de la céramique corinthienne en est un bon exemple :
- Protocorinthien ancien 720-690 : apparition de l'aryballe ; les décors végétaux remplacent le décor géométrique ; les peintres tracent le contour des figures.
- Protocorinthien moyen MPC I 690-670
- Protocorinthien moyen MPC II 670-650 : invention de la céramique à figures noires. Cette technique de céramique grecque antique à figures noires va être généralisée dans le monde grec jusqu'au Ve siècle où elle est concurrencée par la céramique à figure rouges.
- Protocorinthien récent LPC 650-630 : production de masse ; expériences de polychromie, dont des bruns, rouges et jaunes
- Transitionnel TR 630-620/615

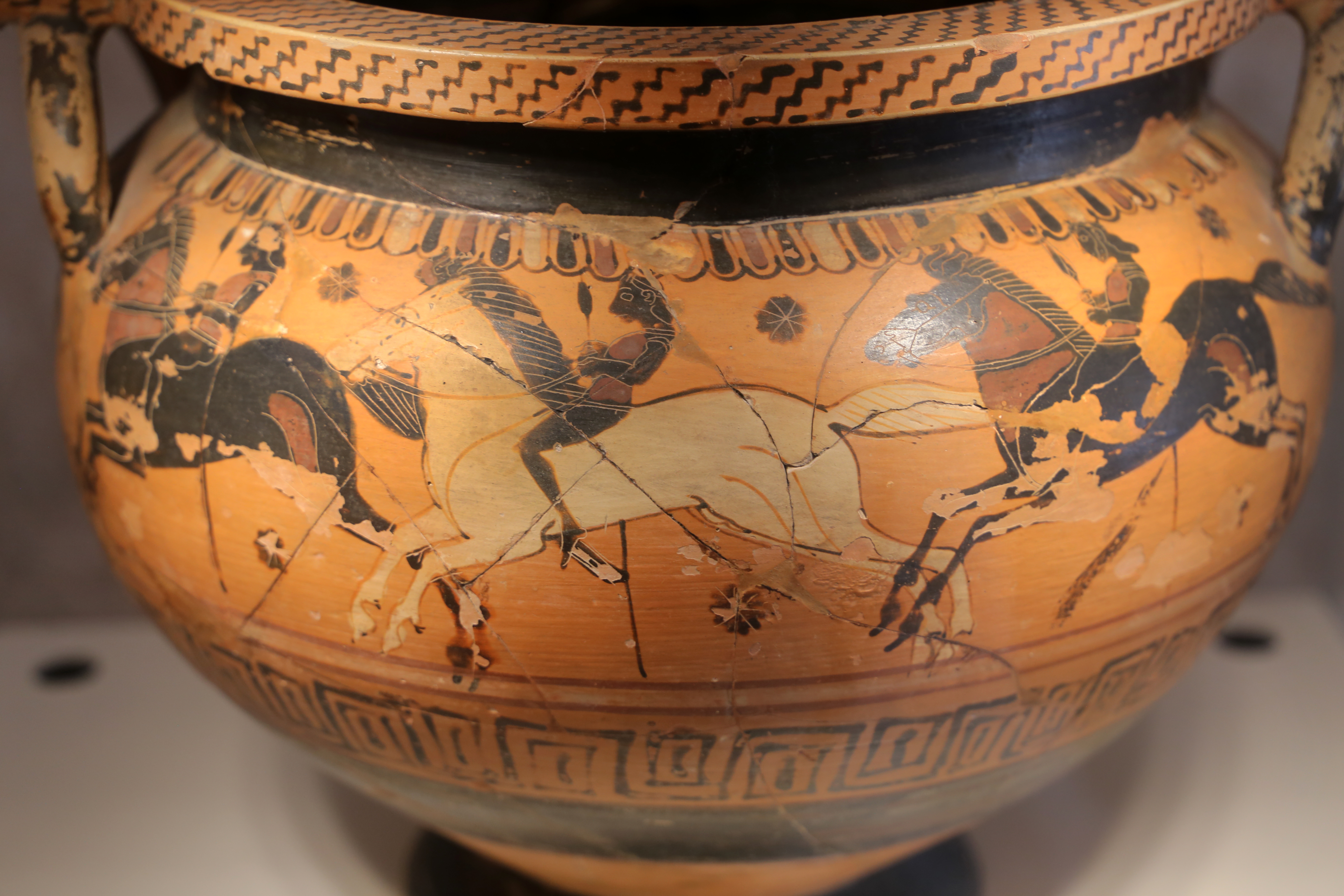
Cratère corinthien à colonnettes. Course de chevaux montés. VIe siècle. Musée archéologique Santa Scolastica, Bari

- Corinthien ancien CA 620-615/595-590, moyen CM 595-590/570 et récent CR I 570-550, CR II après 550. Production prolifique de vases à décor assez répétitif, figuré, souvent narratif et en couleurs, avec la technique de la figure noire. Mais elle est destinée à l'exportation et s'éteint face à la concurrence attique. L'influence de l'Orient est moins perceptible[144].

Au VIe siècle, alors qu'Athènes s'oriente vers l'utilisation délibérée de scènes figurées reflétant des attitudes civiques et religieuses, Corinthe prolonge les procédés et les décors mis au point auparavant. Ces décors reprennent la figure noire, mais plus précise que la céramique protocorinthienne en général, et abandonnent la plupart des décors orientalisants. Quelques exceptions importantes à cet abandon, les frises animales et les rosettes de remplissage, ainsi que l'essentiel des motifs floraux que d'autres artistes grecs allaient encore préférer longtemps. Enfin, le VIe siècle sera celui des styles à figures noires où Corinthe aura été l'initiatrice.

### Style protoattique

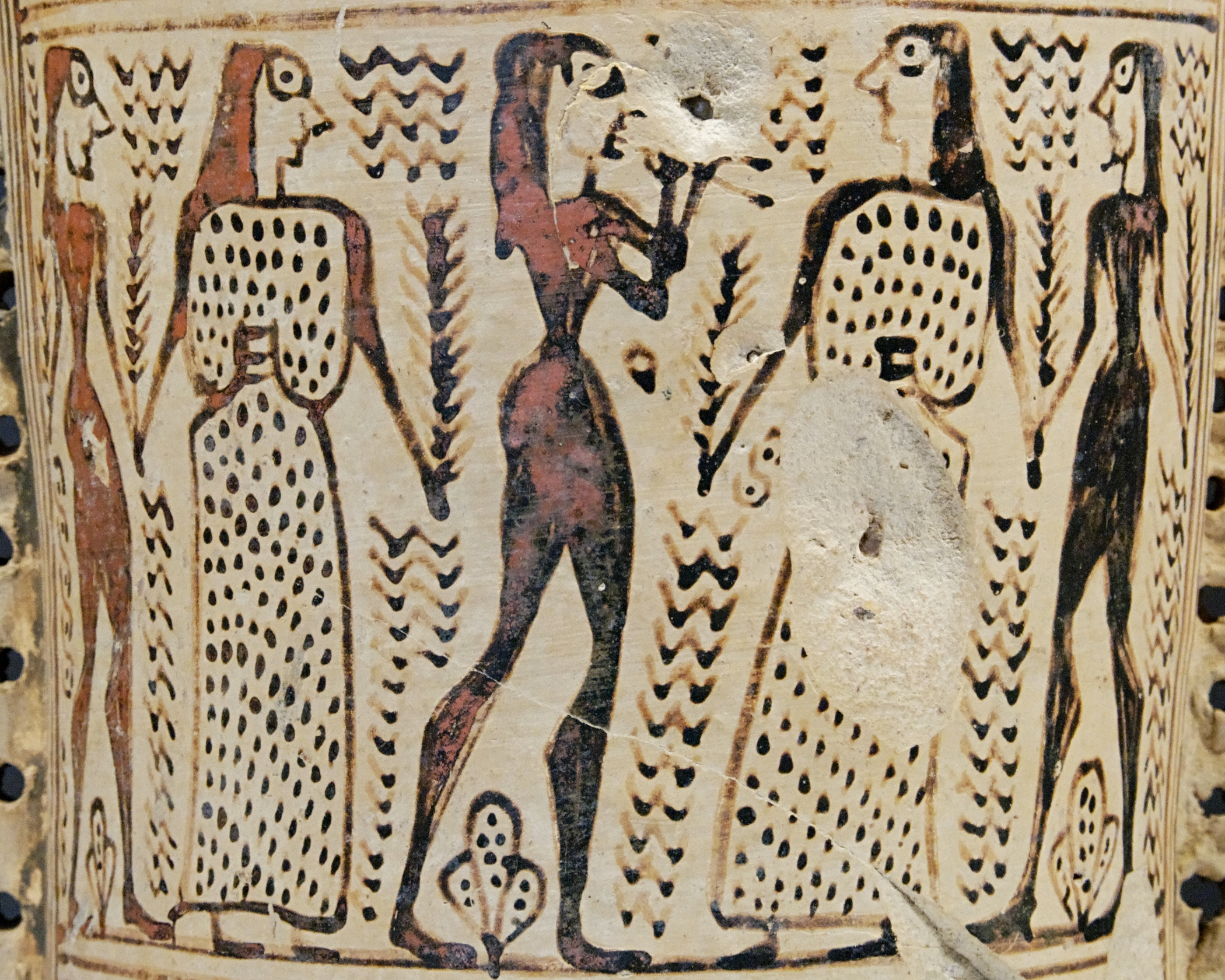
Col du loutrophore Analatos, protoattique ancien, v. 690. Danse en chaîne de garçons nus et de filles en péplos, tenant des rameaux. Joueur d'aulos. Louvre
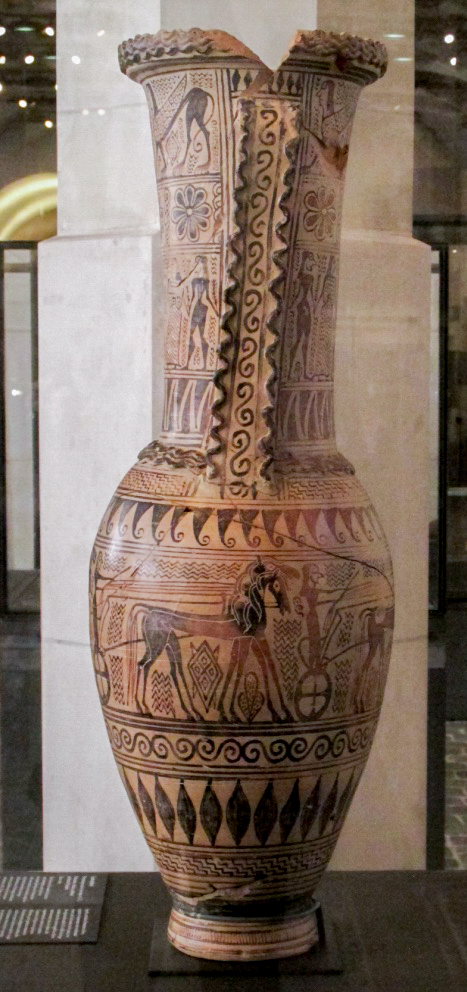
Loutrophore attribué au Peintre d'Analatos. H. 80 cm. Danse sur le col, procession de chars biges sur la panse. Louvre
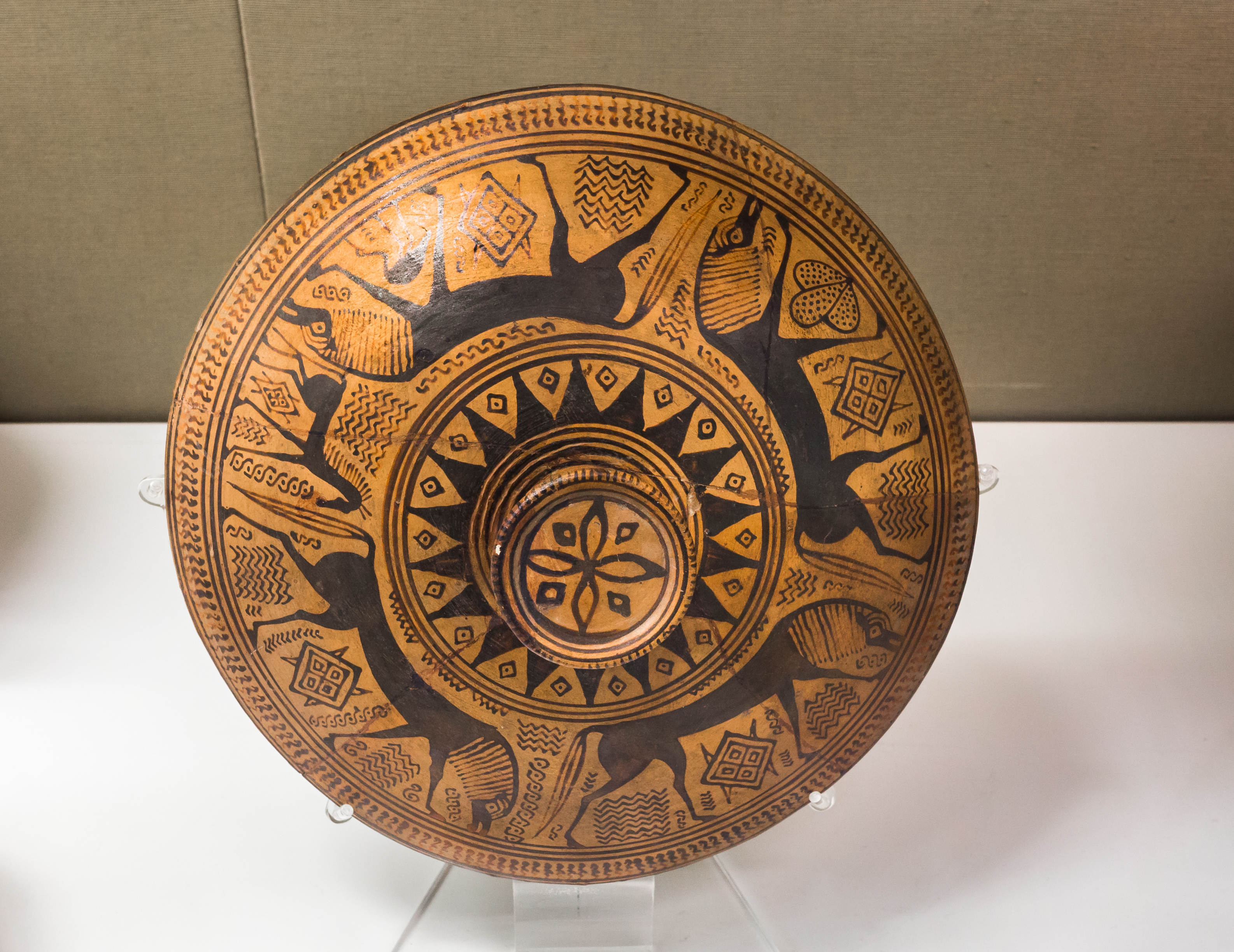
Chevaux paissant. Peintre d'Analatos, protoattique ancien PAA. Couvercle. D. 25,8 cm. British Museum
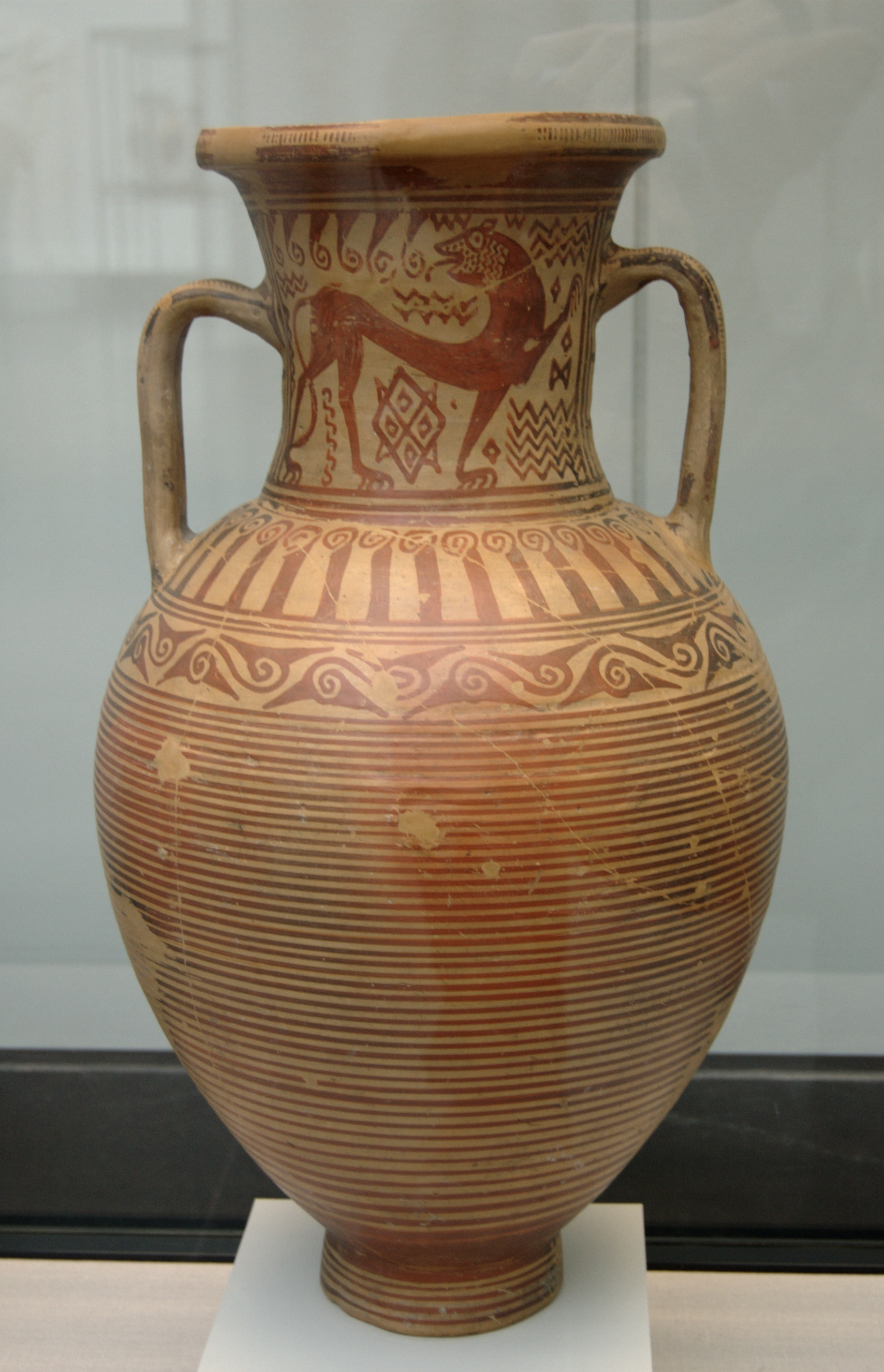
Amphore au lion, protoattique, v. 700. Munich
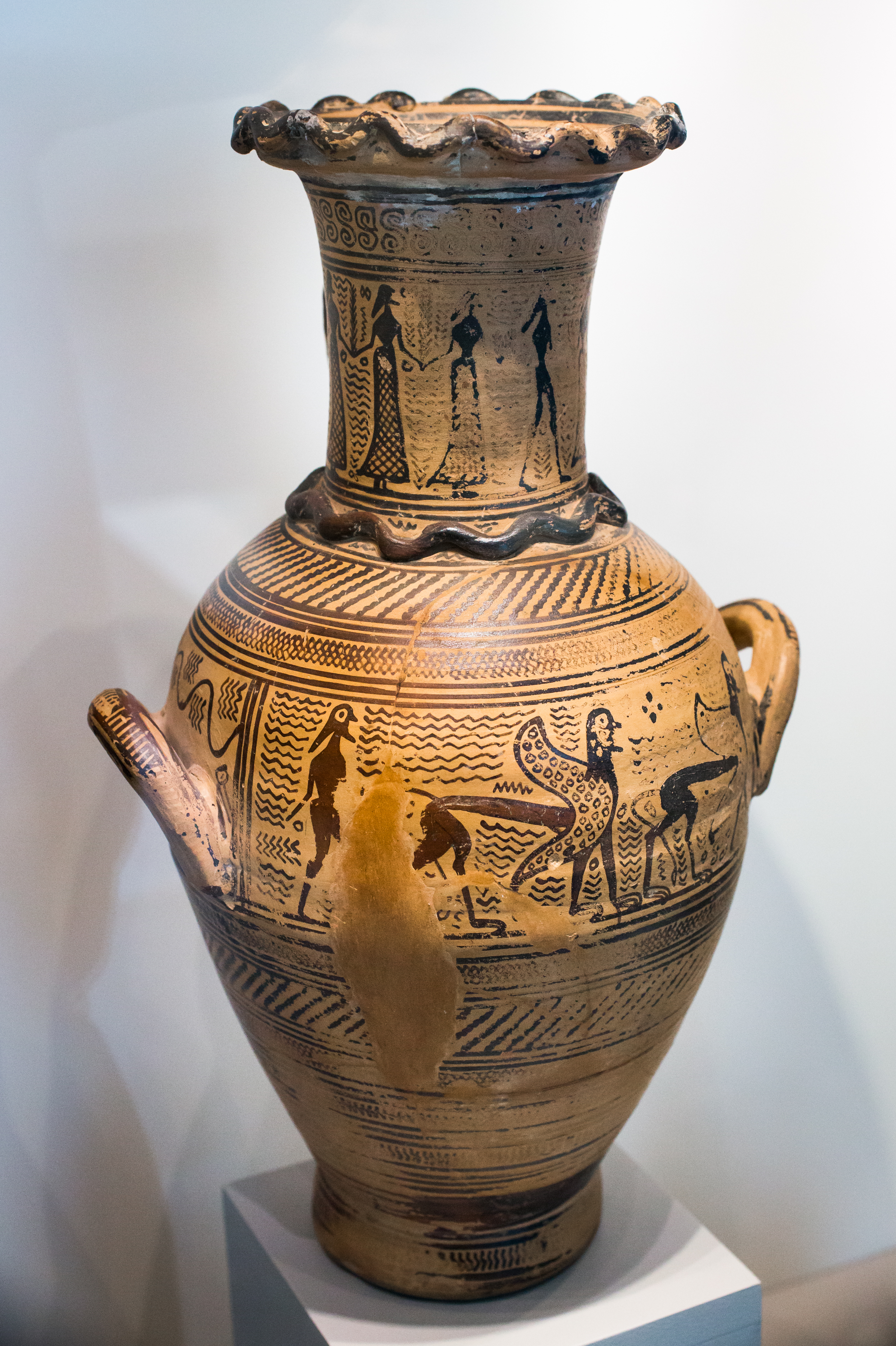
Amphore protoattique signée Mesogeia. Col: homme battant le rythme, danseuses aux rameaux. Panse: homme et sphinx barbus. H 41 cm. Athènes, v. 700, PAA. Altes Museum, Berlin
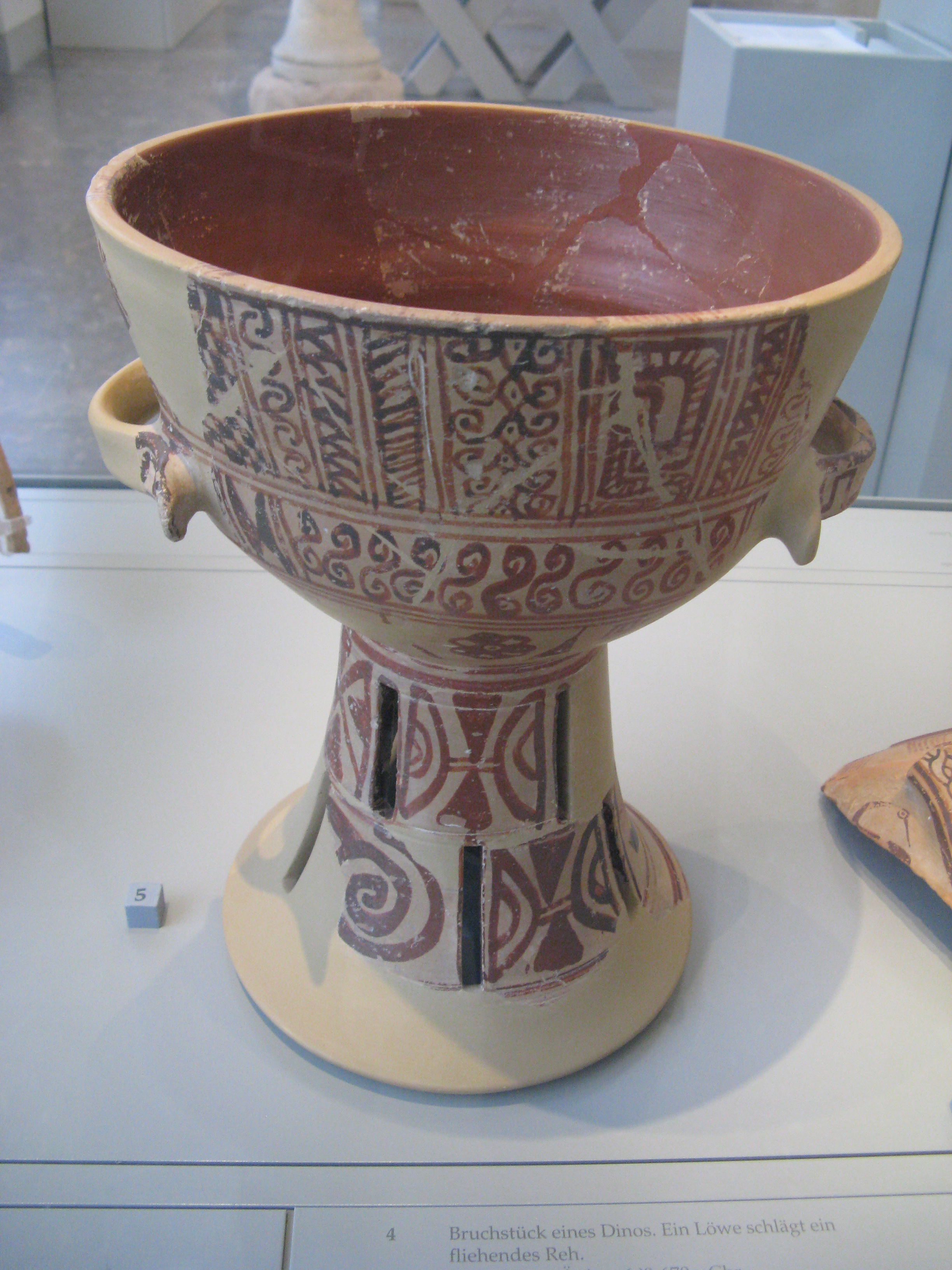
Bol sur pied à décor orientalisant. Égine, 700-675. Altes Museum, Berlin
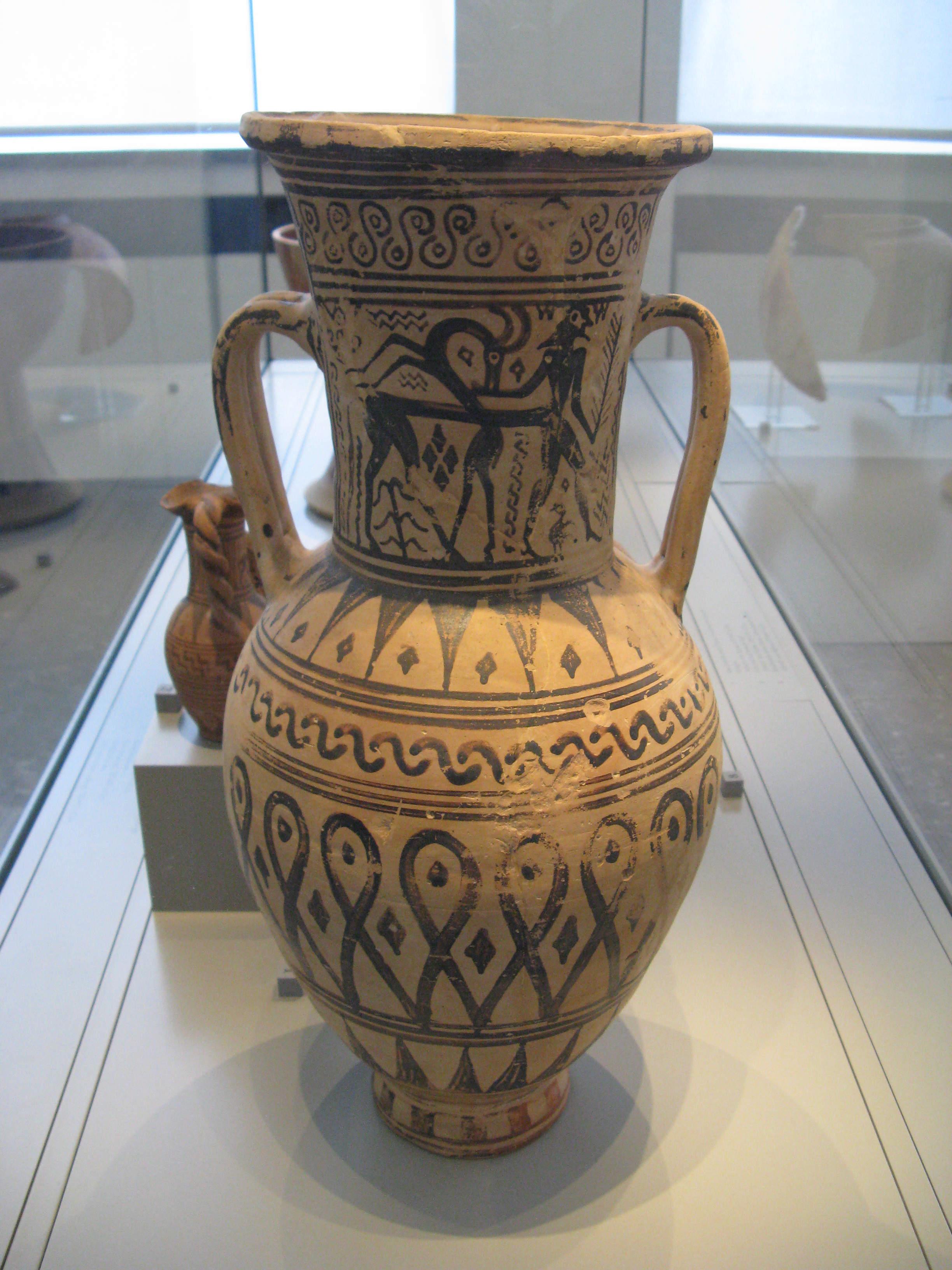
Amphore protoattique. Centaure, chèvre et cavaliers armés. Athènes, 700-675. Altes Museum, Berlin
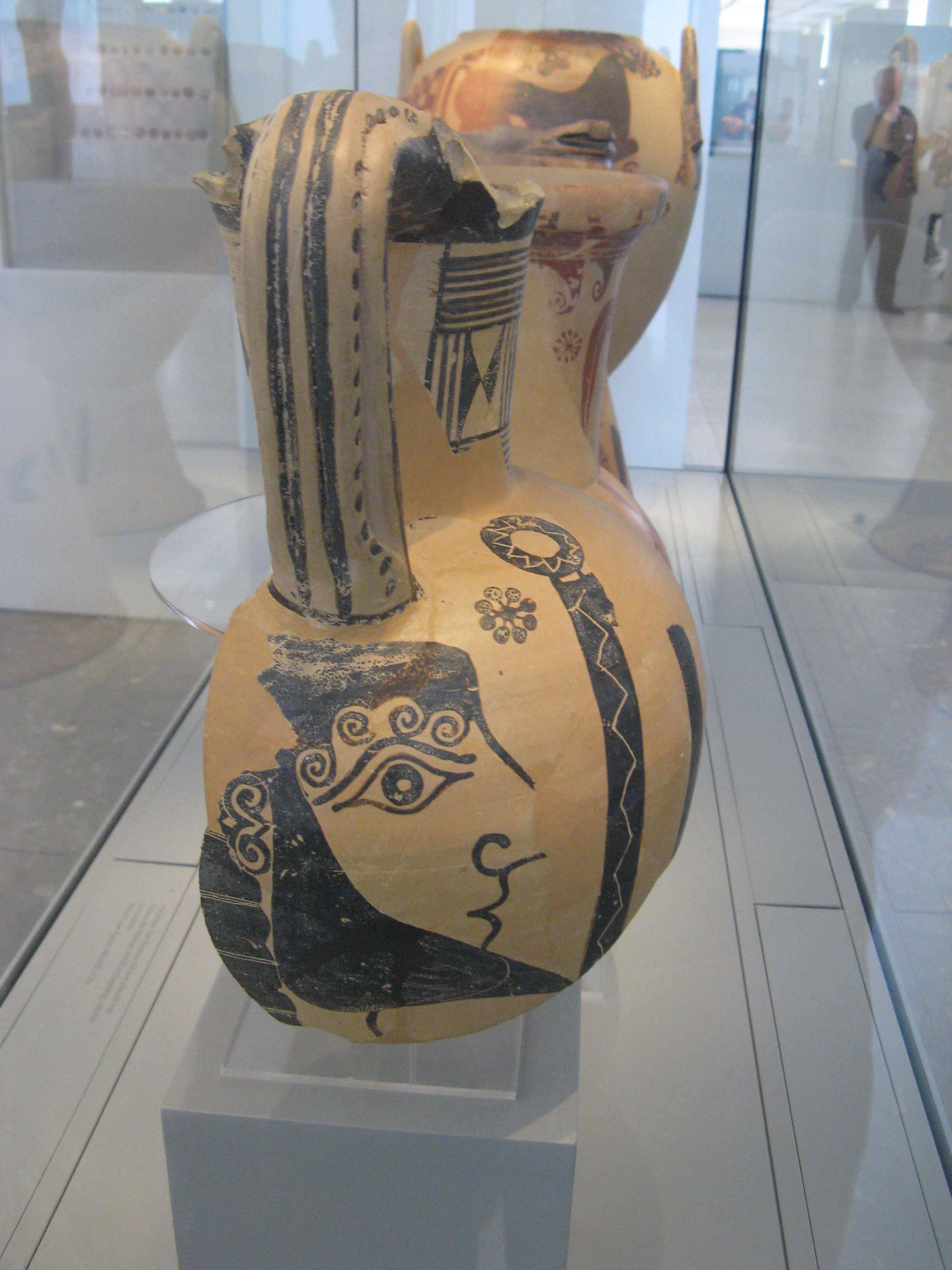
Cruche. Tête d'homme et tripode. Égine, 675-650. Altes Museum, Berlin
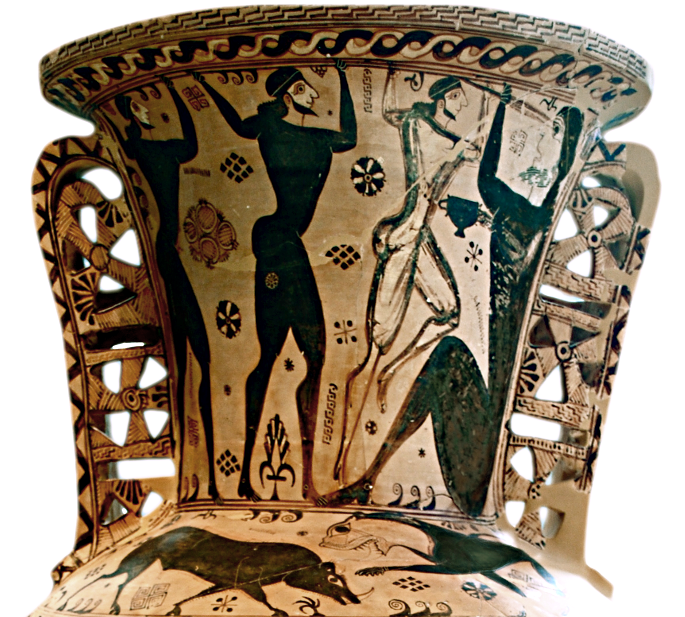
Amphore funéraire. Protoattique moyen, mi-VIIe. Détail : Ulysse et ses hommes aveuglant Polyphème. H. du col 42 cm. Musée d'Eleusis
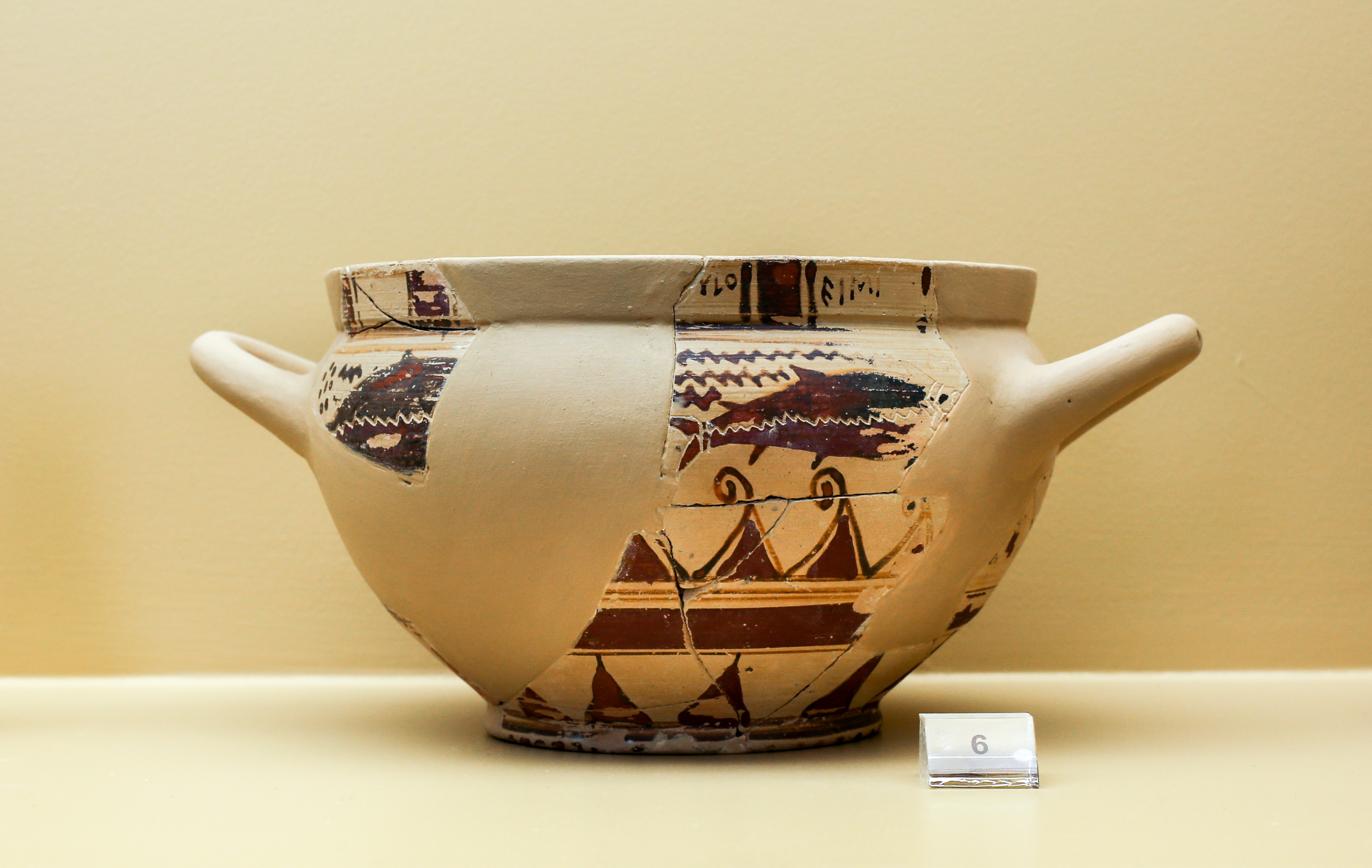
Skyphos protoattique aux poissons, H. 8,5 cm. Peinture et incisions. Peintre du groupe de l'Agora, 650-625. Musée de l'Agora

- La céramique de l'Attique se distingue des autres par le style « protoattique » (ancien (710-680), moyen (680-630), récent (630-600)[139])

C'est dans ce style que l'on rencontre le Peintre d’Analatos. Cet atelier serait, plus précisément, localisé à Égine, cité qui apparaît aussi comme une rivale d'Athènes. Une guerre entre les deux cités est très probable, et il semblerait qu'Athènes n'en soit pas sortie vainqueur. Or à cette époque, depuis Athènes, les amphores d'huile d'olive (du type dit « SOS ») sont diffusées abondamment vers le bassin méditerranéen occidental. À part cela, la céramique d'Athènes est peu exportée. Ce déclin apparent d'Athènes n'est donc pas total, mais se mesure par rapport à ce que produisaient les ateliers de céramique à l'époque géométrique et pourrait être d'ordre social. L'étude des tombes d'Athènes semble indiquer le retour au pouvoir des élites, qui aurait clivé la société entre élites et paysans dépendants. Les lois promulguées par l'"aristocrate" Dracon, en 621, seraient en lien avec ces tensions sociales -  bien que leur authenticité, à la fin du VIIe siècle, soient aujourd'hui remise en cause.
Le style protoattique multiplie les motifs floraux, rosettes, tresses, feuilles pointées, et motifs animaliers, toutes formes venues d’Orient par la Crète et les Cyclades et qui stimulent à une inventivité de plus en plus vive de motifs composites et nouveaux. L'orientalisation se manifeste aussi par des thèmes nouveaux : danseurs au son de la double flûte - l'aulos - sphinx, scènes narratives tirées de l'épopée ou de la mythologie. Les potiers semblent avoir été leurs propres peintres et ne destinaient donc pas leur production à l'exportation. Par ailleurs, des styles concurrents sont apparus sans que cela corresponde à une « évolution » linéaire, au fil du temps.
Avec la poterie protoattique de style orientalisant c'est aussi la première fois que des thèmes religieux et mythologiques grecs sont représentés dans la peinture sur vase. Le corps des hommes et des animaux est représenté en silhouette, bien que la tête ait été tracée par un contour ; les femmes sont rsuggérées uniquement par un trait de contour.

### Style ionien des chèvres sauvages

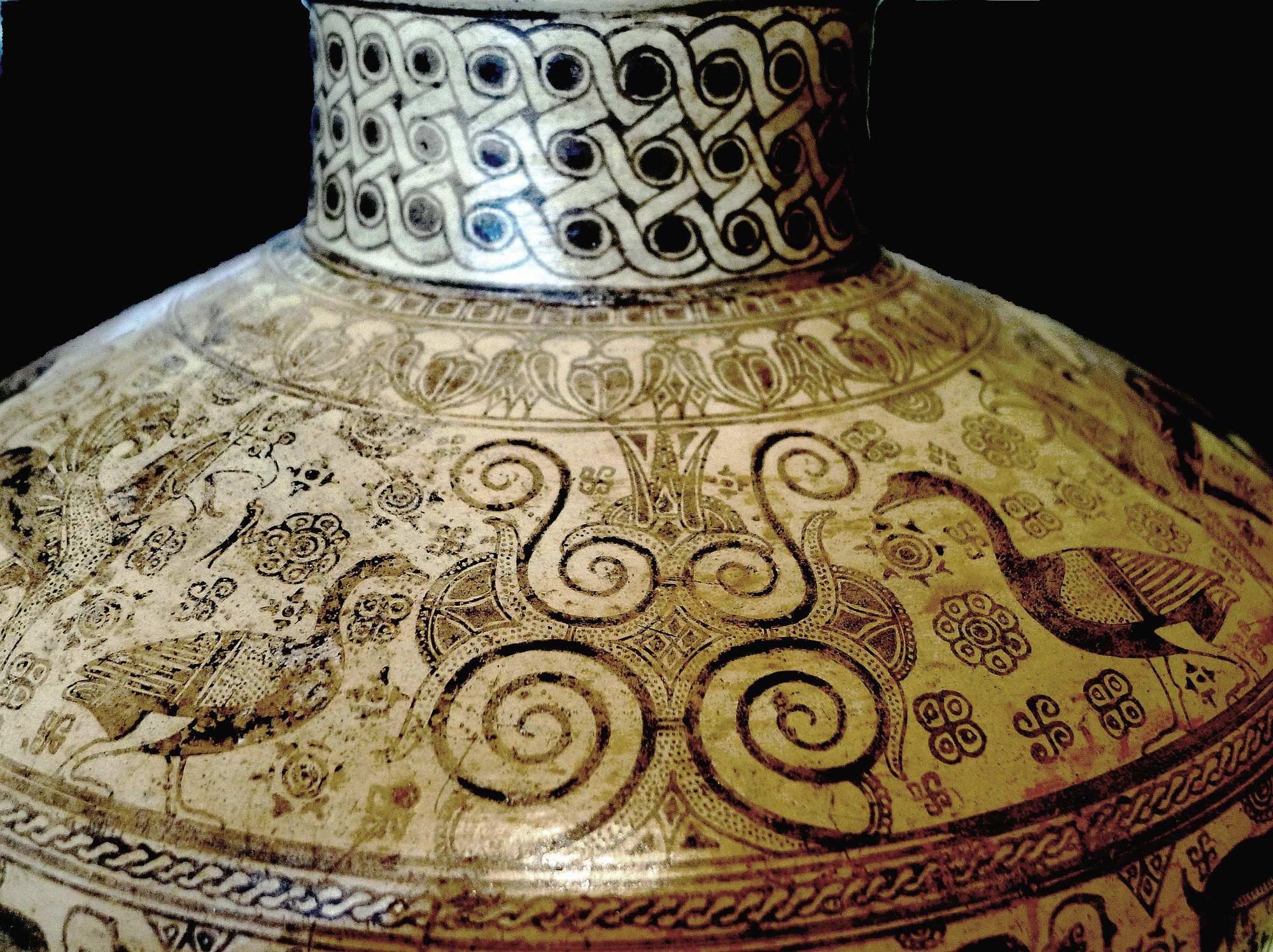
Style des chèvres sauvages, Ionie. Détail de l'œnochoé Levy. Milet, v. 630.Louvre

Dans ce style ionien, dit des « chèvres sauvages », à Rhodes mais aussi à Milet et dans d'autres sites côtiers (640-630) le décor joue sur la répétition des silhouettes d’animaux de profil, tandis que le champ est envahi de broderies copiées sur des textiles, étoffes ou tapis, tous étant produits au Moyen-Orient. Ce sont des fleurs et des boutons de lotus, des griffons et des sphinx, mais le motif qui domine est celui de chèvres sauvages paissant. Dans le même style, mais sur des plats, d'autres motifs comme la Gorgone ou un cavalier - voire un sphinx - remplacent tous les motifs déjà indiqués.
Le style des « chèvres sauvages » est une expression moderne décrivant la peinture sur vase produite en Grèce de l'Est, à savoir les îles Ioniennes du Sud et de l'Est, entre vers 650 et 550. Des exemples ont été trouvés notamment sur les sites de Chios, de Milet et de Rhodes. Le style a développé la technique introduite à l'époque orientalisante, consistant à mettre en valeur les têtes par une représentation relativement naturaliste et non par une quelconque stylisation créative (comme celle pratiquée à l'époque géométrique : une silhouette évocatrice par une stylisation singulière). Les peintres ont eu cette attention au détail, non seulement à la forme de la tête et des cornes de la chèvre en question, mais aussi à l'ensemble de chaque animal. Ainsi, le style des chèvres sauvages a marqué une orientation des peintres grecs vers plus de naturalisme, avec des formes qui restent simplifiées, quelque peu stylisées. Elles pouvaient être reproduites avec des variations de poses naturelles et produisent un bel effet décoratif.
Les chèvres ne sont pas les seules créatures représentées sur de tels vases ; en commun avec d'autres poteries orientalisantes, on trouve également des lièvres, des lions, des chiens courant, des griffons et des sphinx, ainsi que des motifs de fleurs, et des motifs non figuratifs comme divers types de croix, de spirales et un motif en damier. La variété de l'ornementation permet de distinguer précisément un certain nombre de phases dans le développement du style qui, à son tour, a été utilisé pour dater la fondation des colonies grecques au Levant et en Afrique du Nord.
L'état excellent de l'œnochoe Lévy (Louvre), mais aussi de nombreux vases de ce style, dont la belle production faisait le succès en Méditerranée, est déterminé par le lieu de leur découverte : il s'agit toujours de sanctuaires ou de nécropoles, jamais d'habitations, et toujours dans le contexte d'un usage cérémoniel. Elles ont ainsi été préservées de tout usage quotidien. Elles ont été exportées en tant qu'objets de luxe. L'œnochoe Lévy provient ainsi d'un tombeau étrusque, à Vulci (dans le Latium). Les motifs choisis en précisent l'arrière-plan idéologique : autour de l'arbre de vie, qui apparaÎt parfois, avec fleurs et animaux - réels et mythologiques - on se place dans la sphère du rituel des élites méditerranéennes ; ces vases se présentaient comme des moyens de transmettre une imagerie « royale » de tradition gréco-orientale.

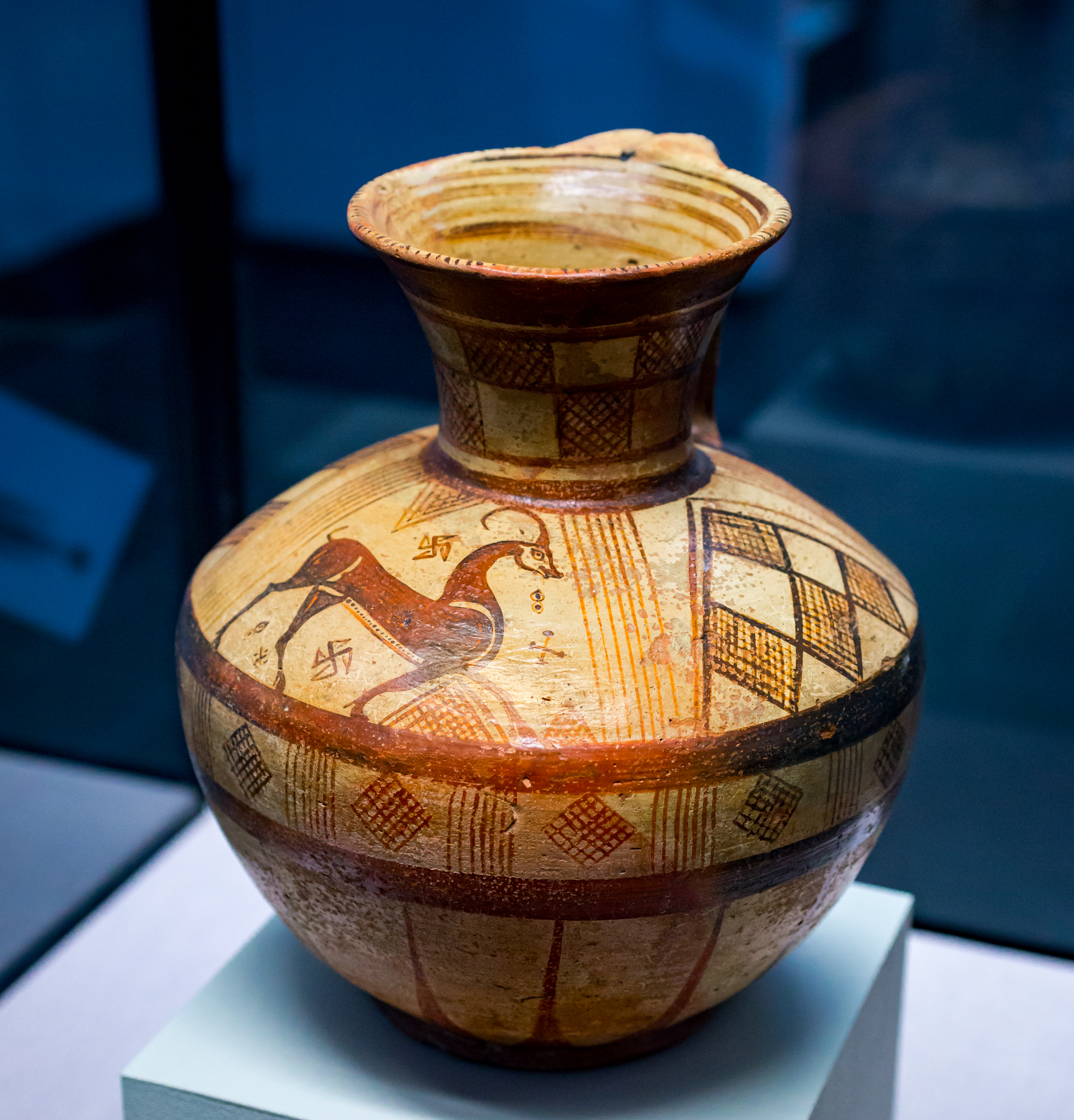
Œnochoé à la chèvre sauvage. Carie, v. 650 Munich
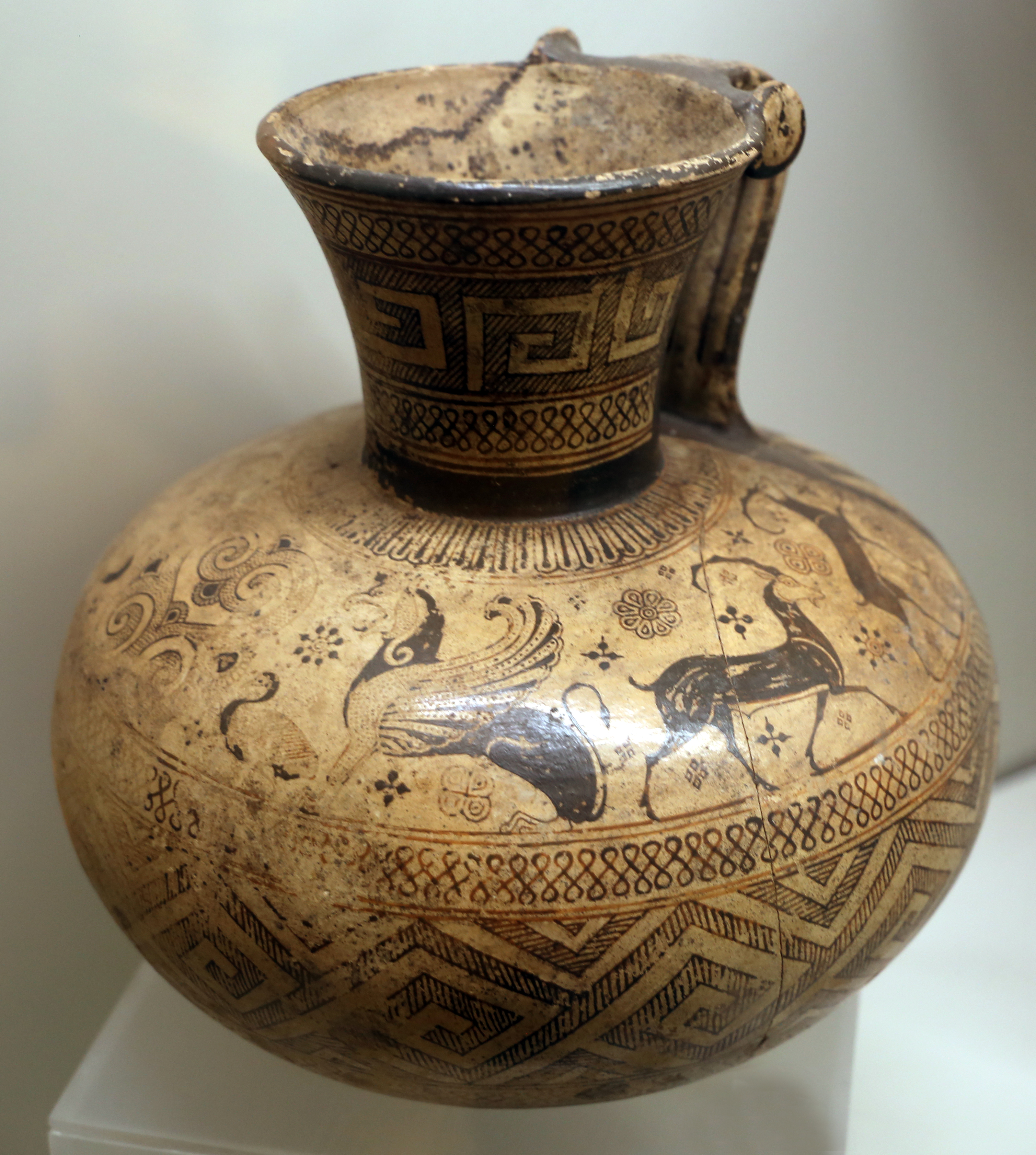
Œnochoé aux chèvres sauvages. Rhodes, 650-640 Musée national étrusque de la villa Giulia
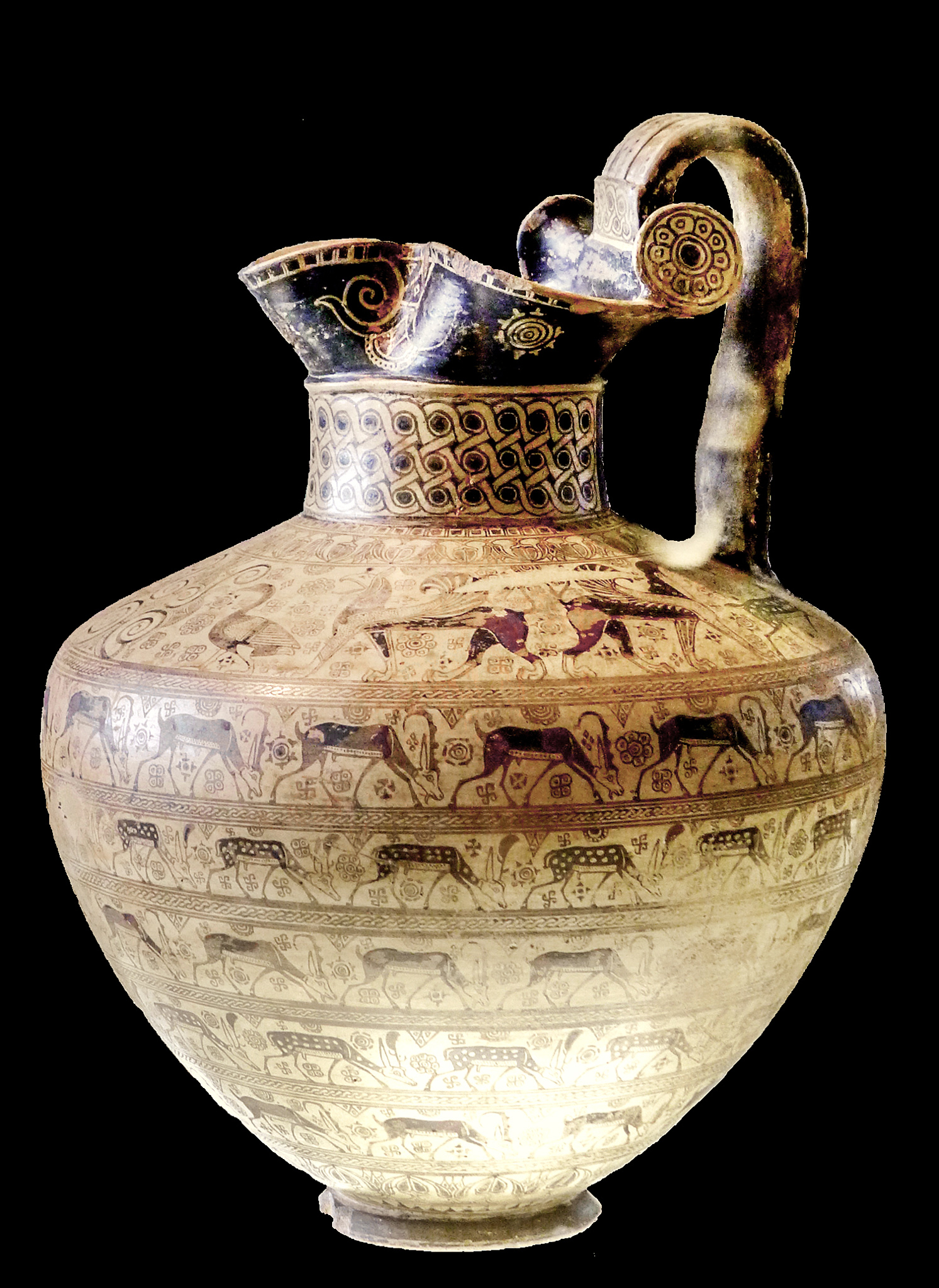
Œnochoé Levy. Sur l'épaule : oies, griffons, sphinx et chevreuils. H. 39,5; D. 30,0 cm. Milet, v. 630 Louvre E 658
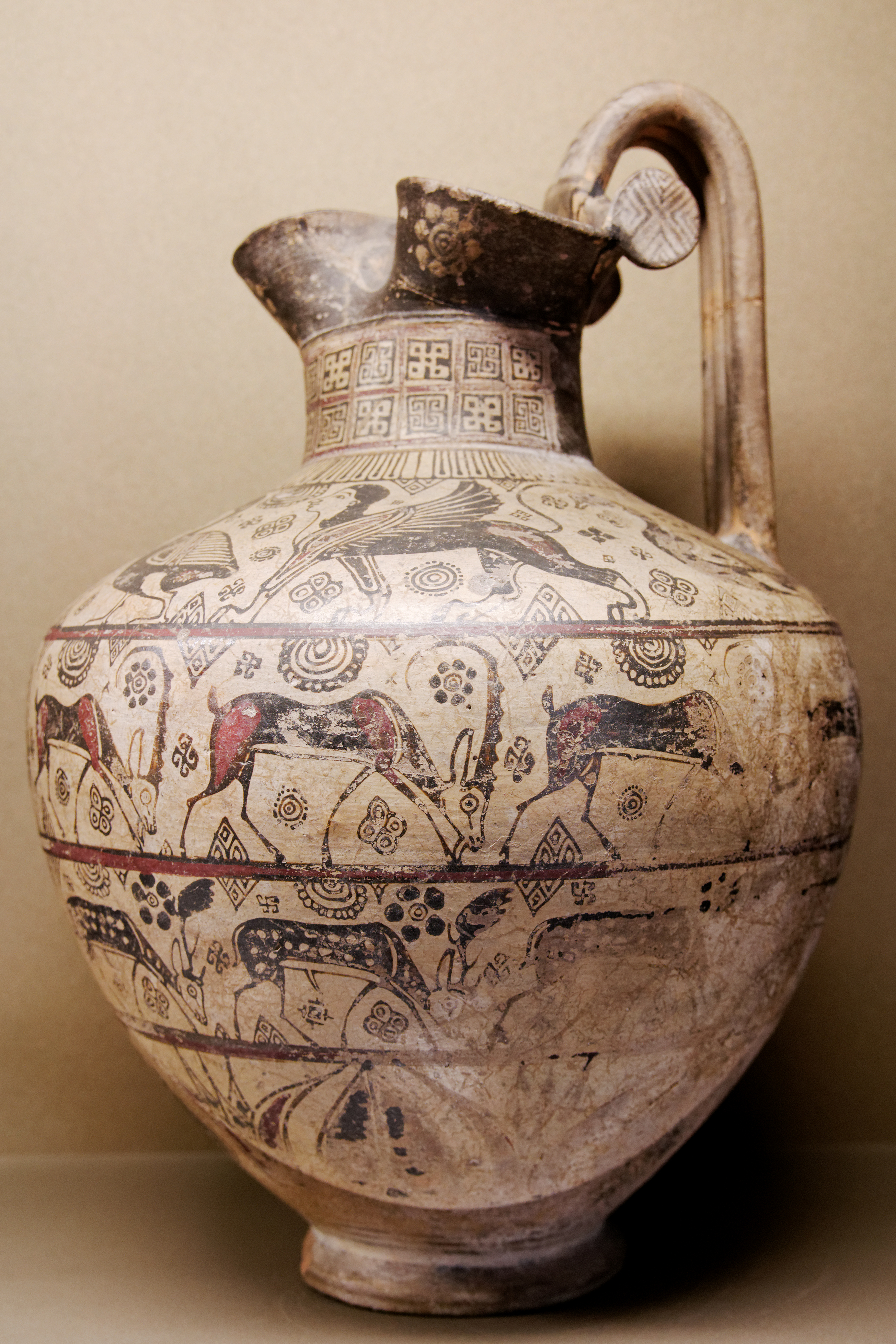
Œnochoé à embouchure trilobée. Sphinx, animaux paissant. Milet 630-620. H 35,5 cm Louvre A 311
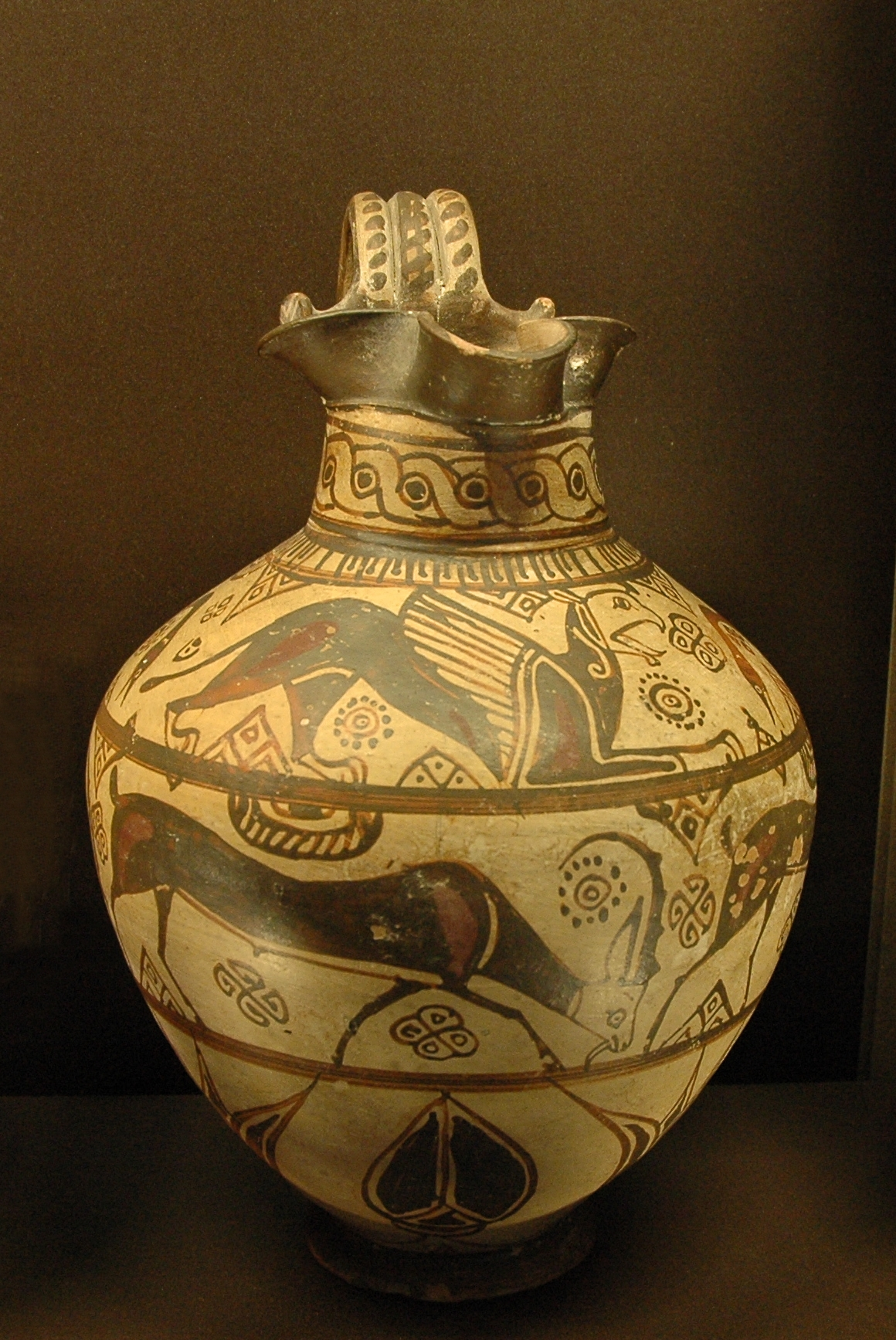
Œnochoé à embouchure trilobée. Griffon, animaux paissant. Milet v. 625 Louvre A 318
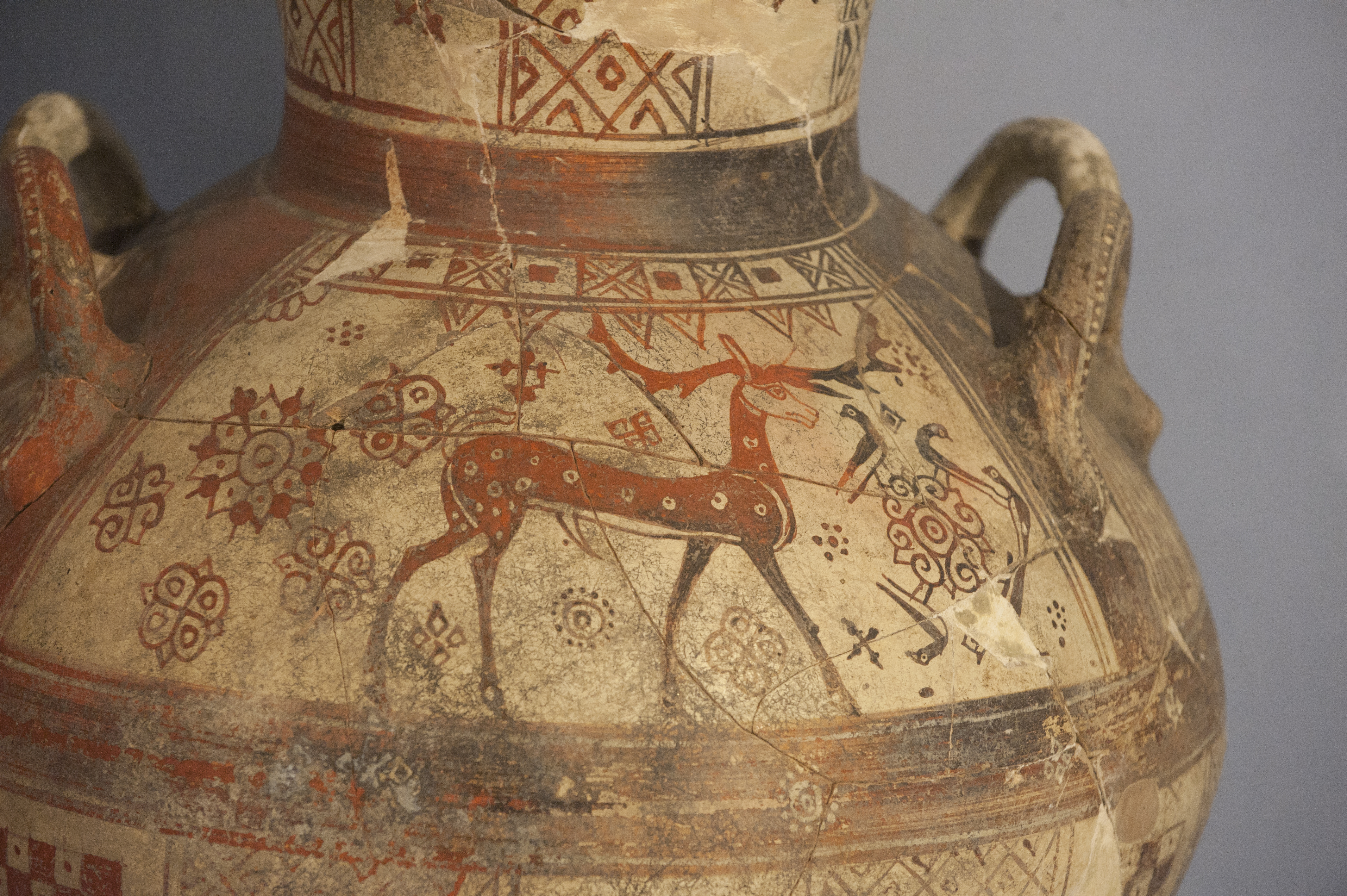
Amphore éolienne proche du style des Chèvres Sauvages, Çandarlı-Pitane, 630-625. Musée d'Izmir (Smyrne)
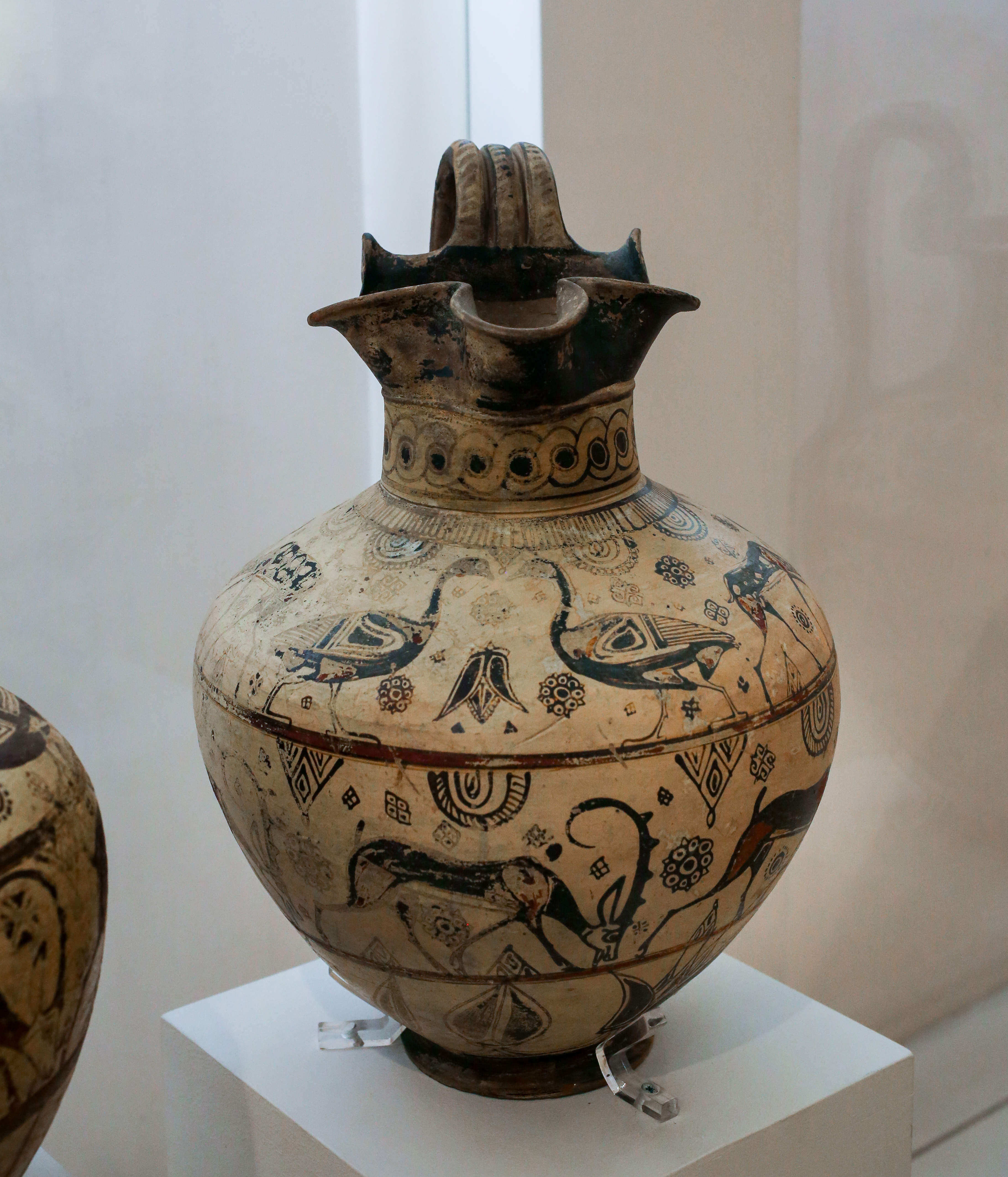
Œnochoé à embouchure trilobée. Ionie du Sud. Par deux peintres, v. 610 NAMA Athènes
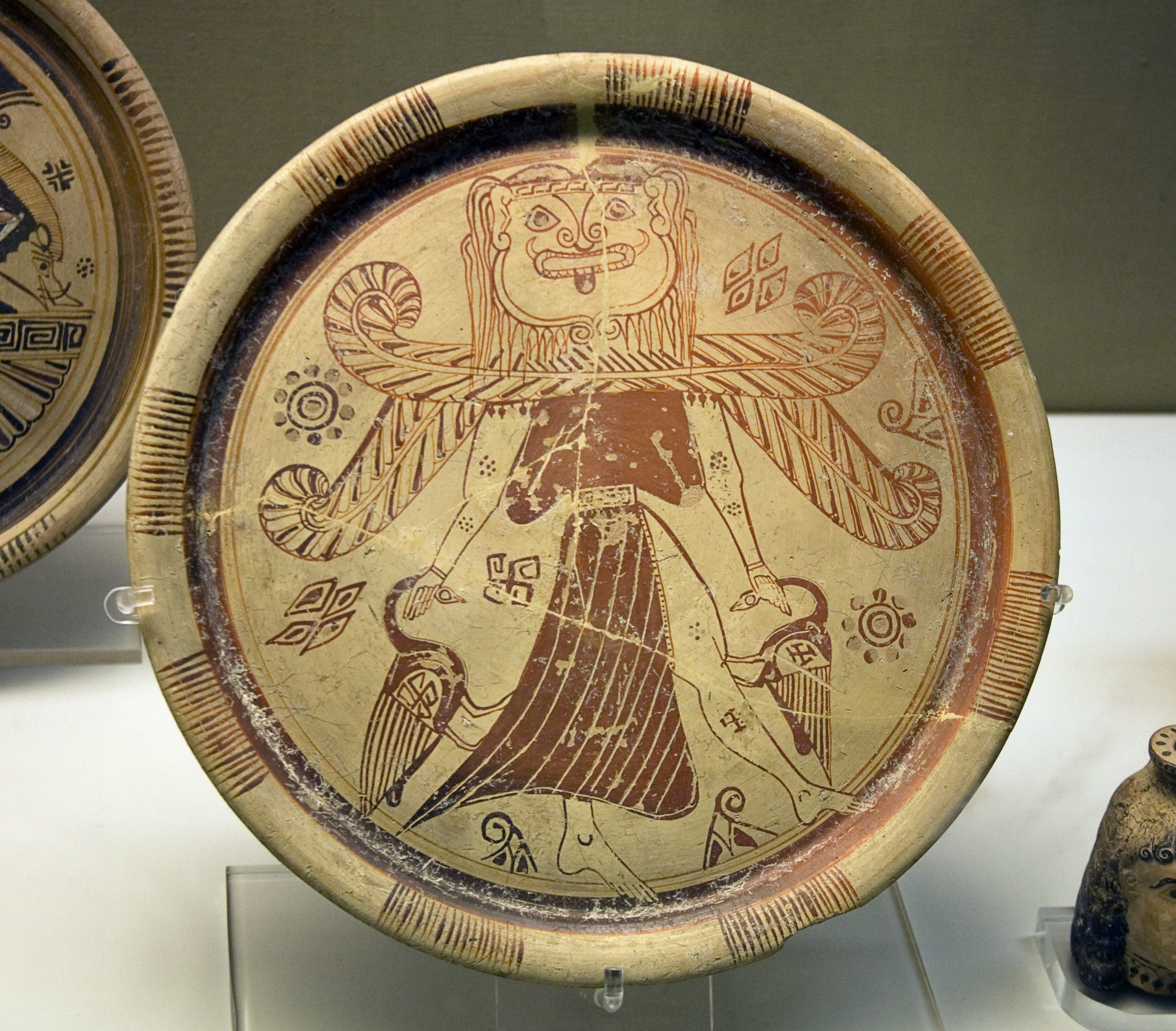
Déesse ailée à tête de Gorgone, maîtresse des oiseaux. Cos, v. 600 British Museum
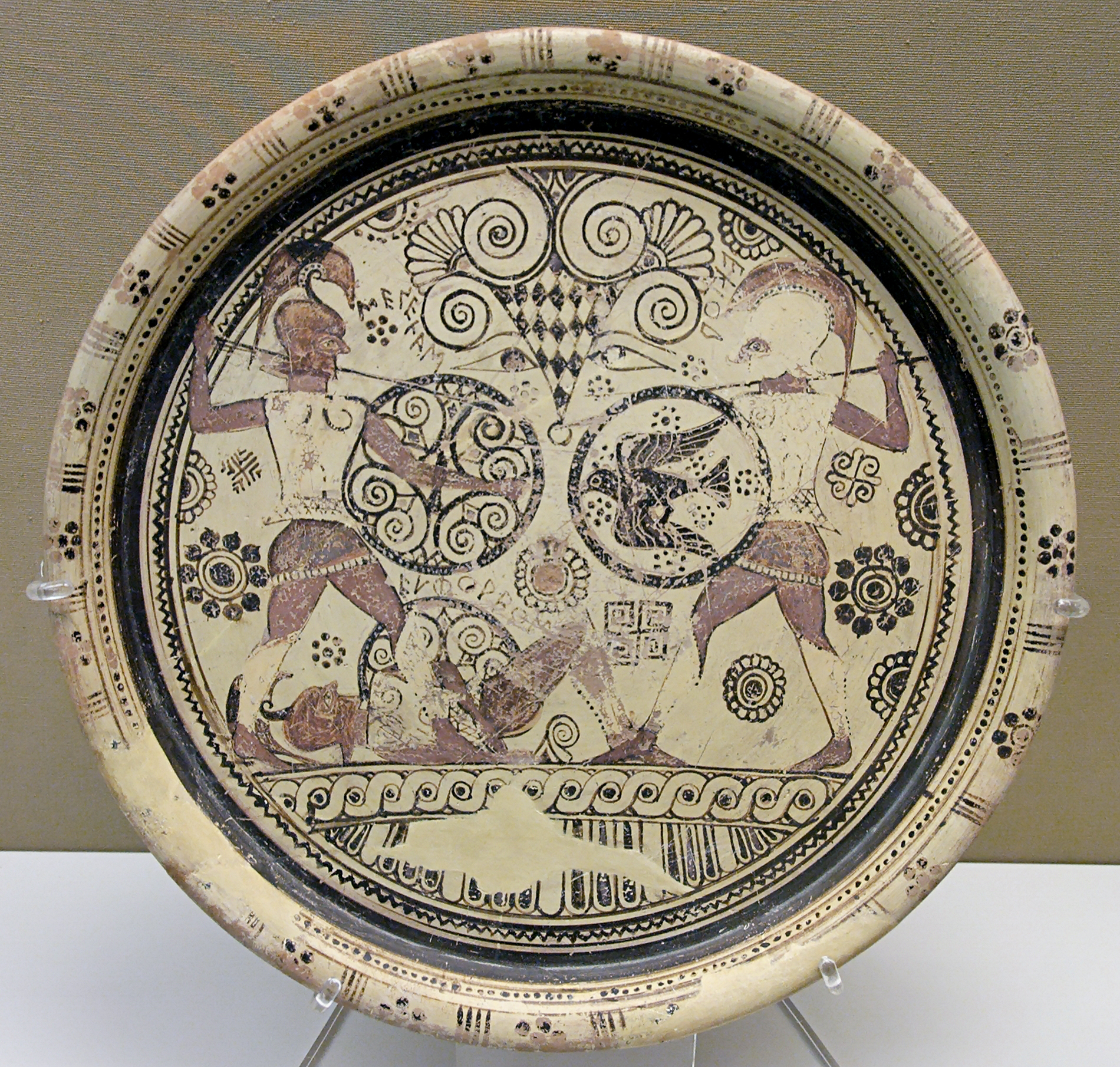
Assiette. Combat de Ménélas et Hector sur le corps d'Euphorbe. Cos, Chèvres sauvages moyen, v. 600. British Museum
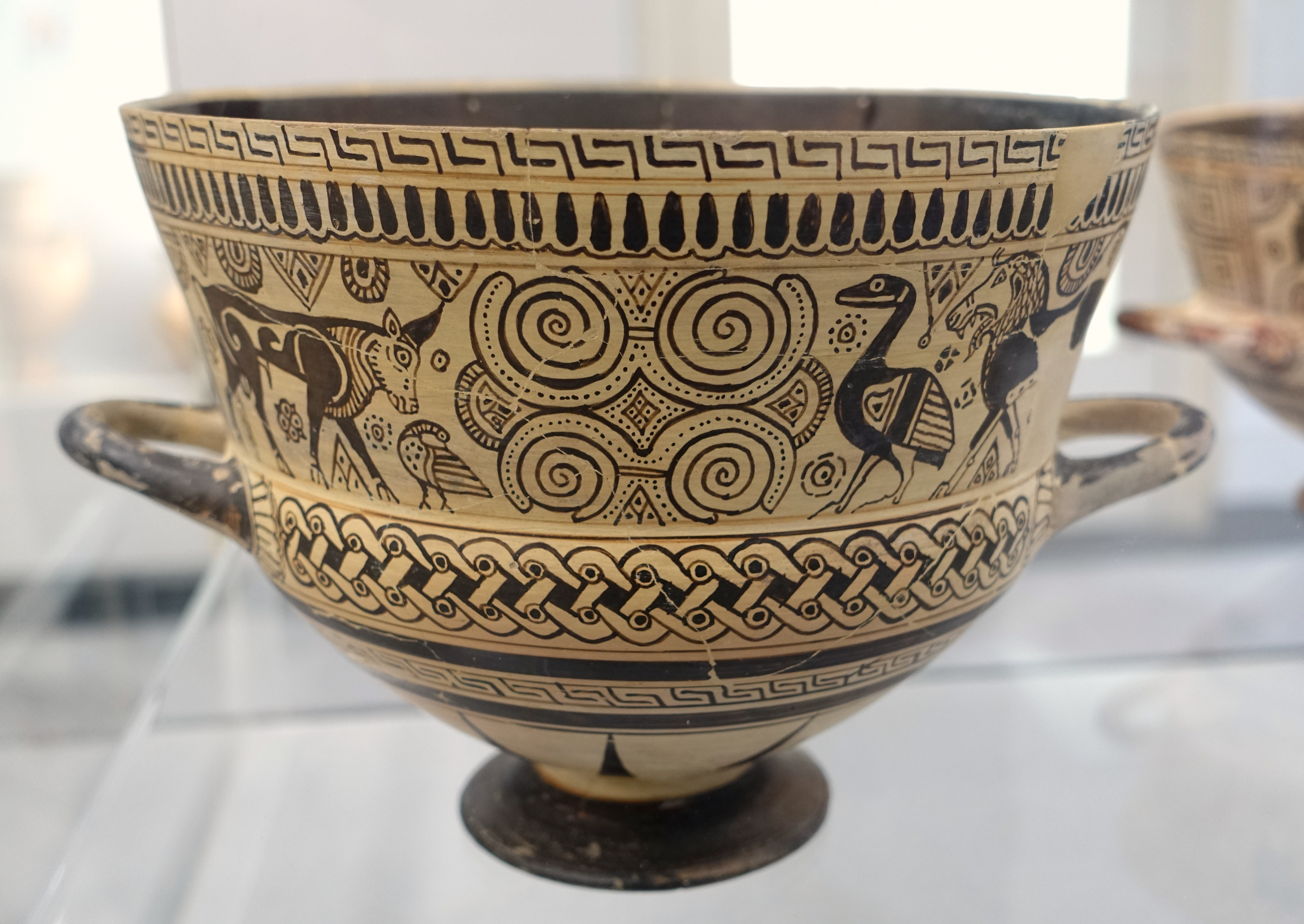
Calice. Chios. Chèvres sauvages récent, v. 600. Martin von Wagner Museum

### Style de Fikellura

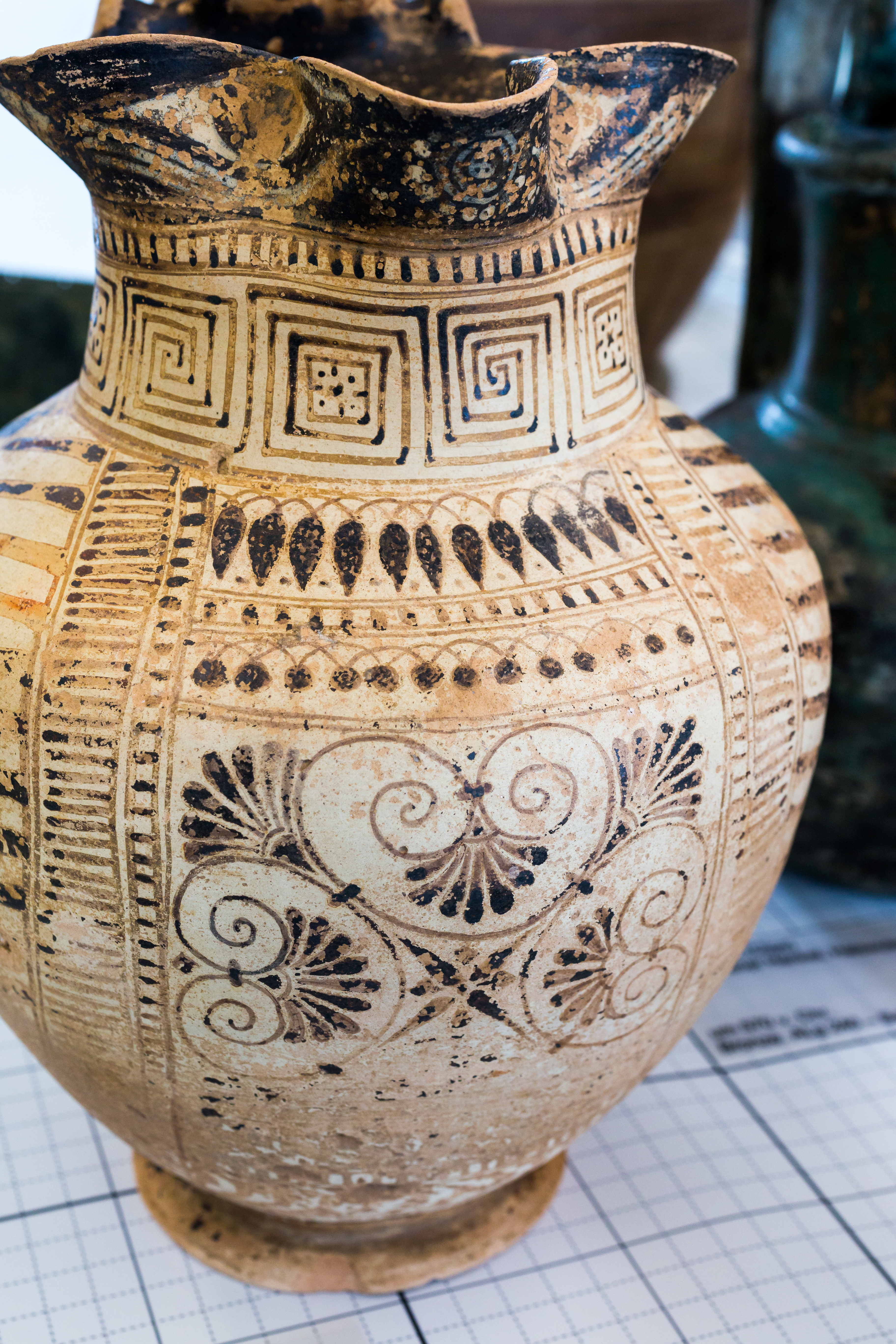
Œnochoé à décor floral. Groupe du Louvre, v. 550. Antikensammlung (Kassel)
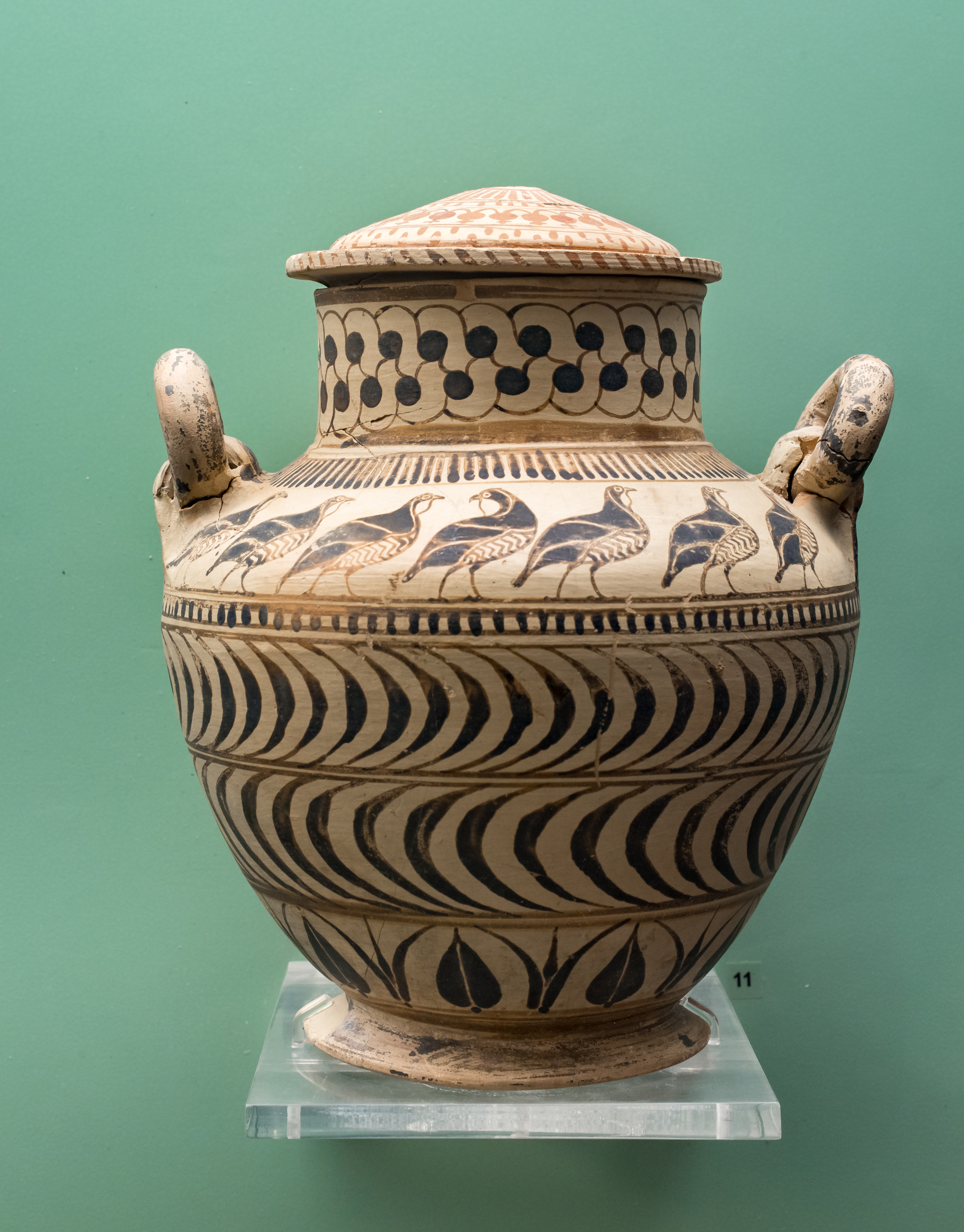
Stamnos, H. 18,6 cm. Milet, 560-540. Musée archéologique de Rhodes.
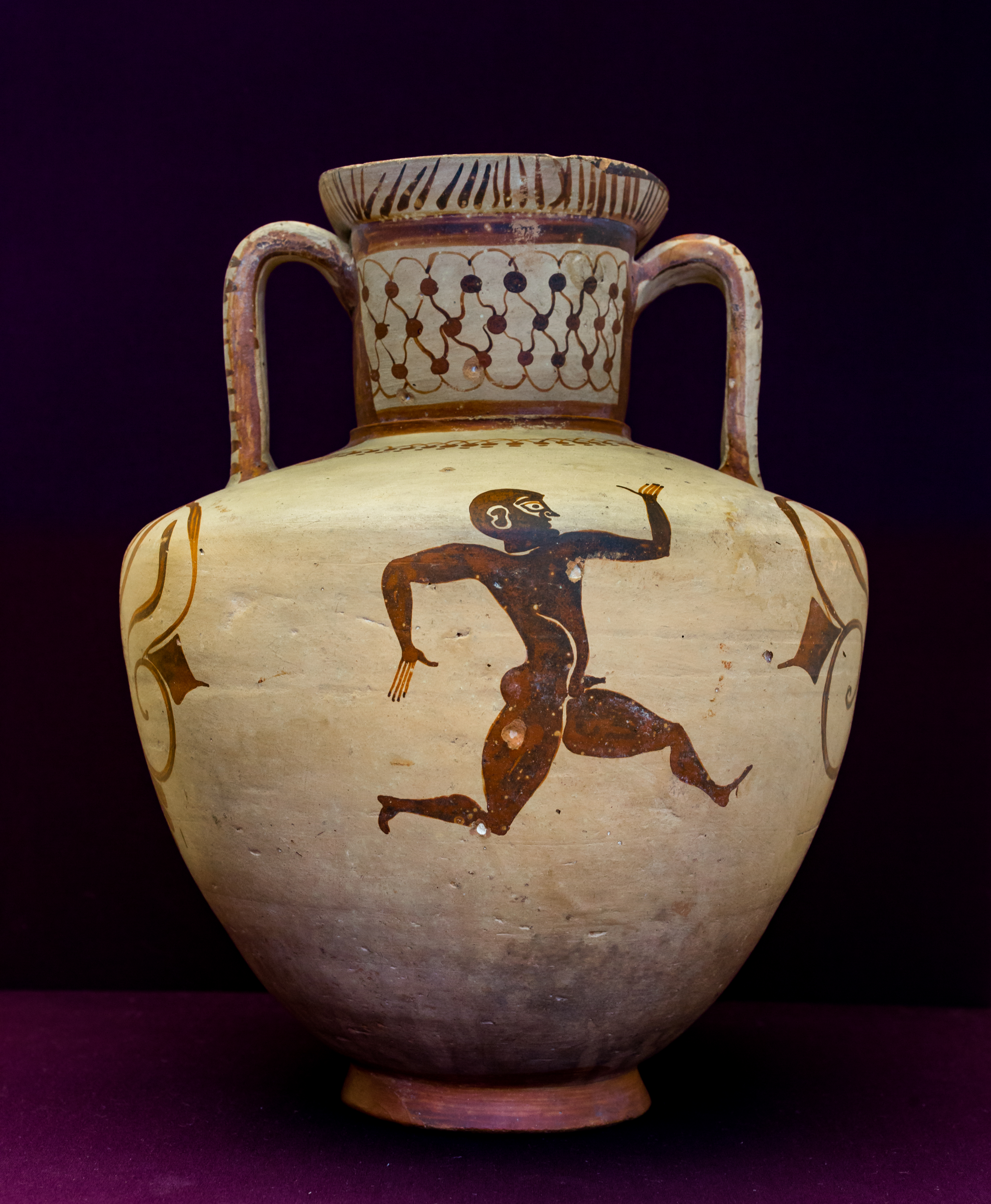
Amphore à col. Groupe de l'homme qui court. Milet (?) v. 540. British Museum.
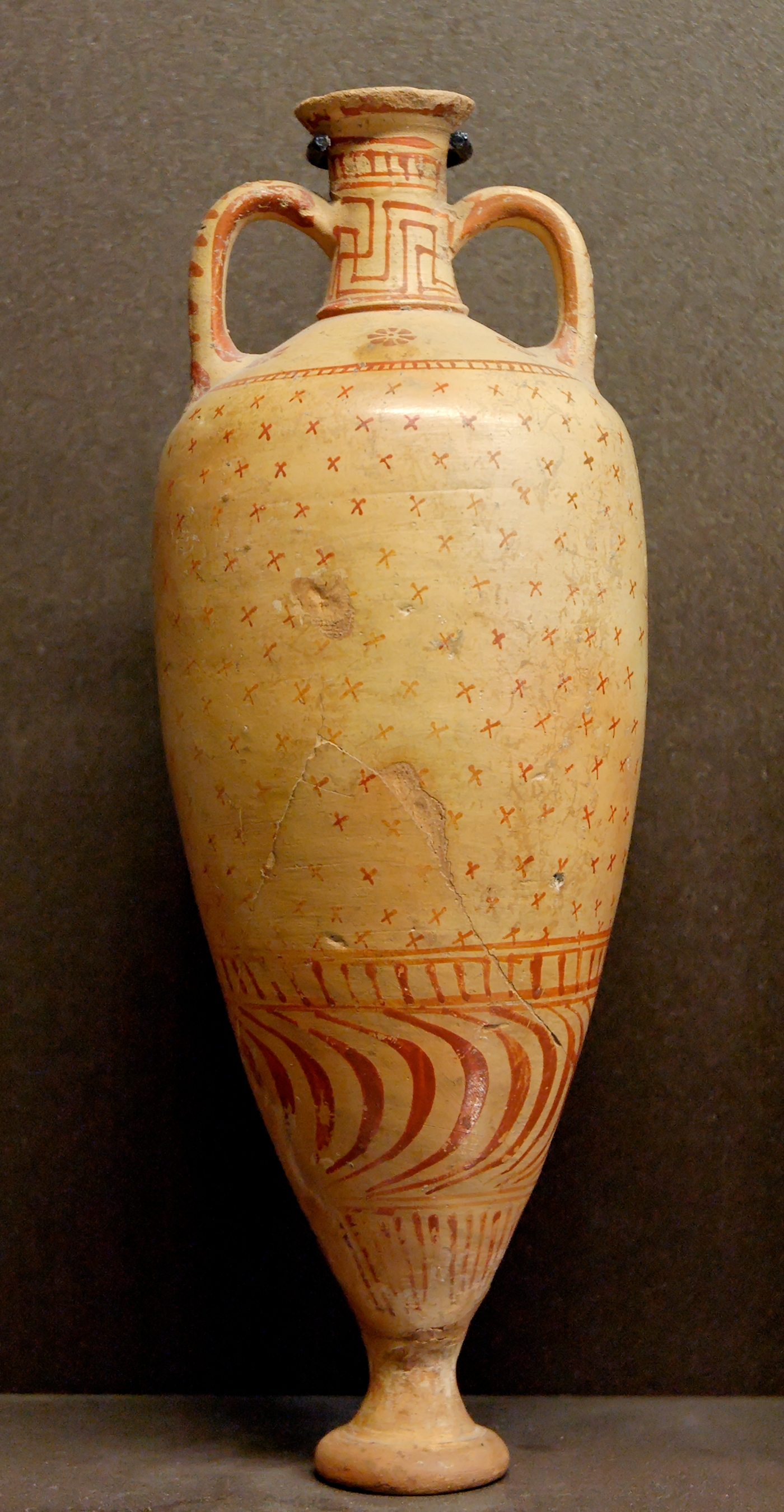
Amphorisque, H. 27,1 cm. Milet, v. 550. Louvre

Le style de Fikellura fait suite au style des chèvres sauvages, initialement découvert à Rhodes (nécropole de Camiros). On y trouve moins d'œnochoés, mais les amphores à col y sont plus nombreuses. L'amphorisque, un petit vase à parfum plus répandu que l'aryballe, y fait son apparition. Ce style reprend un décor d'animaux avant de préférer des figures humaines ou un décor de fleurs stylisées.

### Cyclades et Béotie
La poterie béotienne a eu aussi une phase orientalisante. Elle a été précédée par une phase subgéométrique où le style géométrique est mêlé de nouveaux motifs. Le pithos, une grande jarre servant à conserver les provisions, a souvent pris la forme d'une amphore à cette époque. Ce très grand vase reçoit, en Crète ou dans les Cyclades des scènes d'action complexes sur la partie du col, modelées et appliquées puis retouchées, tandis que les autres surfaces sont en général couvertes de décor animalier et géométrique. Le décor à Rhodes peut être aussi estampé à la roulette.
Le Sac de Troie, du musée archéologique de Mykonos, a probablement été composé au VIIe siècle[pas clair]. Son décor est tout à fait exceptionnel, par son sujet et par sa composition. Les scènes, modelées sur la majeure partie de ce pithos, adhèrent singulièrement à l'esprit même de l'épopée ; comme l'indique Pierre Judet de La Combe « Il s'agit d'une poésie au passé, qui vient après un grand désastre, la fin violente de l'âge des « demi-dieux », disparus à jamais dans cette guerre d'extermination puis dans le retour catastrophique des grecs chez eux ». Des gestes emphatiques et des maladresses, comme un bras armé - considérablement disproportionné et qui tue un enfant - peut d'ailleurs être vu comme une déformation expressive, exceptionnelle à cette époque et dans l'art grec. Le Manuel de l'École du Louvre précise : « Cette capacité à se représenter péjorativement est un ferment d'humanisme que la tragédie développera deux siècles plus tard. ».

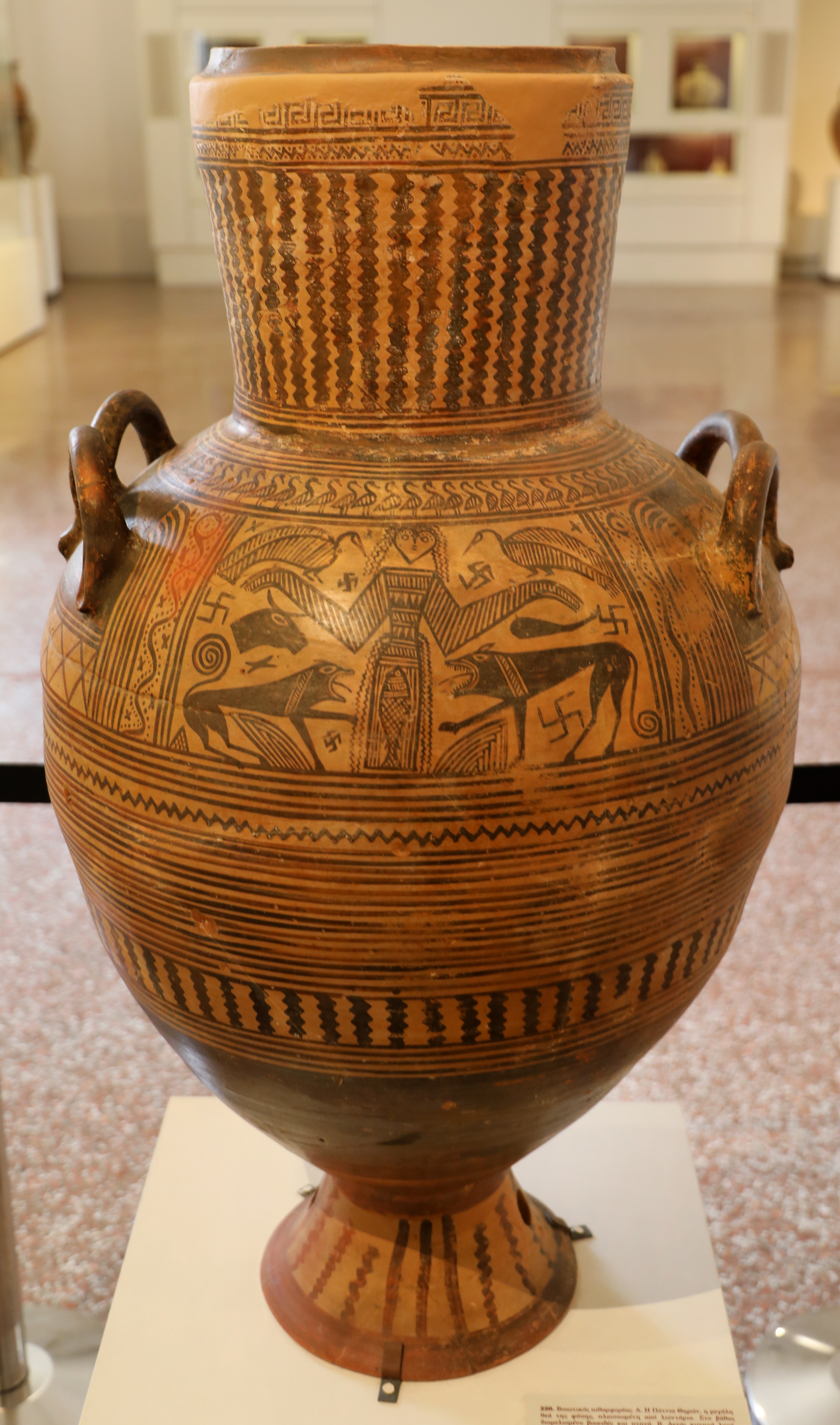
Pithos béotien orientalisant. Potnia Theron, Maîtresse des animaux. 680-670 NAMA Athènes
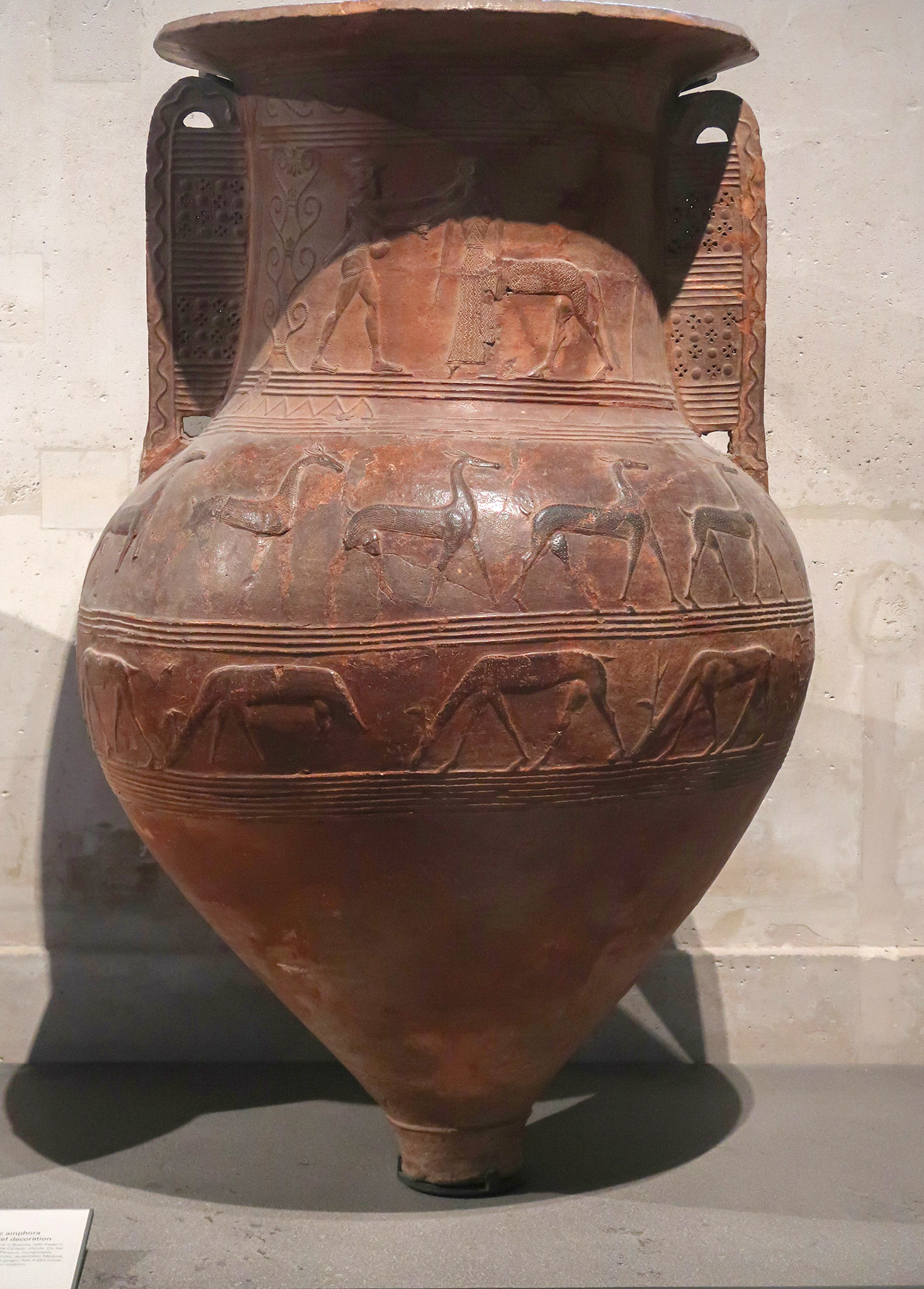
Pithos-amphore à reliefs. Cyclades, 670. Reliefs modelés, appliqués. Col : Persée et la Gorgone. Panse : animaux paissant et fleurs. Louvre
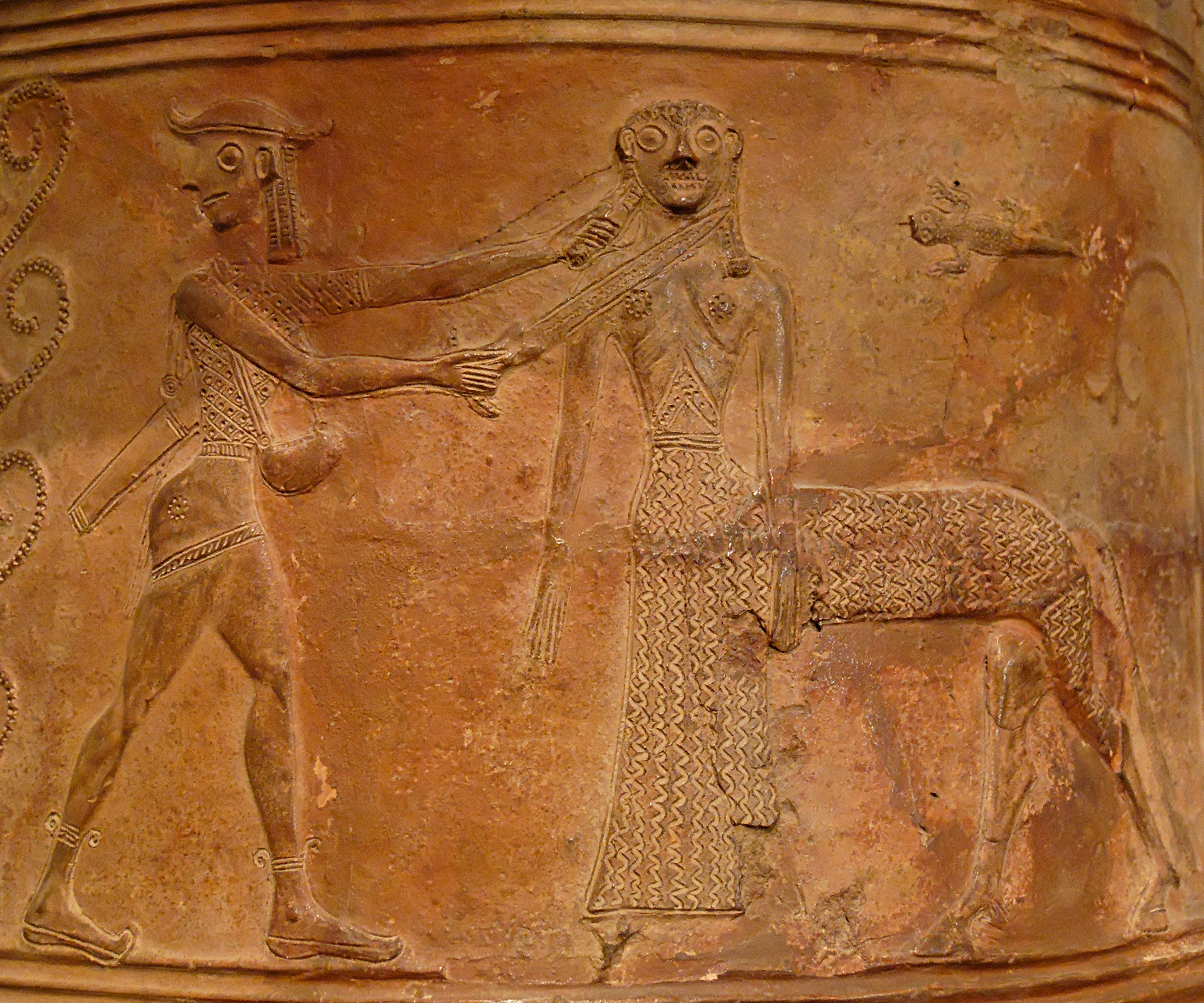
Persée, au chapeau et bottes ailées, la kibisis[156] sur l'épaule, tue Méduse, représentée ici en centaure femelle. Pithos à reliefs appliqués. Cyclades, v. 660. Louvre
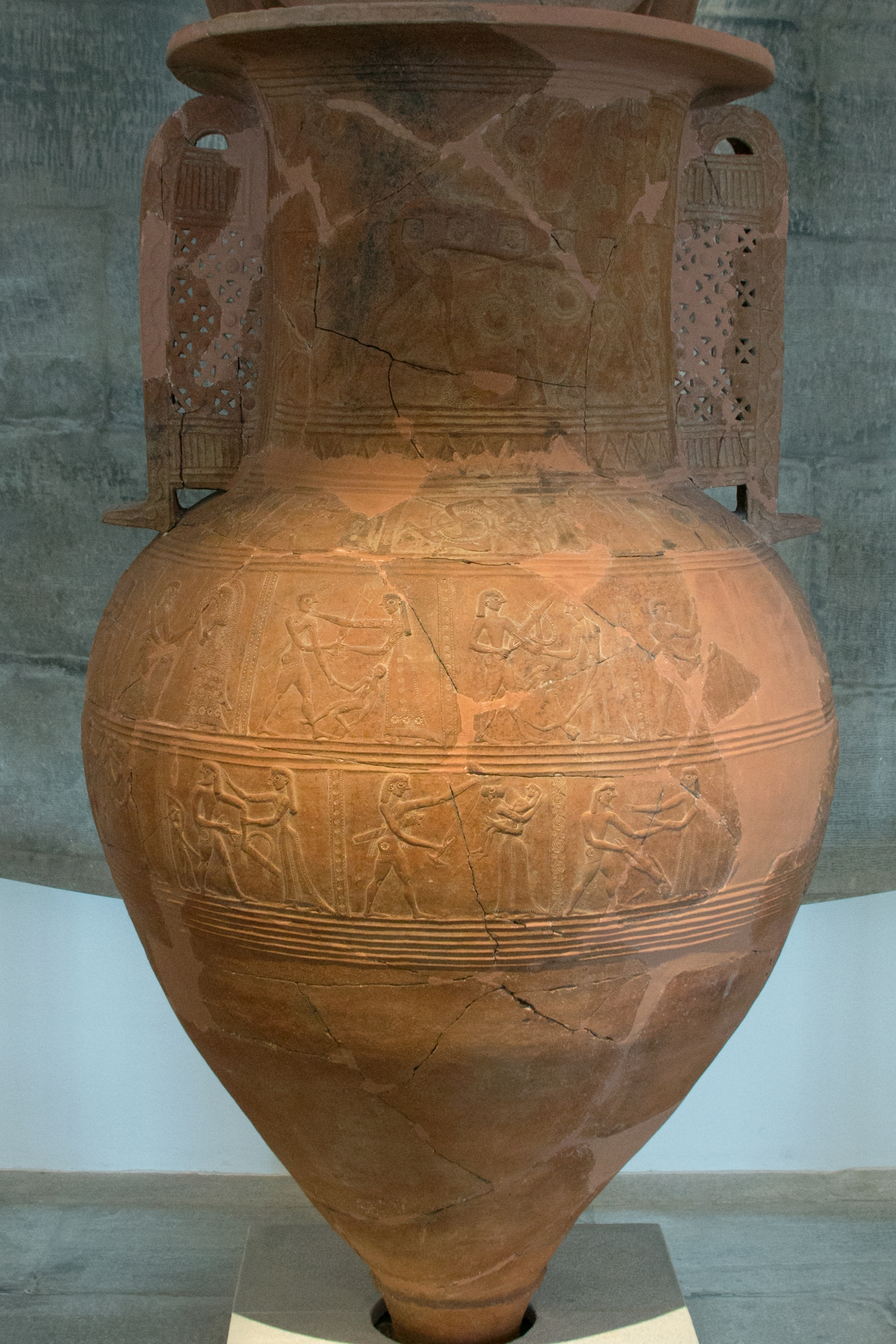
Vase  de Mykonos : Pithos cycladique à reliefs. Prise de Troie. H. 134 cm. Mykonos, v. 670. musée archéologique, Mykonos
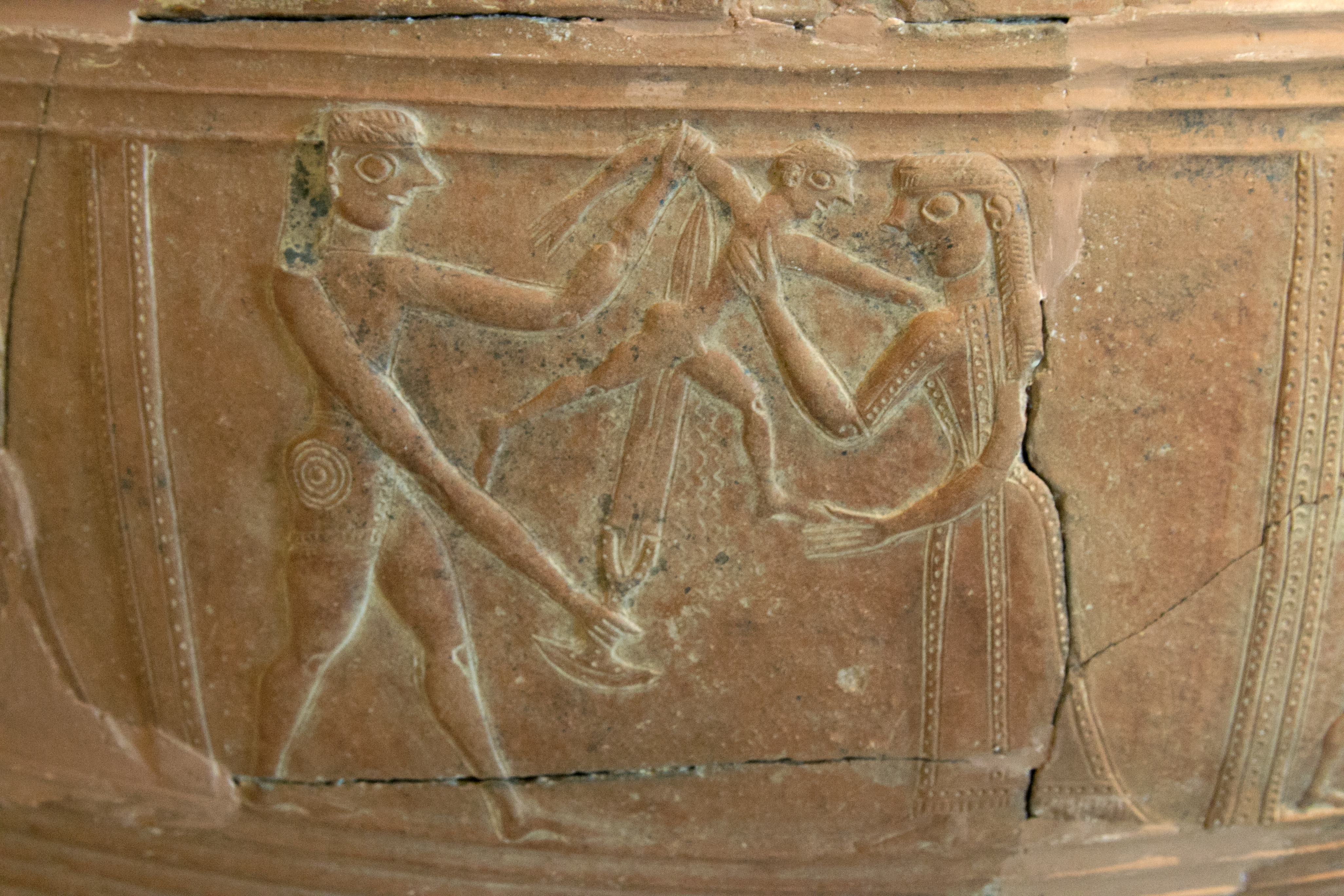
Détail du même vase. Massacre.
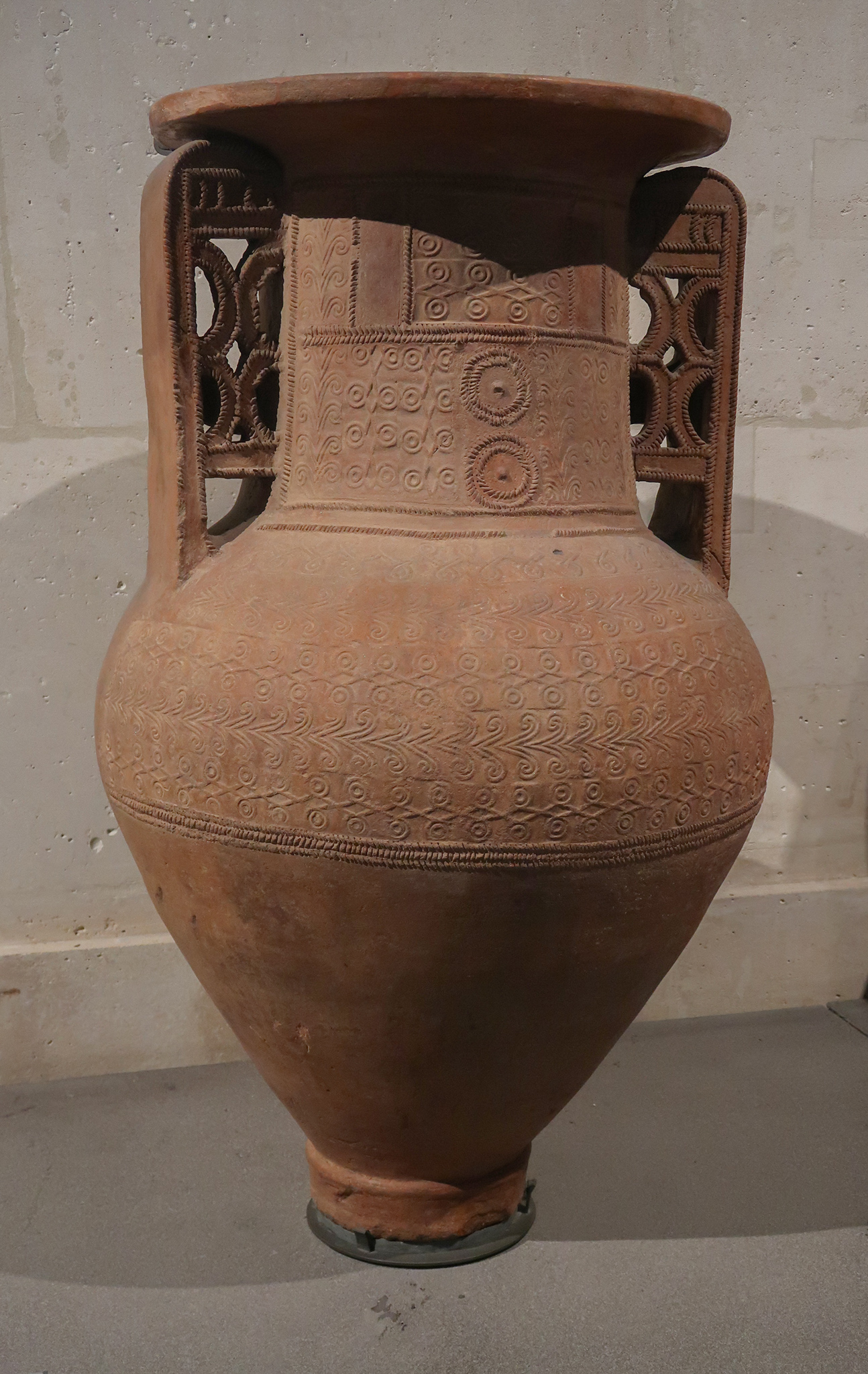
Pithos-amphore rhodienne à reliefs, vers 630. Décor estampé à la roulette, gravé, H. 107 cm. Louvre
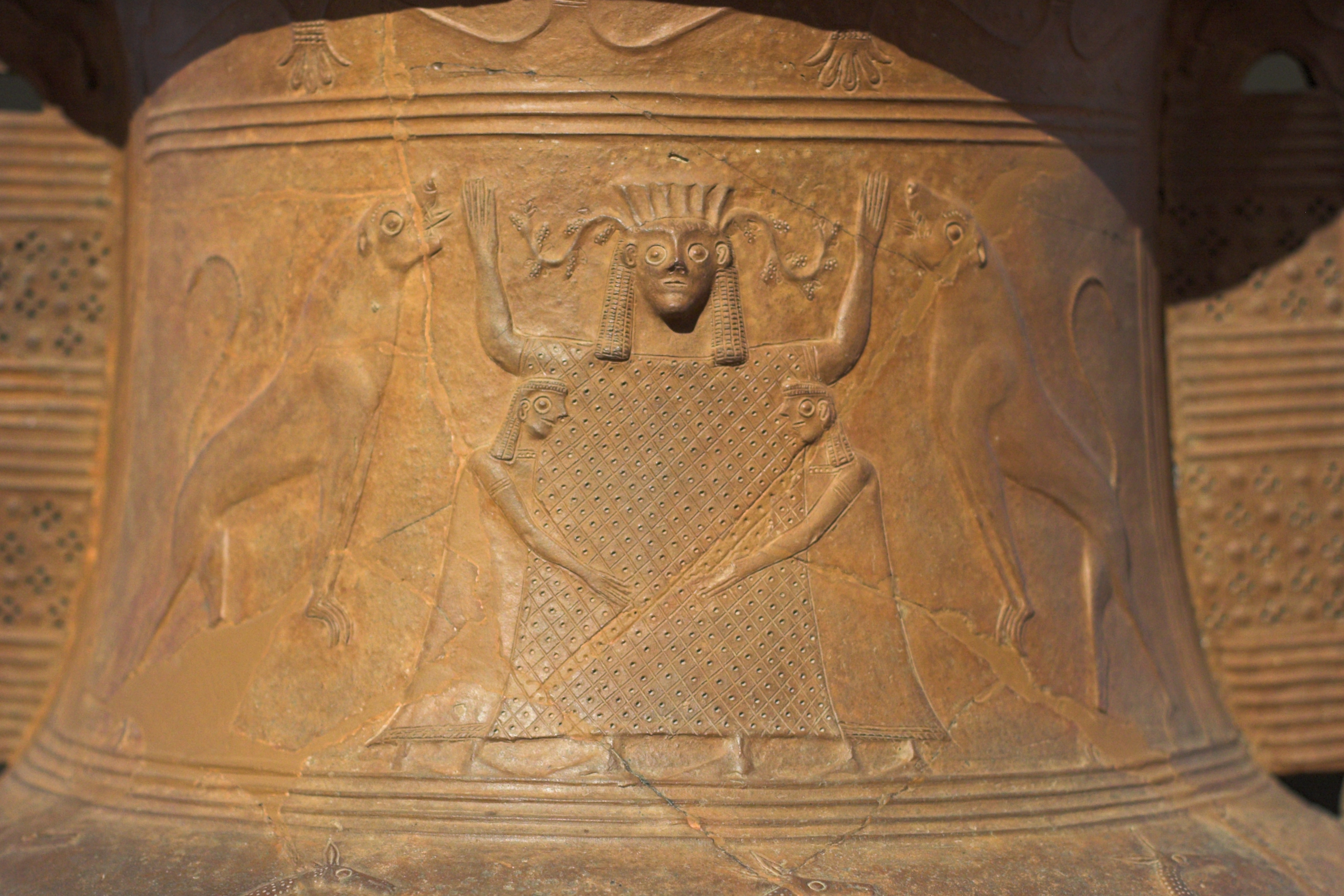
Potnia Theron, Maîtresse des animaux. Pithos-amphore. Cyclades (Naxos ?). 625-600. NAMA Athènes
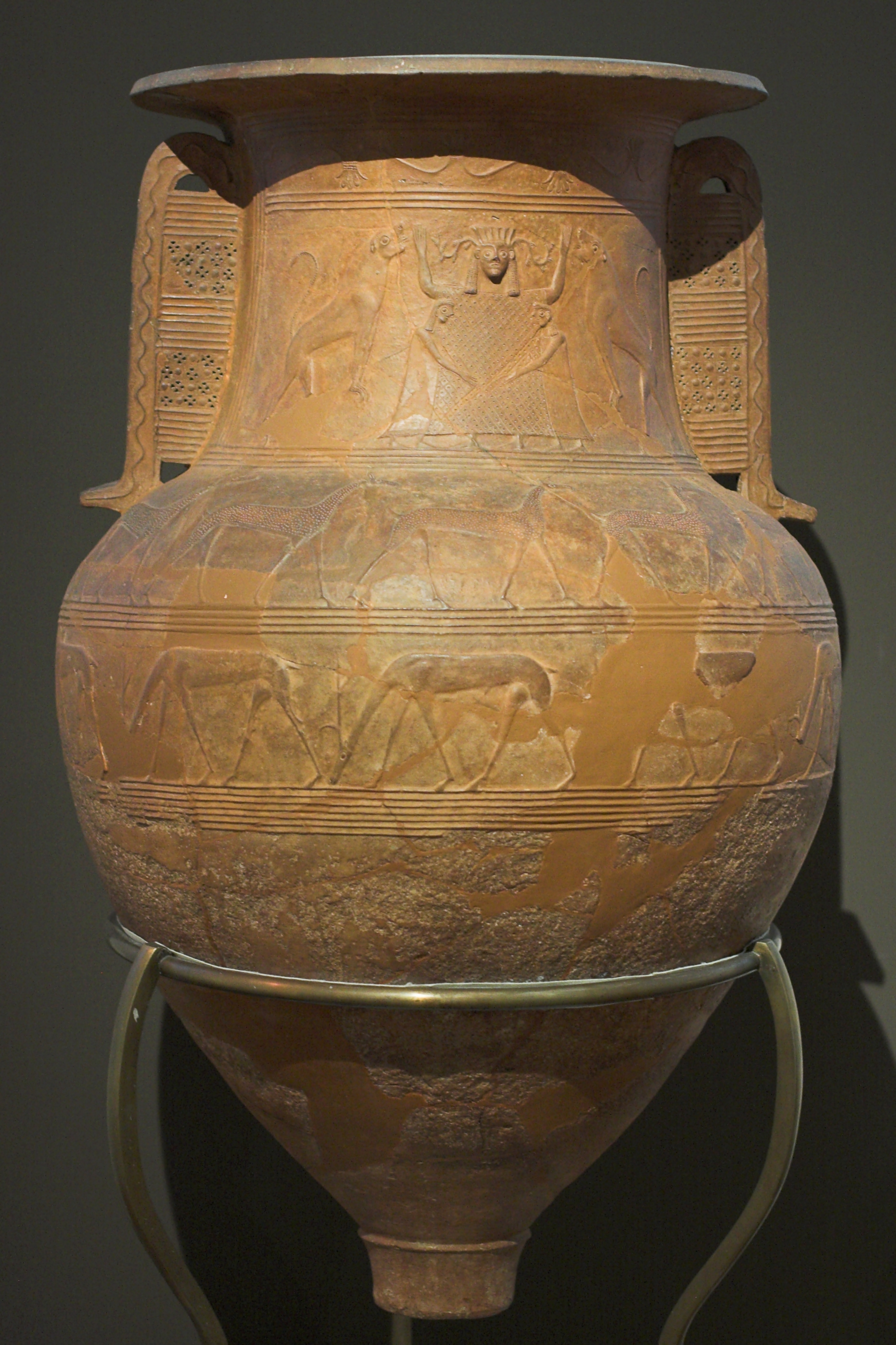
Pithos-amphore. Cyclades (Naxos ?). 625-600. NAMA Athènes

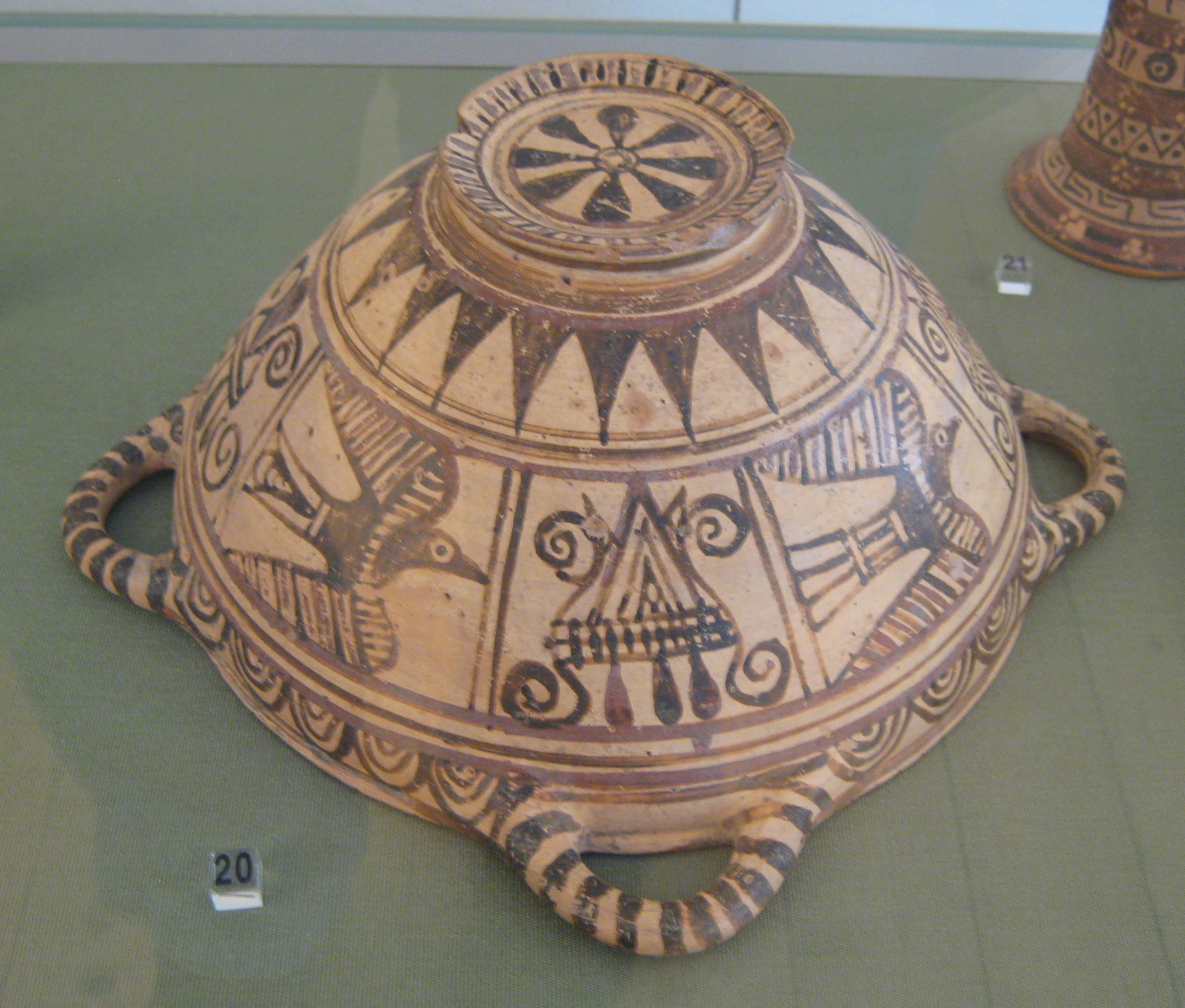
Bol béotien. 650-600 Antikensammlung Leipzig
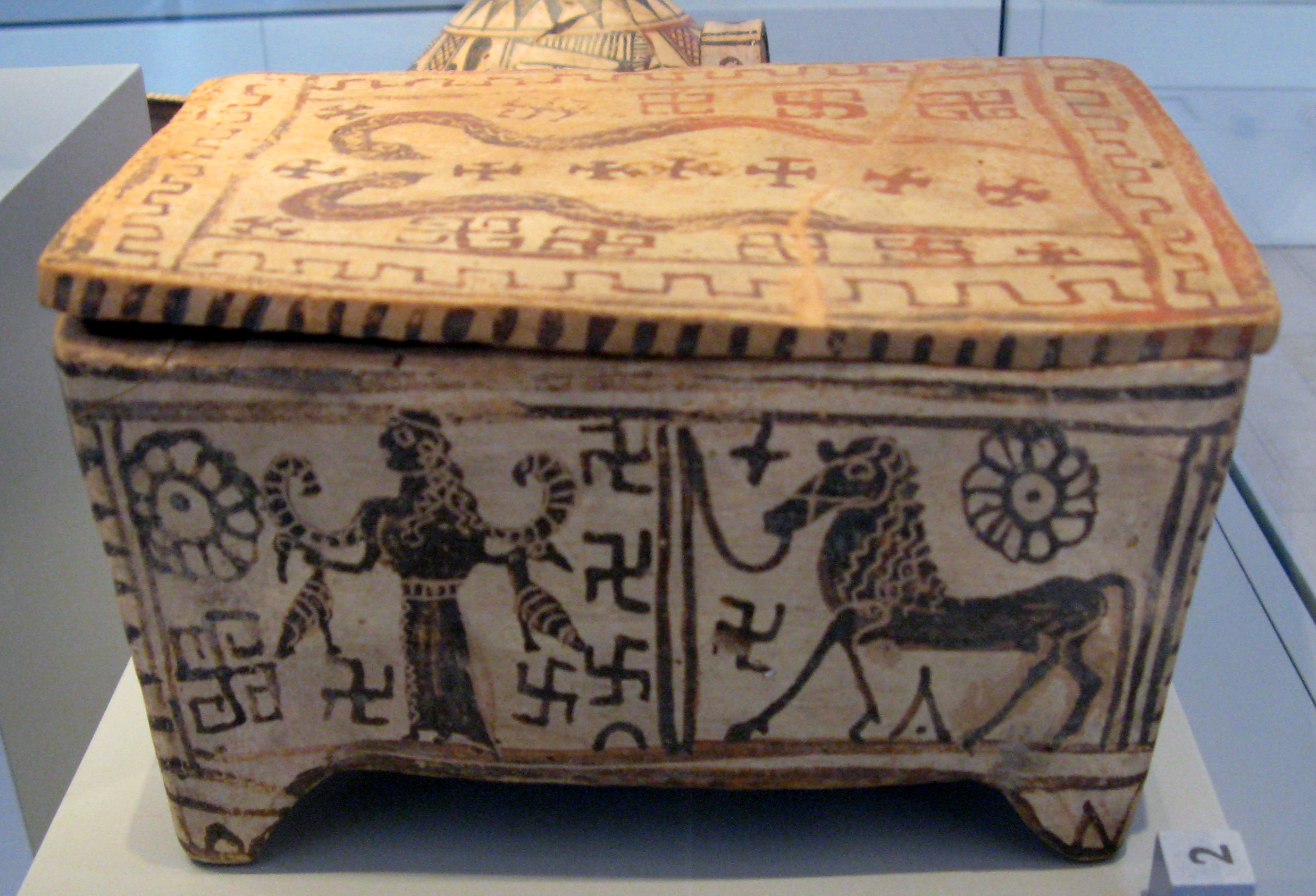
Potnia Theron, Maîtresse des animaux / cheval attaché. Boîte béotienne (pyxis). Fin VIIe siècle. Berlin
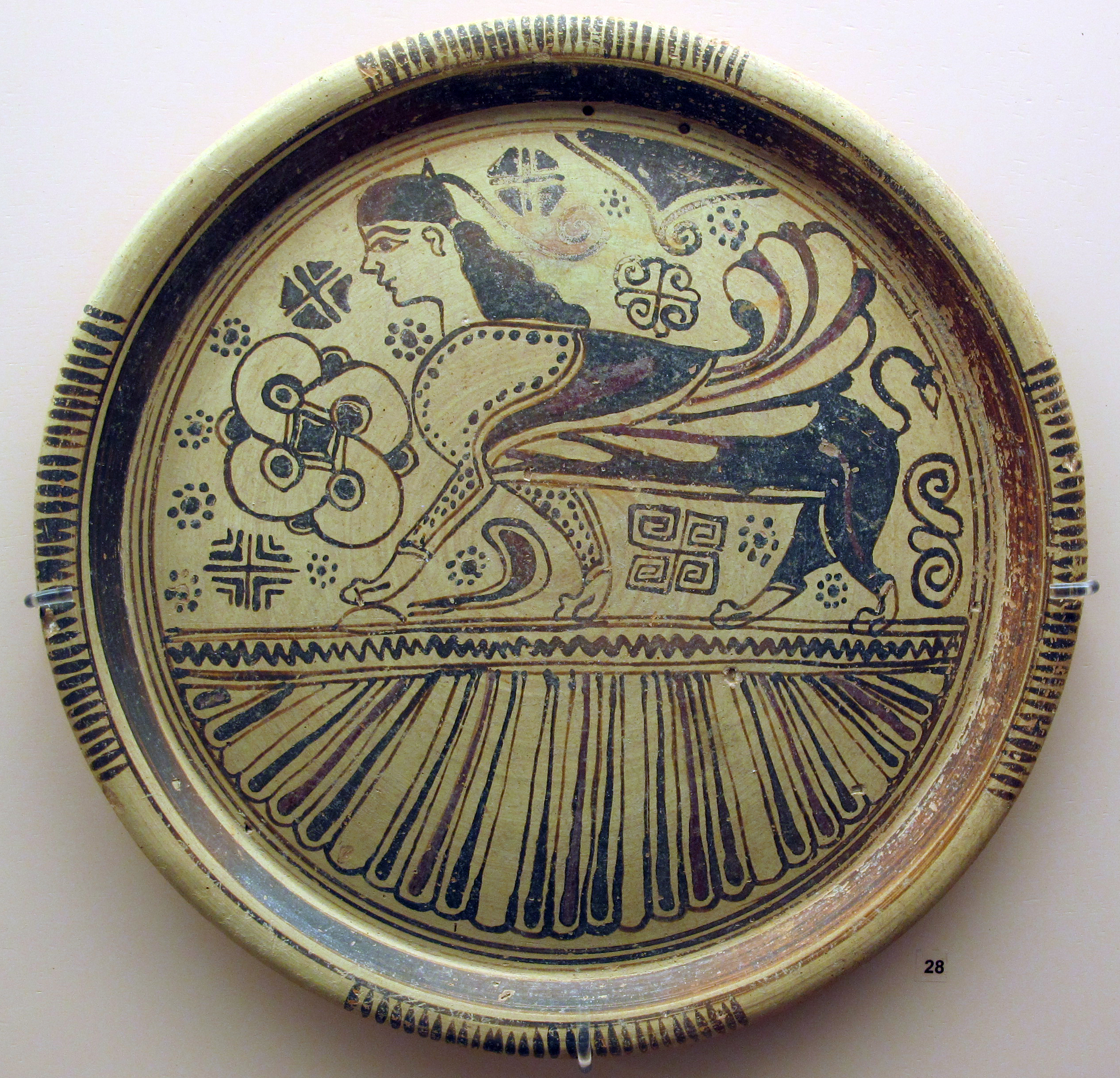
Plat. Sphinx, décor géométrique et floral, zone de pétales. Style orientalisant. Grèce de l'Est. 600-570. Musée archéologique de Rhodes
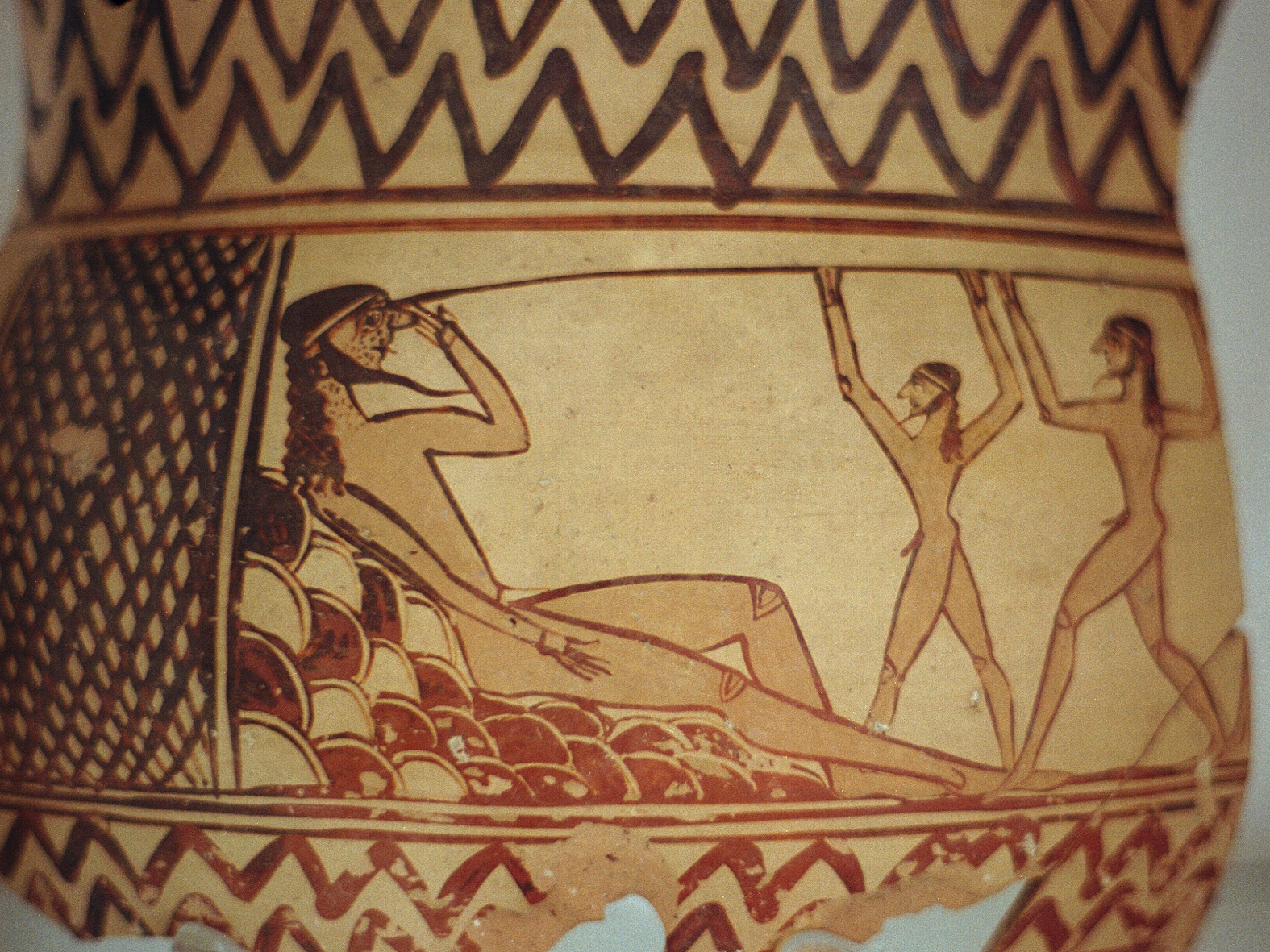
Aveuglement de Polyphème. Cratère argien. VIIe siècle. Musée archéologique d'Argos.

### Cyclades: Naxos, Paros, Mílos
Naxos : Un atelier naxien est célèbre pour ses décors "héraldiques", mais le principe de composition en "métopes", séparées par des bandes verticales remplies de filets, caractérise aussi la production naxienne et  insulaire. La céramique de Naxos utilise une argile rouge brique et un engobe, couleur crème, épais. Le décor, d'abord monochrome et noir, reçoit progressivement d'autres couleurs, après le milieu du VIIe siècle : ton de chair, rouge, blanc et orange. La partie inférieure des vases est souvent remplie de ces filets, à la mode protocorinthienne.

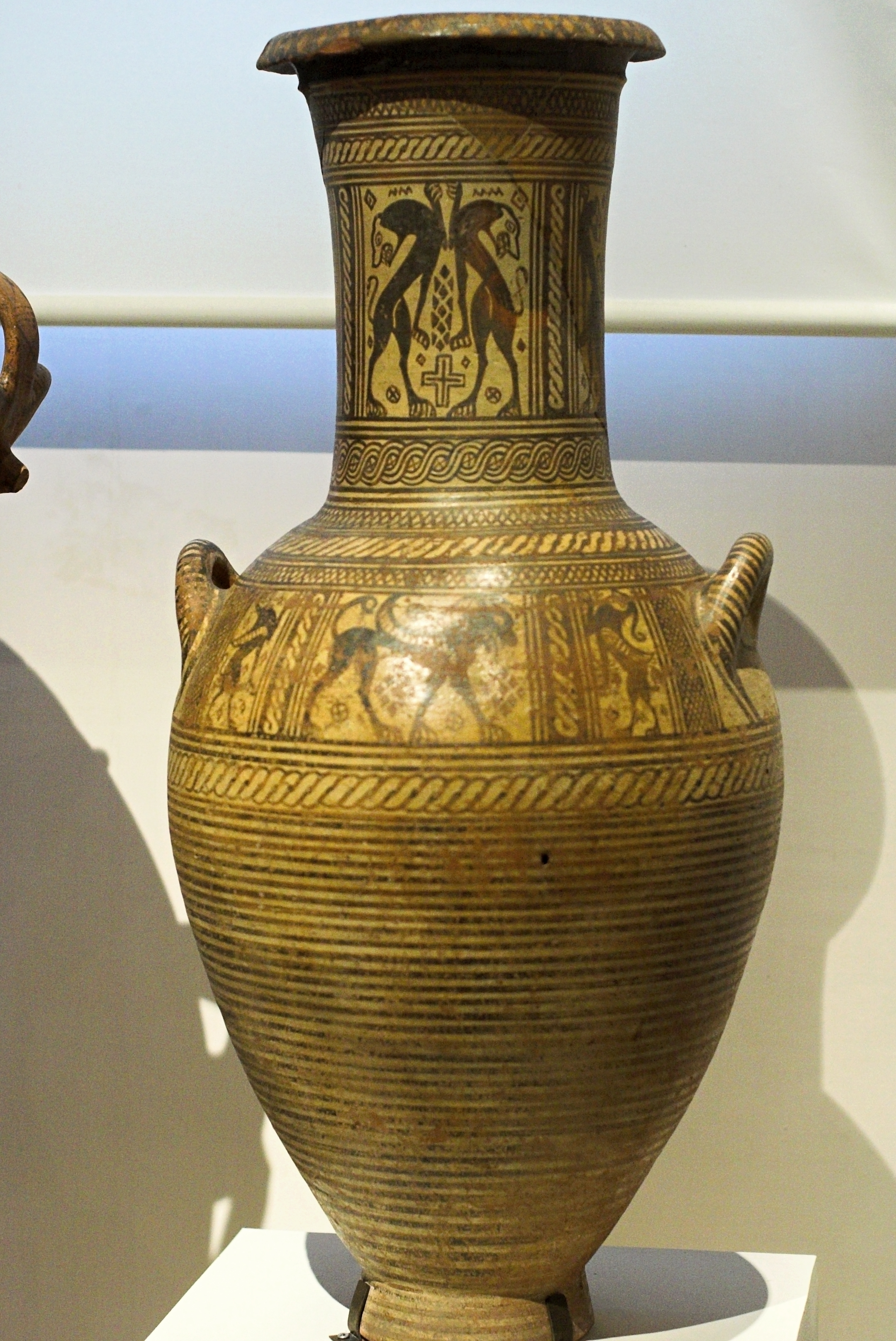
Amphore. Naxos, 700-670. NAMA Athènes
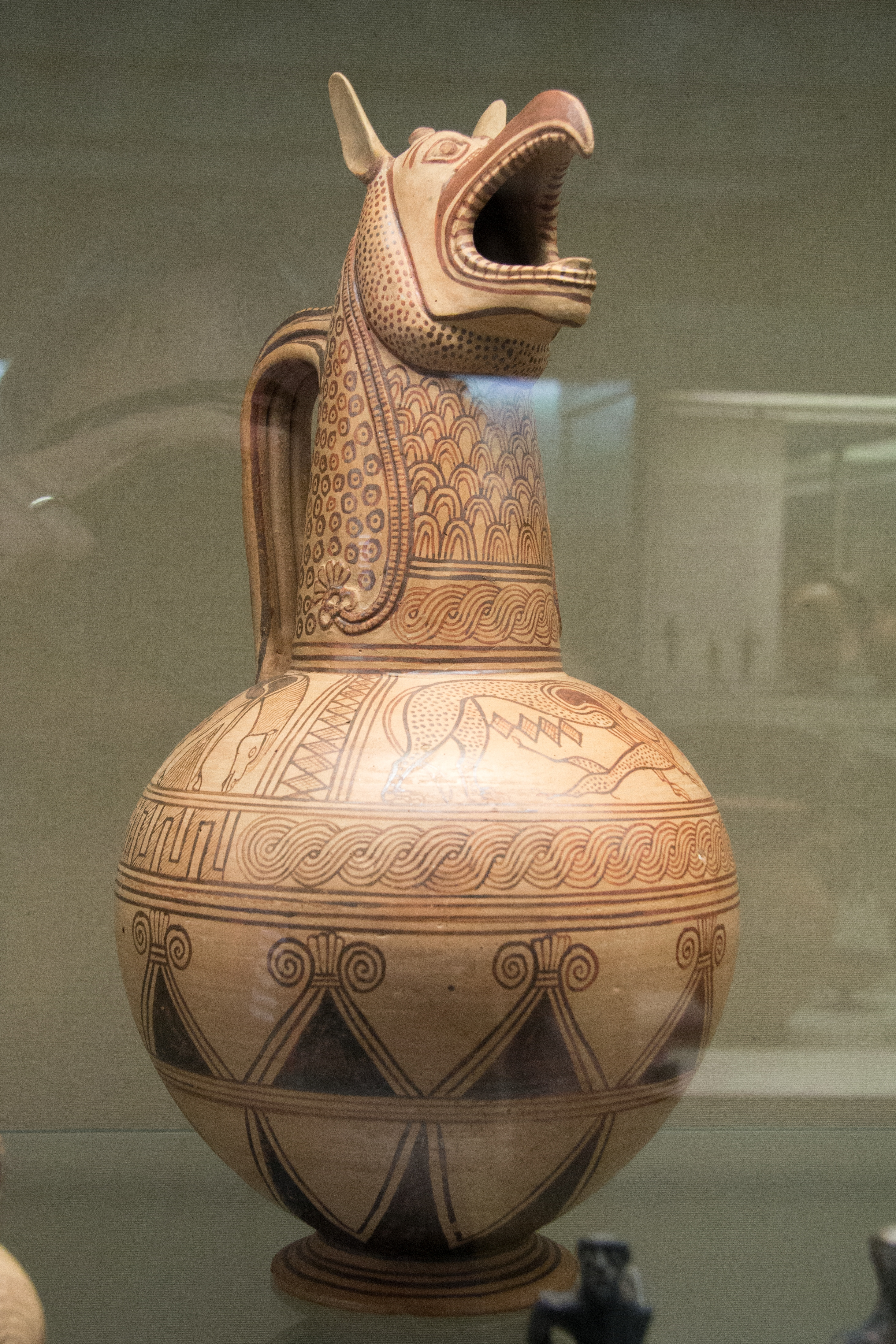
Cruche à bec en forme de tête de griffon; épaule: un lion assaille un cerf ; 2 chevaux. Cyclades, prob. Naxos, 675-650. British Museum
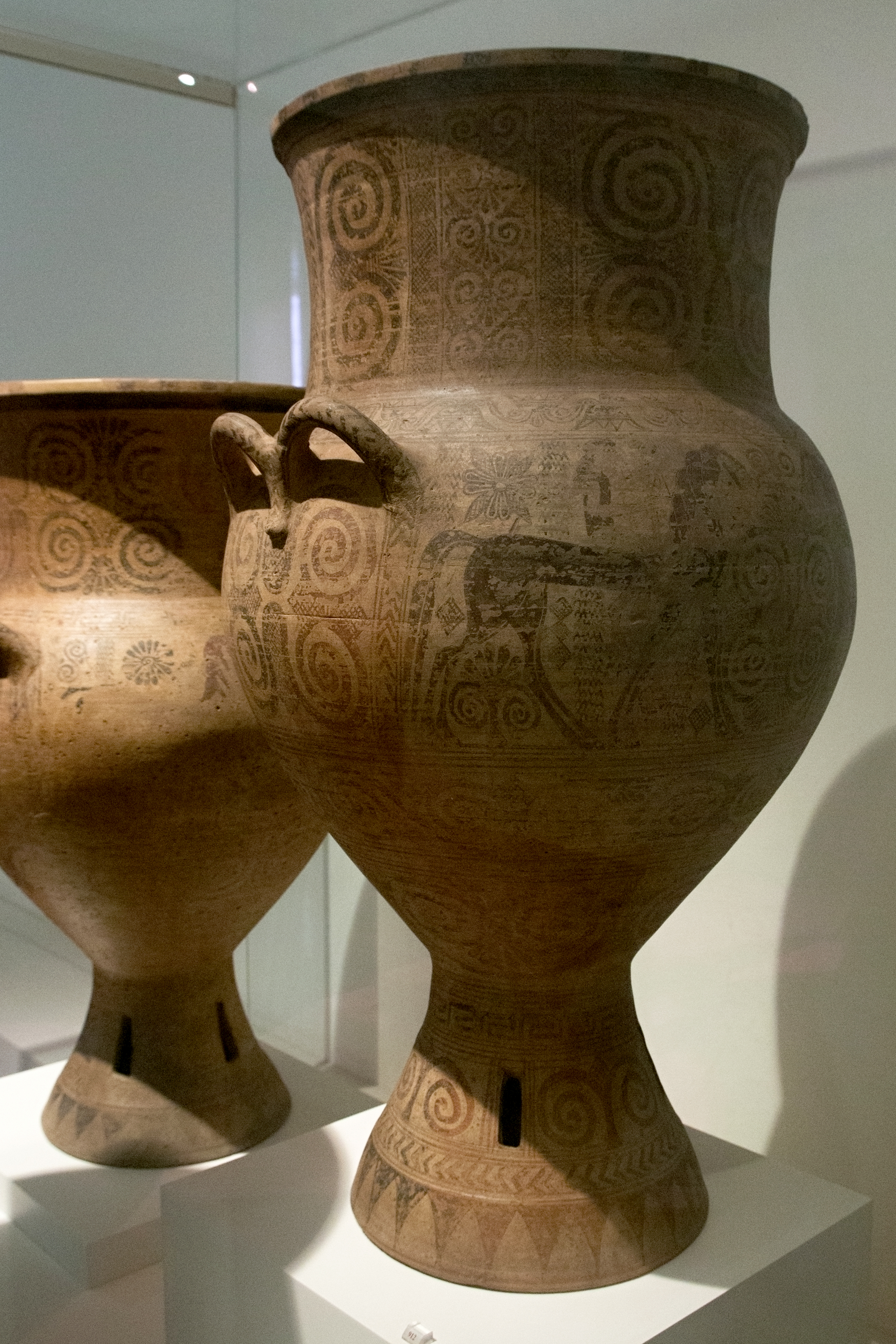
Amphore-pithos au cavalier. Paros, 650-600 NAMA Athènes
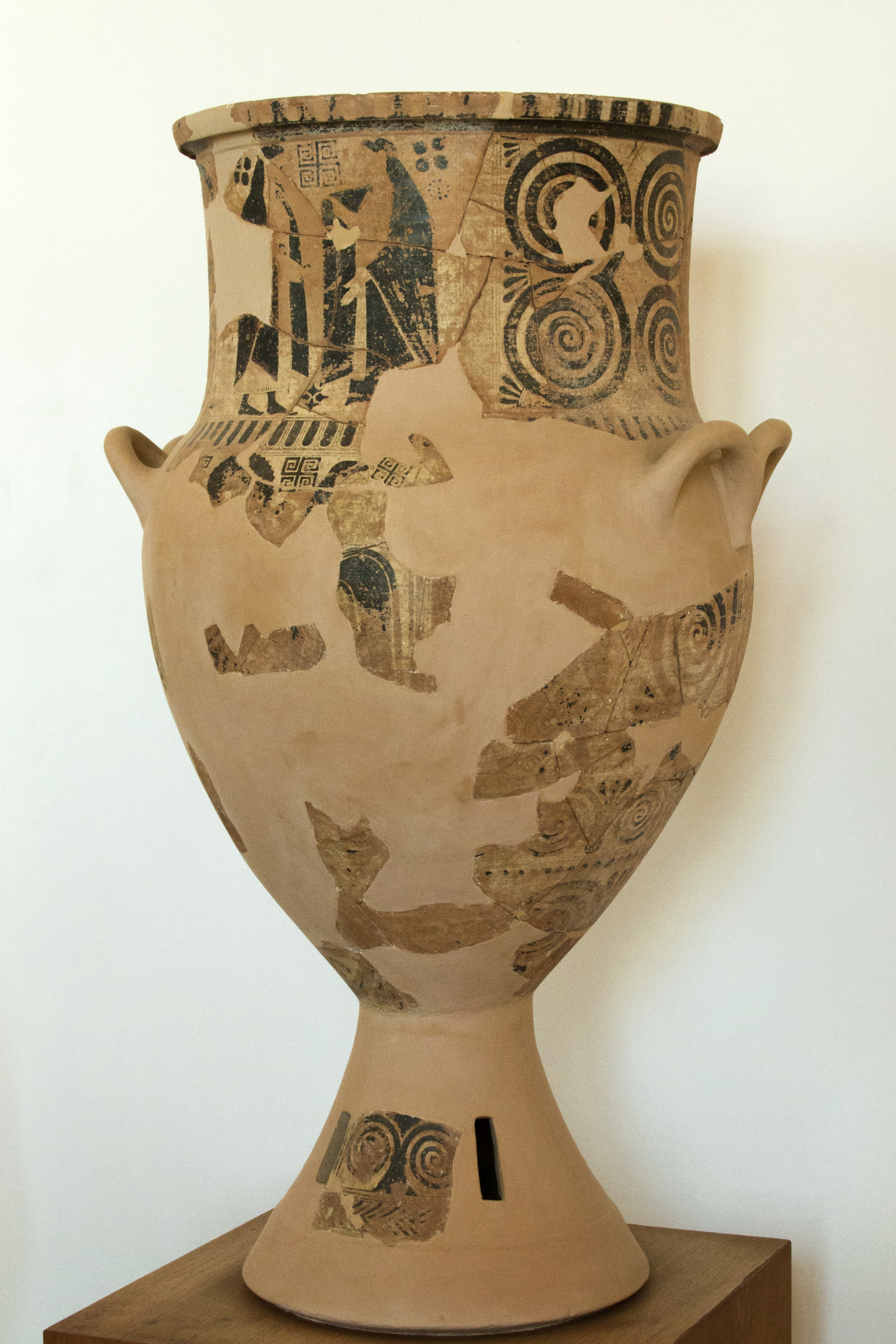
Amphore mélienne, 650-600. Dionysos et Ménade NAMA Athènes
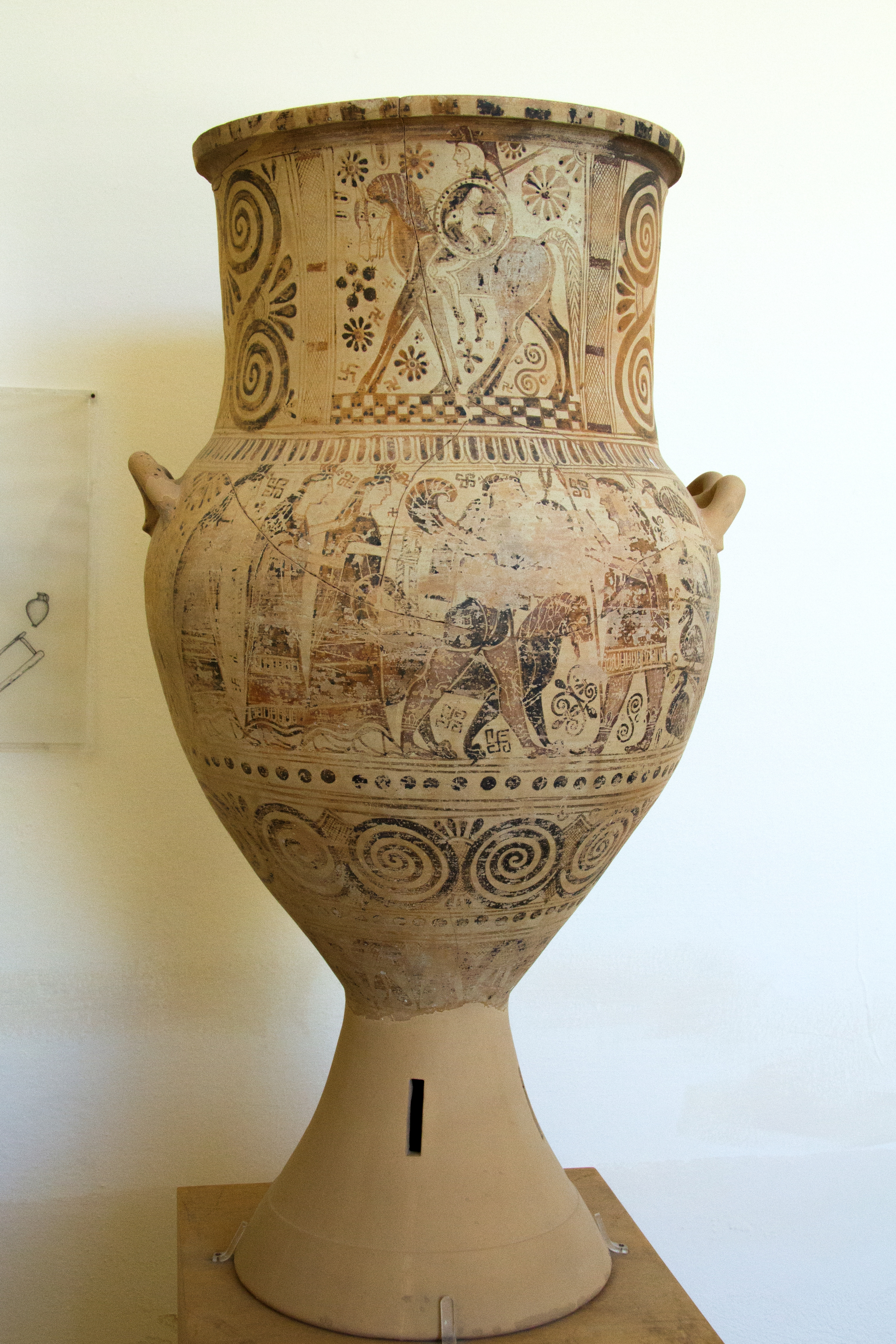
Grande amphore. Cavalier. Jugement de Pâris ? Paros, VIIe. Musée Arch. Paros
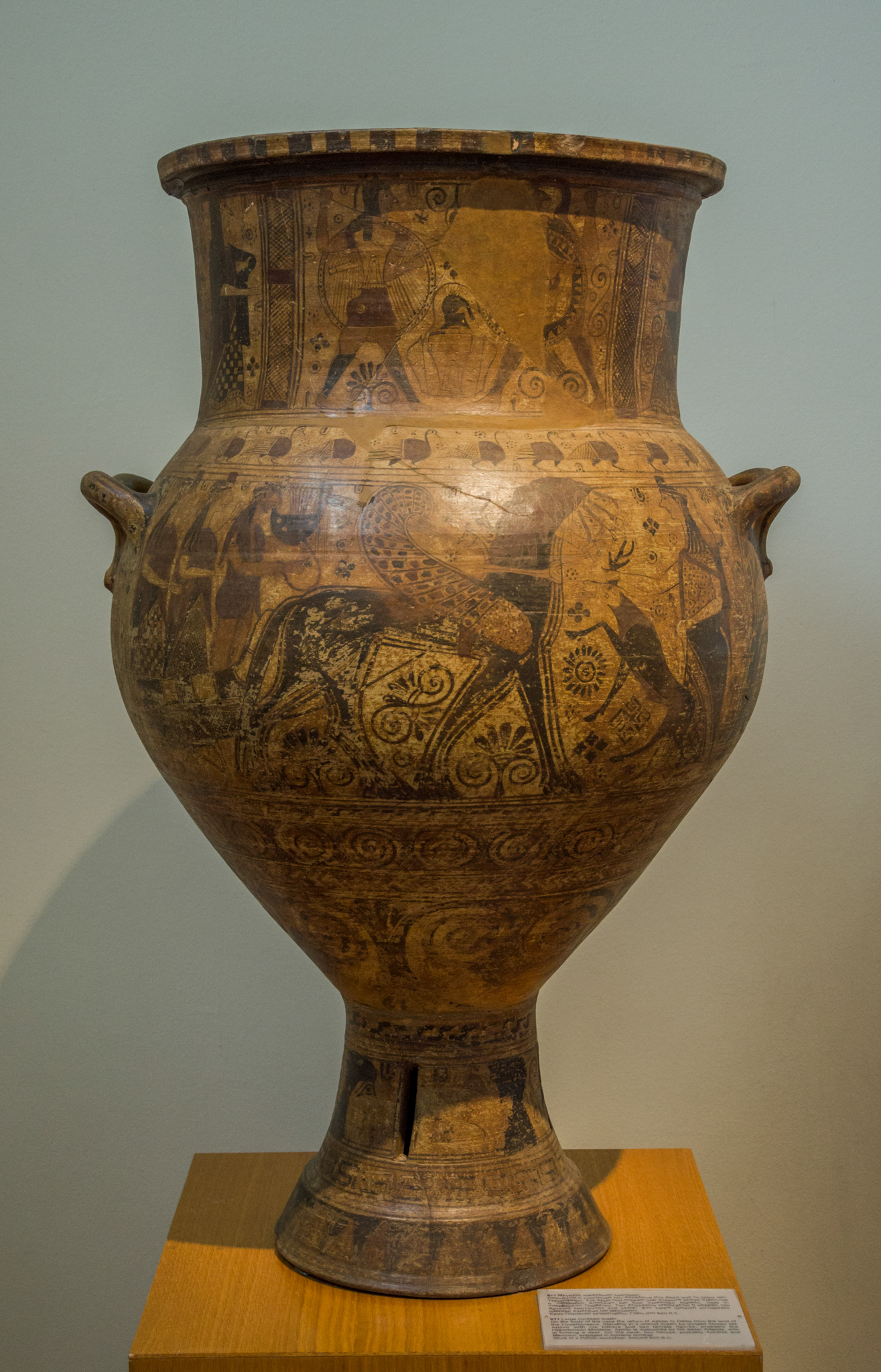
Amphore-cratère. Retour d'Apollon à Délos accueilli par Artemis. H. 98 cm. Paros, v. 640. Musée National d'Arch. Athènes
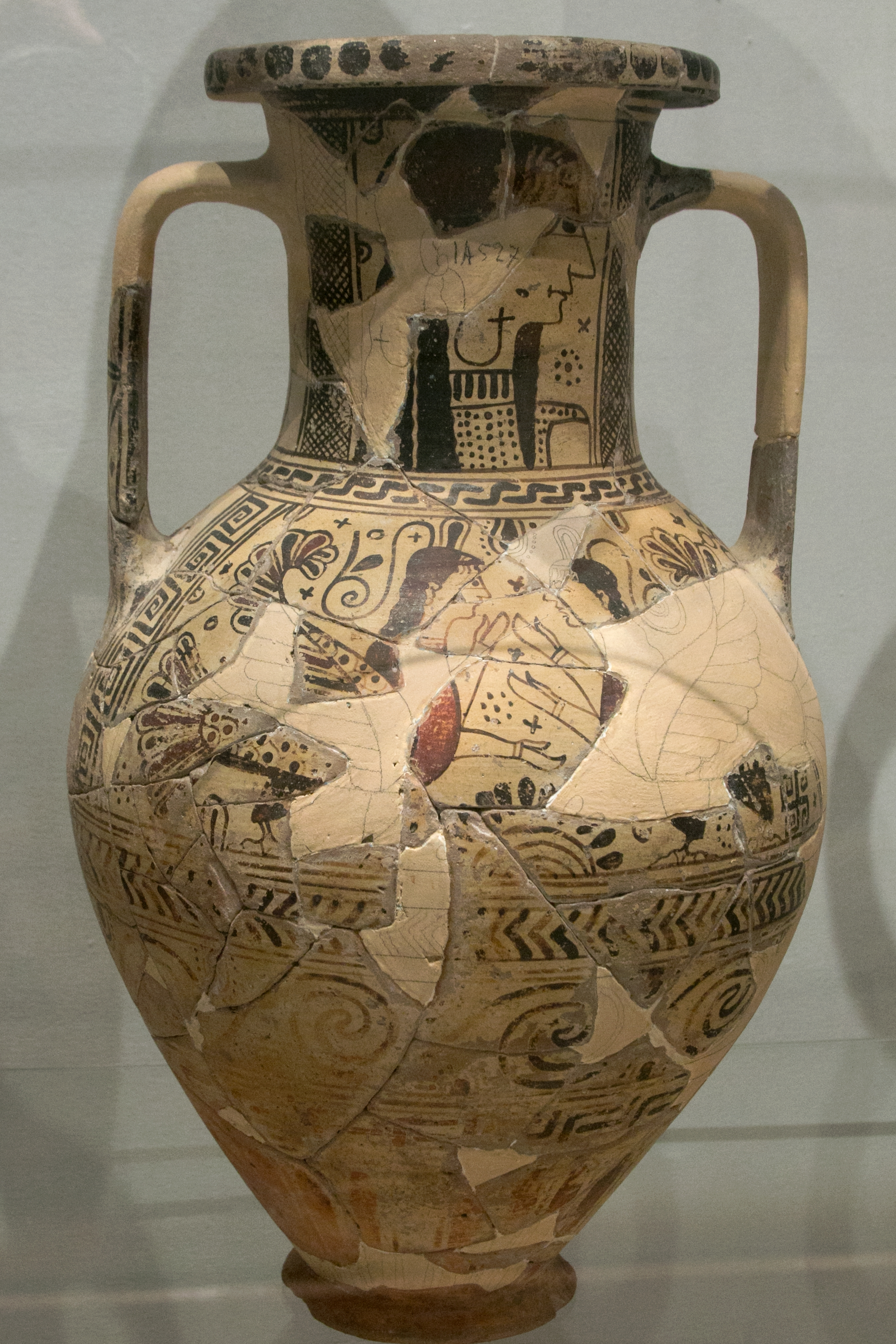
Hydrie. Sphinx à protomé féminin. Paros, fin VIIe - début VIe siècle. Musée arch. Mykonos
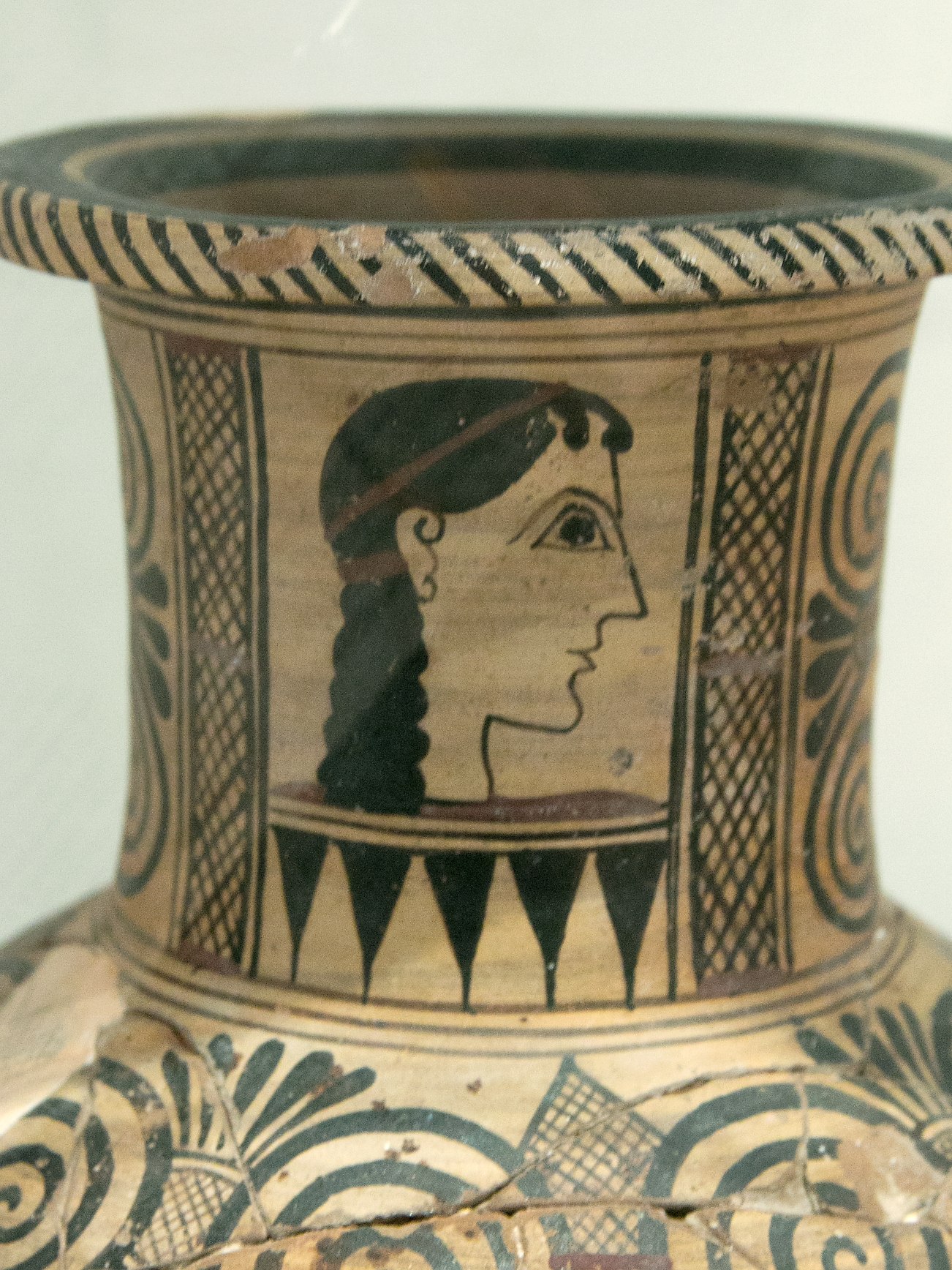
Col d'une hydrie de type « mélien ». Paros, 625-600 Musée arch. Mykonos
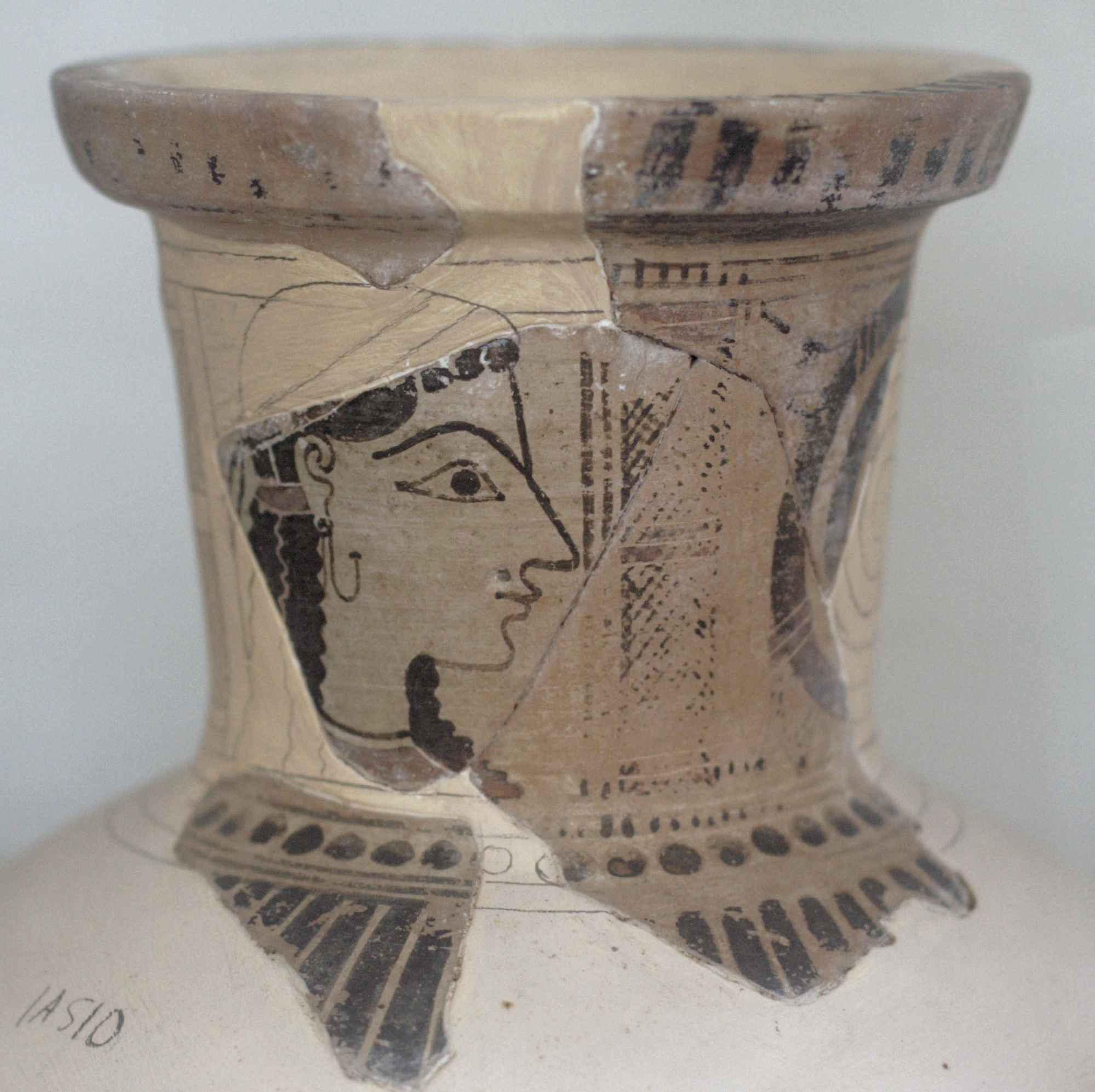
Col d'une hydrie de type « mélien ». Paros, 625-600 Musée arch. Mykonos
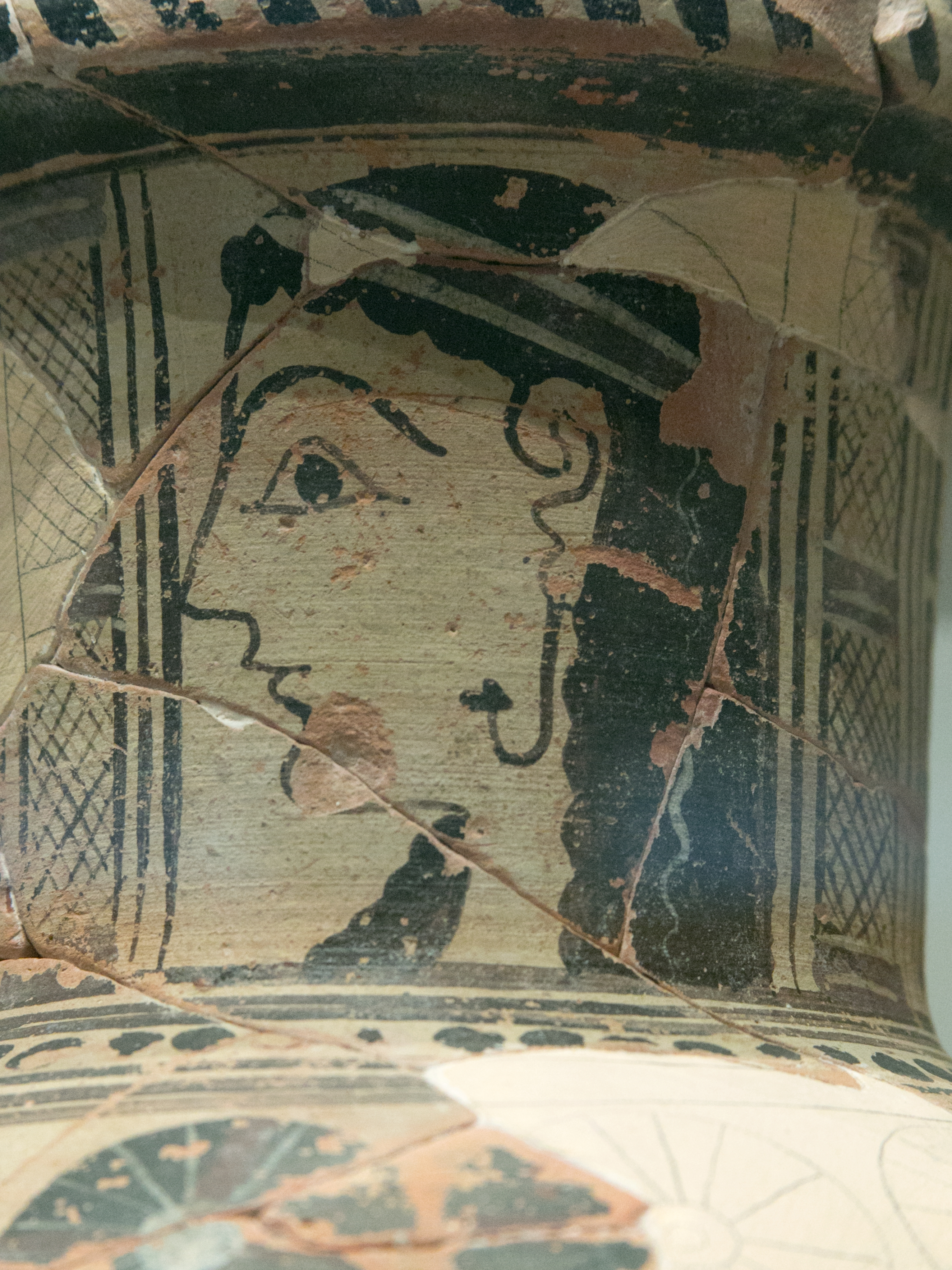
Col d'une hydrie de type « mélien ». Paros, début VIe (?) Musée arch. Mykonos

La Crète, les Cyclades et la Béotie ne suivent pas de la même façon cette attirance pour les références orientales. Ces lieux produisent, en effet, de grands pithoi, ces grands vases de stockage, avec un décor narratif en léger relief. Ces légers reliefs semblent rivaliser avec l'art particulier du bronze d'origine orientale, travaillé au repoussé,  mais les motifs orientalisants peuvent être, ici, complètement absents. C'est le cas du pithos à la « Prise de Troie ». Par contre la technique du repoussé est pratiquée en Crête dès le VIIIe siècle, comme d'autres techniques orientales. Un pectoral de cheval mettant en scène Héraclès et Géryon - du sanctuaire d'Héra à Samos - montre comment les parties non centrales peuvent être l'occasion de scènes bucoliques d'inspiration orientale. Il aurait été réalisé en Ionie, vers 620. En Crète centrale et de l'Est, l'absence de signe orientalisant a conduit à utiliser le terme de Proto-archaïque pour cette période.
La céramique anciennement appelée « mélienne », mais en fait entièrement réalisée à Paros, constitue la production la plus abondante de la céramique orientalisante parienne et cycladique (soit Mílos, Délos, Páros, Sífnos, Tocra, Despotikó et Théra), du deuxième quart du VIIe siècle au deuxième quart du VIe siècle. La fin de cette céramique « mélienne » (620-580) voit que l'on y a adopté tardivement la technique corinthienne de la figure noire ou de la pseudo-figure noire. Les peintres introduisent alors le bestiaire et le décor floral orientalisant. Sur le col de leurs hydries, vases qui servent à porter l'eau, les peintres de Paros ont aussi créé des visages féminins de profil, d'un simple trait, pur.

### Crète

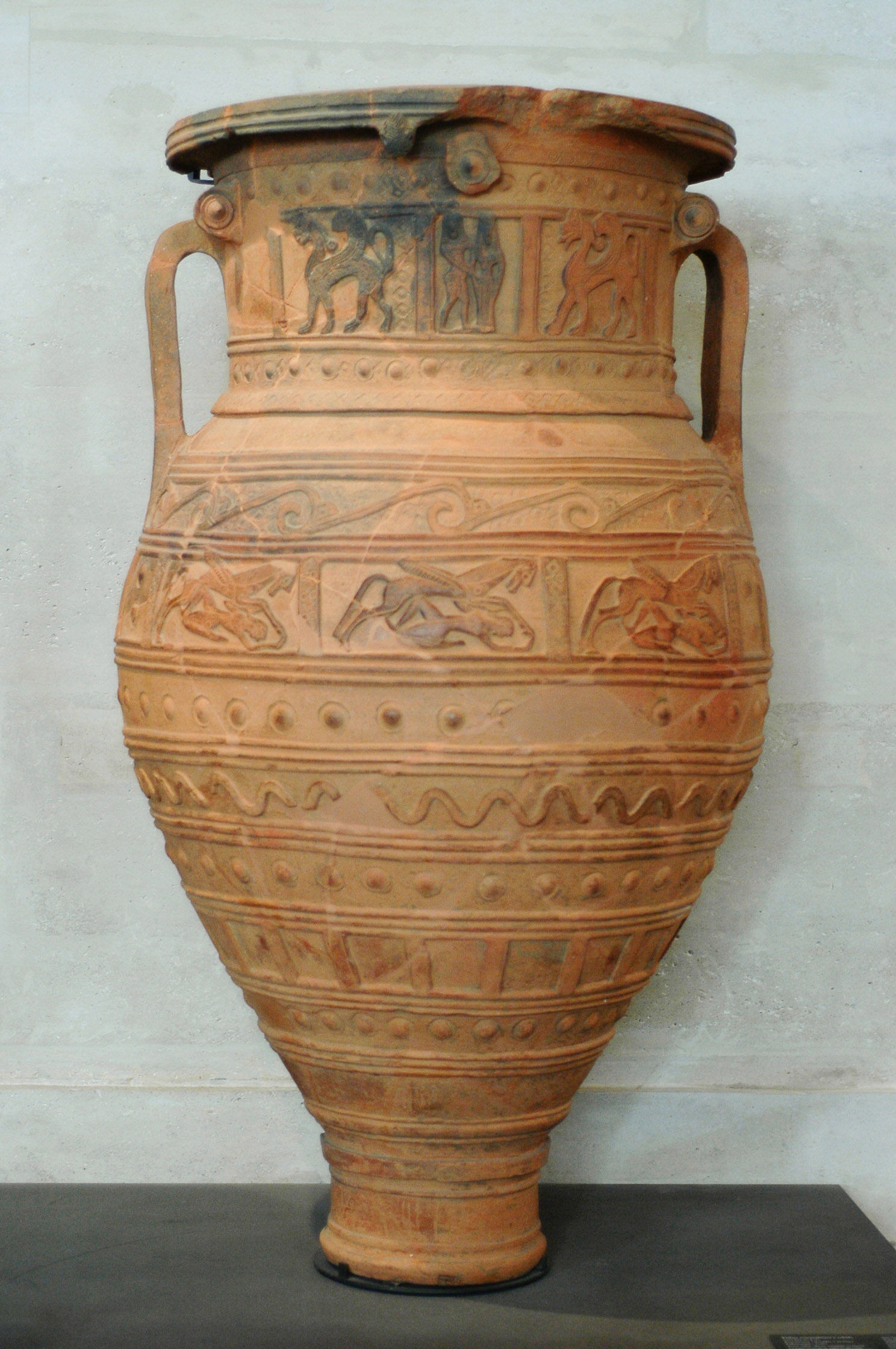
Pithos-amphore orientalisant, pour le stockage ou à usage funéraire. Crète, v. 675. Décor estampé et incisé. H 1,56 m. Louvre
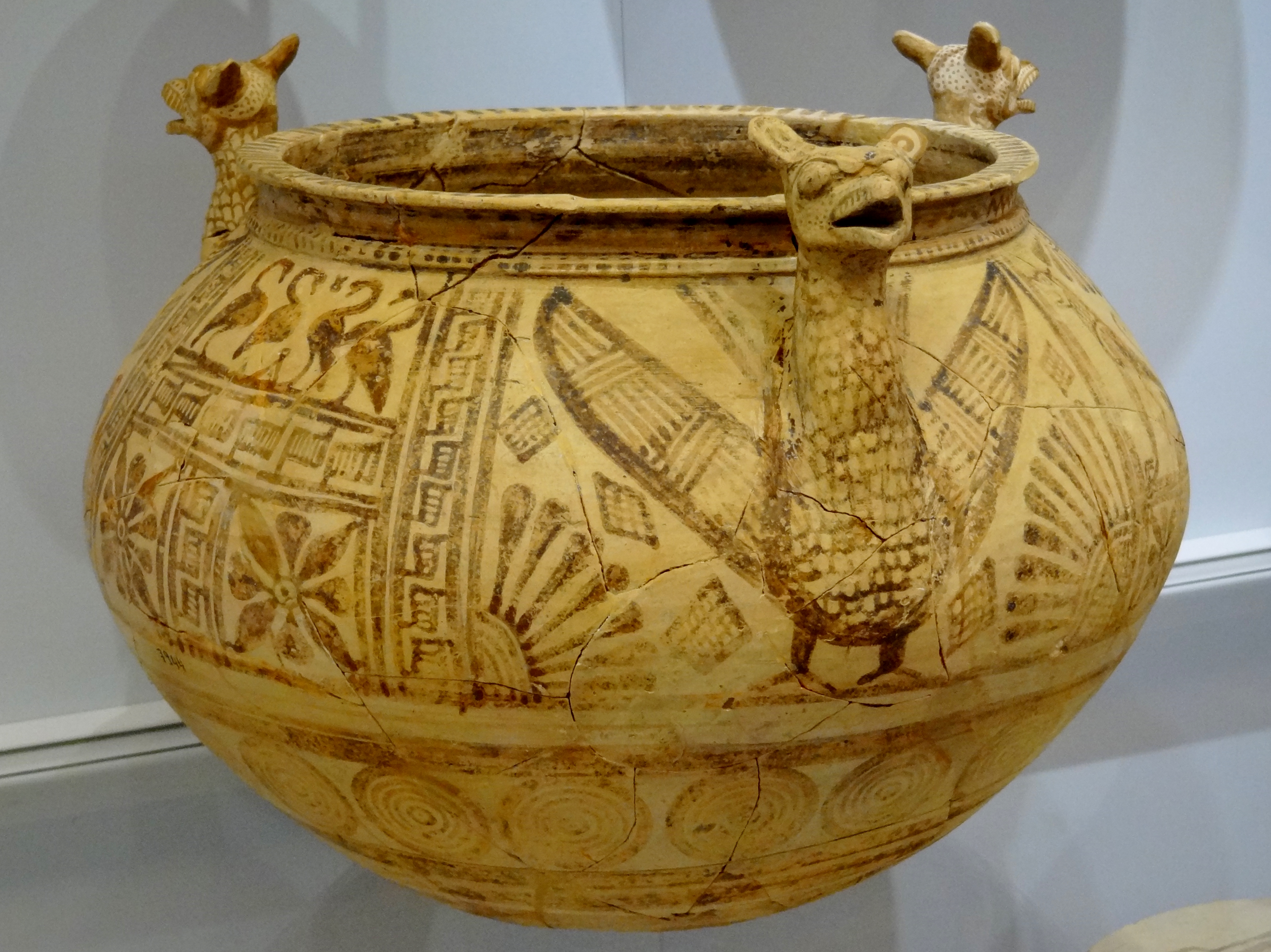
Chaudron avec protomés de griffon, dédalique. Variation en argile d'un type de bronze répandu à l'époque. Aphrati (Crète), VIIe siècle Musée Arch. d'Héraklion
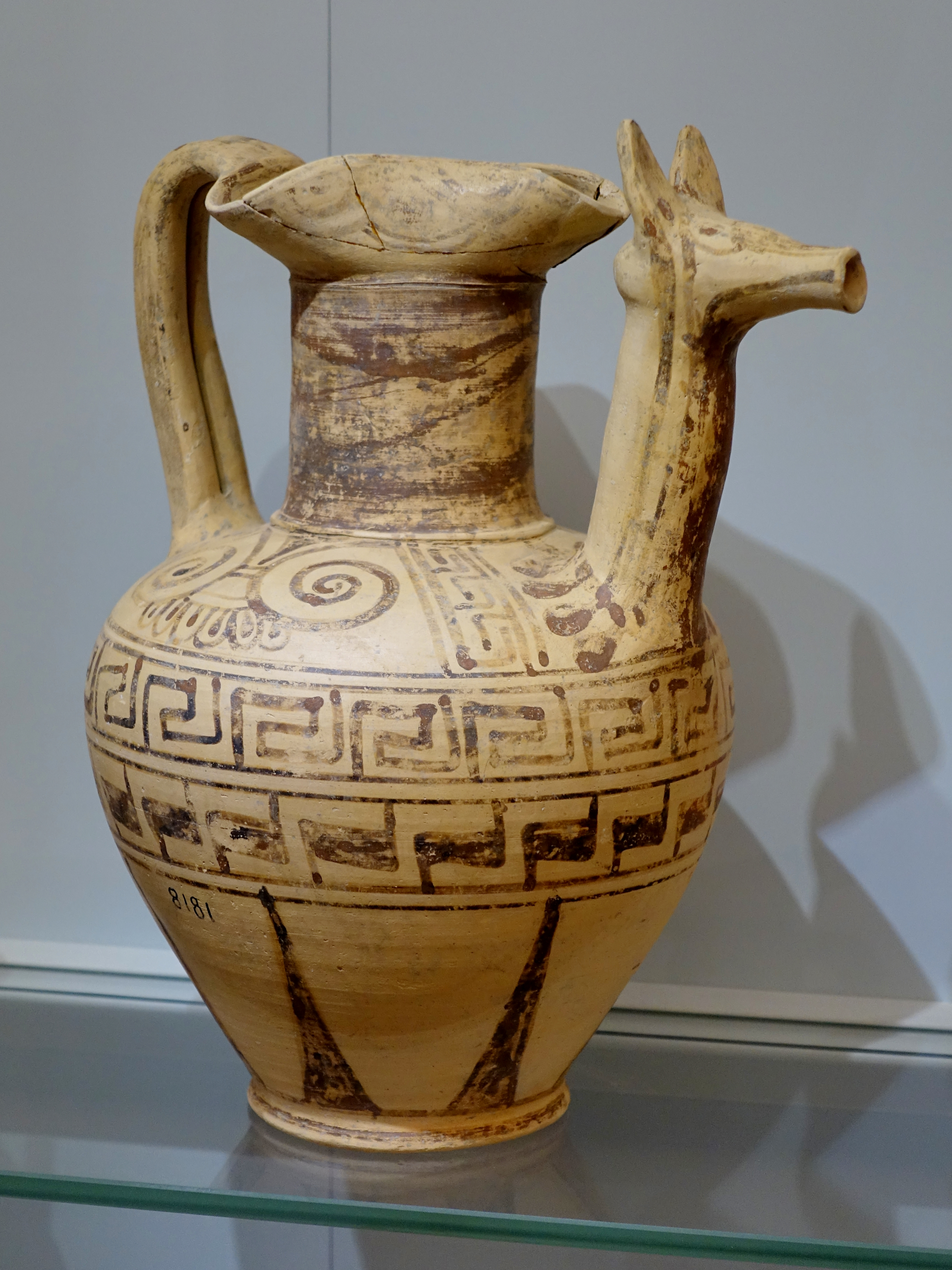
Œnochoé d'Aphrati. Crète, VIIe siècle. Héraklion
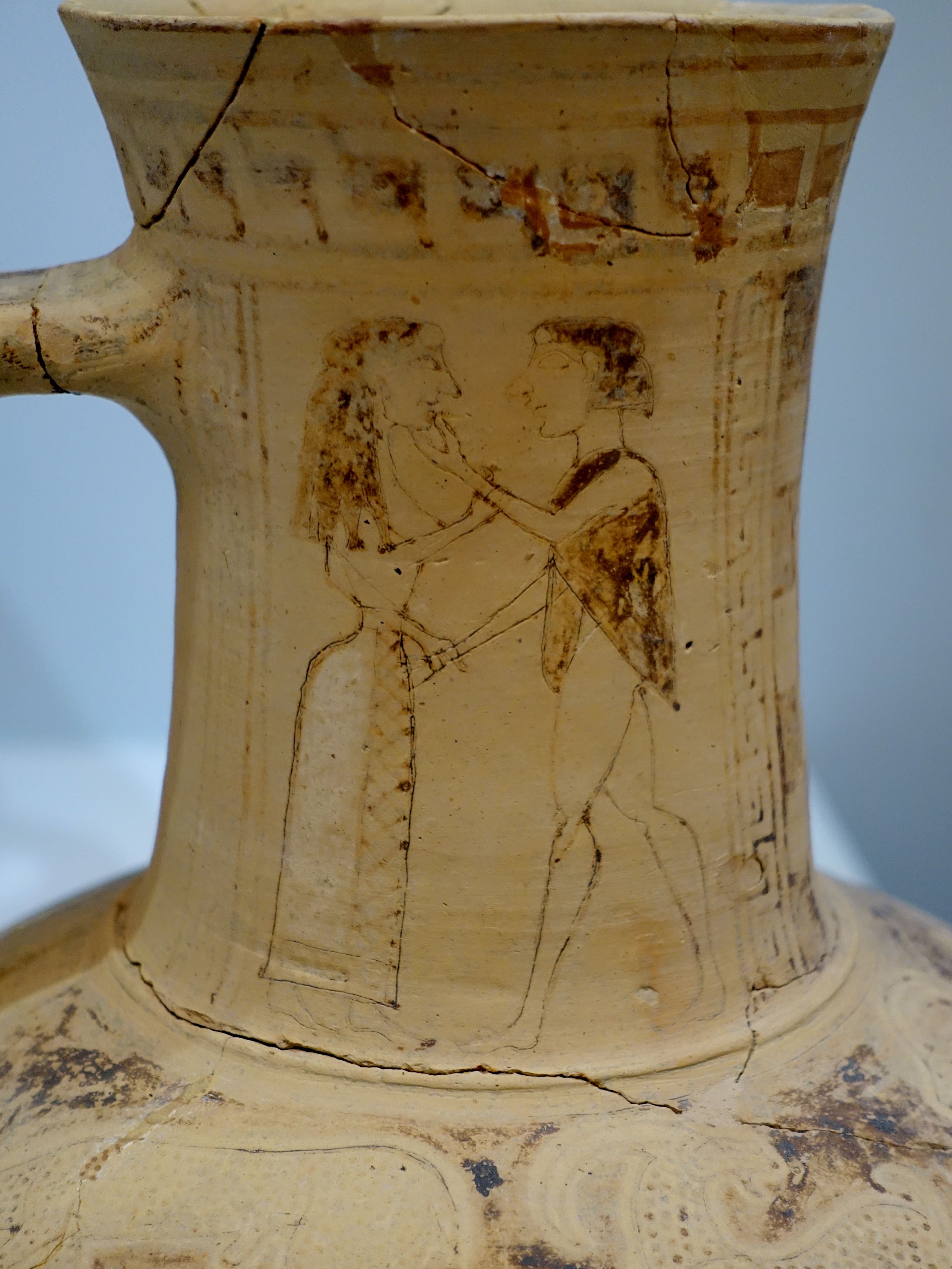
Œnochoé d'Aphrati (gestes évocateurs de mariage[162]). Crète 650-600. Héraklion
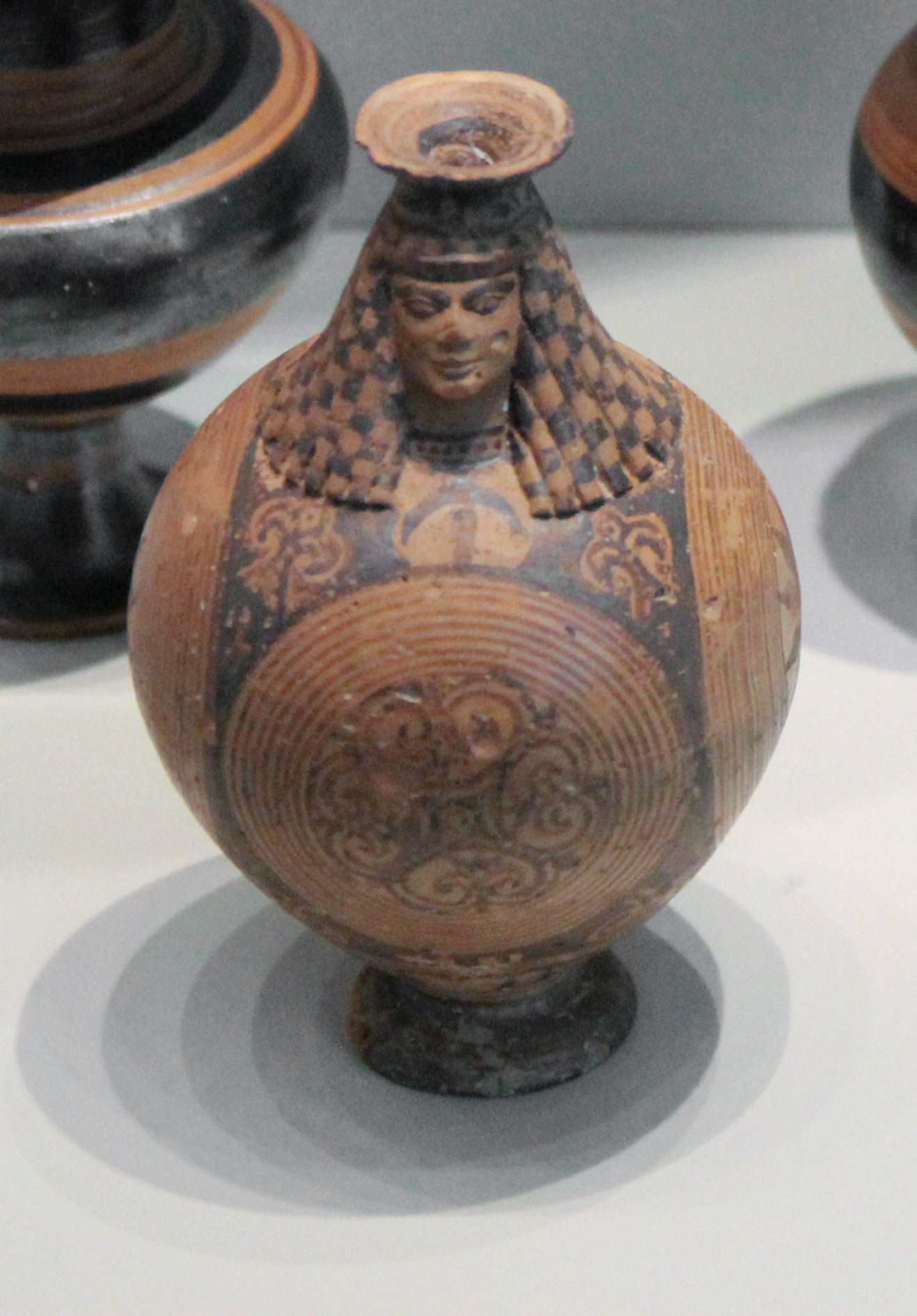
Bouteille à col en forme de sphinx. Crète 650-600. Neues Museum

La céramique crétoise hérite de motifs et formes plus anciennes comme la jarre en forme de pithos, et certains motifs, comme la « déesse aux oiseaux » en Grèce orientalisante, ainsi que des décors linéaires, d'origine minoenne. Mais au VIIe siècle plusieurs modèles orientaux s'intègrent aux réalisations crétoises : modèles chypriotes, proche-orientaux, égyptiens et grecs. Par ailleurs les vases de Cnossos destinés aux morts se distinguent par leur polychromie non cuite. Enfin, la Crète se distingue aussi par ses emprunts au travail du métal, le chaudron en céramique peinte d'Héraklion en est un bon exemple.
Les références orientales peuvent s'entremêler de manière indistincte. Ainsi, sur une bouteille crétoise à col plastique, le sphinx est d'inspiration égyptienne ou phénicienne ; ce mélange de références peut être qualifié d'éclectique, tandis que la forme, la bouteille (lécythe) elle-même, est d'inspiration proche-orientale, notamment syrienne. Cnossos est alors le centre de production le plus important de Crète.

### Italie méridionale et Sicile

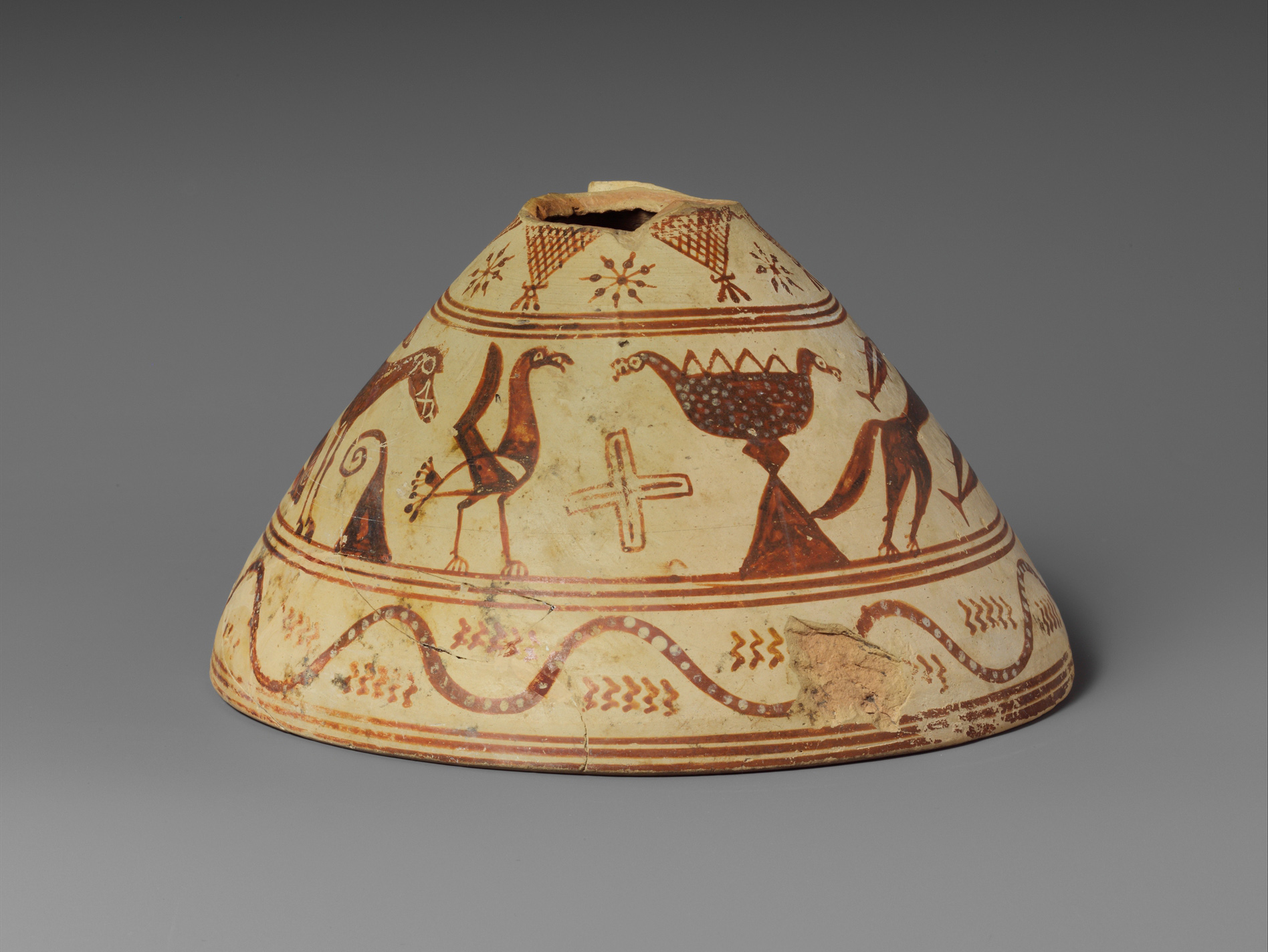
Oiseau et chaudron Lécythe conique protocorinthien ancien PCA, v. 700. D. 16,4 cm. Produite à Cumes (Grande Grèce) Metropolitan Museum of Art
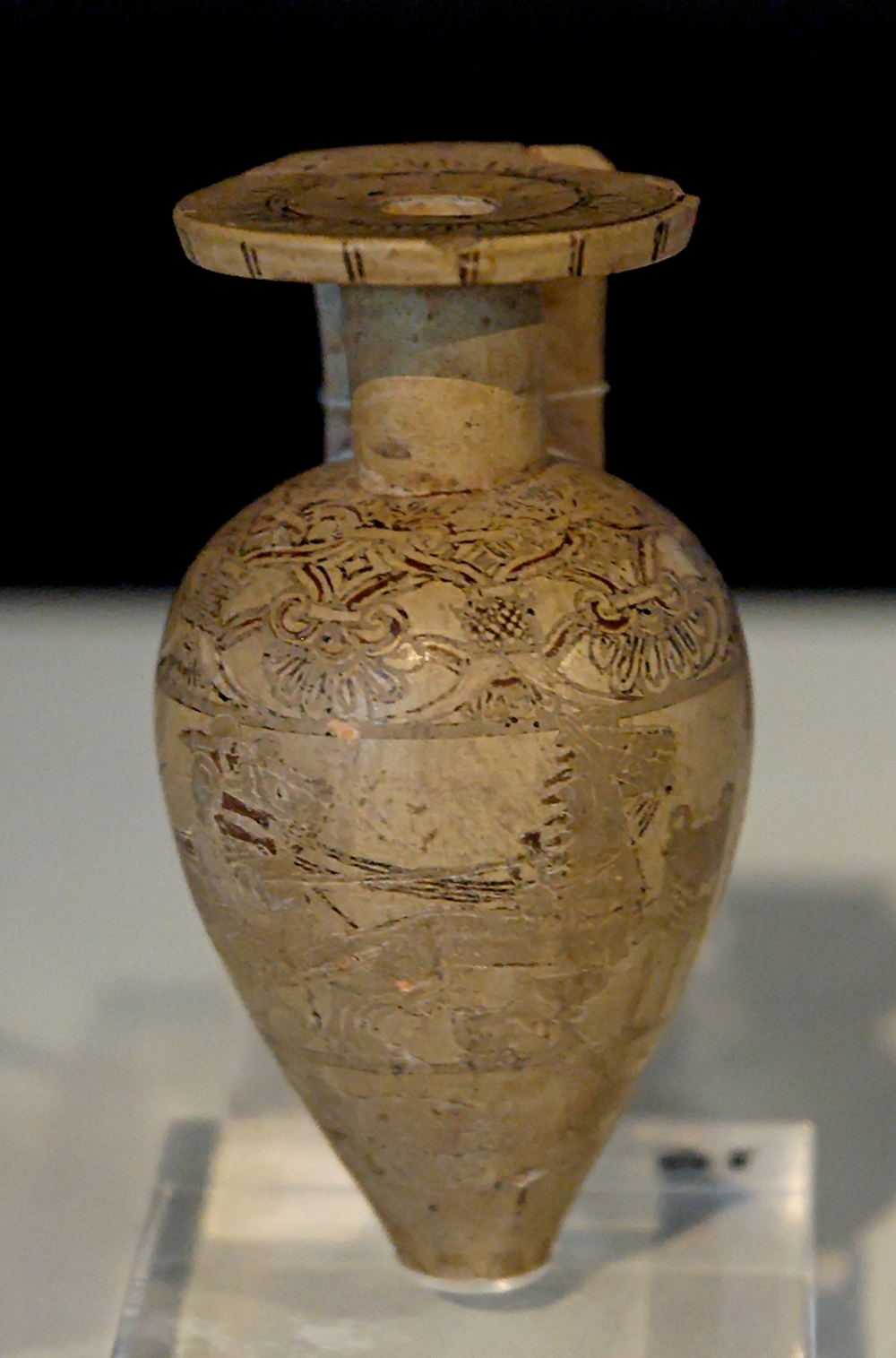
Aryballe. Panse: jeux funéraires en l'honneur de Patrocle; épaule : frise d'animaux. 700-650. Syracuse (Grande Grèce)
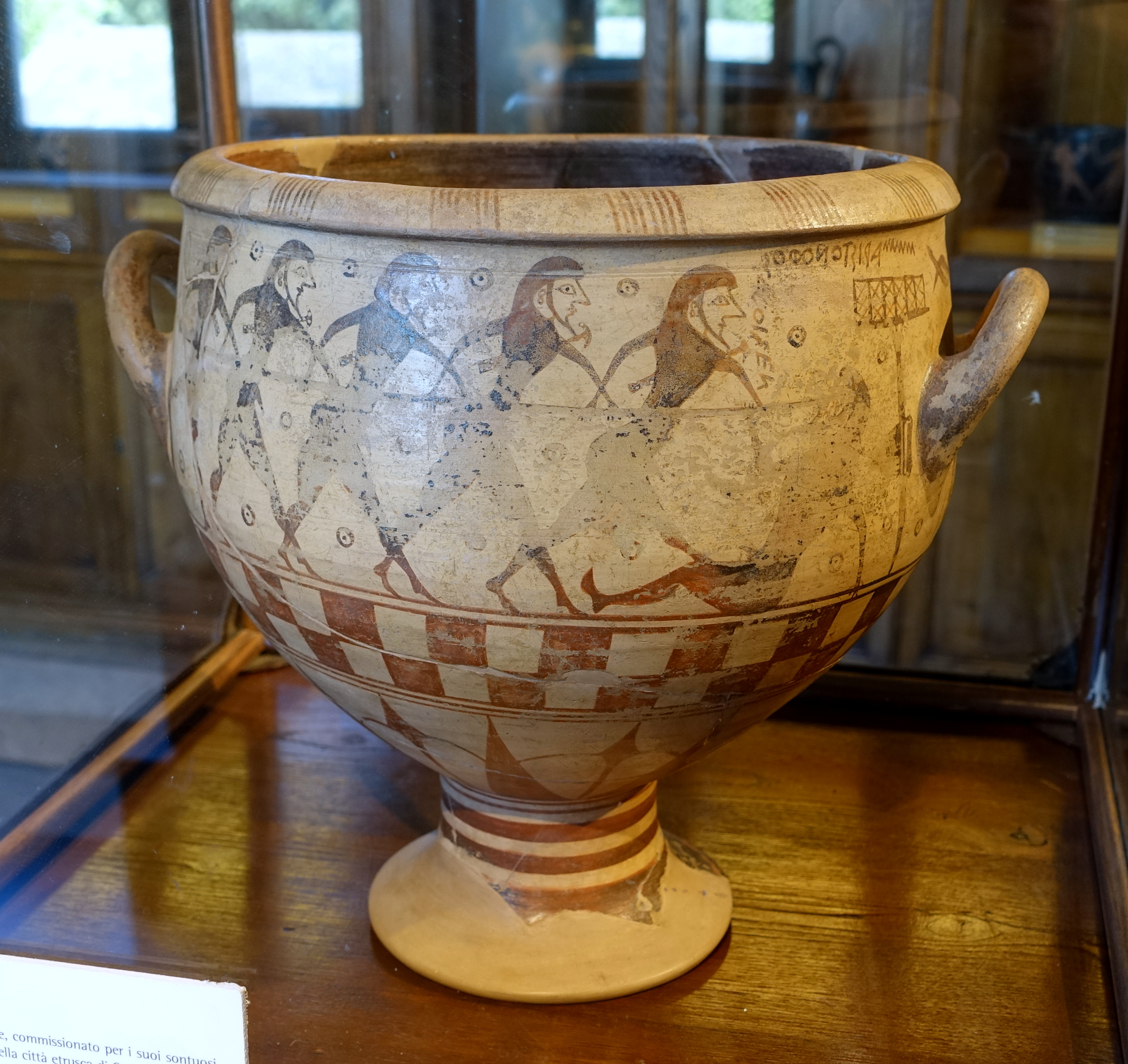
Cratère d'Aristonothos, vers 675-650. Face A. Provenance Caere, (Cerveteri). H. 40 cm.
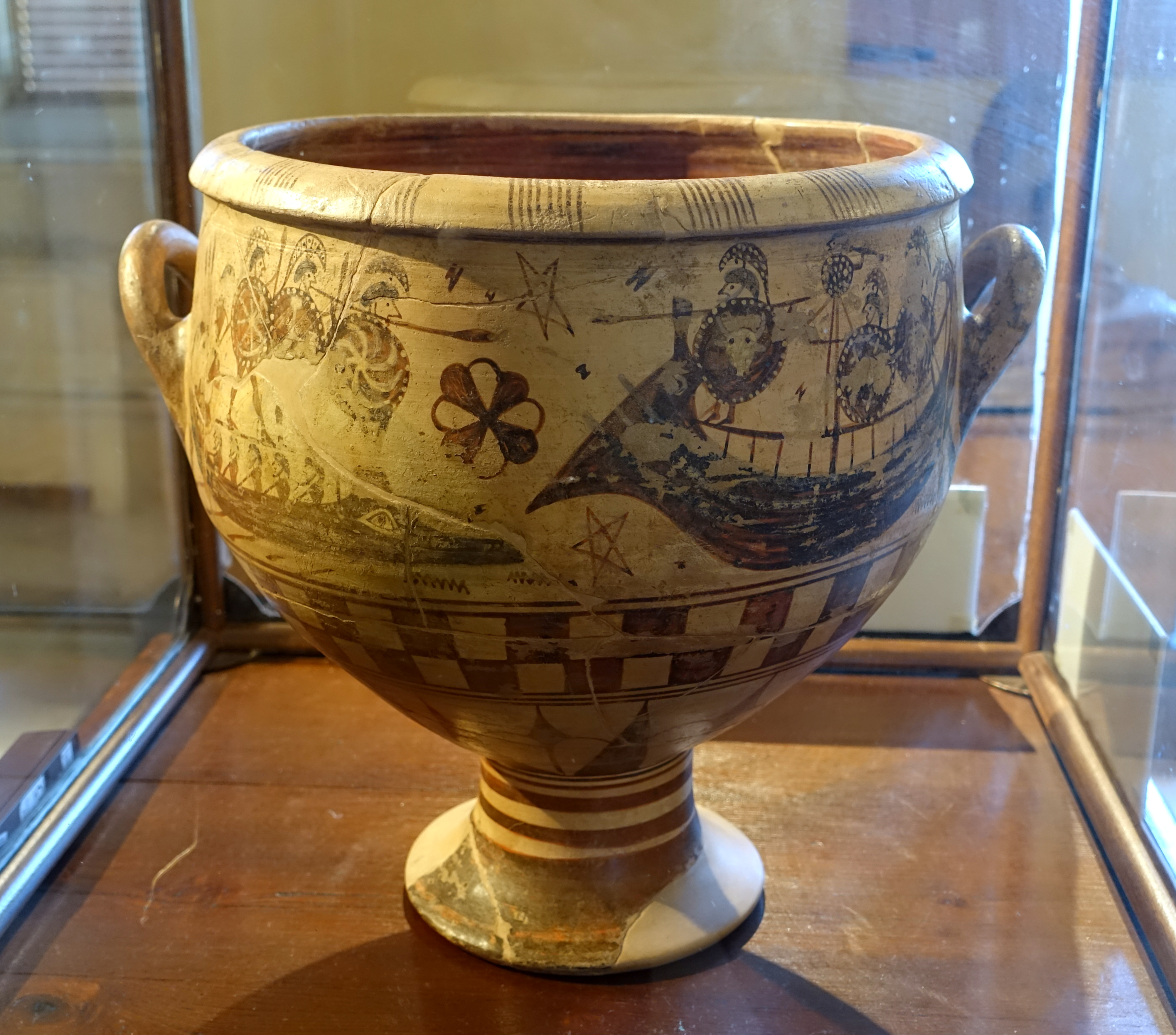
Cratère d'Aristonothos, vers 675-650. Face B. Provenance Caere (Cerveteri). Musées du Capitole
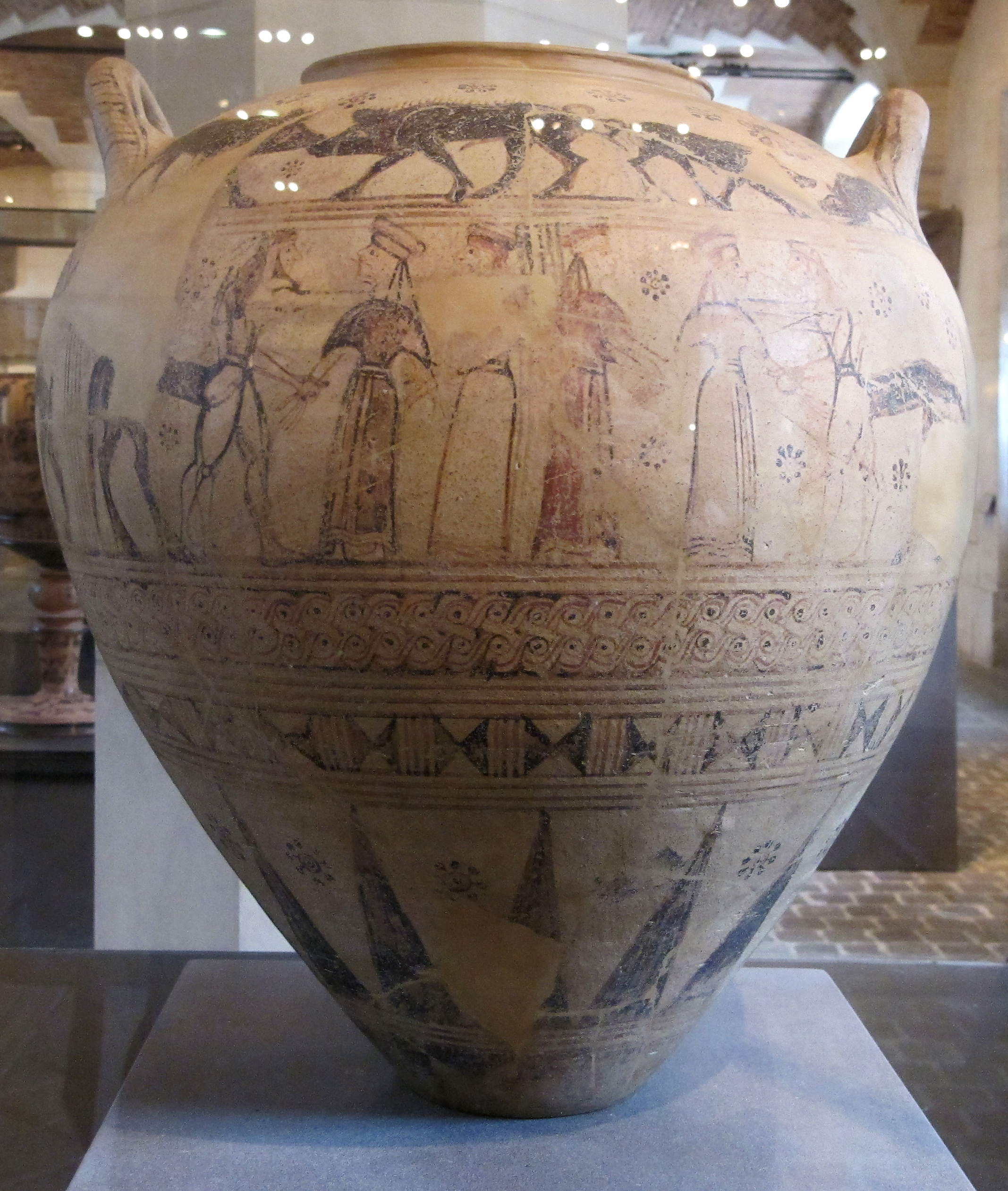
Stamnos polychrome (H. 51,3 cm) produit à Mégara Hyblaea, provenant (?) de Sélinonte. Vers 650.

Cette région, Grande Grèce et Sicile, parvient à une forme d'unité qui se manifeste dans une grande diversité de productions locales de style sub-géométrique et orientalisant. Ce style reste toujours influencé par la tradition protocorinthienne à figures noires, avec incisions ; on observe cependant des styles locaux qui adoptent le trait de contour (apparu en attique) qu'ignore la céramique corinthienne. Parfois la couleur est abondante. Les éléments orientalisants trouvent leurs références en Grèce de l'Est. D'ailleurs, la Crète est colonisatrice en Sicile, à Gela. Martine Denoyelle et Mario Iozzo distinguent plusieurs aires d'une production aux caractères bien marqués : la Campanie, la côte ionienne, la Sicile (avec le cratère d'Aristonothos) et la céramique polychrome de Megara Hyblaea (dont le stamnos du Louvre),.

## Sculpture grecque: le style soi-disant «dédalique» et le premier style archaïque

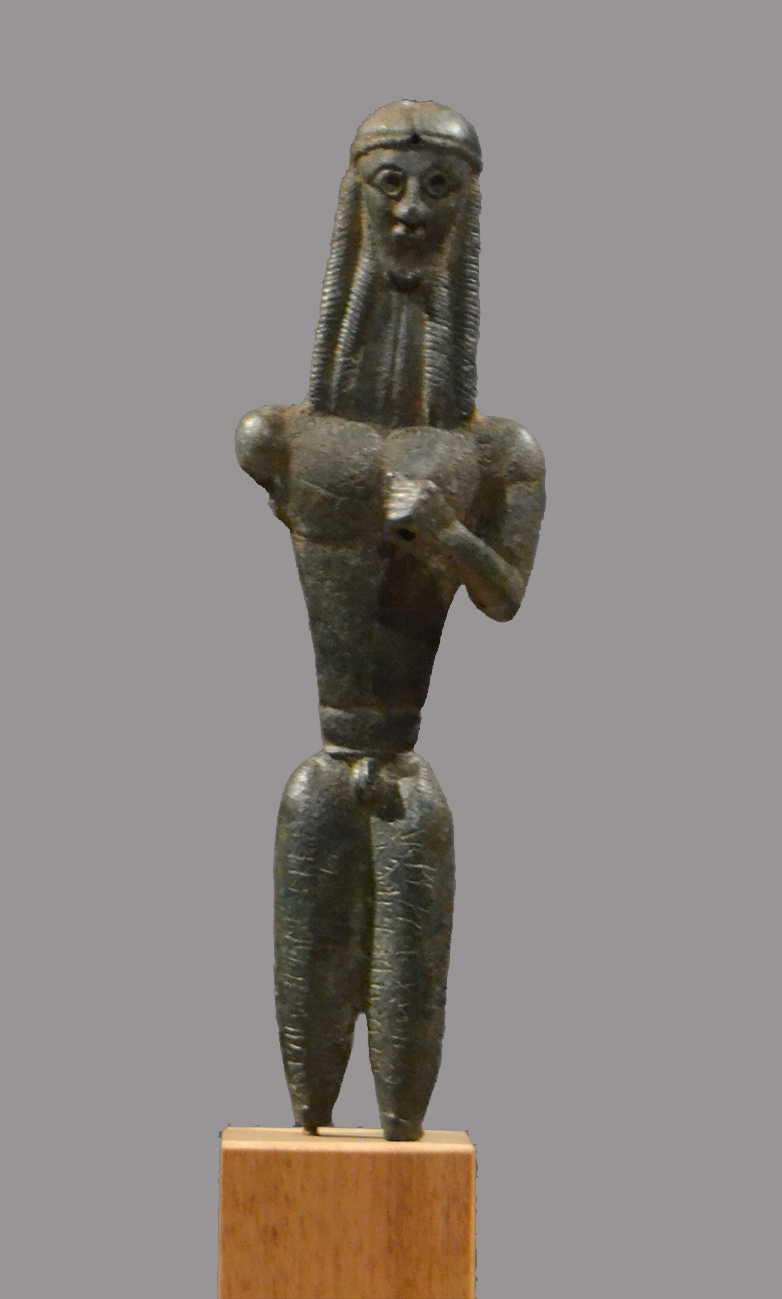
Offrande de Manticlos à Apollon, Béotie v.700-675, bronze H 20,3 cm. Musée des Beaux-Arts de Boston[168] Corps géométrique, tête « dédalique »
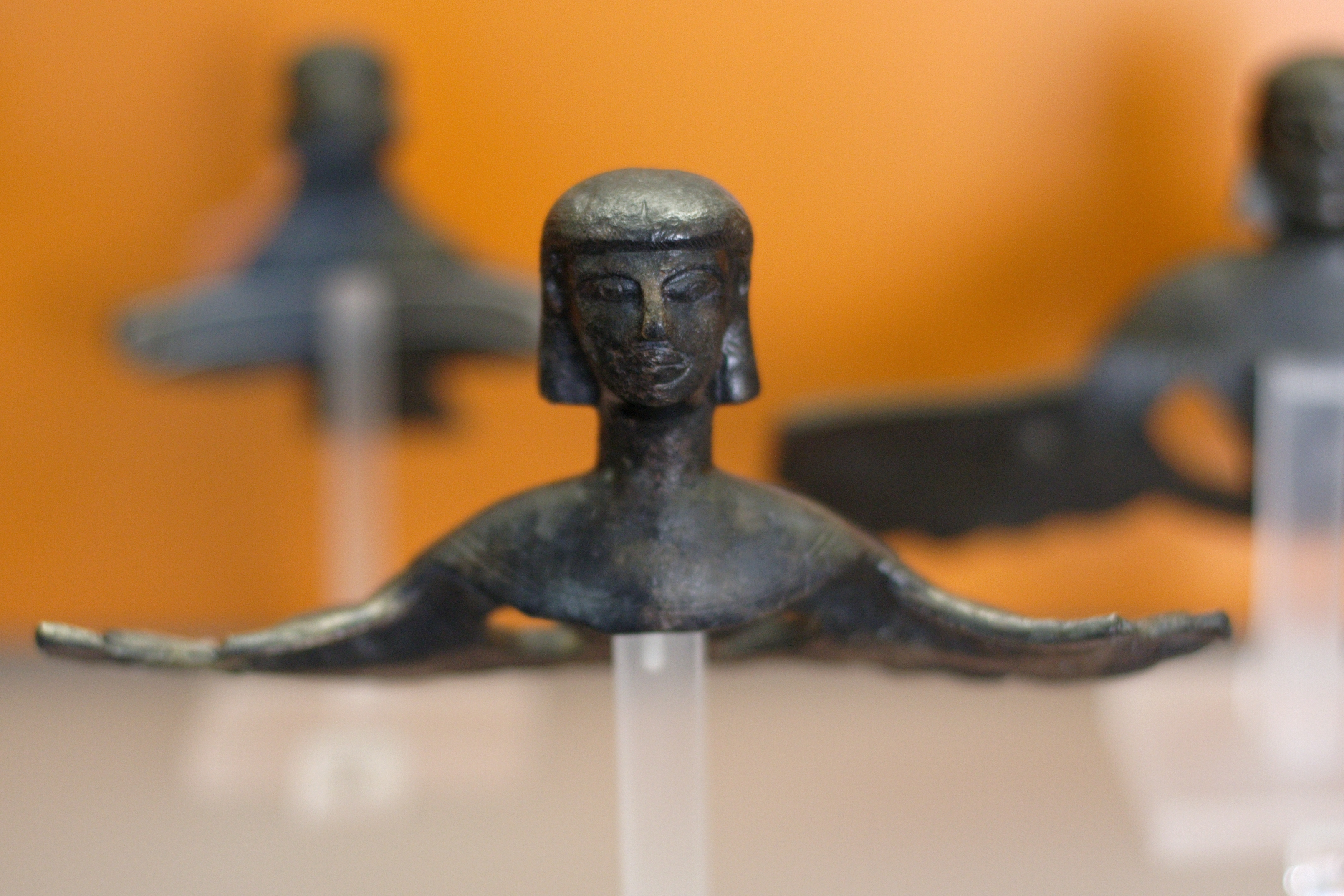
Applique de chaudron. Sirène « dédalique ». Bronze. VIIe. Musée Archéologique de Delphes
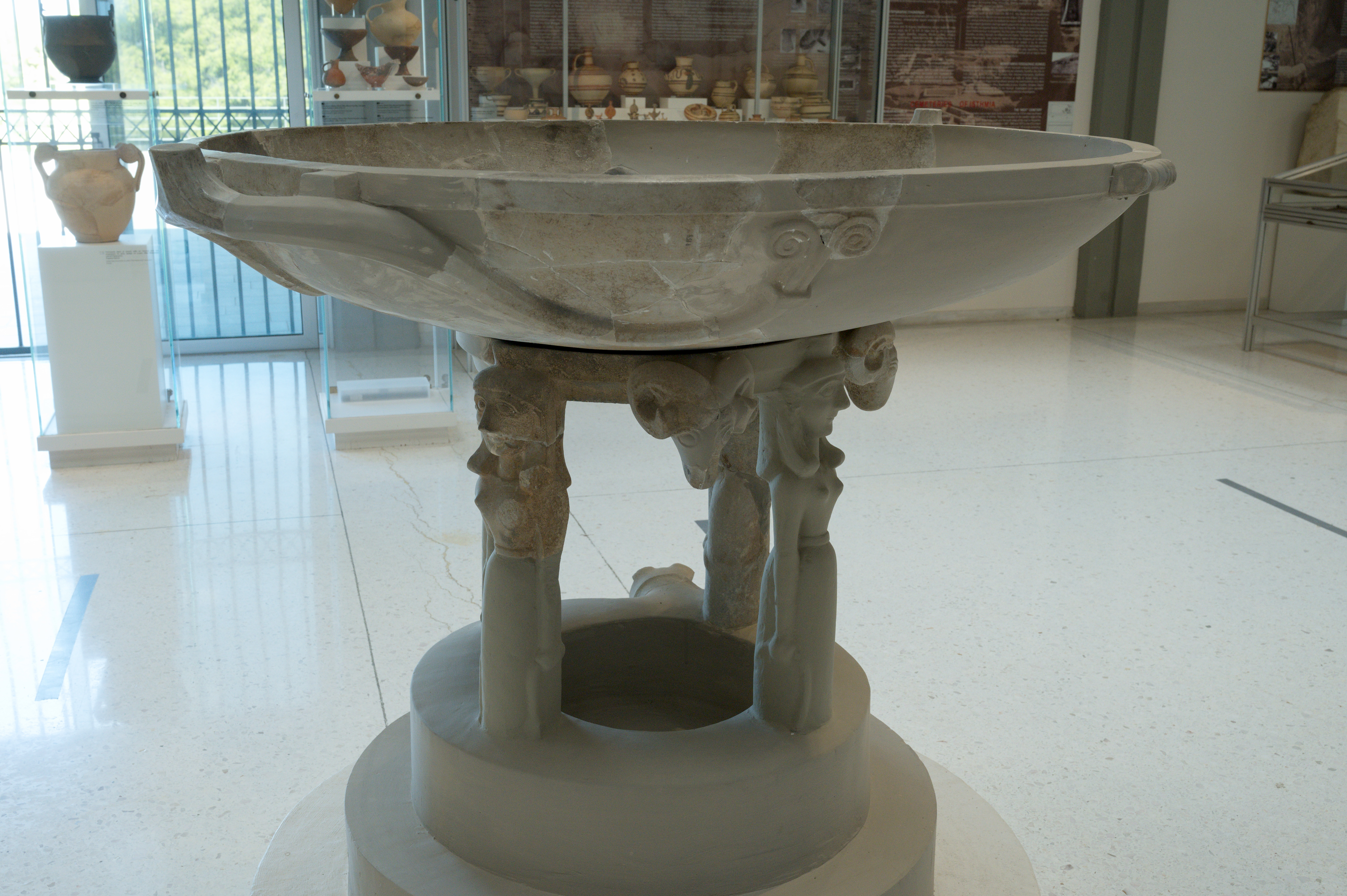
Grand bassin « dédalique » en marbre à piédestal, D. 1,24 m, v. 675-650. Musée Arch. d'Isthmie (Corinthe)
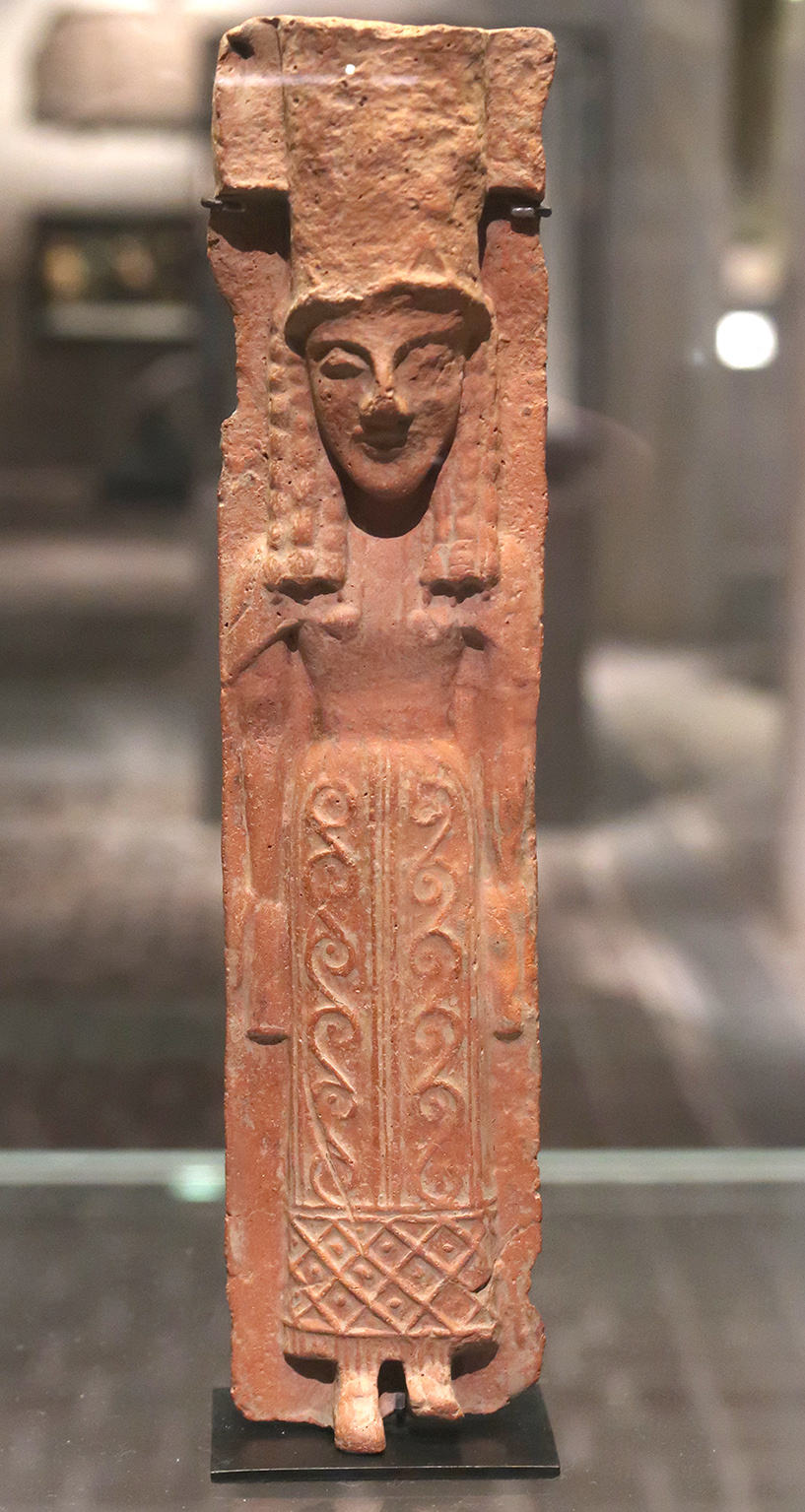
Déesse portant un polos (en) de style crétois. Plaque votive. Terre cuite, décor estampé H. 26 cm. Crète, v. 640. Louvre
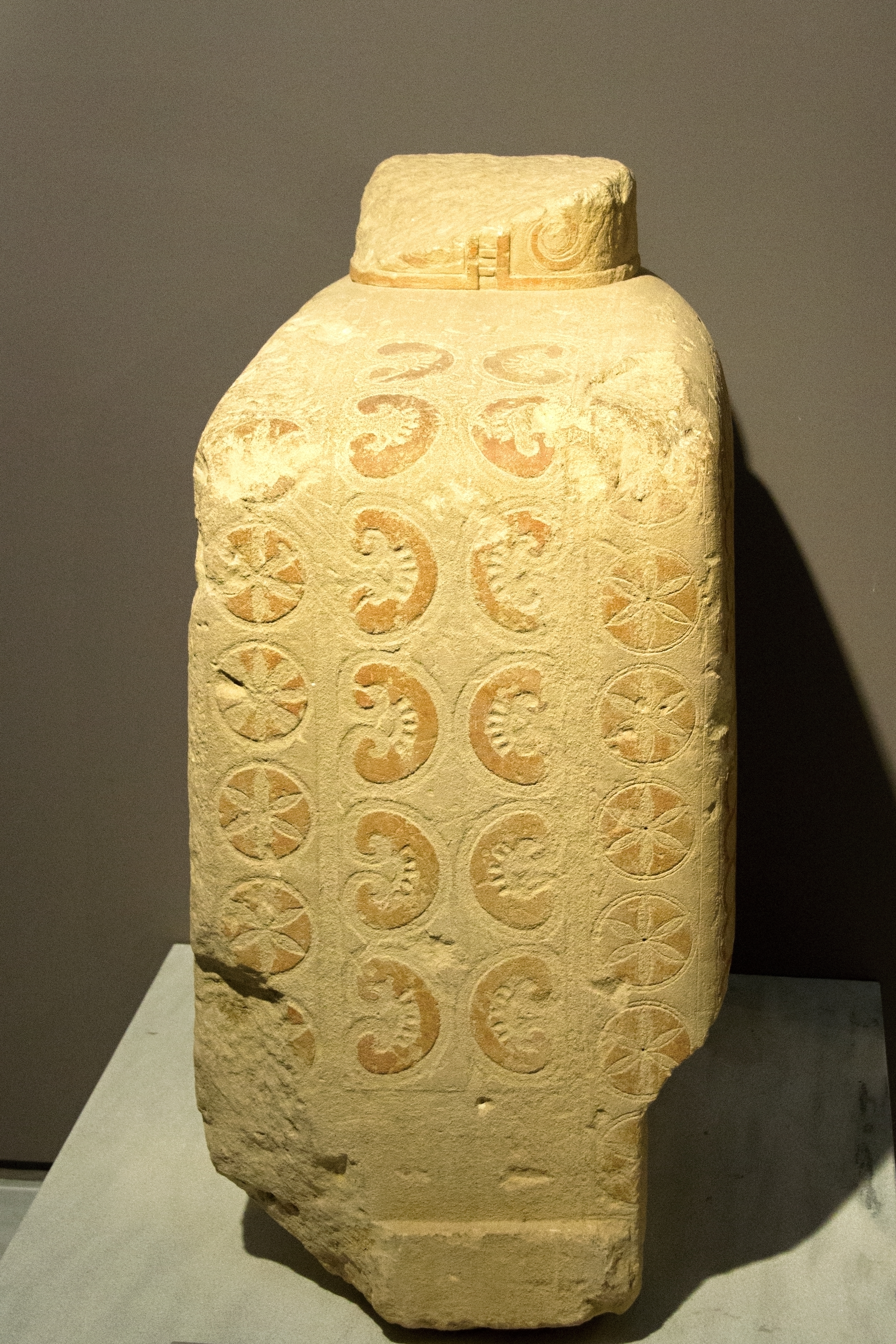
Vêtement féminin décoré. Gortys, Arcadie, VIIe. Arch. M. Héraklion

Au début du VIIe siècle, la statuette de bronze offerte à Apollon par Manticlos présente le montage de codes venus de l'époque géométrique, comme le buste triangulaire, associé à de nouvelles formules dans la représentation du visage. Ici, la tête qui reprend, en plus petit, la forme triangulaire du torse. Plus tard, vers 640, la « Dame d'Auxerre », sculptée en Crète, aura conservé cette forme globalement triangulaire du visage, mais avec une courbure en ovale régulier, plus naturelle. De même, elle reprend les longues mèches verticales de la chevelure, traitées avec plus de volume et de précision que sur cette petite statuette.

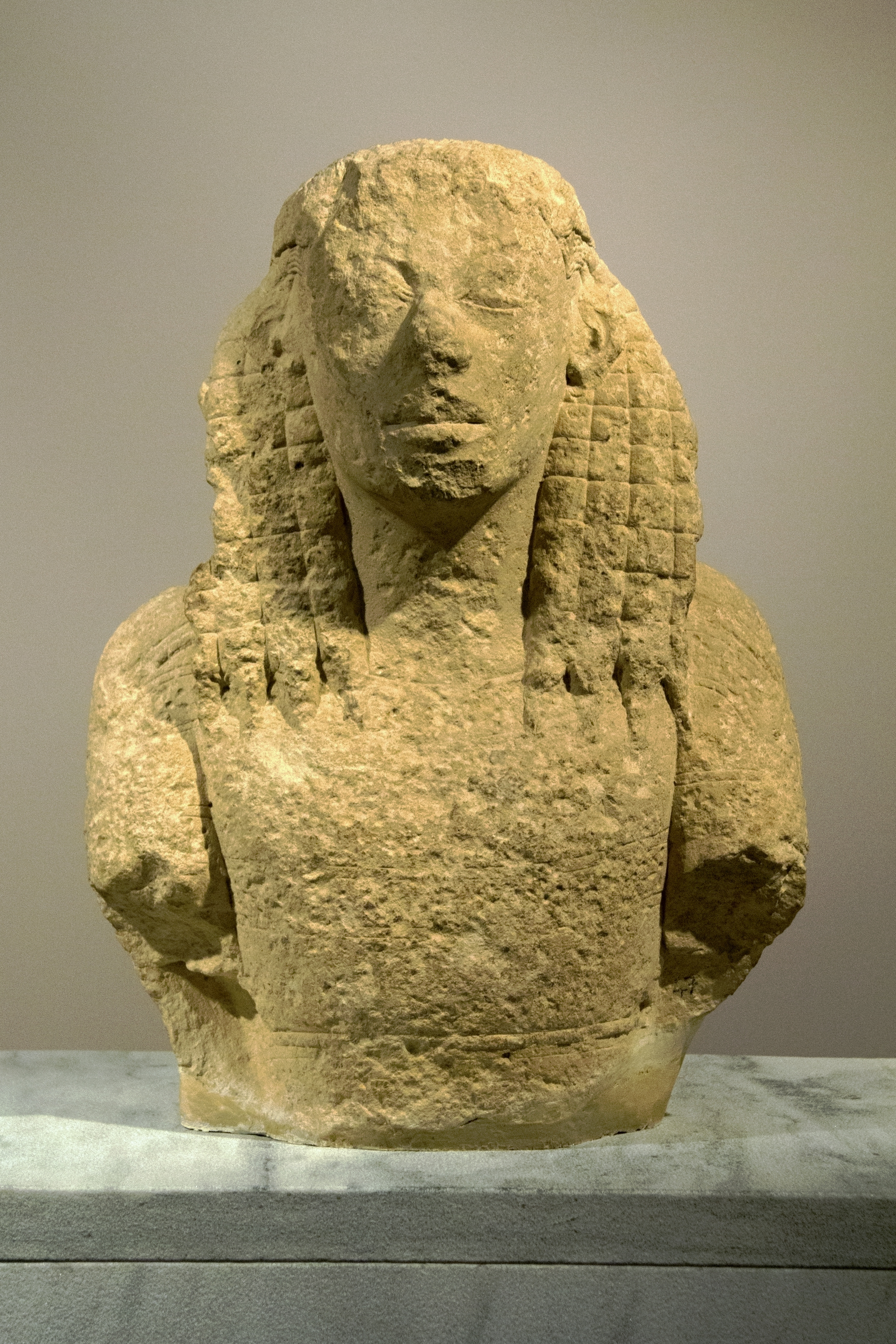
Korè d'Eléftherna, « dédalique ». Calcaire du type produit à Poros. Musée d'Héraklion
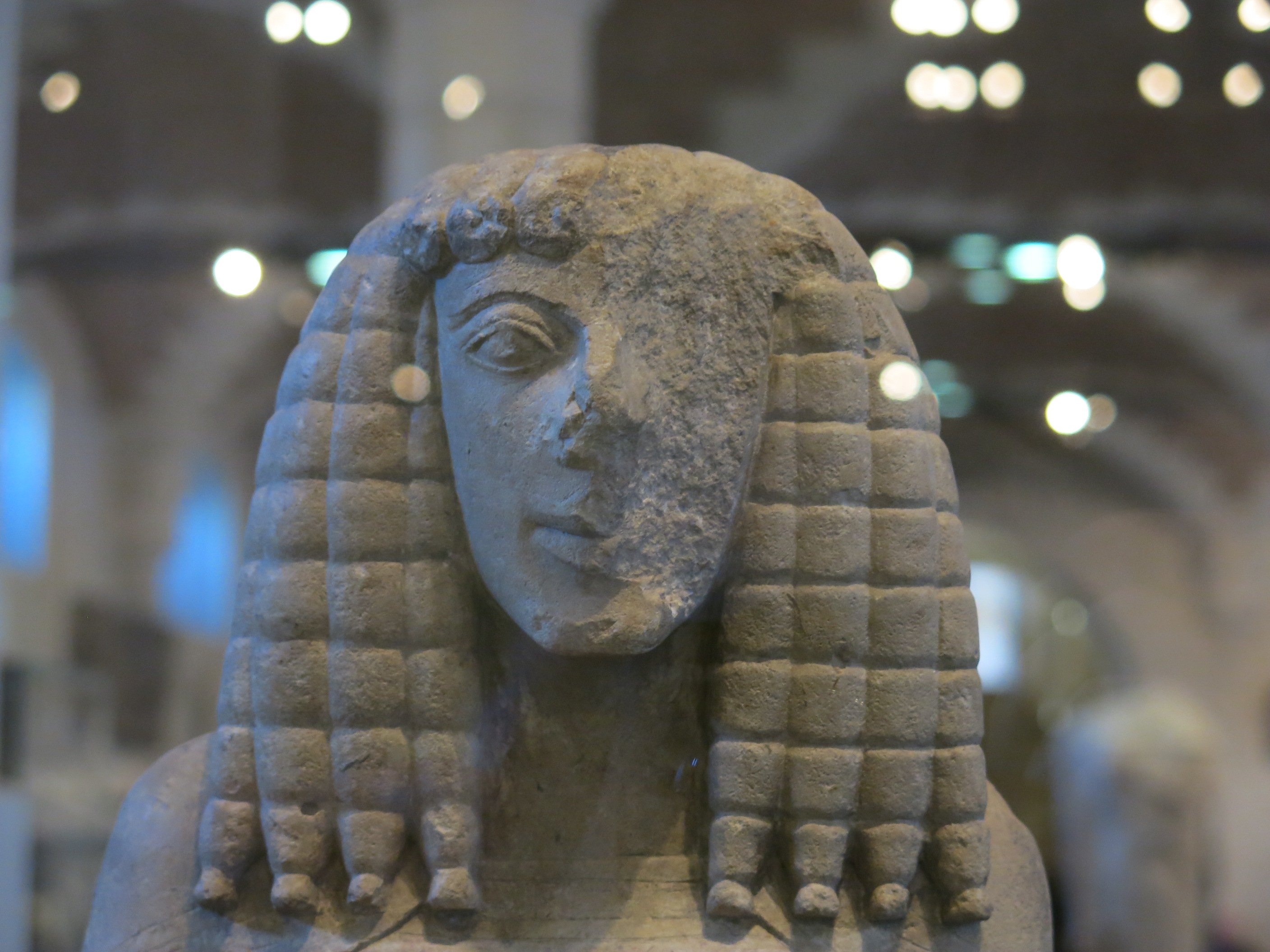
Dame d'Auxerre, détail.
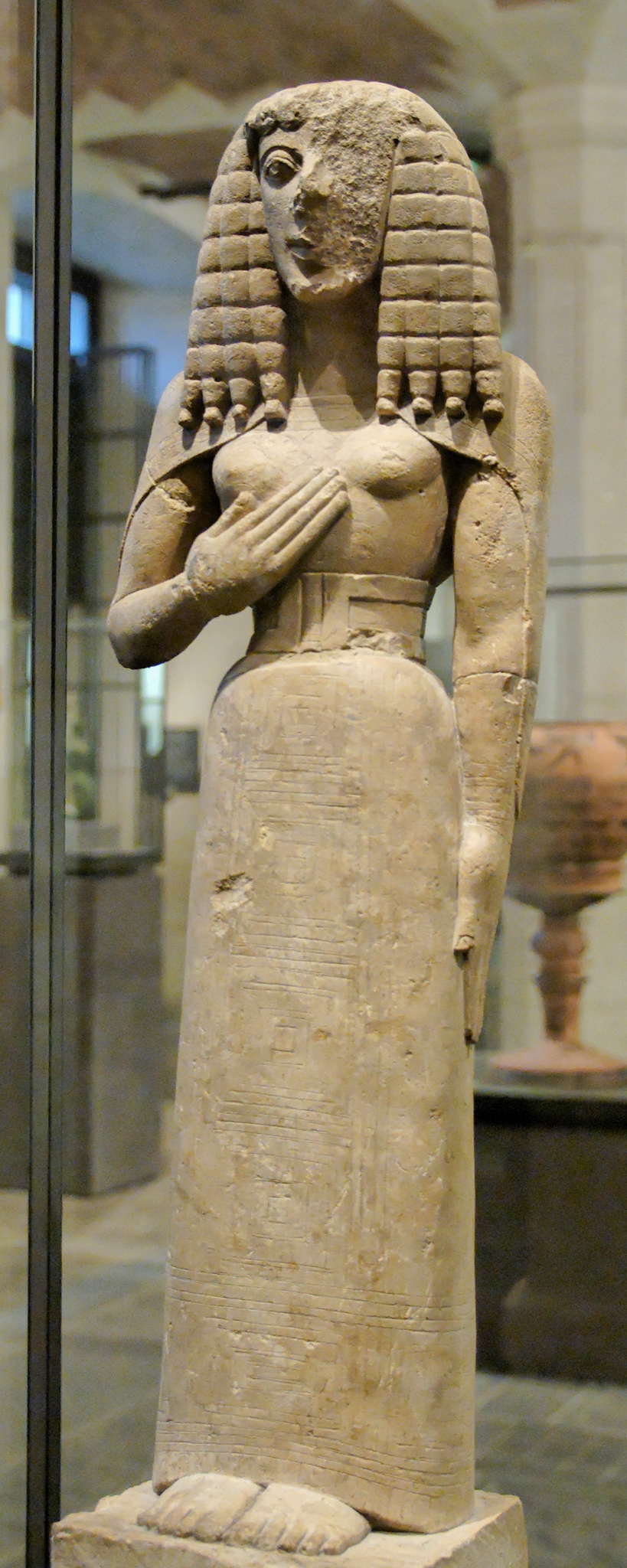
La « Dame d'Auxerre ». Calcaire, H. 75 cm. Crète, 640-620. Louvre
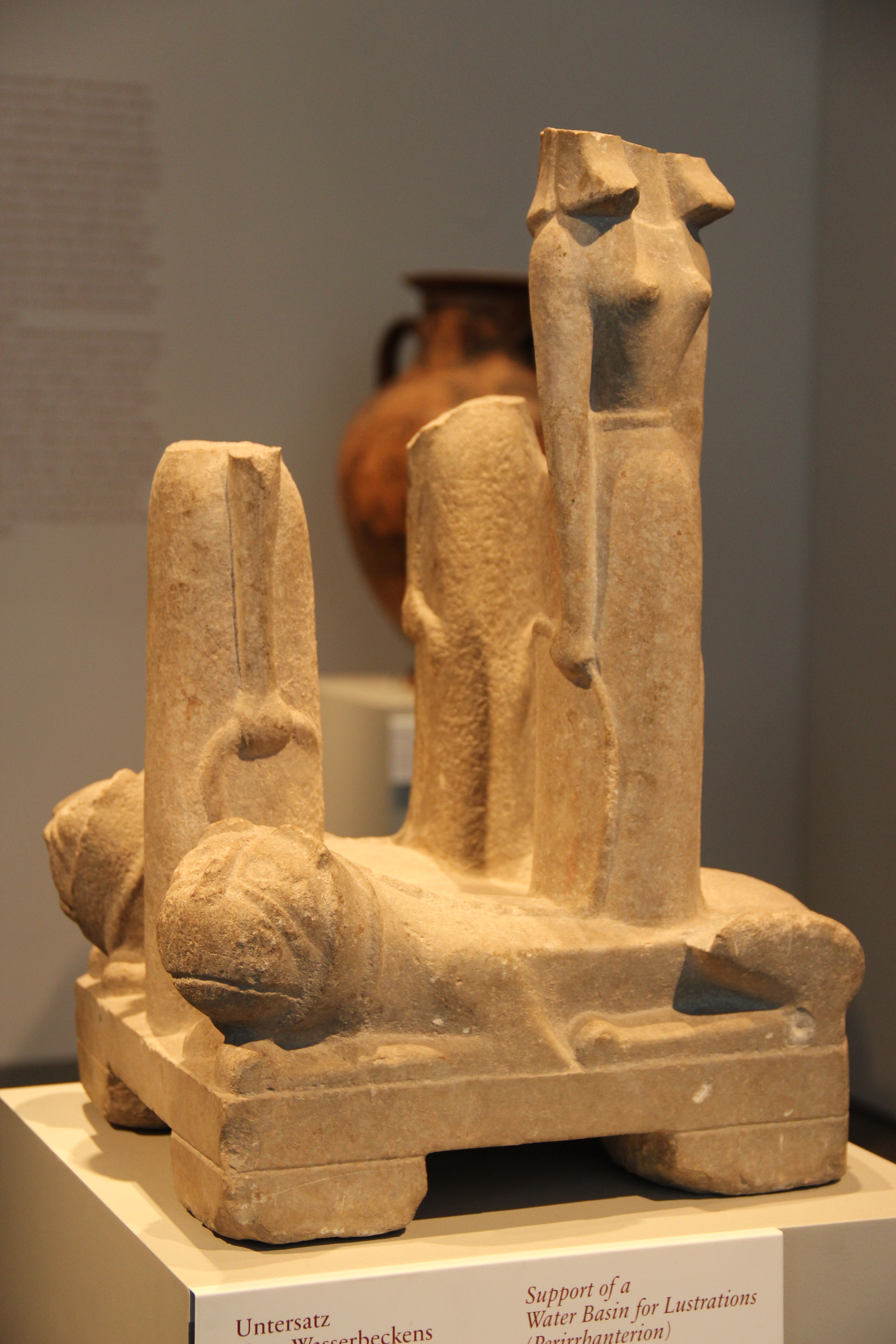
Piédestal de bassin aux maîtresses des animaux. Temple d'Héra, Samos v. 630. Marbre H 52 cm. Altes Museum
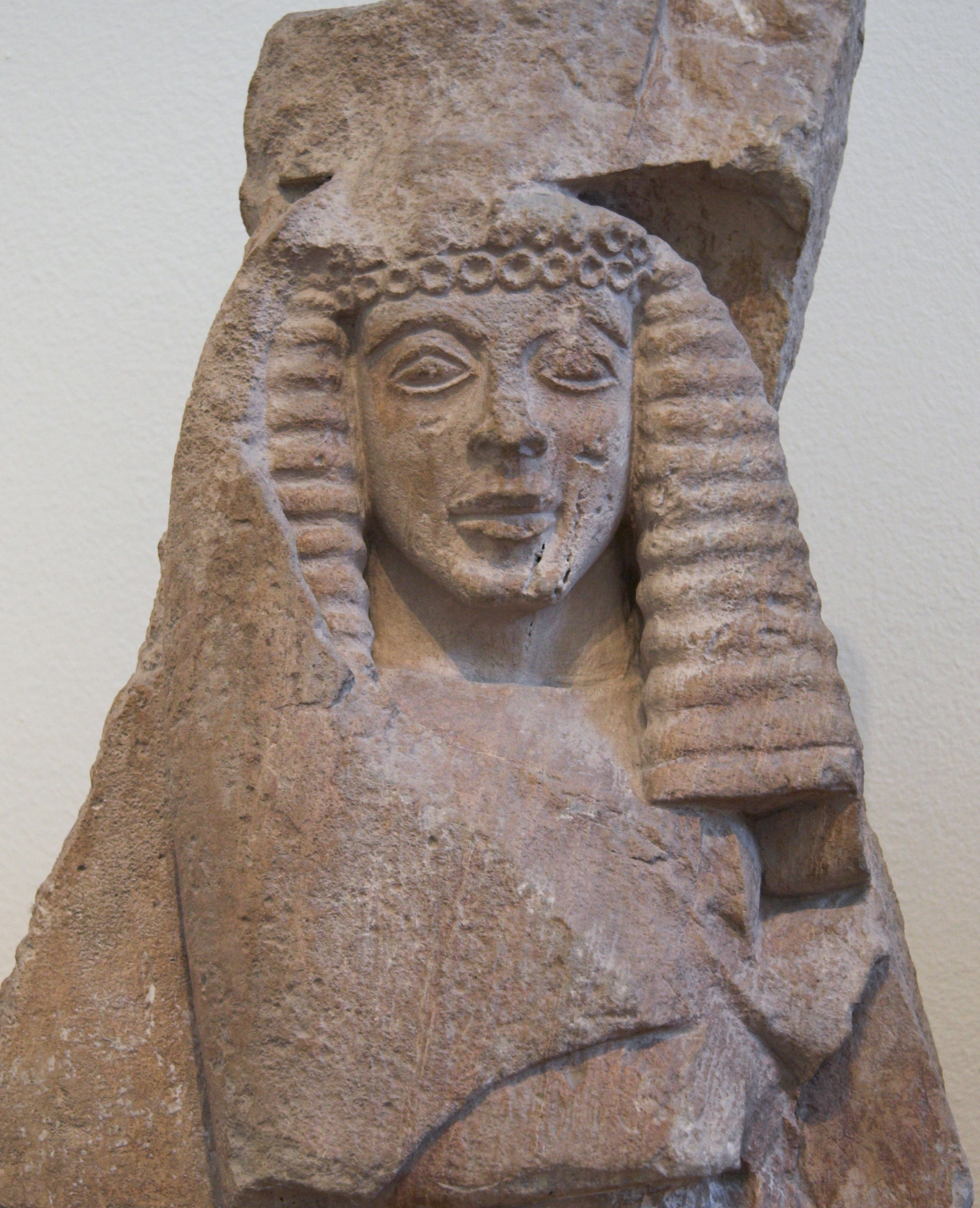
Relief calcaire, temple d'Athéna, acropole de Mycènes, v. 630. Héra (?). NAMA Athènes

Le style orientalisant en Crète se manifeste dans plusieurs domaines : la céramique et la sculpture. Ce que l'on a longtemps considéré comme un style qui marquerait une étape dans l'évolution de l'art grec, le soi-disant « style dédalique », apparaît en Crète. Mais une distinction doit être maintenue entre ce style qui est celui de la Dame d'Auxerre d'avec les autres centres, ailleurs en Grèce et d'abord dans les Cyclades. La Dame d'Auxerre semble figée, strictement frontale, les bras contre le corps et la tête triangulaire. Son attitude est, d'ailleurs, inspirée de représentations égyptiennes ou proche-orientales.
La sculpture crétoise est une transposition en pierre calcaire des petits vases-statuettes (vases plastiques) « dédaliques ». Elle renvoie essentiellement aux modes d'expression symbolique de la cité. La Dame d'Auxerre rassemble ainsi toutes les conventions du style dit « dédalique ». On a relevé le visage qui, dans une courbe tendue, se rapproche du triangle. Les yeux en amande occupent une place plus réduite qu'auparavant (voir l'Apollon de Manticlos). Les lèvres esquissent un sourire. Le bas du corps disparaît dans une robe fourreau qui rappelle les femmes en robes de la Triade de Dréros, au tout début du style orientalisant. La statue de la Dame d'Auxerre était probablement peinte de couleurs vives, comme semblent l'indiquer les incisions gravées sur son vêtement. Le bras gauche plaqué contre la cuisse, la main droite sur la poitrine, restera un geste codifié, « geste qu'il faut essayer de comprendre dans un contexte funéraire ». 
Ce geste est aussi celui de la korè de Thera, sur l'île de Santorin dans les Cyclades. Celle-ci est haute de 2,30 m, et taillée dans un marbre de Naxos, mais d'une facture bien plus nuancée, dans un état de conservation excellent et datée vers 640. Elle est donc contemporaine de la Korè de Nicandrè, à Délos, mais taillée, elle aussi, dans le marbre de Naxos.
Cependant le choix du marbre ne se diffuse nullement dans les Cyclades depuis la Crète. En Crète la sculpture est taillée dans un calcaire tendre, et non en marbre, à une échelle bien plus grande. Aussi, à la différence de la Crète où la statuaire participe de la vie de la cité, la grande statuaire en marbre des Cyclades est une pratique valorisant le statut de l'élite, les aristoi - à l'exception du Colosse des Naxiens à Délos, qui est une offrande publique de la cité,. Ainsi la célèbre korè de Délos, dédiée à Artémis par une habitante de Naxos, une certaine Nicandrè, s'élève sur 1,74 m de haut dans un bloc presque plat et très peu épais. Comme celle de Thera elle a donc été taillée dans un marbre de Naxos ; ce qui indique bien la précocité de cette île, favorisée par un accès au marbre plus simple qu'ailleurs. La statue avait été placée à l'extérieur du temple archaïque d'Artémis (un quasi carré d'environ 9 m. de côté qui contenait une statue d'Artémis, probablement un xoanon et des offrandes d'or et d'argent). Quant à ses proportions, on a remarqué que cette korè de Nicandrè suit presque exactement le « second canon » égyptien - établi pendant la XXVe, nubienne - alors que c'est, normalement, un canon masculin en Égypte. Un certain nombre des kouroi et des korai archaïques, au siècle suivant, ont suivi ce canon égyptien.

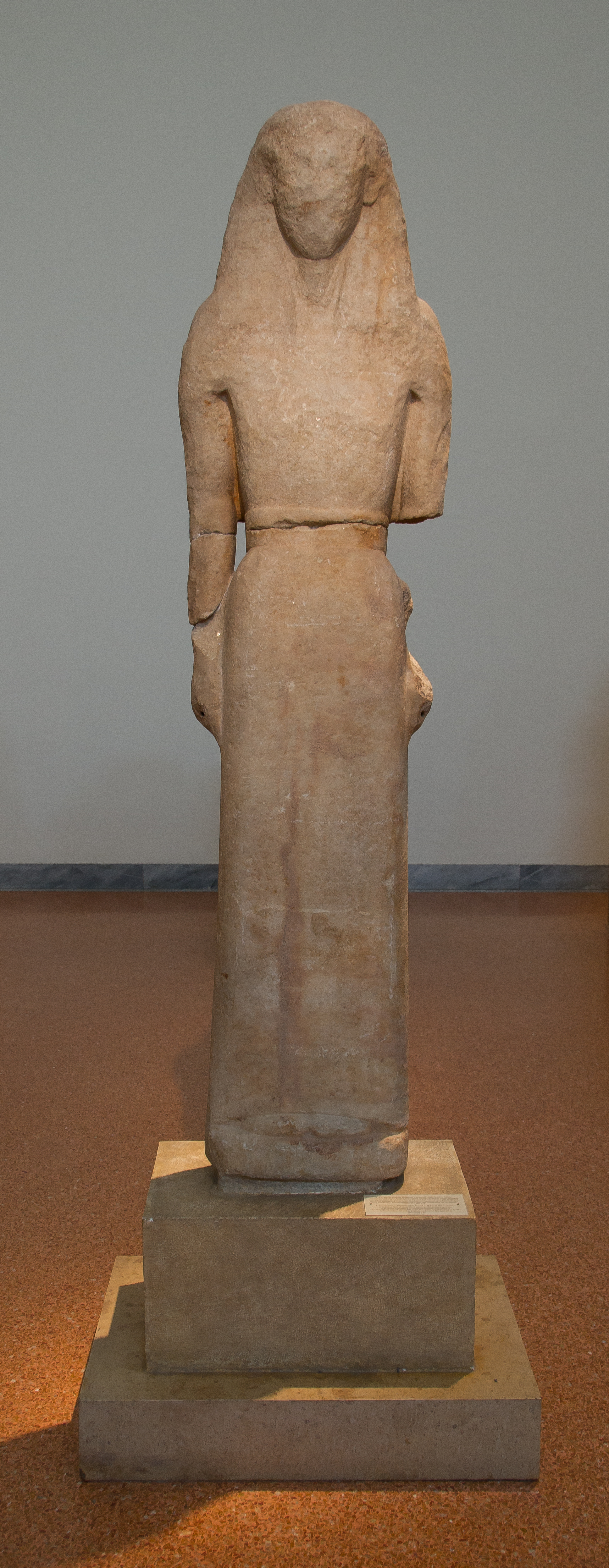
Korè dédiée à Artémis par la Naxienne Nicandrè à Délos, 640-630. Marbre, H 175 cm. NAMA Athènes
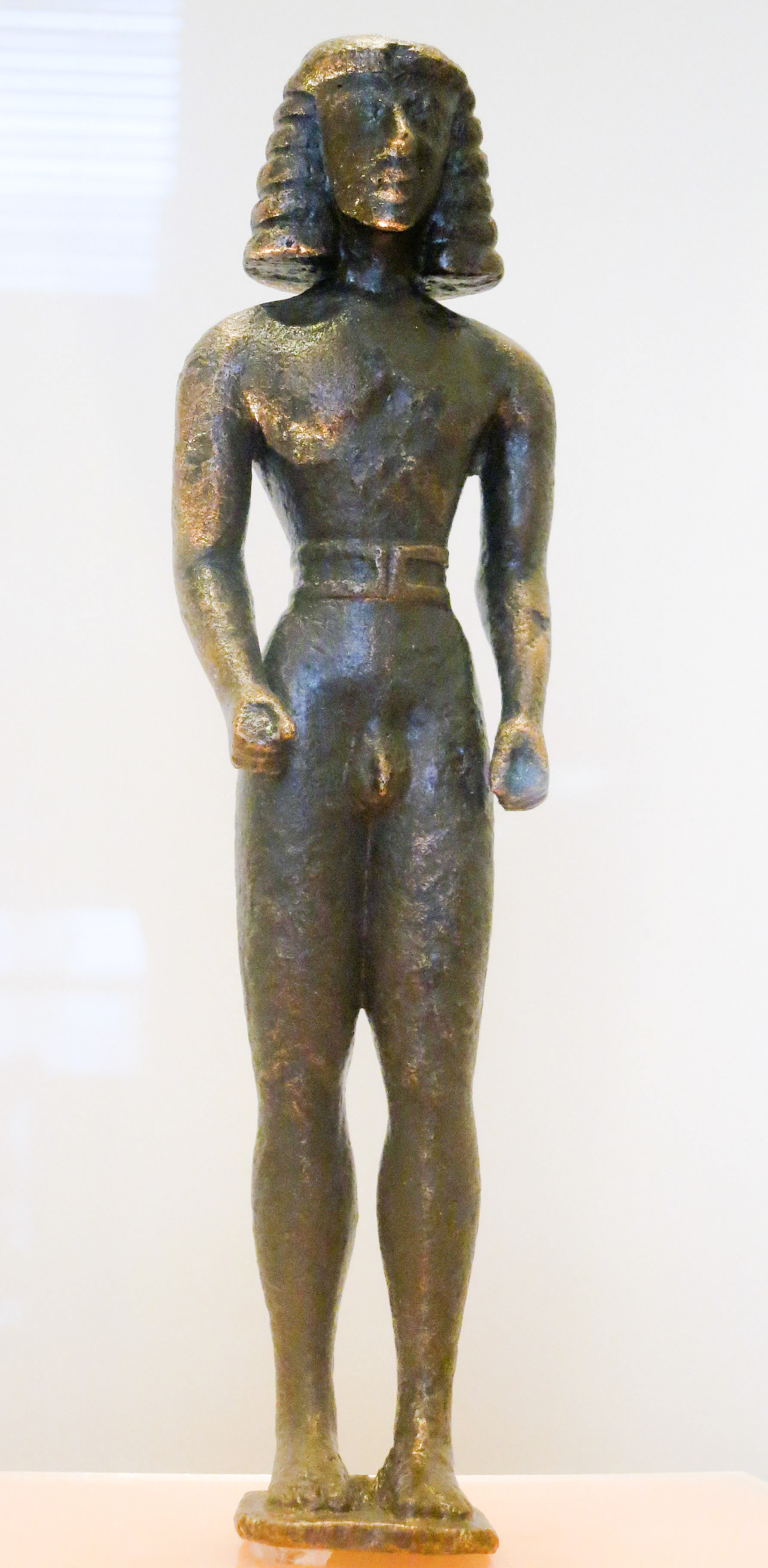
Statuette de couros dédalique. Bronze, H. 19,6 cm. Crête. 625-600. Musée archéologique de Delphes
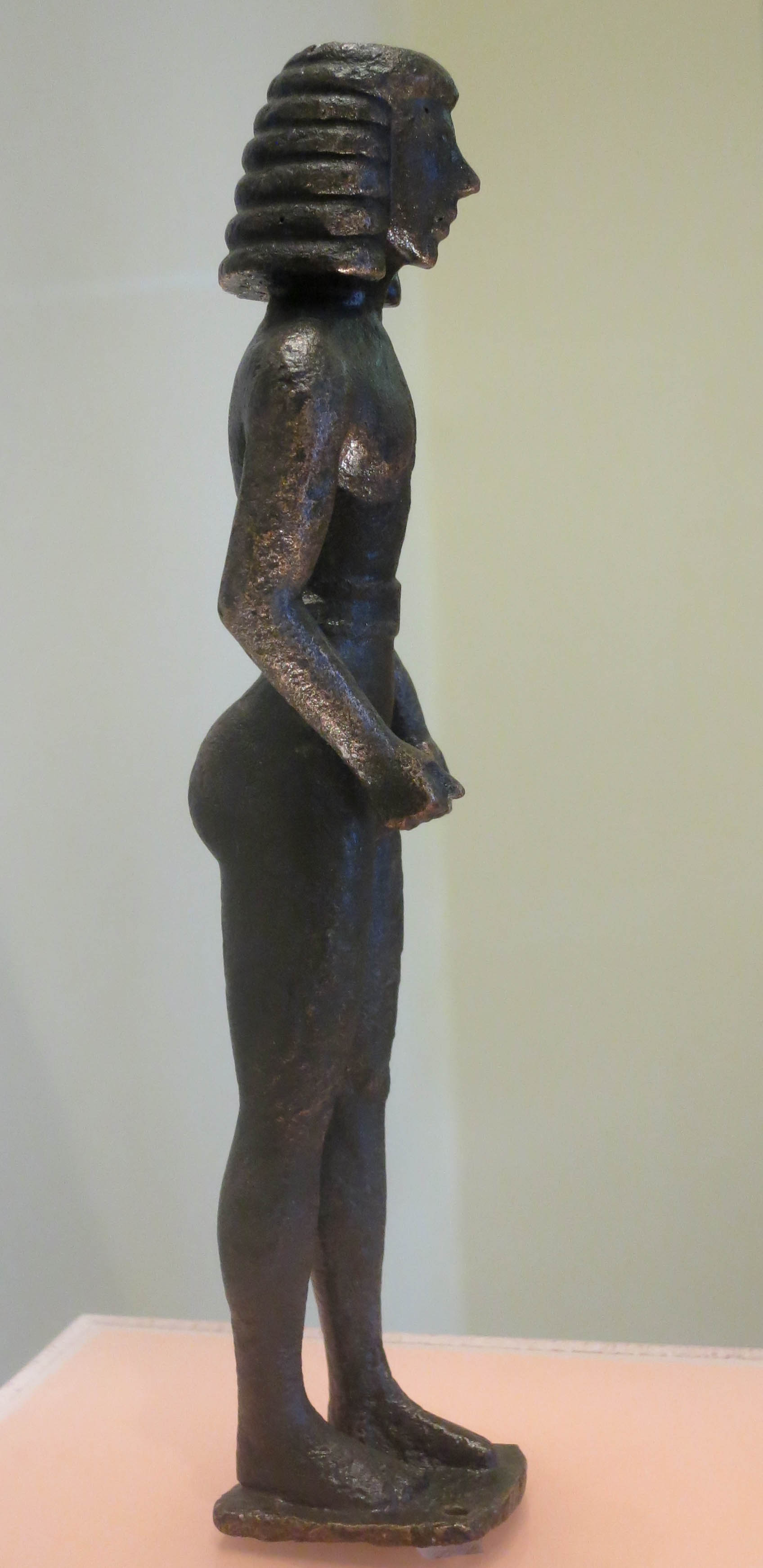
Statuette de couros dédalique. Profil. Bronze, H. 19,6 cm. Crête. 625-600.
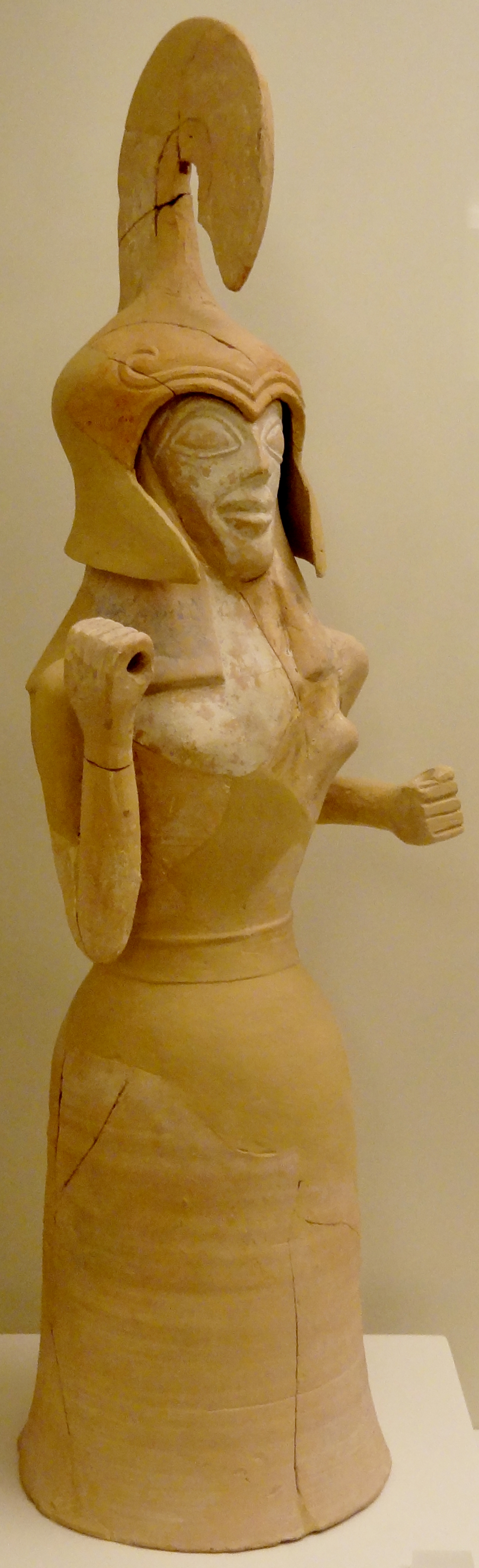
Figurine en argile de la déesse Athéna, type Palladion, Gortyne. Début période archaïque, fin VIIe. Musée d'Héraklion
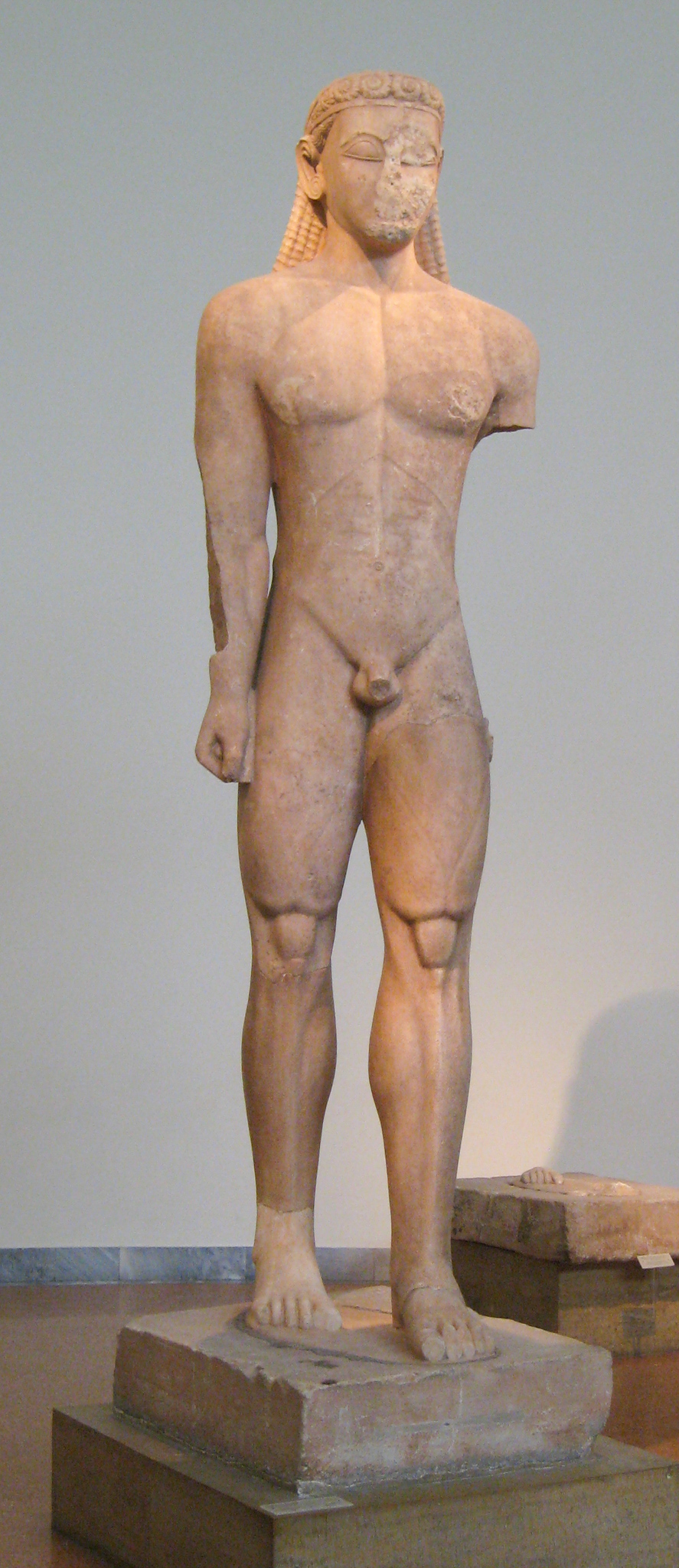
Kouros colossal du cap Sounion. Marbre, H. 3,05 m. Très peu après 600. Musée national archéologique d'Athènes

Tonio Hölscher précise qu'au VIIe siècle de grandes sculptures commencent à représenter une certaine catégorie de défunts sur leur tombe, pour honorer leur mémoire. C'est donc à cette époque que les Grecs prennent l'habitude de dresser ce type de statue, le kouros et la korè, en plein air. La statue dédiée à Artémis et offerte par Nicandrè à Délos a été placée, elle aussi, à l'extérieur, dans l'espace du sanctuaire d'Apollon, vers 640. Elle signale l'émergence de la grande statuaire de marbre dans les Cyclades à cette époque.
Au Moyen-Orient les États traversent de graves crises, alors qu'ils servent encore de référence à cette orientalisation artistique. C'est, en effet, l'époque où la domination assyrienne déstabilise le Moyen-Orient et menace l'Égypte. Le pharaon Psammétique Ier ayant bénéficié de l'appui des Grecs, leur permet l'usage d'un port de commerce à Naucratis, dans le Delta, vers 650-630. La statuaire égyptienne qui éblouit ces Grecs va ainsi réorienter le cours de la statuaire grecque, mais on parle plus, à ce propos, d'orientalisation. À l'extrême fin du VIIe siècle, le kouros colossal (H. 3,05 m) du cap Sounion conserve en effet l'inspiration égyptienne, mais sans le pilier dorsal que l'Égypte adoptait pour les grandes statues de pierre. Après la korè de Nicandré un pas décisif a été franchi. L'Artémis de Nicandrè et ce kouros du Cap Sounion présentent, en effet, deux choix bien différents, plus ou moins risqués. Soit on se contente d'une figure regardant frontalement devant elle, simple bloc vertical, les bras étant collés au corps - mais une statue qui ne risque pas de casser. Soit, au contraire, on prend le risque d'un pas en avant qui inscrit la figure dans l'espace, comme en mouvement, presque vivant, mais la masse du buste fragilise la statique de la statue au niveau des chevilles. La recherche des sculpteurs grecs va ainsi se porter sur ces questions au cours des siècles suivants, mais pour plaire aux dieux et leur offrir ces "objets de joie", agalmata, « qui proclament la beauté et la vigueur éphémère des mortels ».
À cette époque le marbre, bien adapté au plein air, mais aussi le calcaire dont on bâtit les temples, ne restent pas blancs, ils reçoivent des couleurs. Ces couleurs vives distinguent les sculptures du paysage environnant, tout en les associant aux autres éléments colorés du sanctuaire,.

## L'architecture des sanctuaires en Grèce et son décor
Si les tombes de l'élite sont bien moins dotées qu'elles ne l'étaient auparavant, les sanctuaires et les temples bénéficient d'un investissement croissant. Pour cette période ce sont, en particulier, l'Hécatompédon à Samos, vers 660-650, et le temple de Prinias en Crète, vers 625-600. Les sanctuaires s'enrichissent  d'offrandes vers la fin du VIIIe siècle et au VIIe siècle : le sanctuaire d'Artémis Orthia à Sparte, celui de l'Héraion d'Argos, celui de Pérachora, celui de Samos ou le temple d'Apollon à Érétrie après sa première phase, géométrique.
Cette époque voit se construire ou reconstruire quelques temples qui, chaque fois, prennent un aspect plus monumental, signe de la vitalité d'une cité. On a conservé quelques rares témoins de ces premières architectures en pierre, voire des chapiteaux en pierre, alors que les colonnes étaient encore en bois.

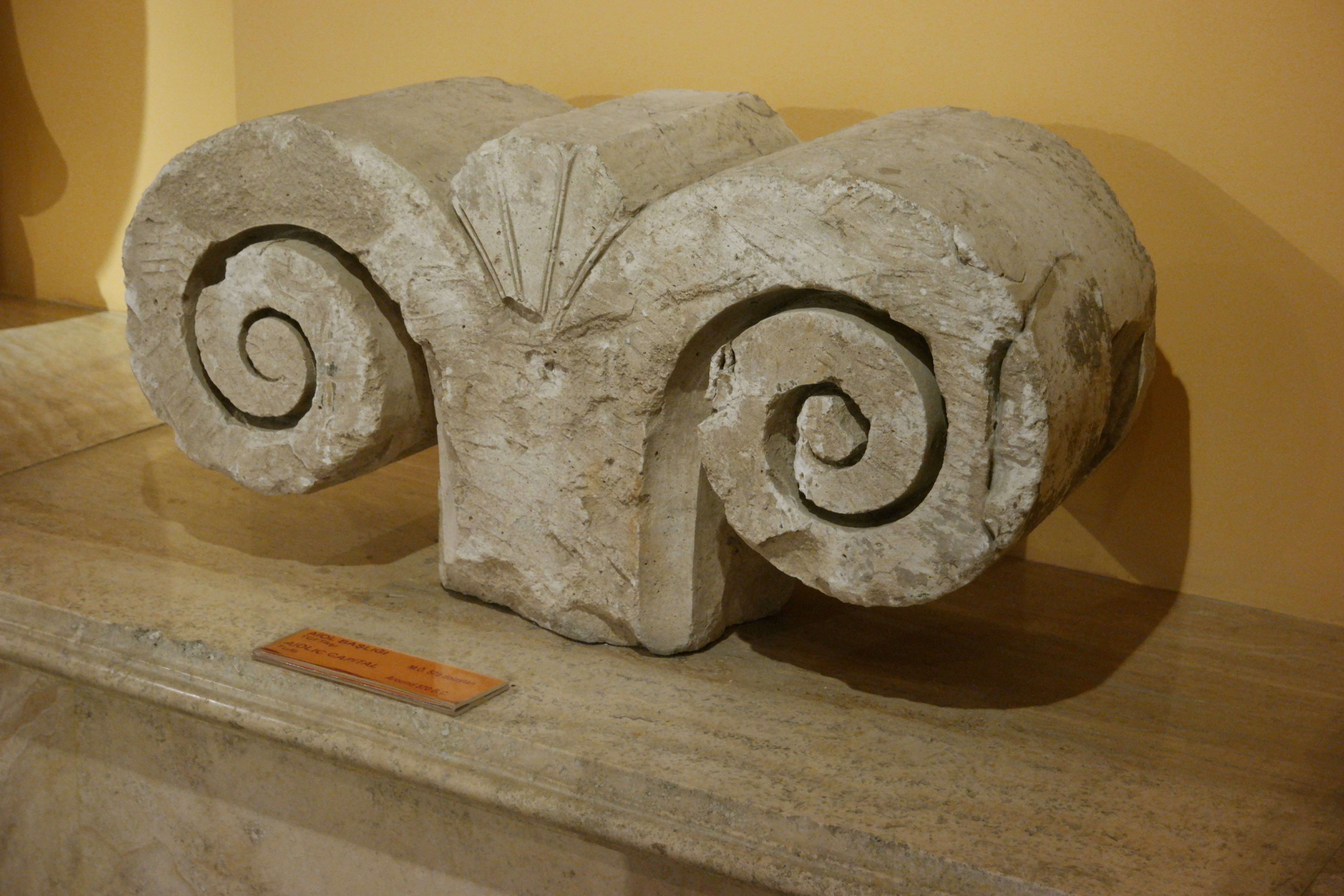
Chapiteau éolique. Temple d'Athena, ancienne Smyrne (Izmir). VIIe siècle
Musée d'Izmir

Le temple C de Thermon (ou Thermos), en Étolie, est un exemple remarquable dans la succession des usages d'un site devenu sanctuaire au VIIe siècle. Le site semble avoir été successivement une résidence de notable entre l'Helladique récent et les débuts de l'époque protogéométrique. Il est ensuite transformé en lieu de culte d'un héros, fin XIe ou début Xe siècle, puis abandonné au IXe siècle et finalement sera dédié à un culte public, celui d'Apollon, fin VIIIe siècle, avant que le temple C ne soit édifié à la fin du VIIe siècle. C'est l'un des premiers temples de la Grèce continentale bâti en pierre de taille. Il est rectangulaire (L. 40 m) et entouré d'une colonnade (peristasis) en bois. Des éléments du décor en terre cuite peinte, dont des métopes, ont été découverts. L'un d'eux présente la légende de Philomèle, fille de Pandion, le premier roi légendaire d'Athènes. Après avoir été violée par Térée, l'époux de sa sœur, Procné, le violeur lui coupe la langue. Mais elle brode le viol sur un tissu et communique ainsi avec sa sœur. Elles se vengeront... et seront finalement transformées en oiseaux par les dieux : une hirondelle et un rossignol. Le temple apparaît ainsi comme un lieu de commémoration des légendes partagées dans l'espace grec.

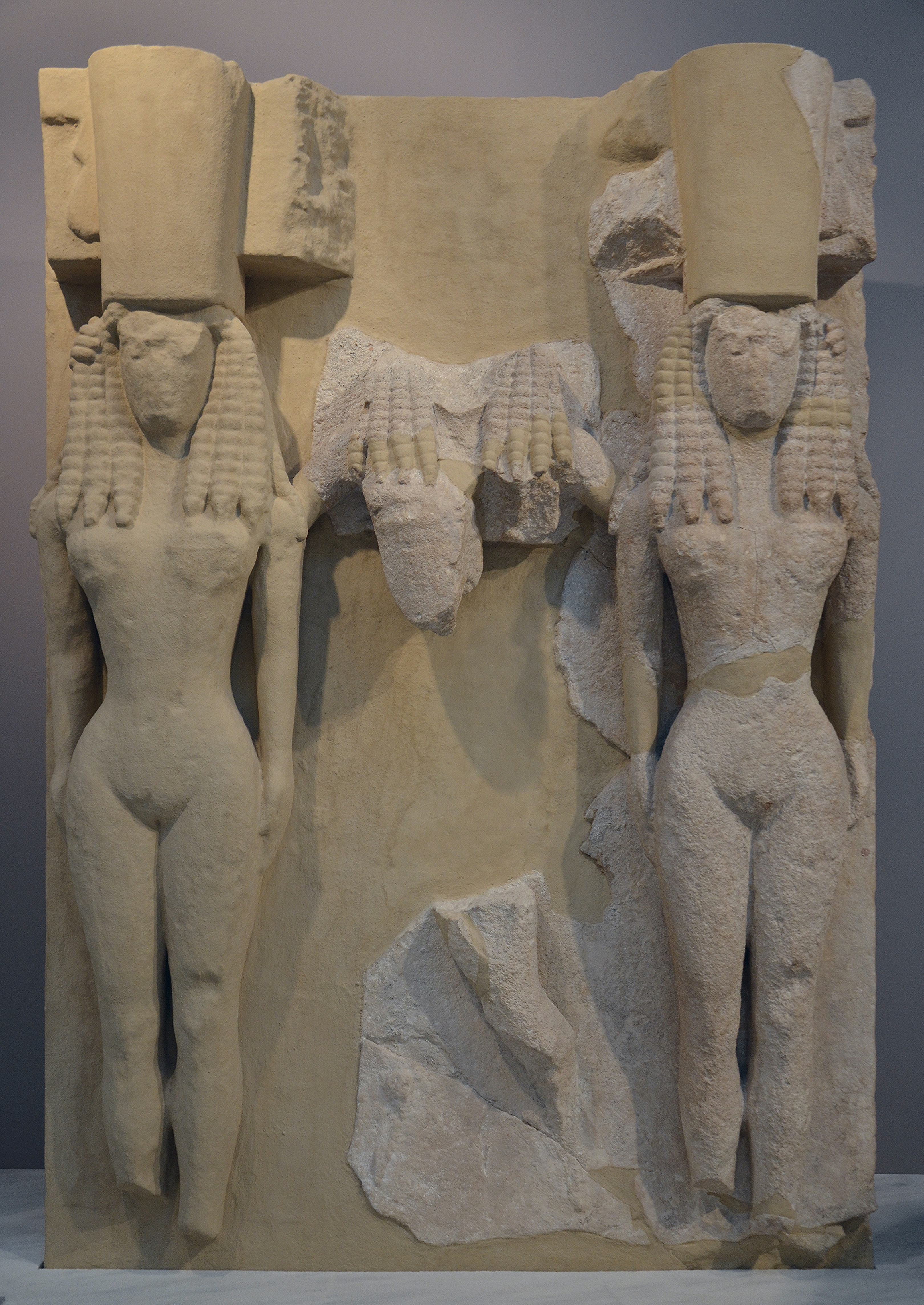
Triade: Apollon entre Léto et Artémis (figurées nues et portant un polos). Temple archaïque d'Athéna à Gortyne, milieu VIIe siècle. MA Héraklion

L'orientalisation imprègne certains des premiers monuments "sacrés", quelle qu'en ait pu être la fonction réelle au VIIe siècle. Le phénomène est particulièrement visible en Crète. Il conduit à des formes nouvelles mais qui seront sans suite. Le temple de Gortyne, bâti dans la seconde moitié du VIIe siècle, possède ainsi un plan unique dans le monde grec. Il est comme dérivé d'un temple égyptien, le petit temple de Médinet-Habou, dans le delta égyptien, construit à Thèbes par Hatchepsout et Touthmôsis III. Les dimensions des temples sont semblables et leurs naos sont aussi divisés, en six chambres pour le temple de Gortyne et en trois chambres dans le cas de Médinet-Habou. Rappelons que, dans le monde grec, le naos reste un espace unitaire.
Ce modèle architectural est régulièrement utilisé en Égypte pour d’autres temples depuis le Nouvel-Empire, notamment dans le Delta, que les Grecs ont pu approcher depuis le port de Naucratis, lui aussi situé dans le Delta. À Gortyne la sculpture, elle aussi, reflète les modèles égyptiens. On y a découvert, en effet, un groupe sculpté du VIIe siècle, identifié comme Apollon entre Léto et Artémis, mais dont le prototype semble bien se trouver dans les triades égyptiennes (comme celles de Mykérinos) dont les coiffes complexes auraient trouvé un parallèle dans le polos local.
Olympie et Delphes deviennent aux VIIIe et VIIe siècles des sanctuaires panhelléniques. Le site d'Olympie aurait été, lui aussi, dès le Xe siècle dédié au culte d'un héros, Pélops. Des offrandes votives et des fondations en pierre datent du VIIIe siècle. C'est l'époque des premières compétitions gymniques et hippiques panhelléniques. Puis le VIIe siècle y voit s'élever le premier sanctuaire d'Héra. Quant à la restitution, aujourd'hui, de ces temples anciens, elle pose des difficultés qui ont fait l'objet d'une publication détaillée - concernant, en particulier, le temple archaïque de l’Héraion d’Argos édifié au VIIe siècle. Ces recherches sont emblématiques des difficultés rencontrées et de la réflexion soutenue pour proposer la restitution du plan initial de ces édifices.

### Le «temple» de Prinias (Crète)
Le problème de la restitution des édifices antiques se pose encore ici.
Selon une relecture de 2019 : « Les plaques sculptées de cavaliers doivent être, comme plusieurs spécialistes l’avaient déjà proposé, restituées en bas de l’édifice, à hauteur d’homme. [...] Une figure de déesse apparaît sous plusieurs formes, et six fois, au niveau de l’entrée : deux fois, debout et nue, sur les montants verticaux d’une porte ; deux fois, debout et vêtue, sur le linteau au‑dessus de la porte ; deux fois, assise et vêtue, sur le linteau. [...] Les figures assises, quant à elles, doivent, contrairement à leur présentation au musée, être restituées de manière frontale sur la façade et non plus de profil, de manière à être bien visibles. ». Des représentations de déesses nues qui, selon toute vraisemblance, flanquaient l'accès à l'édifice, seraient le produit d'un syncrétisme de l'Orient et de Grèce, des déesses protectrices, des Astartés. Quant aux deux représentations de la maîtresse des animaux, pour Jane B. Carter, « il s’agirait de divinités féminines liées aux forces nutritives et de régénérescence, notamment du monde végétal, dont l’iconographie trouverait des parallèles dans la déesse associée au rituel du marzeaḥ syro‑palestinien [lieu de réunion pour des confréries masculines qui se réunissaient dans le cadre de banquets au Levant]. De surcroît, sur le linteau, le motif des cerfs paissant trouve des parallèles précis dans les ivoires tant levantins (Samarie) qu’assyriens (Nimrud) ou encore de Syrie du Nord (Arslan‑Tash) tandis que la représentation orientalisante de panthères est fortement inspirée de modèles hittites. » 

Pour J. B. Carter, les sculptures, plutôt que d’indiquer la nature religieuse de l’édifice comme temple, refléteraient l’utilisation du bâtiment par une élite guerrière, un espace destiné à des repas en commun et à un culte d'ancêtres héroïsés.
- Temple A, Rizinia (Prinias). Dédalique récent 640‑635/620[193]. Musée archéologique d'Héraklion

Temple A, Rizinia (Prinias). Dédalique récent 640‑635/620. Musée archéologique d'Héraklion
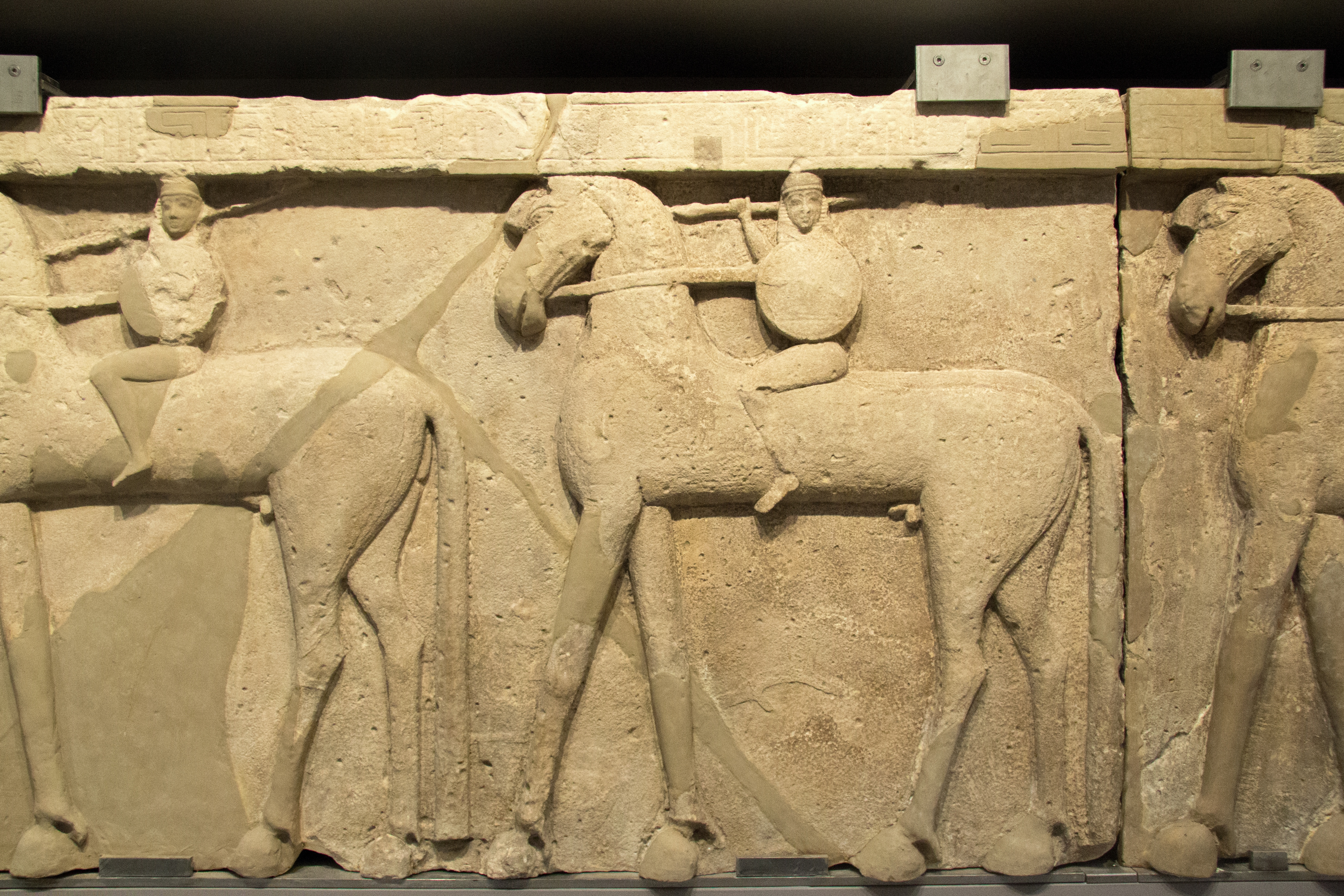
Frise des cavaliers en armes.
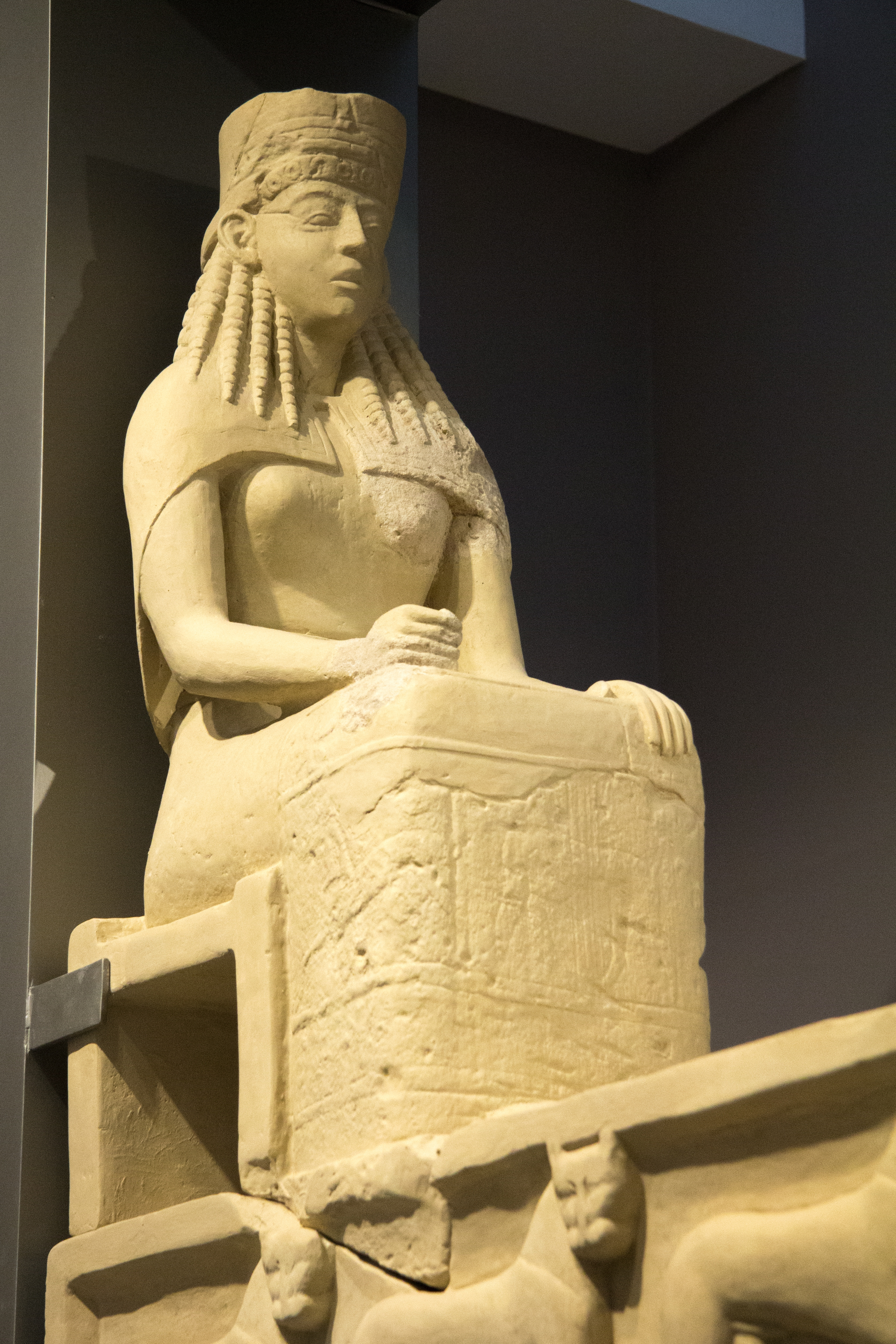
Déesse assise.
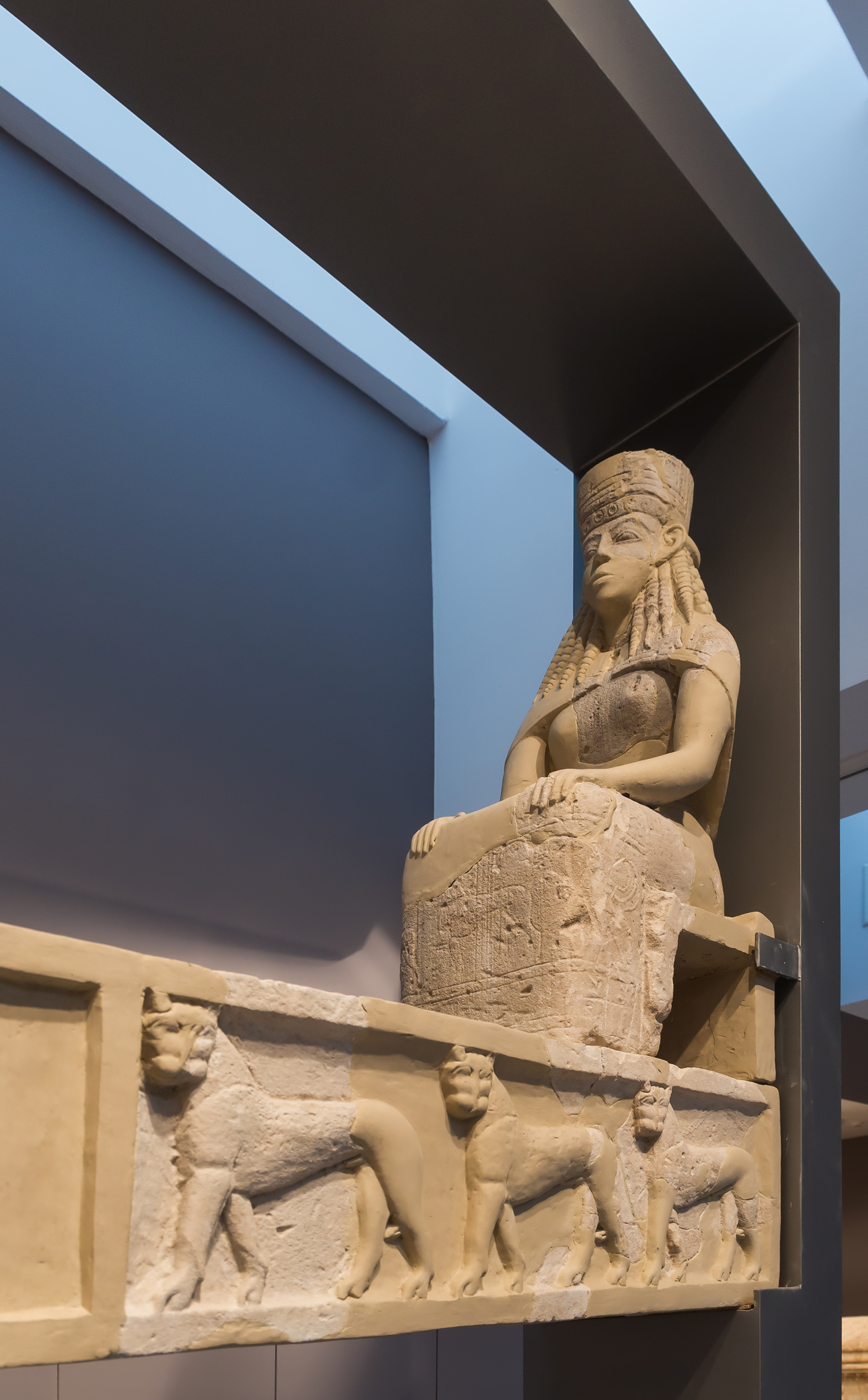
Déesse assise.
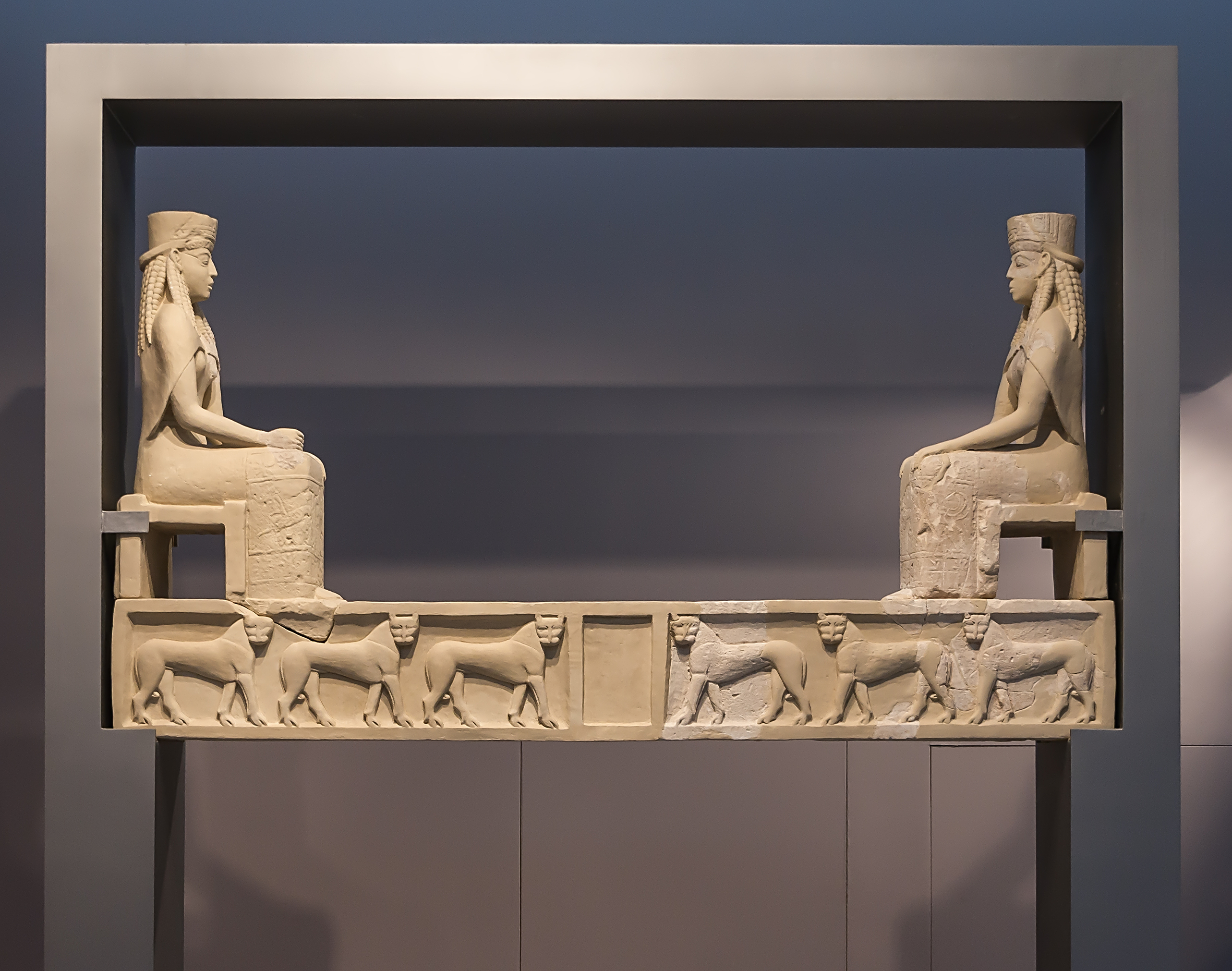
Composition du musée. Linteau : panthères orientalisantes

### L'Héraion de Samos
Le premier Héraion de Samos, au VIIIe siècle, est hécatompédon, c'est-à-dire un « temple de 100 pieds », une construction étroite, longue de 100 pieds, composée de murs en brique et d'une ligne de poteaux centrale qui soutenait la toiture par une charpente en bois. Au VIIe siècle un péristyle en poteaux de bois entoure le premier temple tout en gardant la ligne de poteaux centrale. Ce temple jouit à l'époque orientalisante d'une renommée internationale, comme en témoignent les offrandes d'origine anatolienne, assyrienne, syro-phénicienne, égyptienne. Son rayonnement donne alors à Samos un rôle essentiel dans la diffusion du phénomène orientalisant dans le reste de la Grèce. C'est dans ce contexte que naît l'ordre ionique au VIIe siècle. Il s'épanouira au deuxième quart du VIe siècle dans les grands temples diptères de l'Ionie du Sud, Samos, Éphèse et Milet.

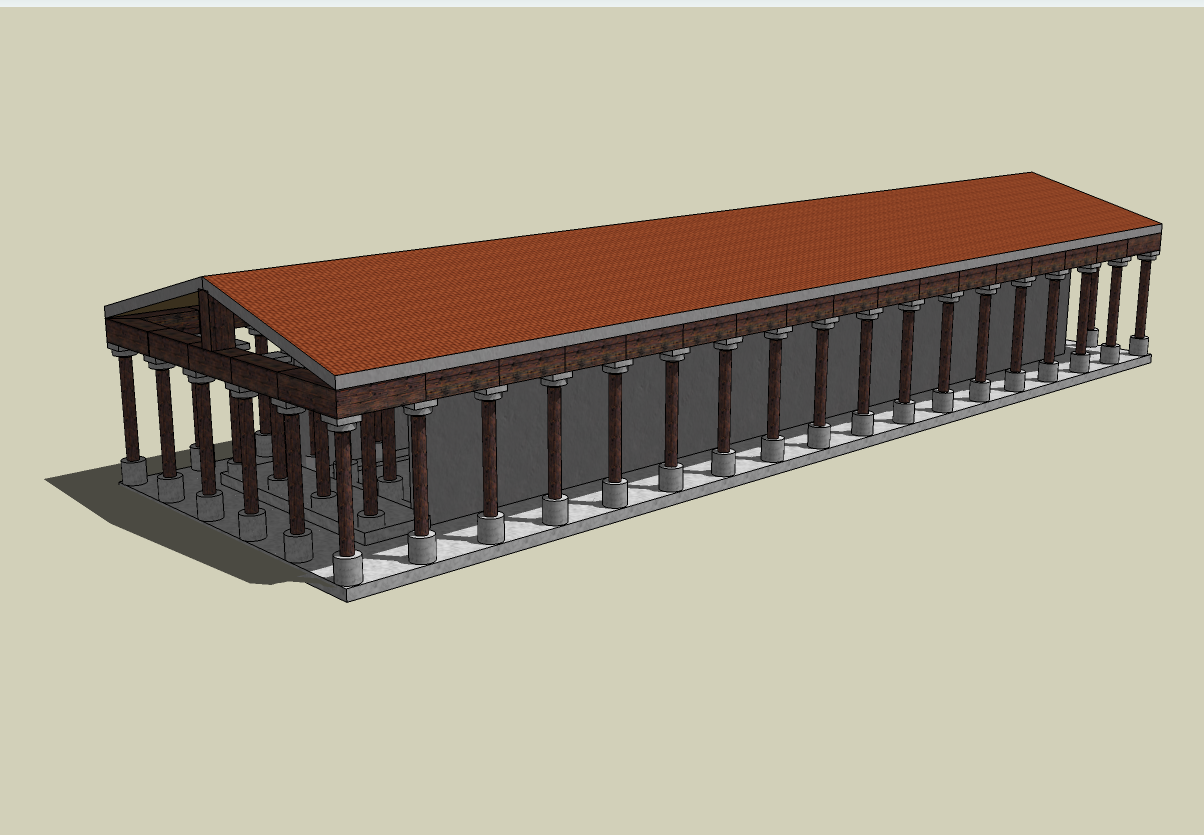
Restitution approximative du temple au VIIe siècle

### L'Artémision d'Éphèse
Au cours du VIIe siècle le temple d'Artémis à Éphèse n'est plus le petit enclos sacré de l'époque géométrique. Au second quart du siècle, un premier temple en pierre est construit, un des plus anciens de l’Égée à présenter un plan périptère. Dès le milieu du siècle la richesse des offrandes augmente considérablement. De telles offrandes sont clairement attribuées à l’action de la dynastie des Mermnades. Ceux-ci règnent alors sur la Lydie voisine,.

## Images et sources littéraires perdues
De nombreux exemples ont été donnés de peintures sur céramique qui reprennent telle action des poèmes homériques, comme l'aveuglement du Cyclope par Ulysse et ses compagnons, sur l'amphore protoattique du peintre de Polyphème (amphore qui contenait les restes d'un enfant de 10 ans environ).
Dès le VIIe siècle certaines peintures ou reliefs sur vases sont aussi évocateurs de textes qui venaient juste d'être composés et dont il ne nous reste, aujourd'hui, que des bribes. C'est le cas de l'Ilioupersis (la destruction de Troie), probablement composé au VIIe siècle. Ce poème épique appartient à ces textes que l'on nomme le « cycle épique », distinct par leur qualité moindre de l'Iliade et de l'Odyssée. Cette série de poèmes est aujourd'hui presque entièrement perdue, mais les auteurs classiques en ont donné des versions nouvelles dans les tragédies. Parmi ces textes perdus, les Nostoi (les retours des héros dans leur patrie, composés aux VIIe – VIe siècles), et d'autres, apparaissent de manière moins visible sur les vases à l'époque orientalisante que la destruction de Troie elle-même. 

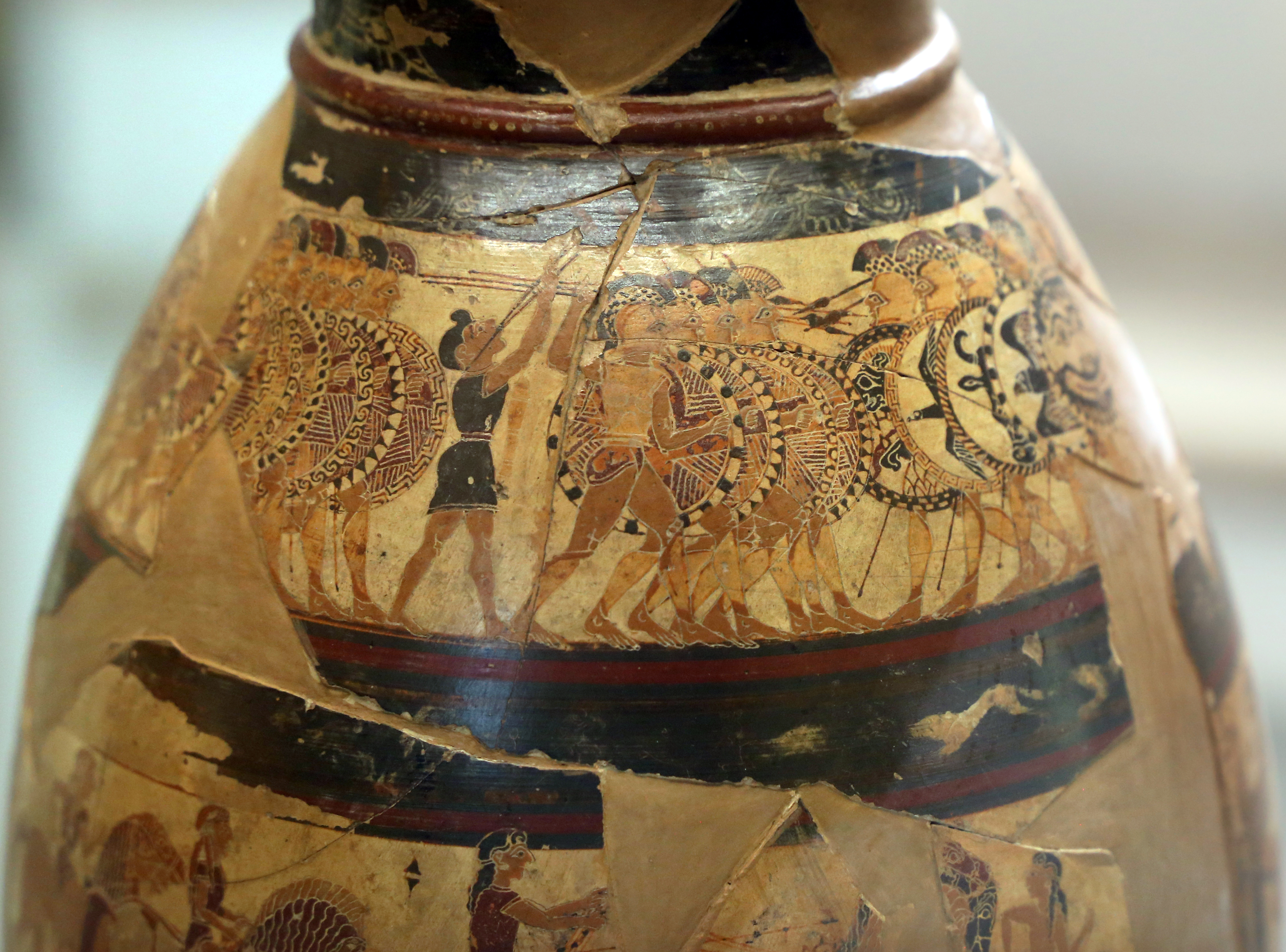
Olpé Chigi. Scène de bataille

La scène de bataille de l'olpé Chigi est tout à fait exceptionnelle ; elle restitue probablement de manière assez réaliste un combat entre hoplites, sans que l'on puisse lui trouver de référence dans la littérature de l'époque. Par ailleurs, sur ce vase la suite des scènes correspond singulièrement à des moments chronologiques différents.

## Société

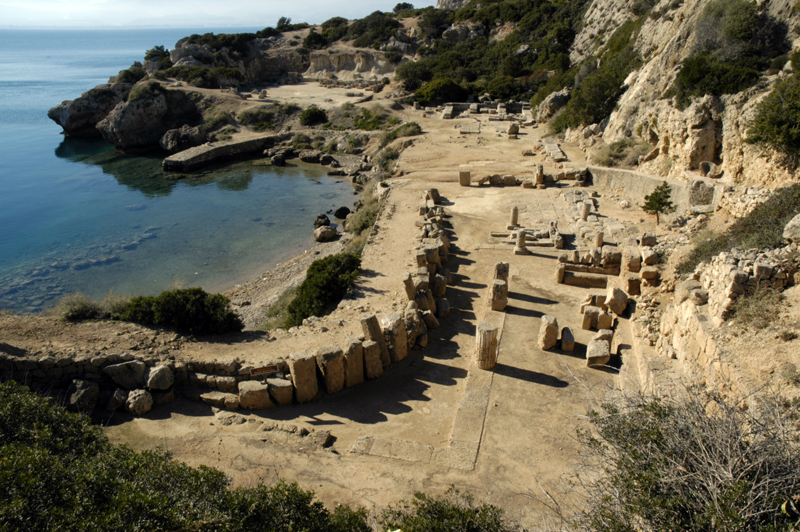
Le site du temple d'Héra à Pérachora, golfe de Corinthe

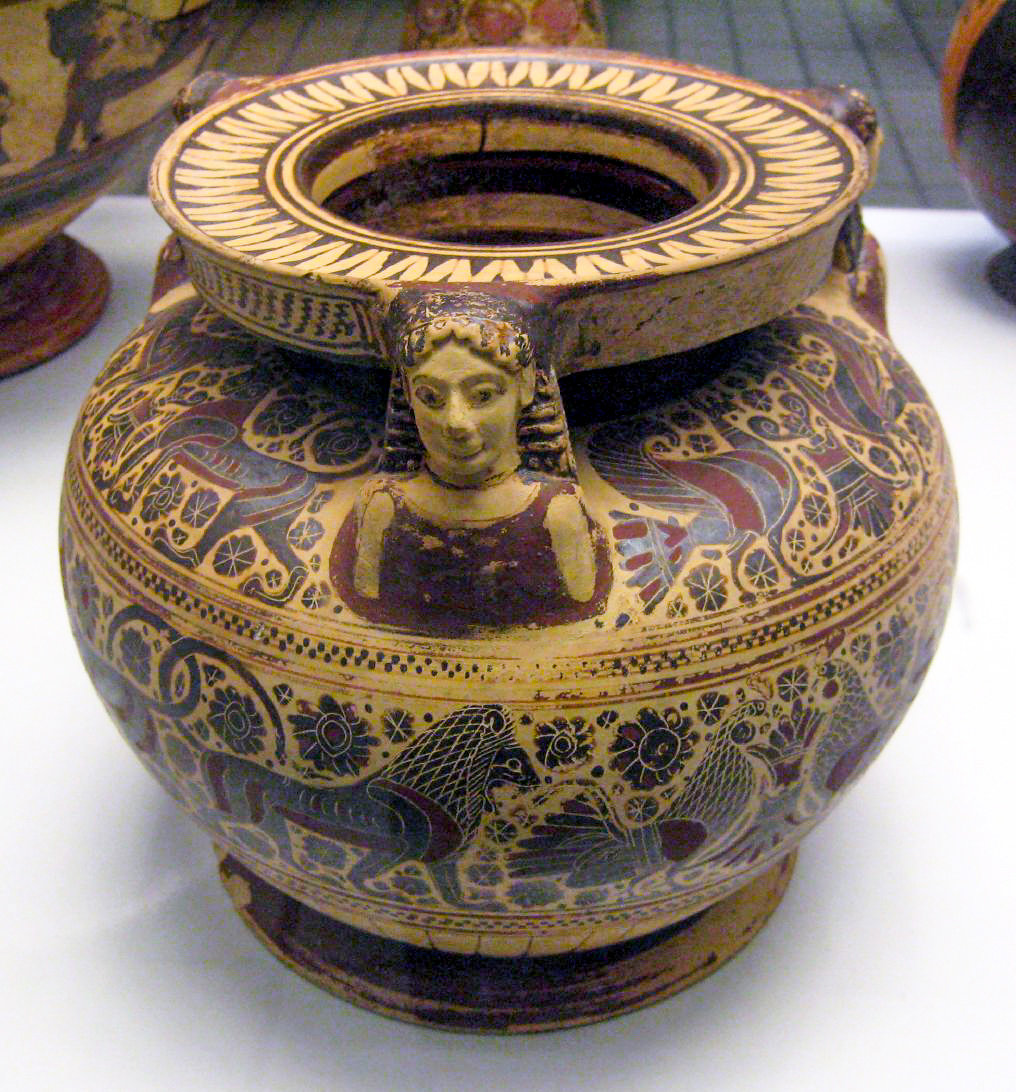
Certains vases à cosmétiques (fard ou poudre) sont décorés de figures féminines environnées de sphinx et d'animaux (comme cette pyxide. Corinthien moyen, v. 600-575)

### Sphinx, sirène et femme

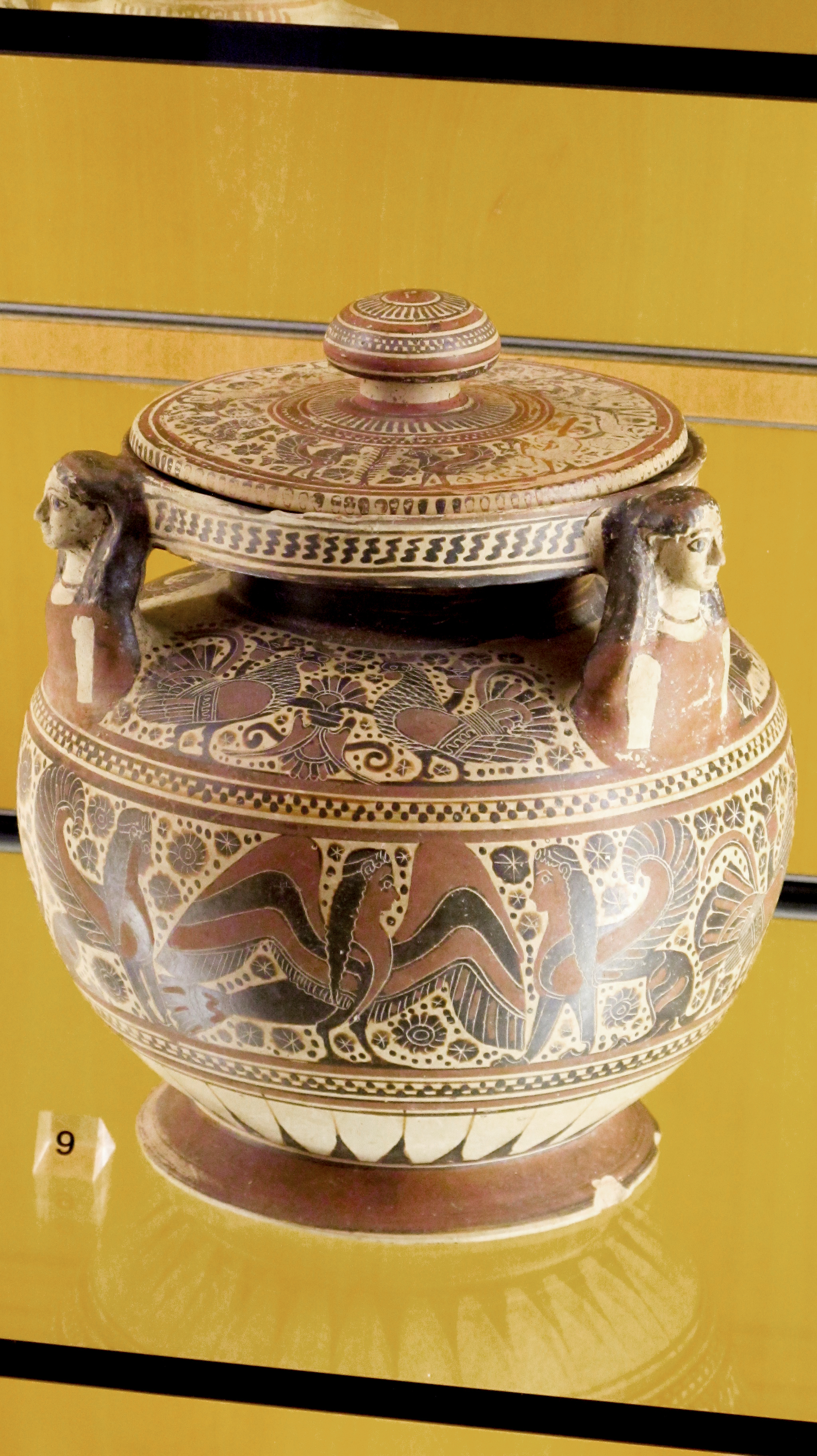
Pyxide et son couvercle, peintre Dodwell (?), Corinthe, 590-580. Style corinthien. MBA Lyon

Certaines caractéristiques de motifs orientaux importés dans la société grecque de cette époque ont été relevés récemment.
Le culte d'Héra à Pérachora a fait l'objet d'une étude qui en prouve la continuité du VIIIe au VIe siècle. Avec d'autres lieux de culte d'Héra similaires, les motifs iconographiques peints sur les vases qui leur sont associés permettent d'approcher les représentations liées au mariage, en Grèce, à cette époque.
Catherine Cooper fait remarquer que l'image du sphinx, très populaire dans la céramique corinthienne depuis le début du VIIe siècle, apparait seul ou par paires affrontées, parfois seul sur le vase mais souvent au sein d'une frise d'animaux, éventuellement exotiques, à côté d'oies, de lions et de panthères. Il n'apparaît qu'exceptionnellement en interaction dans une scène. Il est rarement chassé par des hommes, mais alors, comme une quelconque bête dangereuse.
Quelques vases le mettent en présence de femmes, dans des scènes singulières où il n'apparaît pas dangereux. Ces vases ont tous été trouvés sur des sanctuaires dédiés à des divinités féminines, dont trois dédiés à Héra. Sur l'un de ces vases, la figure de femmes assises semble bien correspondre, comme dans les traditions orientales, à une déesse ou une prêtresse. Ici le sphinx et la femme sont mis sur un pied d'égalité. Sa patte levée est à rapprocher des figures orientales de l'Arbre de vie encadré par de semblables animaux ; couple de sphinx ou de griffons, saisis dans un geste de vénération et de protection. 
Le sphinx apparaît aussi en regard d'une sirène sur la pyxide du musée des Beaux-Arts de Lyon. Antoine Hermary évoque la sirène comme symbole de la séduction féminine à l'époque archaïque, où, lors des cérémonies du mariage auxquelles sont associées des sirènes, celles-ci accompagnent le char des époux.
Le sphinx apparaît ici comme le garant d'une union, lors d'un mariage ou d'un enlèvement où la femme tient ce qui est interprété comme une couronne, tandis que son autre poignet est saisi par la main de l'homme, le tout en présence de deux divinités féminines. Au début du VIe siècle le couple sphinx-femme apparaît dans d'autres sanctuaires dédiés à deux divinités féminines, ceux de Déméter et Korè et le sphinx, à l'origine issu de traditions orientales, semble être devenu une figure appropriée aux divinités féminines.

### Clivages sociaux
À cette époque le type de société fondé sur la polis, traduit abusivement comme « cité-État » (le mot « État » étant anachronique), ne concerne pas toutes les régions: ainsi en Grèce du Nord, le royaume de Macédoine et l'Épire ne connaissent que de petites agglomérations non fortifiées, dites komai. Dans le groupe des polis la distinction peut être faite entre les « modernes » et les « archaïques ». Cette distinction repose sur les définitions du citoyen, de l'homme libre et de l'esclave. Ainsi, après avoir pris possession de la Messénie, les Spartiates ont créé une classe d'esclaves spécifique, les hilotes. On retrouve aussi, apparemment, des populations d'esclaves en Thessalie et en Crète. Les oppositions récurrentes pendant tout le VIe siècle entre les élites et les autres trouveront des solutions différentes selon les cités en question. Dès Hésiode et jusqu'avec Solon les difficultés que rencontrent les paysans sont bien évoquées ; la précarité, l'endettement, la dépendance et la servitude restent des hantises constantes. 
Récemment, la théorie d'une explosion démographique à la fin VIIIe siècle a été remise en cause par celle du droit à sépulture : un plus grand nombre de personnes des élites ou de gens aisés ayant eu accès à une sépulture dans le cimetière local. Le taux de croissance serait ainsi plus homogène. On constate aussi qu'il n'y a pas de recul de l'habitat au VIIe siècle.  
La société, essentiellement paysanne, évolue. Une personne de condition moyenne possède alors la terre d'un klèros, qu'elle transmet par héritage. C'est une tenure, une terre exploitée moyennant le paiement d'une redevance à son propriétaire, mais dégagée de toute obligation ; le propriétaire est bien celui qui cultive,. Alors que l'hectémore loue la terre qu'il travaille : c'est un métayer. Julien Zurbach (2017) étudie la situation de la société grecque et la question de la dette, en particulier à la fin du VIIe siècle - avant la réforme de Solon en 594. Cet auteur se demande si l'on peut ou non confondre hectémore et esclave pour dette. Les prêts que pouvaient demander les pauvres auprès des riches mettaient, en effet, en gage leur propre personne et celle de leur famille.

Après la réforme censitaire de Solon, les hectémores ont probablement été assimilés aux thètes, des ouvriers agricoles en quelque sorte. Quant aux élites de l'époque d'Hésiode, les basileis et le aristoi, elles possèdent la terre et rendent la justice - en se faisant d'ailleurs "acheter", à l'occasion, comme le remarque, lui-même, Hésiode.
Les paysans hectémores et leur famille, mais aussi toute personne endettée, pouvaient donc être réduits en esclavage pour un loyer ou une dette non payée. Zurbach montre que ce sont les cinq sixièmes de la récolte du paysan qui constituaient le loyer en question, à verser au propriétaire. Il semble aujourd'hui quasiment impossible que ces paysans aient pu payer un tel loyer. D'autres statuts co-existent à celui d'hectémore, les thètes, salariés agricoles, les esclaves en général et les hilotes, asservis aux Spartiates. À cette époque l'essentiel des biens tirés de l'agriculture consiste en céréales, conservées dans les jarres, les pithoi.
En Attique, de 800 à 600, les populations d'hectémores les plus pauvres pouvaient essayer de survivre sur des terres marginales ou bien pouvaient émigrer - sauf que cette dernière option, largement ouverte à certaines périodes pour des raisons principalement politiques et militaires, n'était pas possible à d'autres périodes, ou du moins réservée à quelques-uns seulement. Les terres marginales étant situées aux confins du territoire, ou simplement loin de la cité. C'était des terres à défricher. 
En conséquence, la fondation de nouvelles polis est la solution que choisissent certains Grecs pour fuir l'extrême pauvreté et le manque de terre. Se joignent à eux ceux qui recherchent des débouchés commerciaux. Partent aussi ceux qui fuient pour cause de dissensions politiques entre factions au sein des élites et le peuple civique en cours de formation. Ils ne partent pas précisément dans un esprit de « colonisateur » comme ça a pu être le cas en Occident au XIXe siècle. La fondation de nouvelles polis, les apoikiai (des cités fondées outremer), a longtemps été considérée comme une « colonisation grecque », en appliquant abusivement un concept moderne sur une réalité différente, faite, en partie, de multiculturalité et de cosmopolitisme. Aujourd'hui on préfère le terme plus juste de « diasporas »: « mouvements de personnes, individuels ou collectifs, libres ou contraints », mais sans nostalgie du pays d'origine ni projet de retour. Le terme d'« essaimage » serait peut-être plus approprié,.
Si le commun des individus n'a laissé aucune trace dans le domaine funéraire, il n'en aura pas été de même d'une certaine élite civique, qui se sera distinguée au VIIIe siècle par des dépôts funéraires et au VIIe siècle par des dépôts votifs dans les sanctuaires, des dépôts souvent "exotiques", des orientalia. L'objet, surtout exotique, oriental ou orientalisant, restait dans l'espace ouvert du sanctuaire et était alors un support de mémoire, mnèmata des donateurs. Mais on a vu aussi que la Grèce a conservé le souvenir de leurs richesses dans les édifices de brique et de pierre, parfois ornés de sculptures au VIIIe siècle, sculptures qui portent le nom du ou de la dédicante inscrit dans la pierre. Ces lieux de cultes civiques sont souvent élevés sur d'anciennes constructions dédiées au culte d'ancêtres prestigieux . 
À l'inverse de la dureté de la vie imposée à certains, les élites de cette époque ont aussi développé un goût du « luxe archaïque », l' habrosynè, legs oriental (lydien) - dont les objets « exotiques » mais aussi l'élevage des chevaux - qui toucha en particulier les cités de Grèce de l'Est. Il s'est agi d'un style de vie distinctif dépourvu, dès la fin du VIIe siècle, de toutes les connotations négatives qui seront celles attribuées au luxe, tryphè, après les guerres médiques (au début du Ve siècle) et nécessairement dans le climat d'hostilité permanente qui suivit. L'Orient fut alors vu comme une menace, et son luxe comme profondément débilitant.